# Архітектура Одеси

План міста Одеси,1828 р.

Архітектура Одеси  — історія архітектури українського портового міста на узбережжі Чорного моря за декілька століть.

## АрхітектураХаджибею
У XIX столітті на території сучасної Одеси існував невеликий кам’яний замок, який був перетворений на цитадель бастіонної фортеці. Причиною стала загроза російської експансії. Він розташовувався на крутому схилі в районі теперішнього Приморського бульвару. Хаджибейський замок складався з двох круглих ронделів і з’єднувальних стін, які утворювали внутрішнє подвір'я. Внизу біля устя Карантинної балки облаштовано морську пристань. Як саме виглядали споруди передмістя — достеменно невідомо. У дореволюційних путівниках згадуються лазні османського періоду, які, за припущеннями, існували ще у середині XIX століття, хоча датування цих об’єктів залишається сумнівним.

## Первісний етап забудови

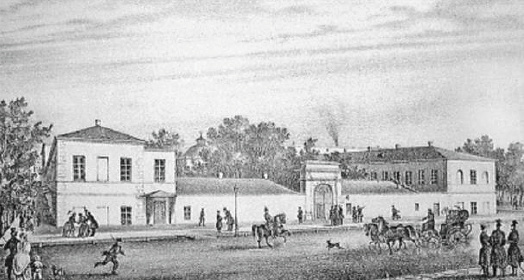
Арх. Франц Боффо. Одеса. Перша будівля Рішельєвського ліцею з церквою у внутрішньому дворі на Європейській вулиці

Історія забудови Одеси була пов'язана із загальною розбудовою всього Північного Причорномор'я, землі котрого імперська Росія захопила в Туреччини наприкінці XVIII ст.. Вже наявні та наново засновані міста отримали нові плани з простим облаштуванням кварталів у якості ґрат. Також у перші роки російської влади міста на півдні об'єднувала однакова архітектура більшості споруд та використання в якості будівельного матеріалу місцевого каменю — вапняку. Цеглу використовували лише локально, наприклад для димоходів. Родовища придатної глини в Одесі були на схилах Водяної балки та на Жеваховій горі і вже у 1800-х роках існувало декілька тимчасових цегельних заводів.
У 1794 був затверджений новий план Хаджибея з розташуванням військової гавані в тому ж самому місці, що й за часів Османської імперії. Замість фортеці і передмістя були заплановані прямокутні квартали. На початку XIX ст. план міста неодноразово коригувався у бік значного збільшення кварталів, але принципи планування залишились незмінними, до того ж не всі заплановані майдани були влаштовані, і таким чином сітка прямокутних кварталів вийшла навіть більш одноманітною, ніж це передбачалося первісним планом.
Планом передбачалося влаштування кількох майданів, призначених для торгівлі, але не всі з них були реалізовані. Ґратчаста сітка вулиць добре вписувалась у ландшафт. У плані не передбачалися закруглені траєкторії вулиць, і в такий спосіб дві половини кварталів з'єднуються під кутом по Преображенській вулиці.
Оборонні можливості міста були реалізовані споруджуванням бастіонної фортеці у формі зірки (нинішній парк Шевченка), яка призначалася для захисту порту і була останньою лінією оборони, та земляного валу по периметру міста з оборонними казармами уздовж нього. Влаштування оборонних споруд міста первісним планом не передбачалося, і навіть привело до зменшення кількості передбачених кварталів у попередньо затвердженому плані.
Відомості про зведення перших будівель наприкінці XVIII не збереглися — документи Одеської інженерної команди, що тоді затверджувала проєкти, втрачені. Згідно планів, будівлі споруджувались хаотично у різних кварталах, але найбільш часто у кварталах близьких до нинішнього Приморського бульвару.
У перші десятиліття російської влади проєкти споруд виконувались у своєї більшості у стилі класицизму. В архітектурі Західної Європи на другу половину 18 століття запанував стиль класицизм, який виник унаслідок збільшення кількості адміністративних споруд і прагнення навести лад у вигляді міст та спростити процедуру затвердження проєктів. Класицизм особливо підтримували розвинені на той час держави — королівства Велика Британія, а потім і Франція. Серед держав, що приєдналися до нового стилю, були Австрійська імперія, Російська імперія та новоутворені Сполучені Штати. Будівлі мали не тільки меншу кількість оздоблення у порівнянні з попередньою добою бароко, але й типове планування за встановленими правилами. Для звичайних міщанських споруд у Петербурзі були затверджені так звані взірцеві альбоми, де містилися плани типових споруд. Такі проєкти, на відміну від індивідуальних не потрібно було затверджувати у місцевих органах влади.
До прибуття у Одесу градоначальника А. Е. Рішельє місто забудовували самотужки в ситуації браку досвідчених архітекторів, деякі споруди зводили військові інженери. Практично всі споруди були одноповерховими. Зводилася велика кількість тимчасових житлових споруд — землянок, так з'явилися Арнаутська і Молдавська слободи, що були знищені при фактичній реалізації генплану. Більшість споруд створювалась засобом валькування (глинобитні), стріхи робили з очерету чи соломи, стіни білили тощо. Все це нагадувало забудову сільської України. Землянки, мазанки та сільські будинки переважали в забудові біля порту (де тоді починалось місто), у районах Молдаванки та Пересипі, а також в Карантинній балці. (Зрештою, так само землянками та мазанками починалась на початку 1700-х років і забудова Санкт-Петербурга.)
Серед сільських хат височіло лише декілька відносно солідних будинків і тимчасових храмів, вибудованих з деревини. Але надзвичайний дефіцит деревини в голому степу біля Одеси утримував пересічну забудову в стані землянок, мазанок і сільської забудови до 1820-х років.
Значну частину домовласників складали поміщики, які будували для себе садиби, які практично не відрізнялися від тих, що споруджувались у маєтках. Як і інші міські споруди того часу, вони були одноповерхові, розташовувались вглибині ділянки, іноді з дугоподібними крилами; такі будинки зводились всю першу половину XIX ст. Одним зі зразків таких споруд був будинок Рено на Рішельєвській вул., 1-3, який складався з декількох корпусів з високими бароковими дахами, з'єднаними переходами. Подібним до садиби був і будинок Маркітанта у Карантині (інж. Гатцук, 1834 р.). Садибною була Садова вулиця, де існувало декілька споруд такого роду серед яких будинки Теодора Сікарда на Садовій, 5а (зберігся фрагментарно з повною утратою автентичності), Терезії Шостак у стилі англійської неоготики на Садовій вул., 10 (арх. Д. І. Торічеллі, 1841 р., розширення для Єгора Бальші, арх. Ф. К. Боффо, 1848 р., не зберігся). Глибокий курдонер мала садиба Ганни Юрескун на Картамишівській, 12-16 (арх. Н. Н. Черкунов, 1847 р., не збереглась).
Військовий інженер і будівничий Вікентій Ванрезант, що працював у Одесі в первісний період, працював у провінційній, спрощеній стилістиці — геометричні об'єми, трикутний фронтон, ніяких колон і скульптурних оздоб. Вікентій Ванрезант, тоді очільник Будівельної контори при Чорноморському адміралтейському правлінні — автор кам'яного будинку для де Рібаса, проєкту для Спасо-Преображенського катедрального собору, проєктів для житлової забудови переважно дворян та чиновництва.
У 1804 був отриманий дозвіл на будівництво двох монументальних громадських будівель Одеси — театру і госпіталю за проєктом петербурзького архітектора Тома де Томона. Проєктам були притаманні велич і спрощені монументальні форми.
Госпіталь отримав риси заміського садибного палацу з курдонером та напівкруглими крилами. Будівництво центрального і лівого крил тривало у 1804–1806 рр., церква при лікарні — у 1912 р., а праве крило споруджено у 1821—1823 рр. Нагляд здійснював міський архітектор Франц Фраполлі.
Міський театр мав рясне оздоблення у стилі класицизму і нагадував грецький храм. Будівля була орієнтована перпендикулярно Рішельєвській вулиці, внаслідок чого остання не мала продовження до провулку Чайковського. Пізніші перебудови, які були викликані необхідністю збільшити корисну площу театру дещо спотворили споруду. У 1873 році театр згорів і згодом був розібраний.
У конкурсі 1810-х років на проєкт Рішельєвського ліцею, серед інших участь брали також архітектори Огюст Рікар Монферран та Вільям Гесте. Палацовий, розкішний характер цих проєктів та завеликий кошторис стали в заваді для їх реалізації; замість спорудження нової споруди біля Маразліївської вулиці, були пристосовані складські споруди на Дерибасівській вулиці.

Проєкт споруди Рішельєвського ліцею для Одеси (арх. Огюст Монферран). Не реалізовано

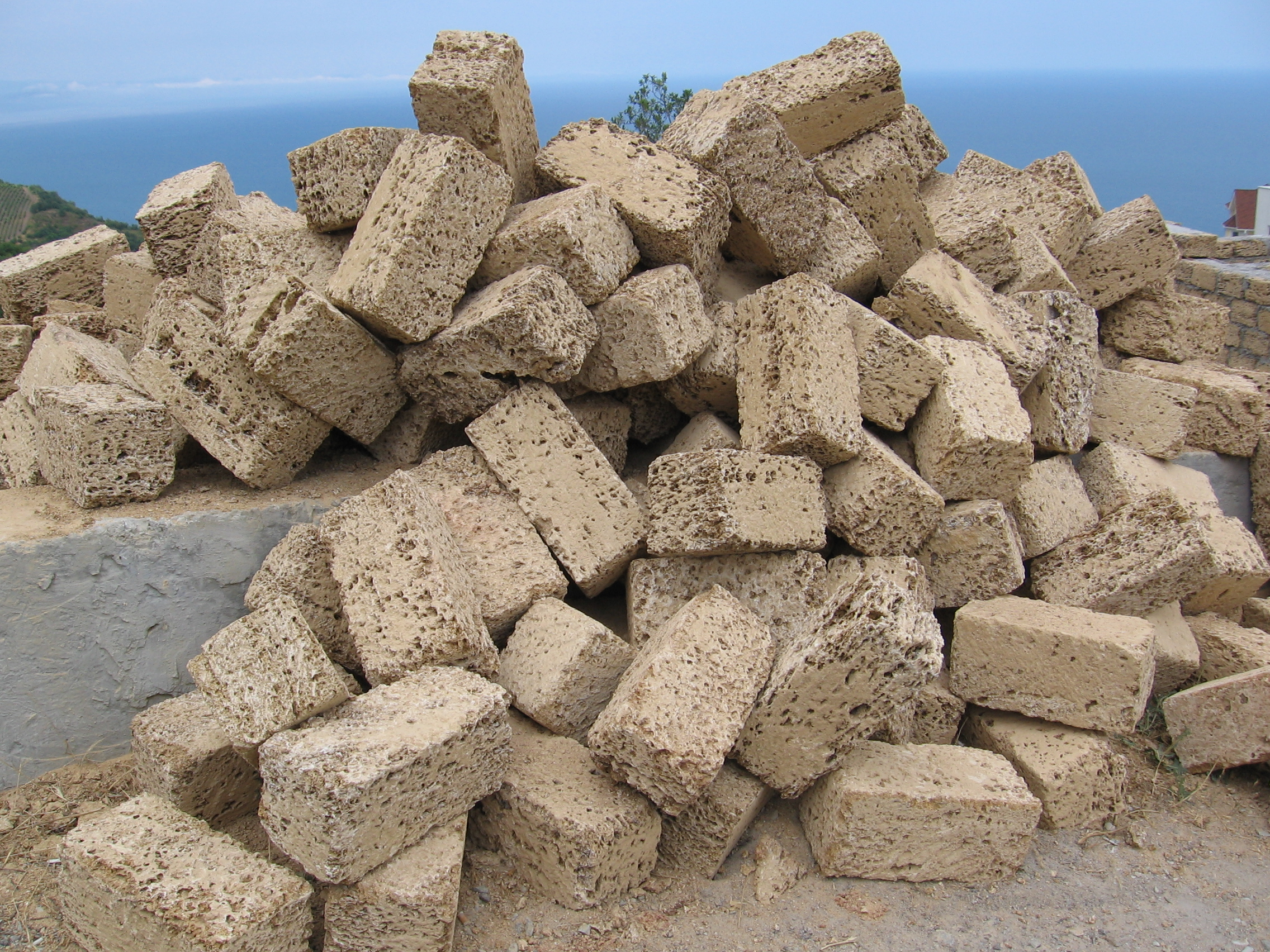
Ракушняк перед забудовою
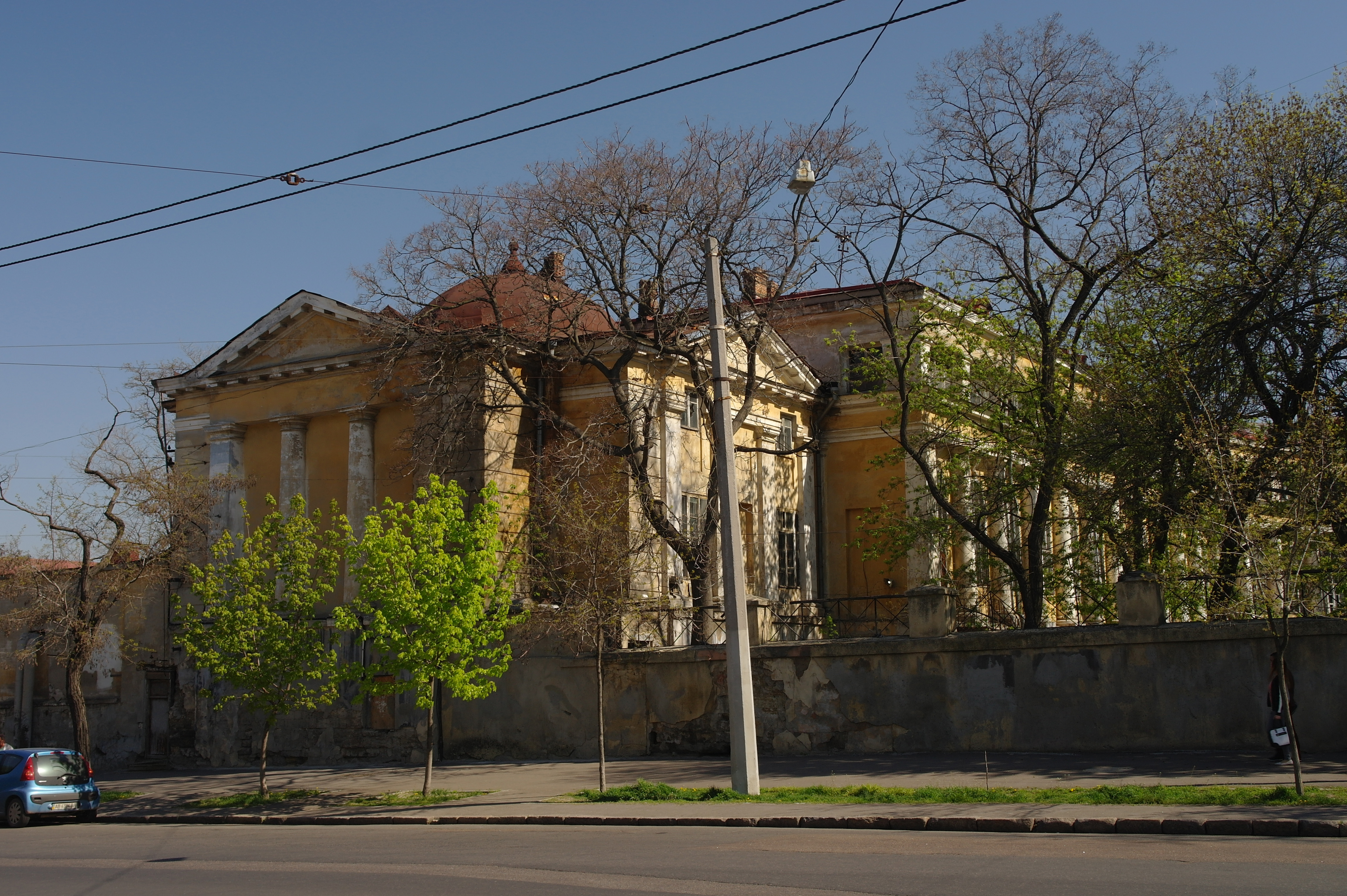
Західне крило лікарні (арх. Тома де Томон, нагляд: Ф. Фраполлі 1804 — 1806 рр.)
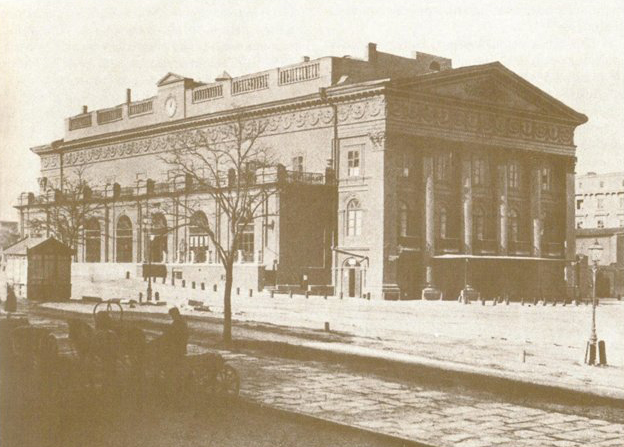
Міський театр (арх. Тома де Томон, 1804 - 1809 рр.)

## 1820-і— 1830-і рр

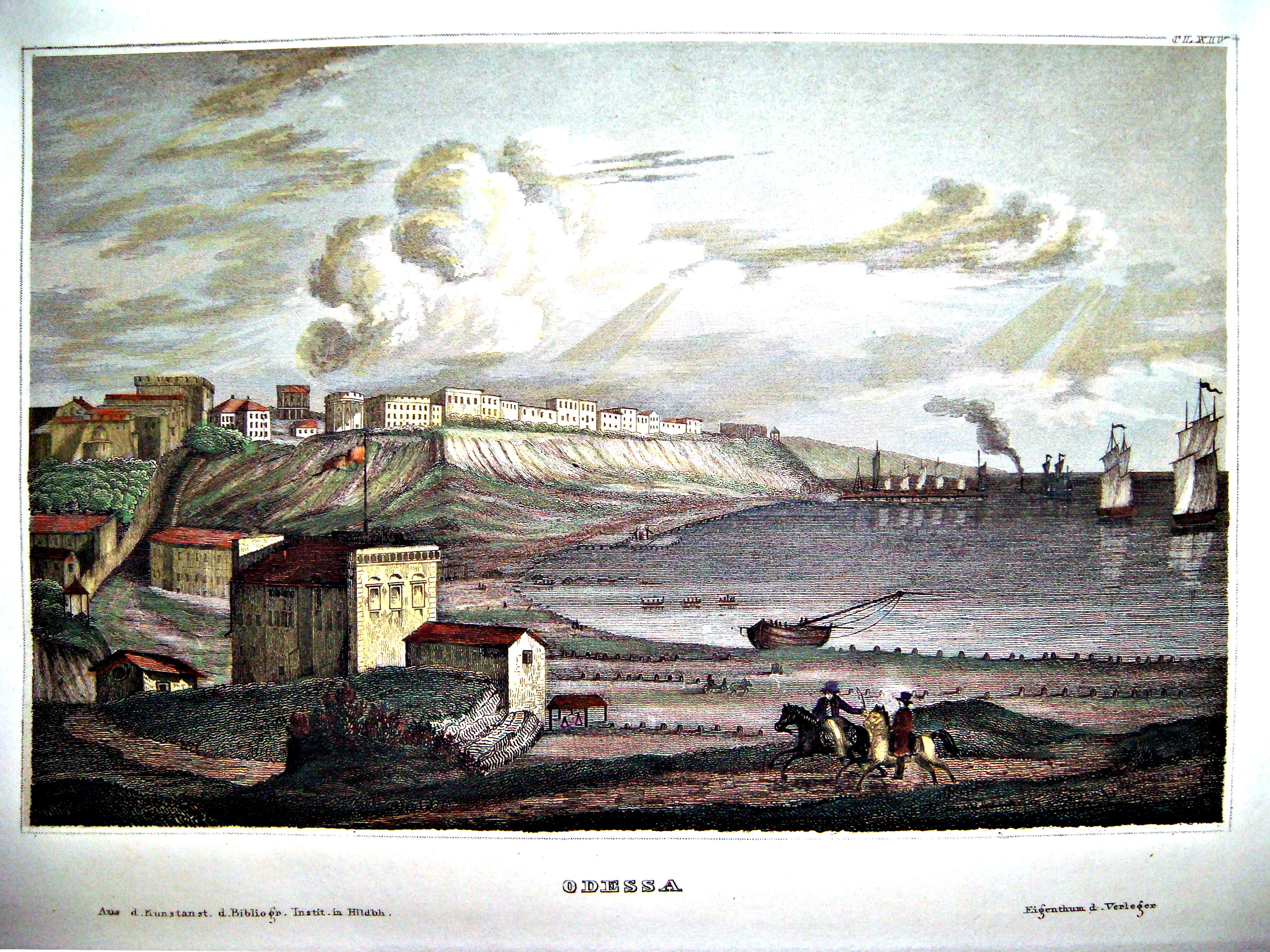
Вигляд Одеси у 1837 році. Гравюра 19 ст.

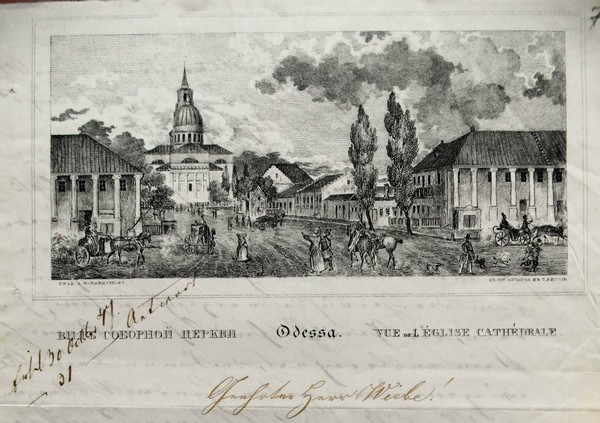
Одеський Преображенський собор від Грецької вулиці, до 1844 р. Літографія А. Брауна.

З розвиненням торгівлі і влаштування Порто-Франко місто швидко забудовувалось, були знесені землянки.
Зазвичай архітектуру років царювання Олександра І зараховують до стилю ампір. Насправді ампір в роки його правління використовували лише для обмеженої кількості споруд державницького значення та для тріумфальних споруд, призначених увічнити військові перемоги російського імператора. В перелік таких міст поселення в Одесі входити не могло.
Стилістика ампіру мала одиничні зразки навіть у післяпожежній Москві, другій столиці імперії. Стилістика ампіру була використана лише в декотрих спорудах архітекторів Карло Россі та Тома де Томона, тоді як масова забудова мала стилістику пізнього класицизму (твори Доменіко Жилярді, Франческо Боффо, Вільяма Гесте, Франческо Кампорезі). Ампір і класицизм в той час співіснували. Чужинський для України ампір (як стиль військової еліти Росії) має лише один чистий зразок — забудова так званого Олександрівського майдану та монументи на честь Полтавської перемоги, створені за проєктами столичних (а не місцевих) архітекторів і не підтриманих надалі в архітектурній практиці провінції.
Значні архітектурні споруди зводились по проєктам столичних архітекторів, а нагляд за будівництвом таких будівель здійснювали міські архітектори. Одним з таких місцевих архітекторів, якому була доручена реалізація багатьох таких проєктів був архітектор Ф. К. Боффо (1796—1867), який почав працювати у Одесі з початку 1820-х років. Двадцять років (1837—1857) був архітектором при особі Новоросійського та Бесарабського генерал-губернатора. У 1844 році був затверджений проєкт власного чотириповерхового будинку Боффо у пров. Чайковського, 8.
У 1826 році столичним архітектором М. П. Мельниковим був розроблений проєкт парних напівциркульних будинків, що були розташовані між Приморським бульваром і Катеринінською площею. Західна будівля призначалася для присутніх місць (установа, що збирала податки), а східна була продана у приватні руки і тривалий період у ній існував готель. Будівлі стали візитівкою міста. У тому же році за проєктом невідомого архітектора почалося спорудження садиби генерал-губернатора Новоросійського краю М. С. Воронцова. Будівля уявляє собою один з найкращих візірців класицизму у Одесі. Окрім палацу був споруджений бельведер, стайні, двірницька та кухонний корпус. На жаль прибудовою 1828 року на довгий період було спотворено вигляд палацу з боку Військової балки.
У 1827 році архітектором Ф. К. Боффо був розроблений проєкт лютеранської церкви на вулиці Новосельського. Храм мав великий портик та вежу незначних розмірів, з торця споруда нагадувала звичайний двоповерховий будинок.
У 1827—1830 рр. за проєктом невідомого архітектора на Рішельєвській вул., 2 був споруджений будинок для градоначальника. Споруда мала монументальні форми — була триповерховою з колонами гігантського ордеру. У якості житла для градоначальника практично не використовувався і далі надавався містом у оренду різним підприємствам. Тривалий час у будинку розміщувався готель «Рішельєвський». У 1944 році будинок буд пошкоджений у наслідок авіаудару і згодом розібраний.
У 1828—1830 рр. за проєктом невідомого архітектора на Думській площі була споруджена будівля купецької біржі. Три крила з'єднані у формі літери «П», а з четвертого боку — колонада утворювали атріум, подібно архітектурі давнього Риму.
У 1841—1842 роках за проєктом Д. І. Торічеллі постала спеціальна будівля Одеського (пізніше Англійського) клубу. Фасади його у останній третині XIX століття були дещо змінені.
Значну частину споруд у Одесі складали складські будівлі, що призначалися для зберігання борошна, за тогочасною термінологією вони називалися магазинами. Таки будівлі могли побудувати будь де у місті у залежності, де власник отримав ділянку, однак найбільш популярними були місцевості біла проїзду до порту у Військової і Карантинної балках. Однією із значних споруд і одночасно значною був триповерховий склад Фундуклея на Садовій вул., 1а (арх. Ф. К. Бофо, 1828 р.). Особливо монументальним є склад Сабанського (арх. Торічеллі, 1827 р.), що пізніше був переобладнаний на т. з. Сабанські казарми.
З кінця 1820-х років зростала кількість проєктів, що затверджував Будівельний комітет, а саме будівель заможних міщан, які бажали будувати споруди кращі ніж ті, що передбачалися взірцевими альбомами. У 1830-х роках будувалося чимало триповерхових будівель.
У 1820-х роках у рамках захоплення романтизмом також набув популярності неоготичний стиль, переважно у формах венеційської готики з кілєвидними склепіннями вікон. Передусім у стилі неоготики працювали архітектори Д. І. Торічеллі і Ф. К. Боффо.

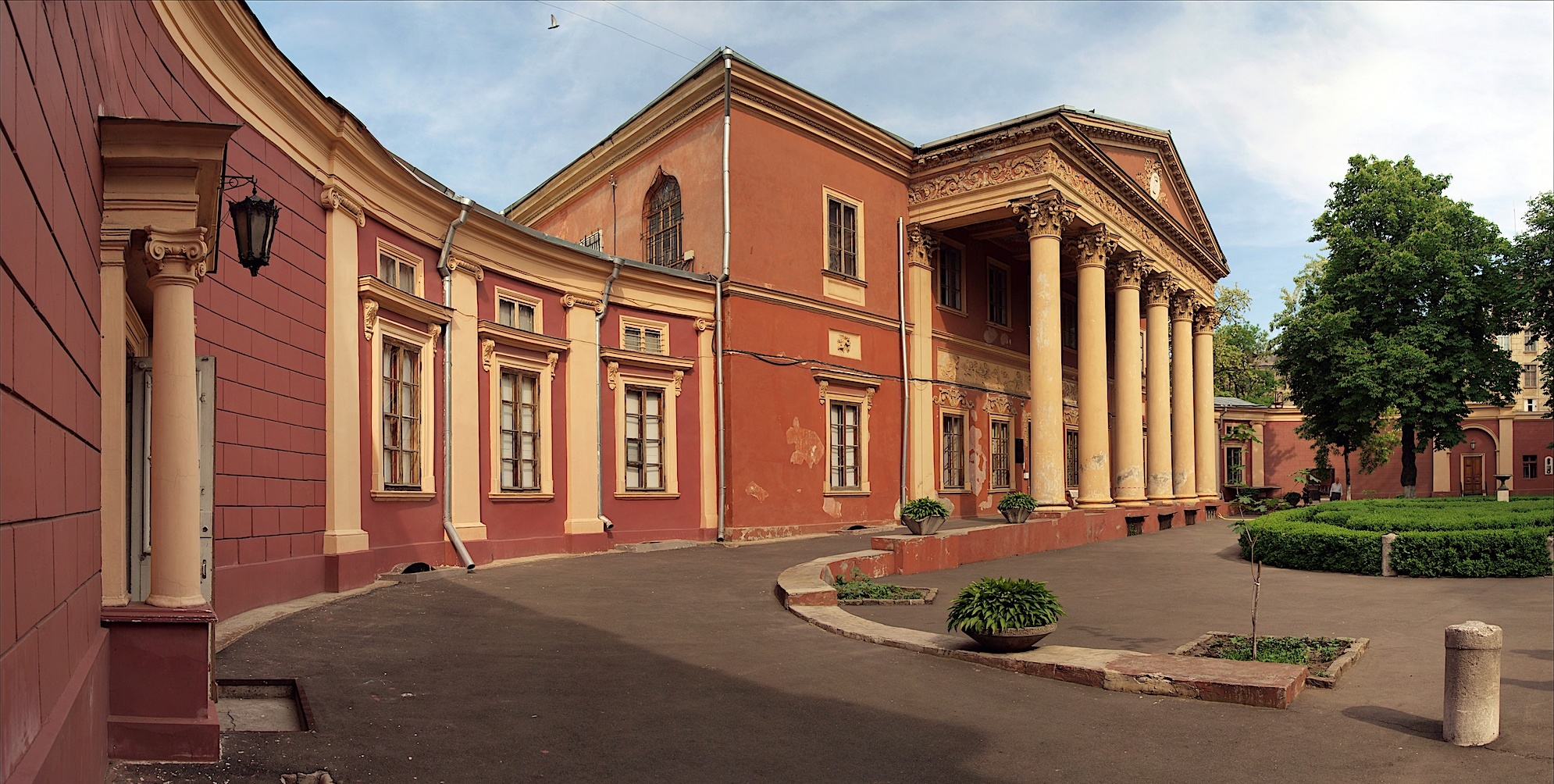
Садиба Наришкіних (невідомий архітектор, 1823 — 1826 рр.)
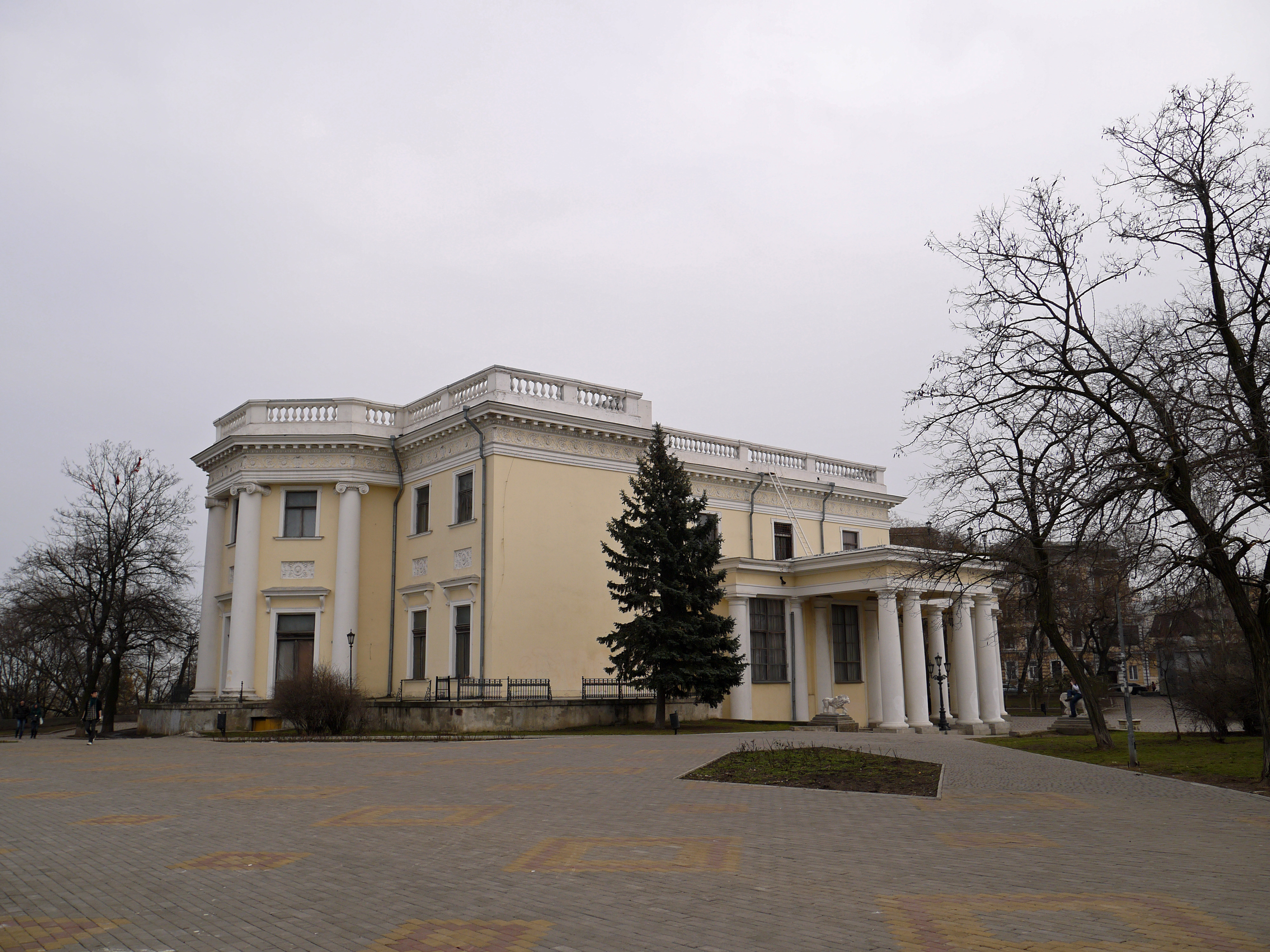
Будинок садиби М. С. Воронцова, 1826 - 1828 рр.
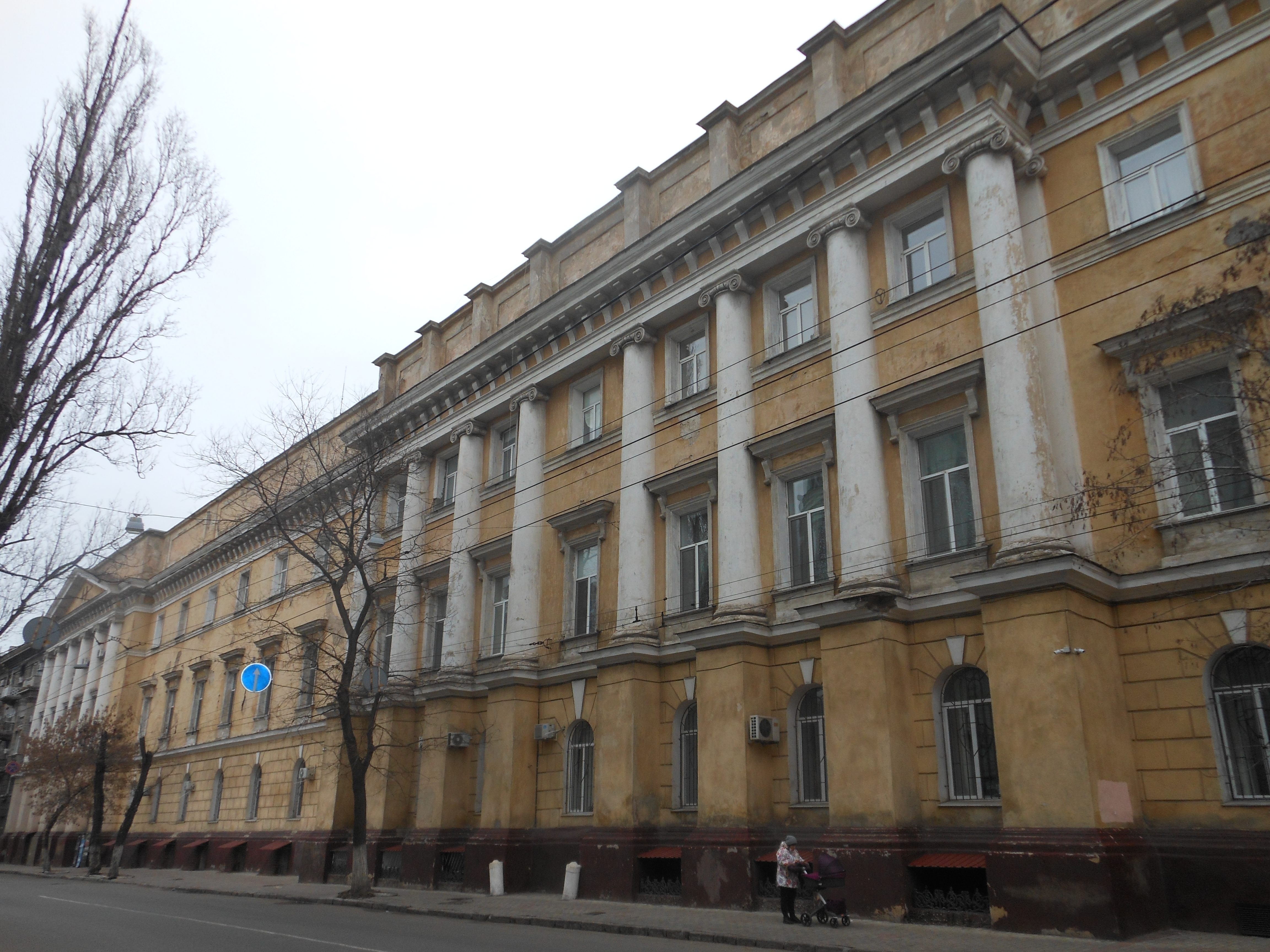
Канатна вул., 23, Склад Сабанського (1827 р., пізніше перебудований під казарми)
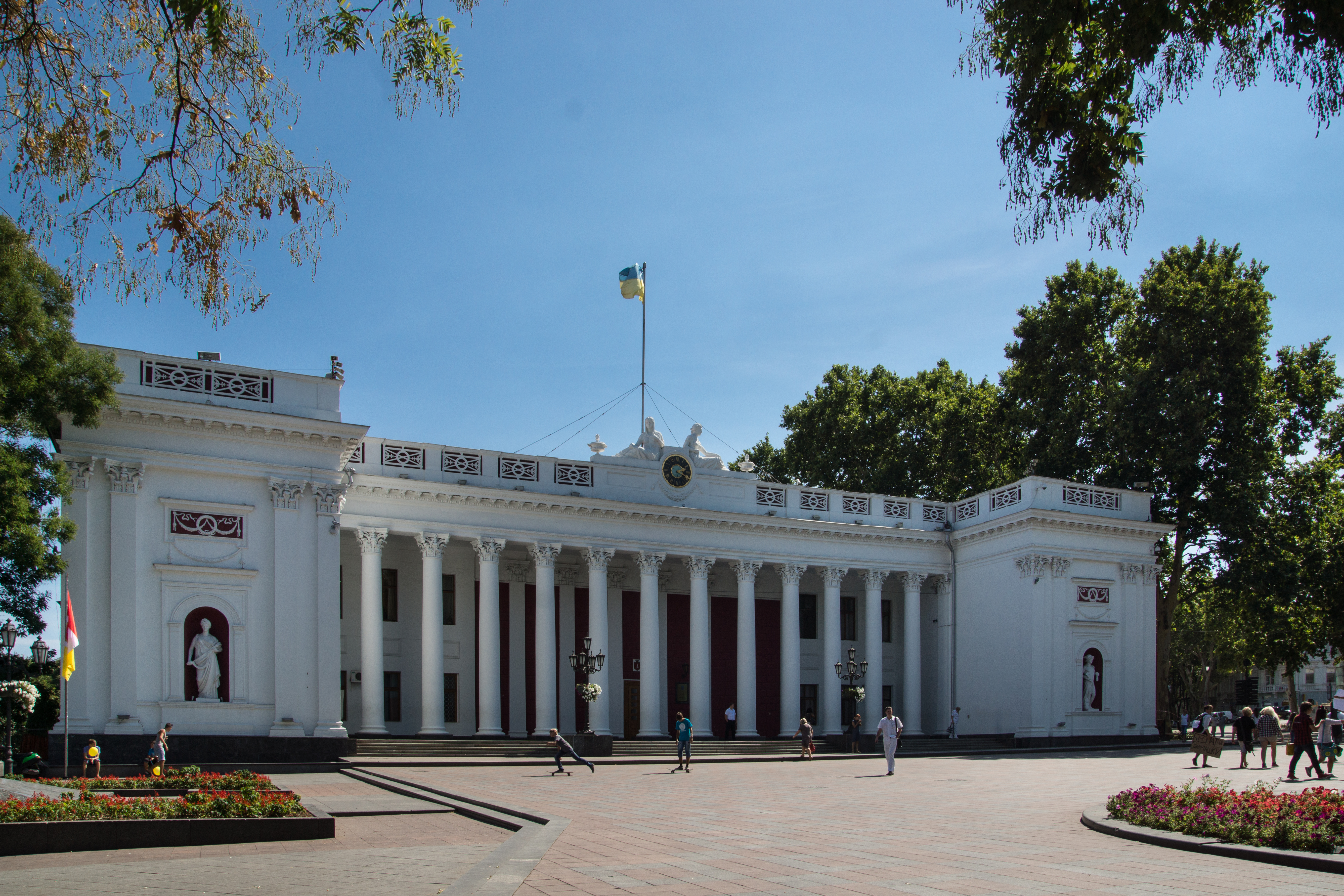
Купецька біржа (1828 - 1830 рр. Перебудована для Міської думи у 1871 — 1873 рр.)
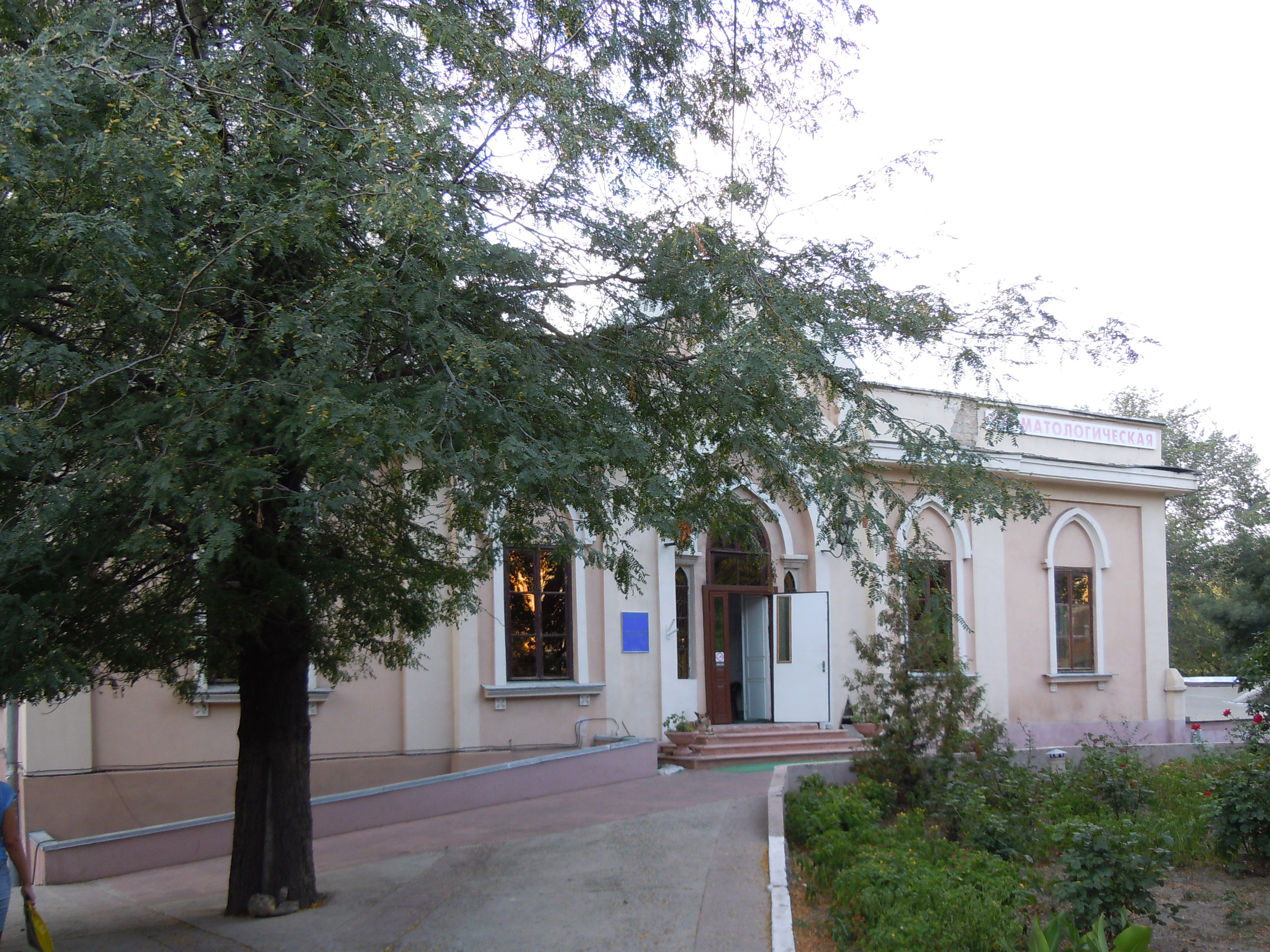
вул. Мечникова, 2. Будинок Лерхє (арх. Ф. К. Боффо, 1833 — 1835 рр.)
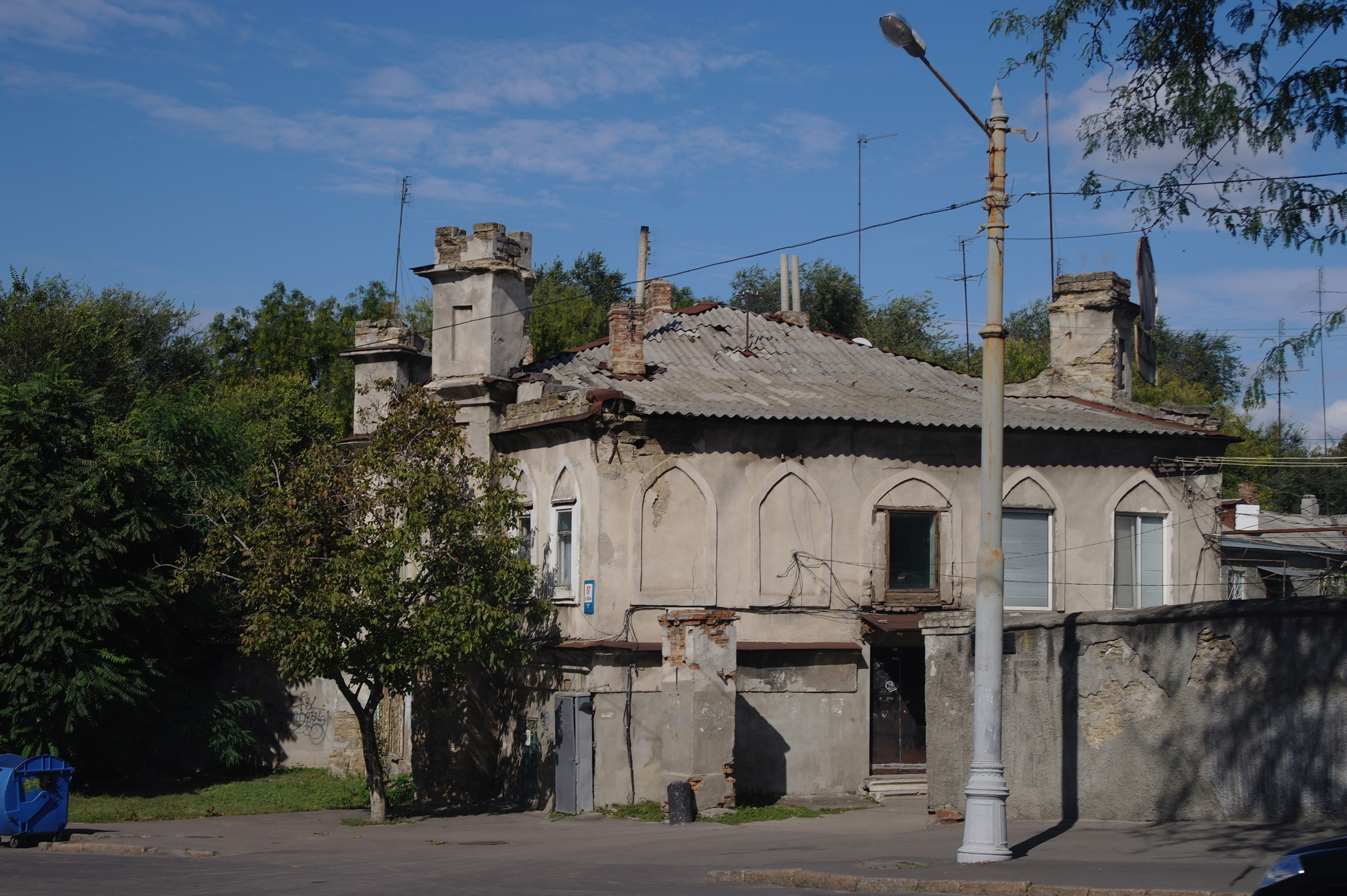
вул. Пастера, 1 (арх. Ф. К. Боффо, 1835 р.)
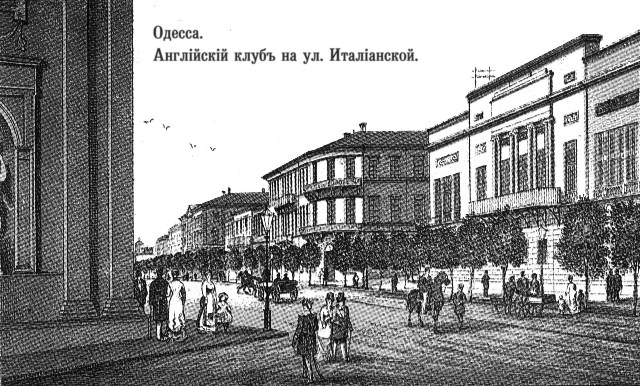
Англійський клуб (арх. Д. І. Торічеллі, 1841 — 1842 рр.). В середині малюнку - будинок Г. І. Маразлі 1835 р.
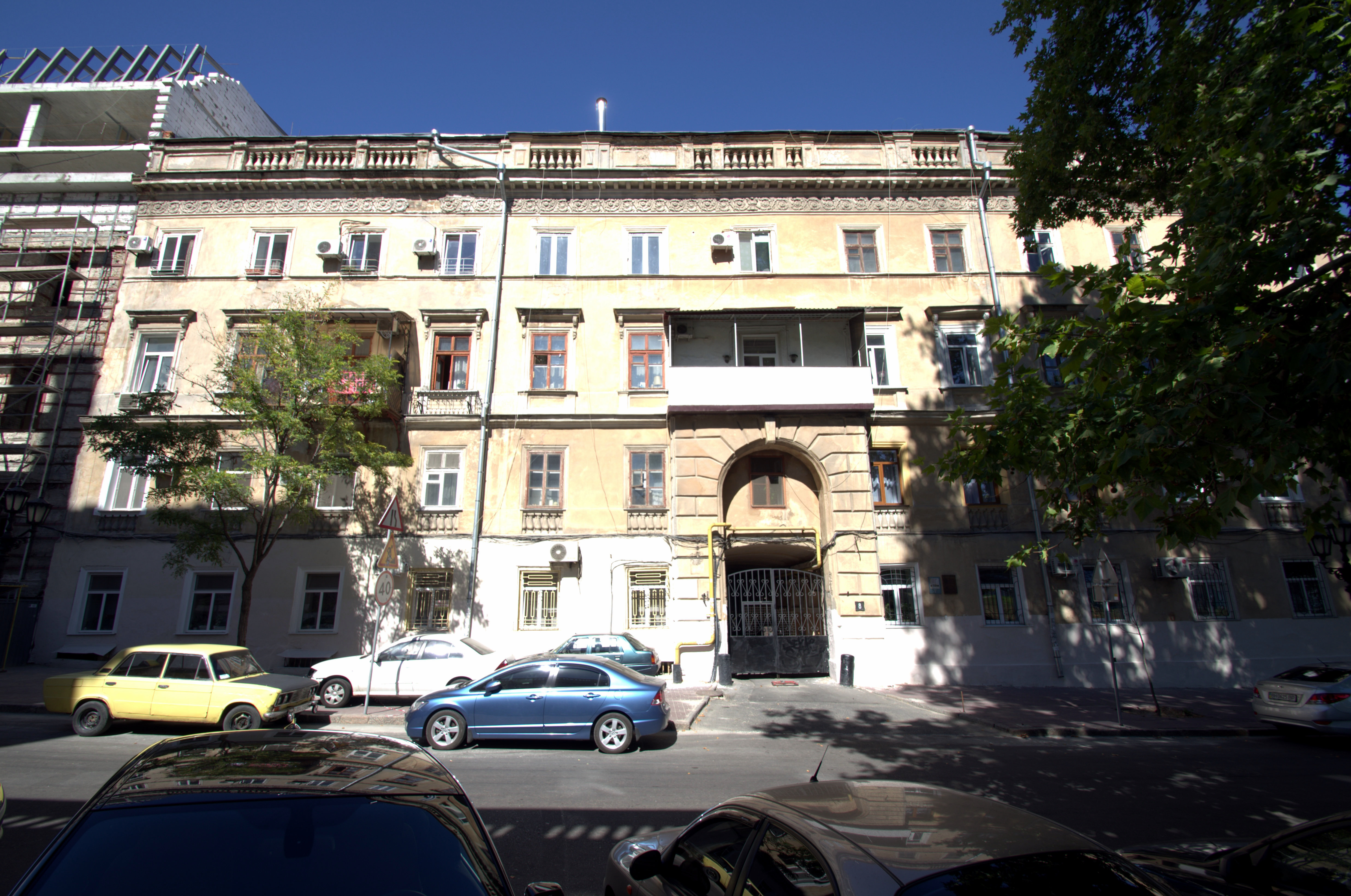
Будинок Ф. К. Боффо (арх. Ф. К. Боффо, 1844 — ? рр.)
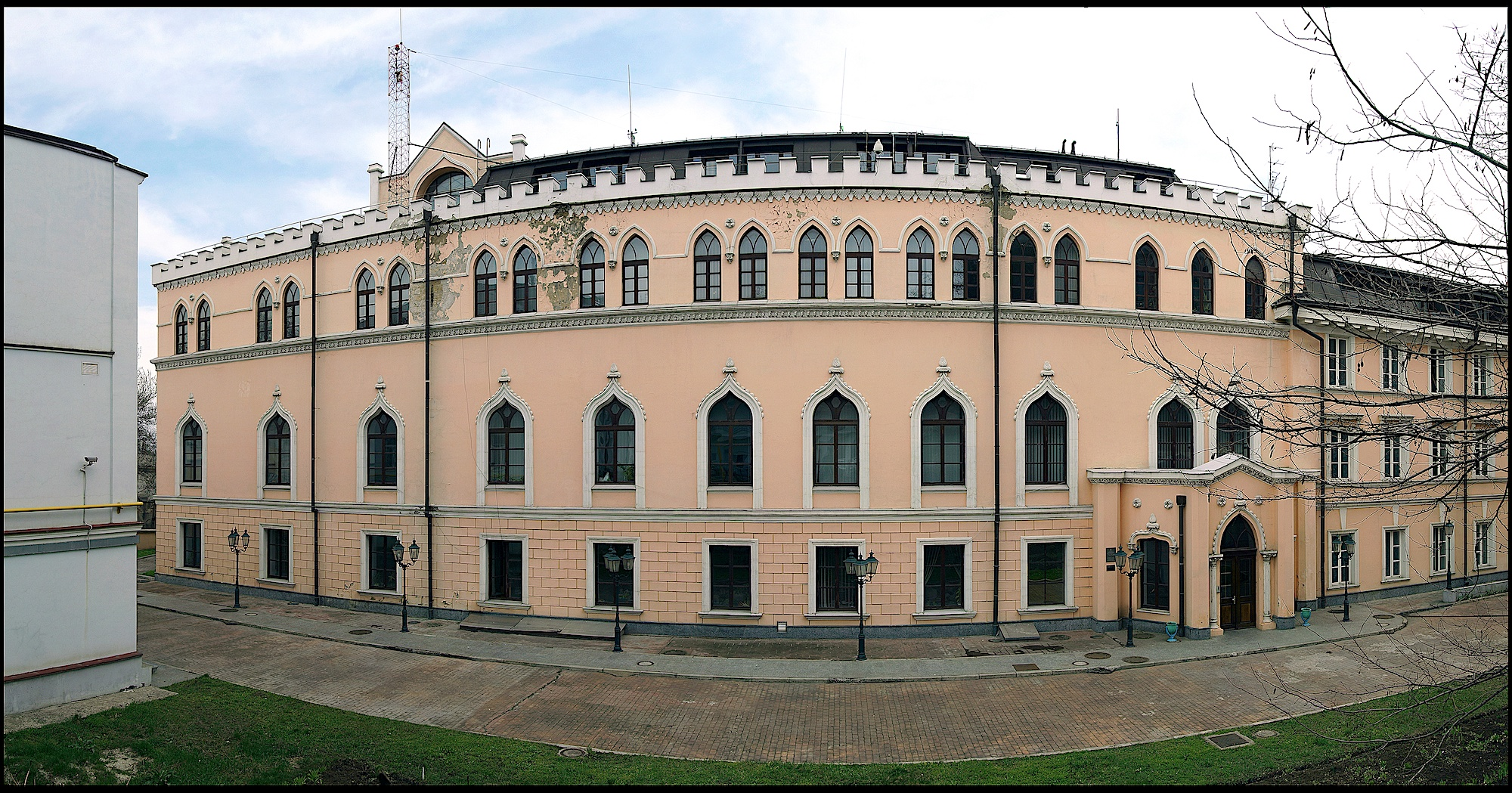
Ланжеронівська вул., Палац Вітта (дата спорудження невідома, значно розширений у глибину ділянки у 1850-х - 1860-х рр.)
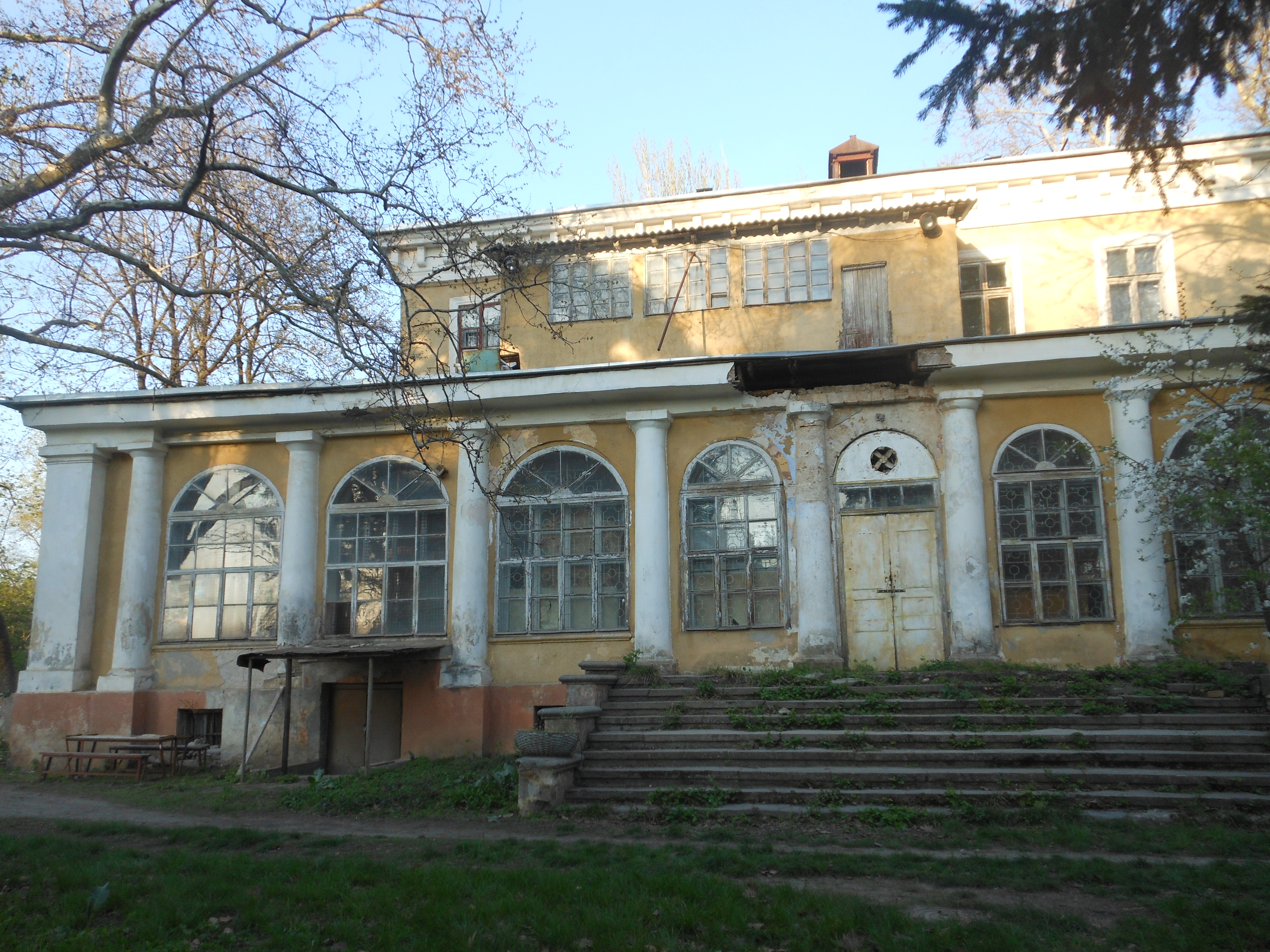
Французький бульв., 50. Дача (дата спорудження невідома)

## Архітектура середини XIX ст

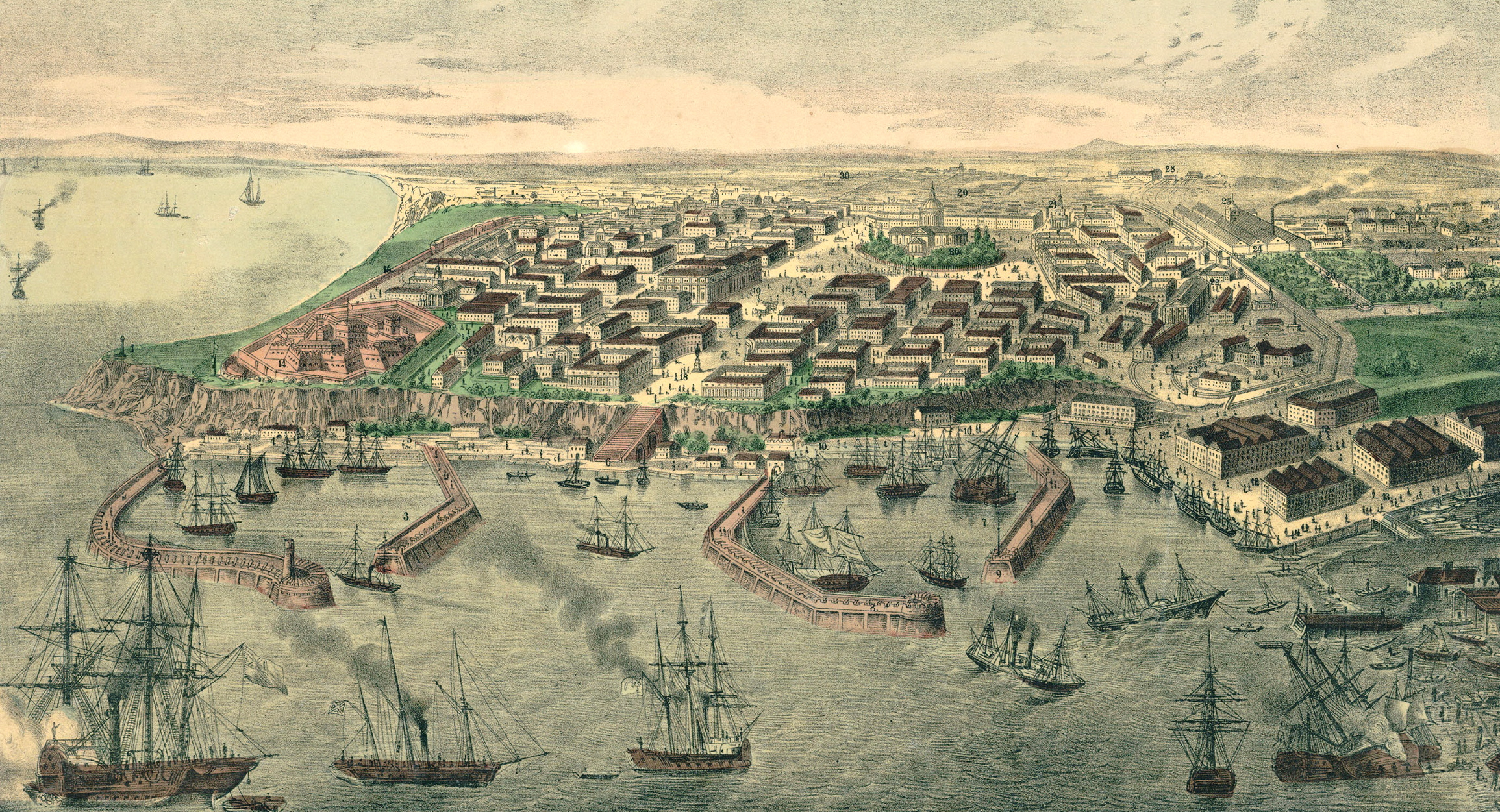
Краєвид Одеси, 1850 р.

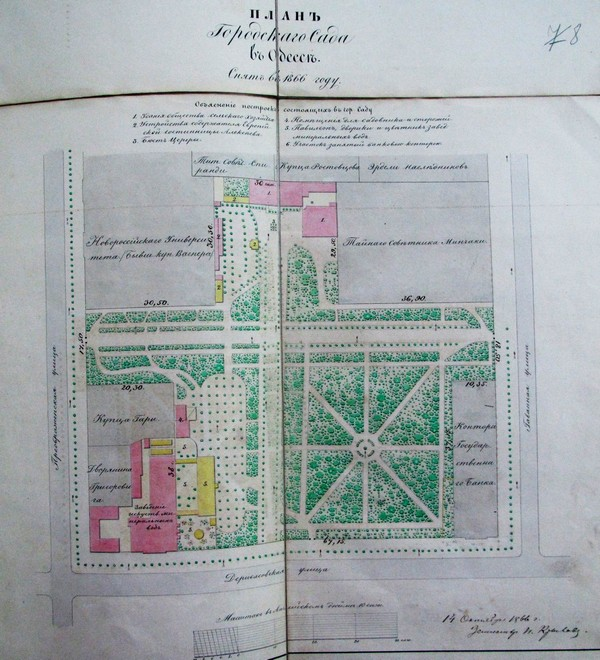
Одеса. План міського саду, 1866 р.

Вичерпання стилю класицизм з його приреченістю до дуже подібних форм призвело у 1840-х роках до затвердження імператором нових альбомів «височайше затверджених взірцевих фасадів», у яких замість класицизму застосовувались неоренесансні зразки та інші історичні стилі. Перші поодинокі взірці з'являються у 1845—1846 роках, у 1848 року вже значна частина нових проєктів має неоренесансне оздоблення. Пов'язано це насамперед з початком приватної практики в Одесі О. С. Шашина та Ф. Й. Моранді. У той же час основні архітектори доби класицизму — Торічеллі і Боффо поступово припиняють практику, а архітектор Скудієрі виїхав з міста. Найбільш визначними архітекторами 1850-х — 1860-х років Ф. Й. Моранді, О. С. Шашин, Ф. В. Гонсіоровський і Л. Отон, яки створили велику кількість виразних споруд. Архітектор академік Ф. Й. Моранді, який пізніше став головою Товариства красних мистецтв і головним архітектором Міської управи є автором таких споруд, як богадільня сердоболячих сестер (проєкт 1848 р.), будинок Юрія Вутчини (1849 р.), будинок Маса (1849 р.).
У архітектурі громадських будівель почали використовувати стиль круглої арки, джерелом походження якого були німецькомовні країни. Одним з перших прикладів даного стилю стала нова будівля Рішельєвського ліцею, проєкт якої був розроблений О. С. Шашиним у 1848 році. У 1850 році архітектором Коловичем було складено проєкт триповерхового складу Ф. Мошевського по Приморській під вулицею Гоголя (проєкт не реалізований), фасад якого на рівні 2 та 3 поверхів уявляв собою суцільну аркаду. Багато нових будинків 1850-х років у Одесі мали типові фасади згідно альбомів 1840-х років. У невеликій кількості велося будівництво споруд з індивідуальними фасадами. З найбільш значних будівель такого роду є нова будівля Рішельєвського ліцею на Дворянській вул., 2 та палац Гагаріних на Ланжеронівській вулиці.
Межу 1850-х — 1850-х років можна назвати золотим віком Одеси, морська торгівля була дуже прибутковою, на кінець 1840-х років прийшовся пік спорудження будинків.
В середині 1850-х років розпочалось будівництво передмістя за Тираспольською заставою, яке отримало неофіційну назву «Хлібне містечко». Воно призначалося для розміщення складів, які поступово переводились туди з центру. На місці самої застави було у 1854—1858 роках було споруджено Вводо-Ієрусулімський храм. Планування передмістя було регулярним, тобто подібним центральній частині міста, однак квартали були розподілені так, що ділянки виходили на протилежні вулиці. Пізніше, у 1870 — 1880-х роках по горизонтальним вулицям були прокладені залізничні колії, адже кожен власник складу міг завантажувати вагони безпосередньо у складу. Головною вулицею Хлібного містечка була Стовпова вулиця де всередині передмістя розміщувався зерновий базар.
Особливо швидка зміна стилю з класицизму на історизм відбулася у церковному будівництві. Фасади Сретенської церкви на Новому базарі, яка зводилась у 1842—1847 роках були витримані у російсько-візантійському стилі. Практично у всіх подальших проєктів церков притримувались тих же самих форм. У 1855—1869 роках за проєктом Л. Отона тривало спорудження значної за розмірами Успенської церкви.
Ближче до середни 1850-х років спостерігалася неспокійна політична ситуація, що закінчилася Кримською війною 1854—1855 рр., що вкрай негативно вплинуло на темпи будівництва, найменшу кількість проєктів будівель було споруджено у 1855 році. Незабаром було розпущено Одеський будівельний комітет. У 1857 році у Російській імперії був скасований обов'язок притримуватися взірцевих фасадів, після чого якість архітектури знизилась, цьому сприяв і економічний спад у Російській імперії. У 1867 році було затверджено проєкт фасаду величезного триповерхового будинку К. Папудова на Катериненській вул., 12, фасад якого відрізнявся вишуканістю і був виконаний згідно альбомному фасаду, однак було реалізовано лише його незначну частину і далі справа не дійшла. У 1858 році було зведено один з найбільш значних будинків даного періоду — триповерховий будинок Стіфеля на Рішельєвській вул., 3, який незважаючи на розміри, мав дуже лаконічний фасад.
У 1860-х роках зводили переважно одноповерхові будинки у передмістях. Нові двоповерхові будинки у в центрі, на відміну від споруд початку 1850-х, не відрізнялись особливою вишуканістю, як один з характерних прикладів — будинок Й. Мерца на Тираспольській вул., 1 (1862 р.). Відомості про будівельну діяльність з кінця 1850-х до середини 1870-х років є вкрай фрагментарними.
Також 1860-х роках у архітектурі громадських споруд не втрачає популярності і неоготика, форми якої змінились з венеційських на загальноєвропейські, наприклад Нова синагога на Пушкінскій вулиці, 18 (т. з. Бродська синагога) (1863 — ? рр.), караїмська кенаса на вул. Троїцькій, 31 (1860-ті рр.).

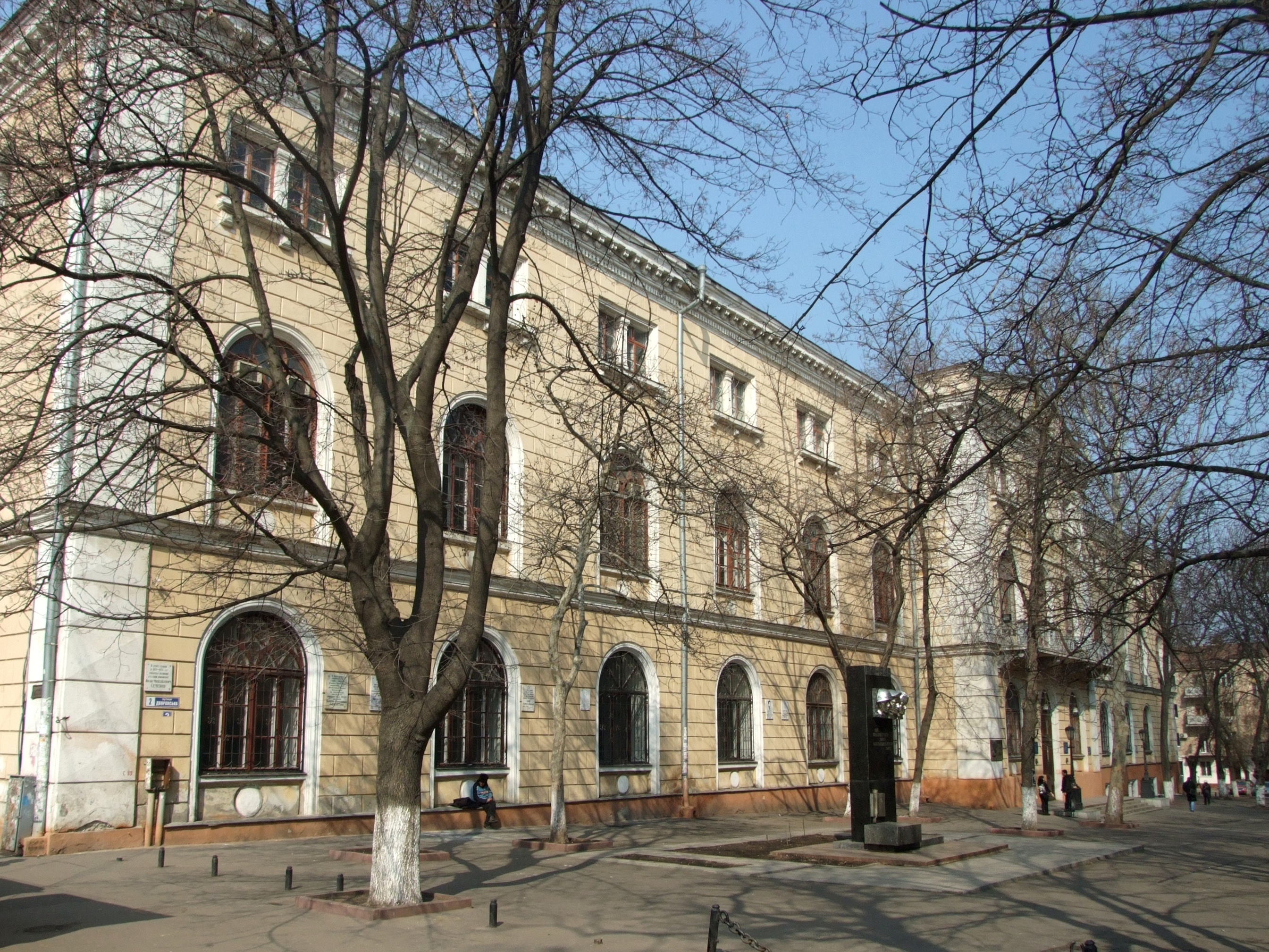
Дворянська вул., 2. Будівля Рішельєського ліцею, арх. О. С. Шашин, проєкт 1848 р.)
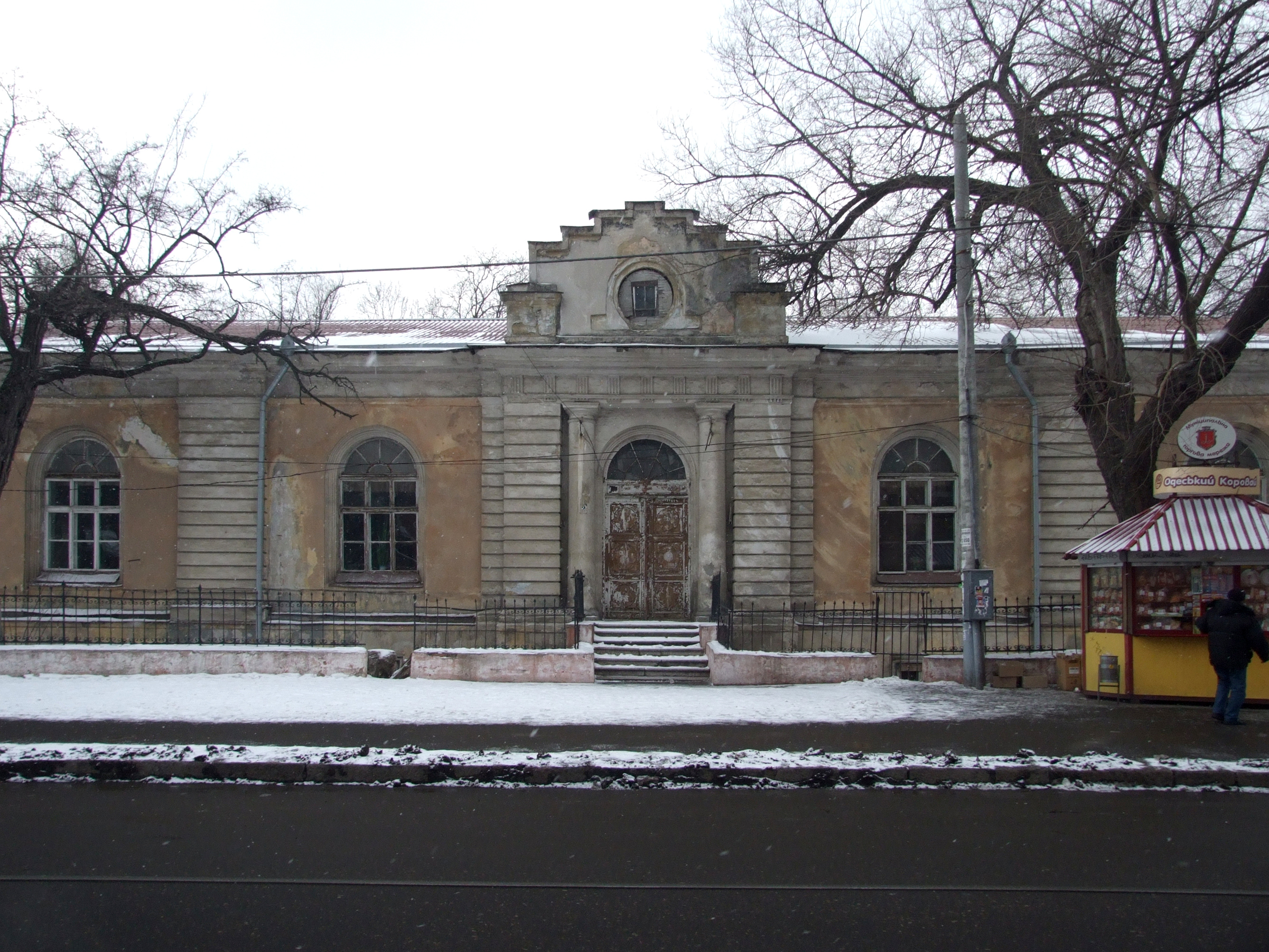
Богадільня сердоболячих сестер (арх. Ф. Й. Моранді, проєкт 1848 р.)
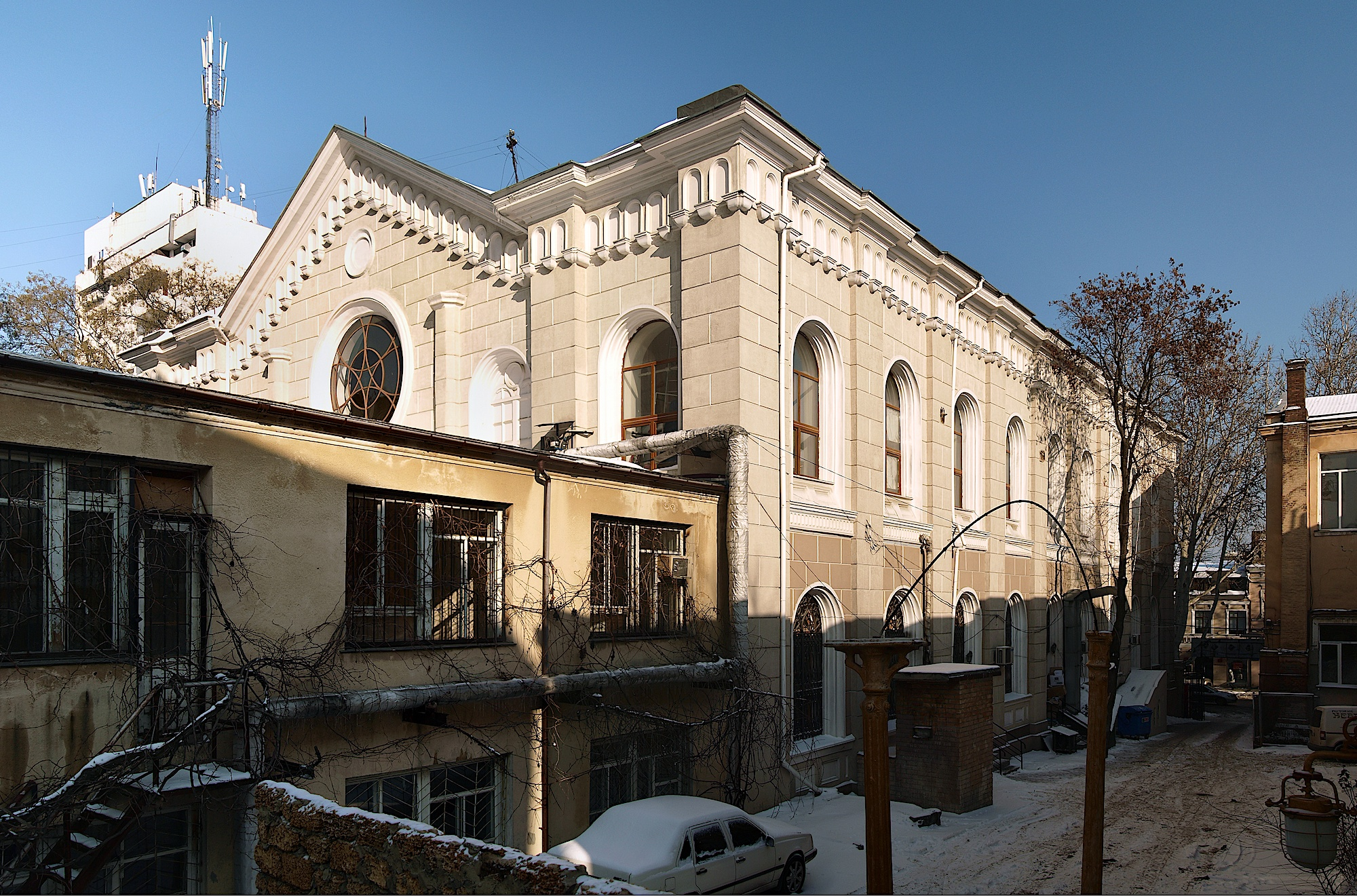
Головна синагога (арх. Ф. Й. Моранді, інж. М. Т. Любенков, 1849 — 1852 рр. Добудова, арх. Ф. Й. Моранді, 1859 р.)
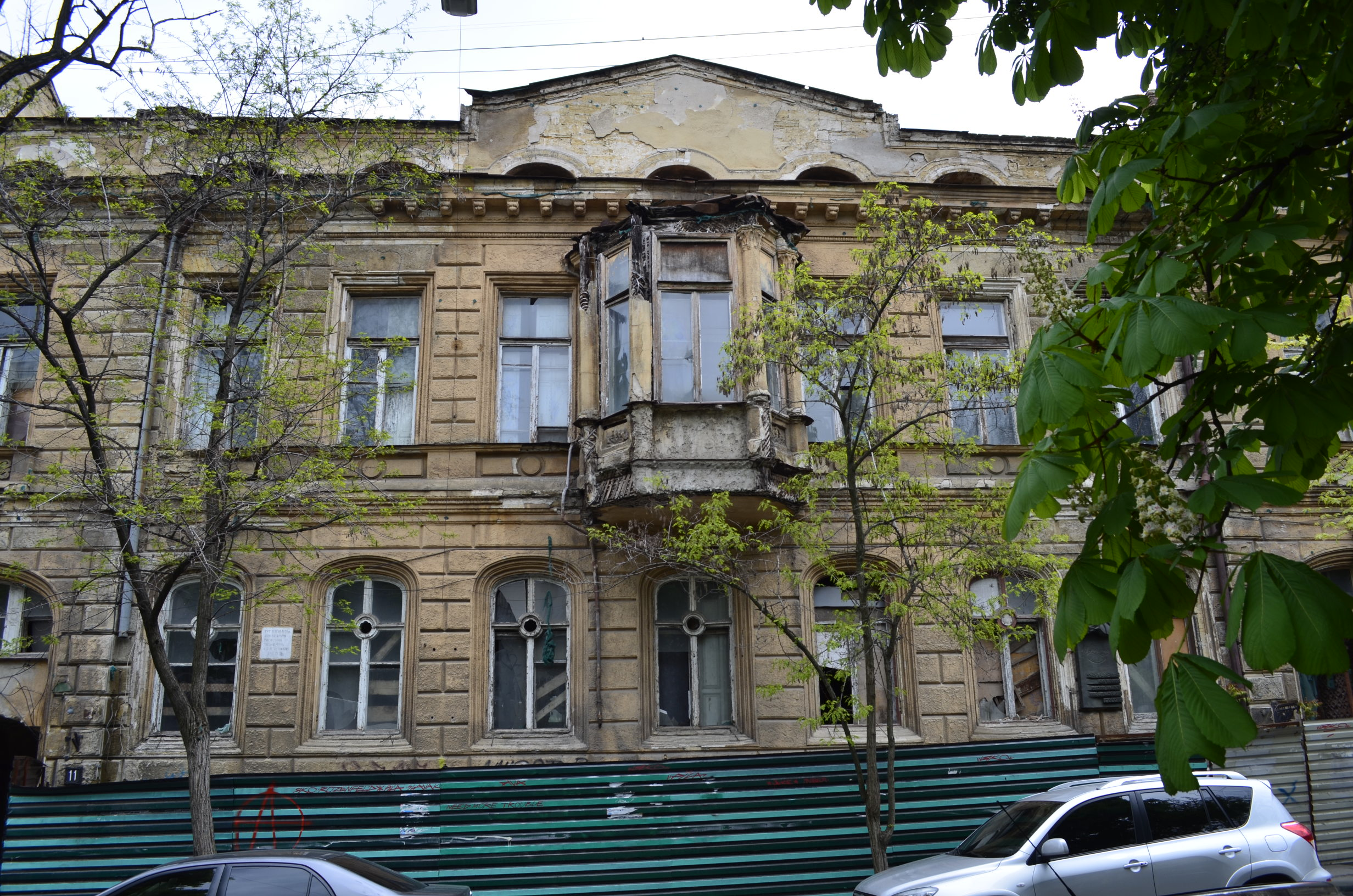
Вул. Гоголя, 11 (арх. К. Й. Даллаква, 1846. Реконструкція для Трощинського, арх. О. С. Шашин, 1849 р.)
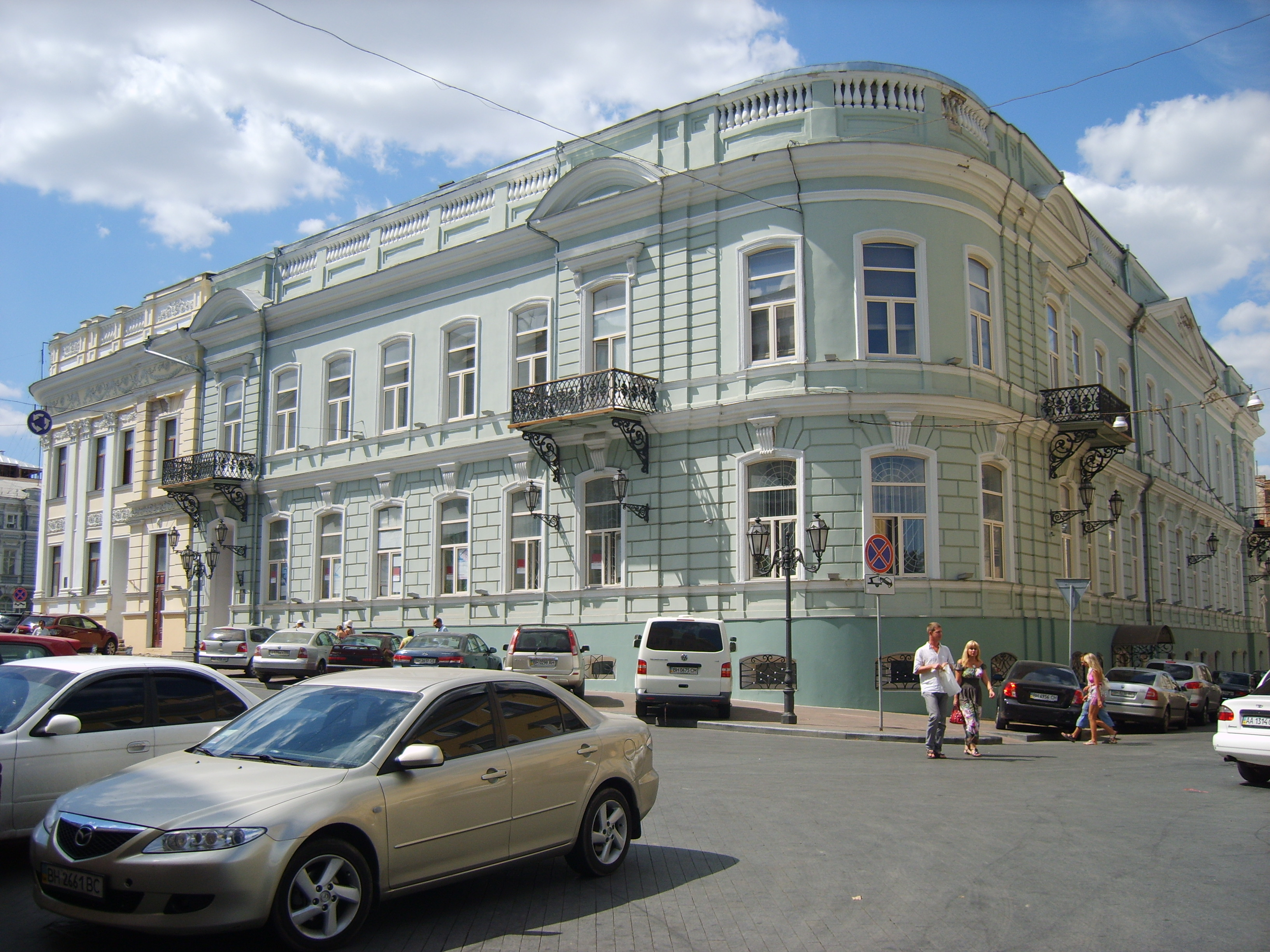
Воронцовський пров., 10. Будинок А. Маса (арх. Ф. Й. Моранді, 1849 - ? рр.)
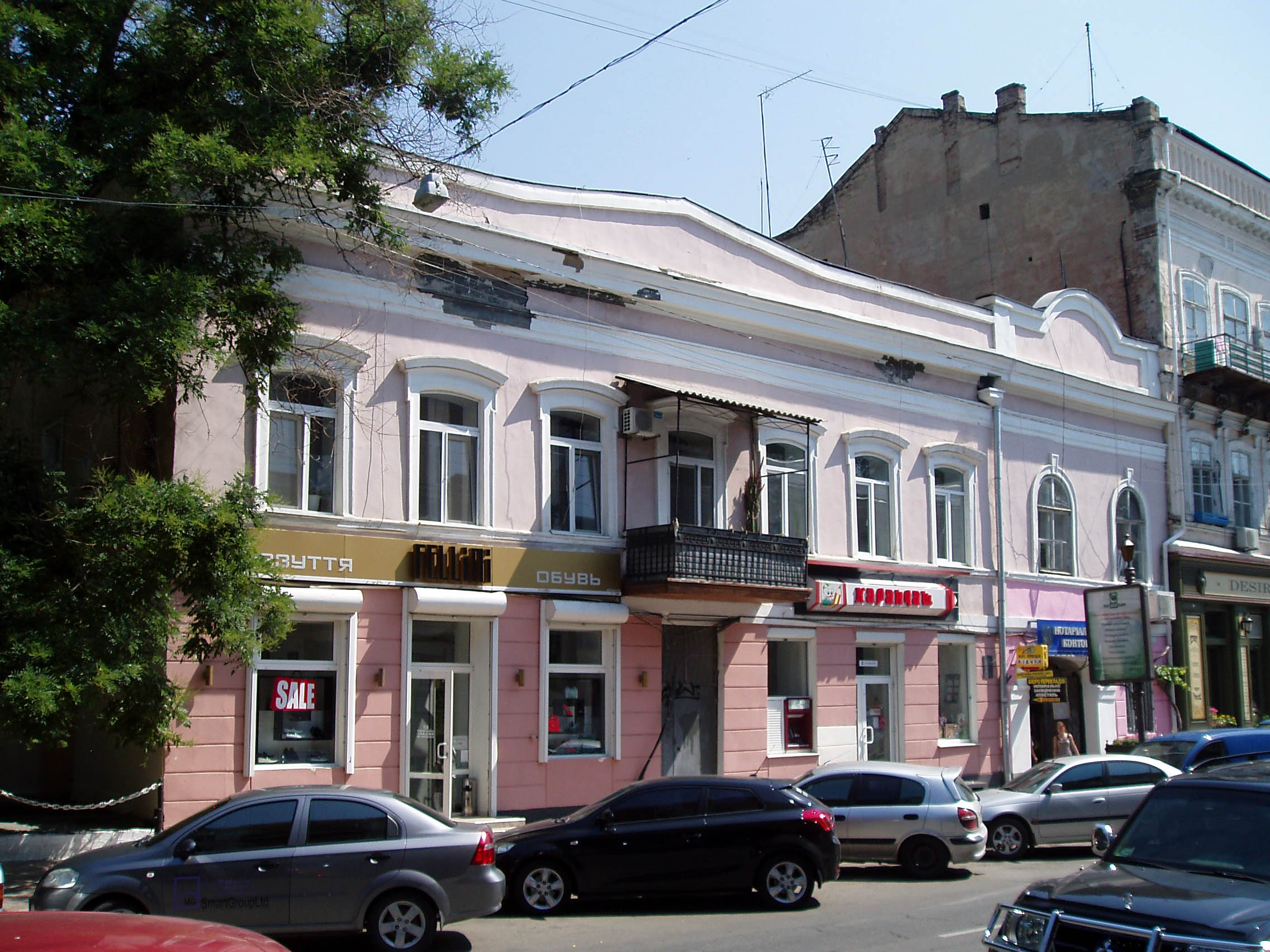
Ланжеронівська вул., 26. Будинок Г. Карузо, І-а пол. XIX ст. Прибудова вставки над проїздом, арх. К. В. Кошелев, 1856 р.
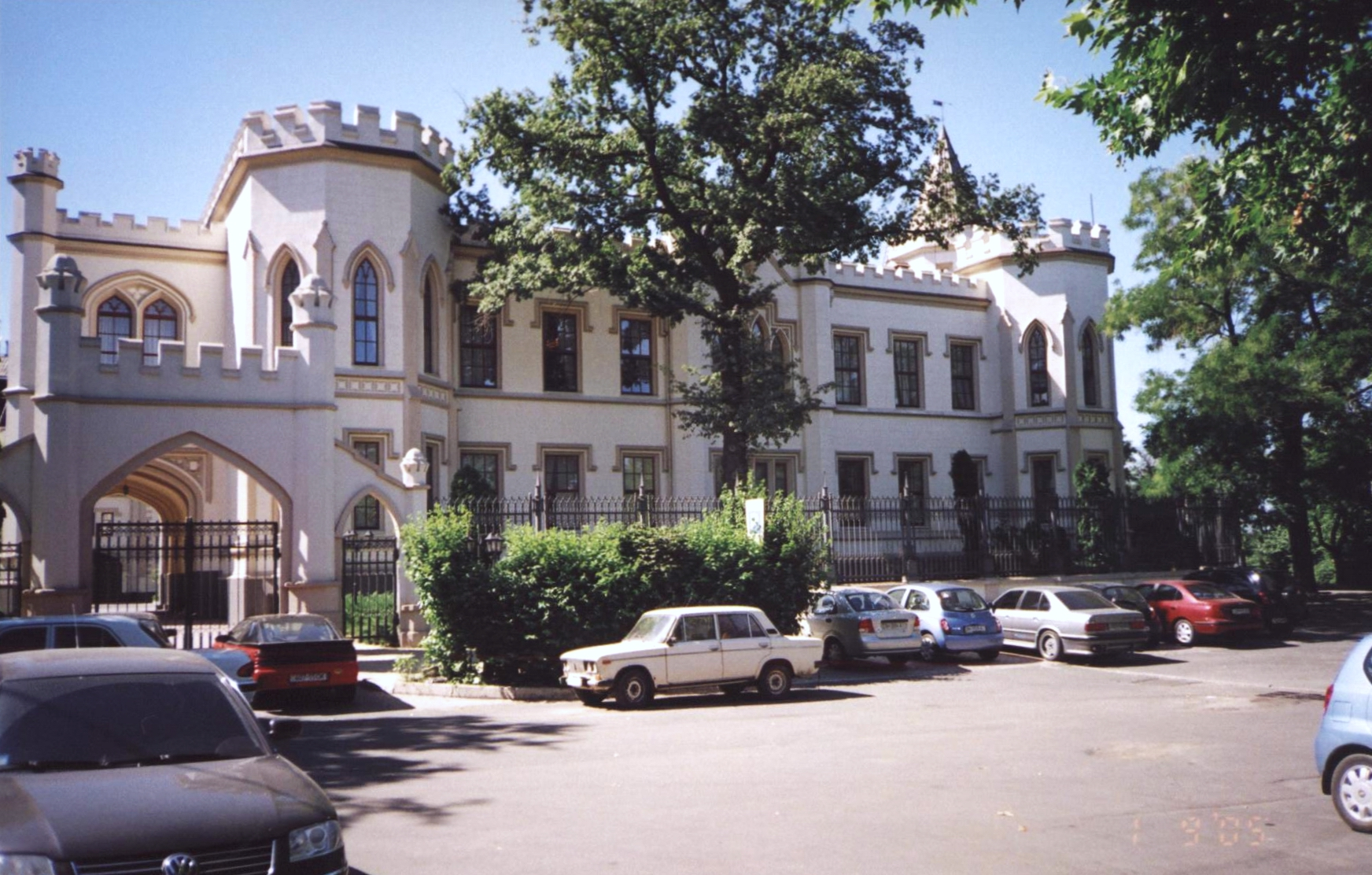
вул. Гоголя, 2. Будинок З. Бржозовського (арх. Гонсіоровський Ф. В., 1851 - 1852 рр.)
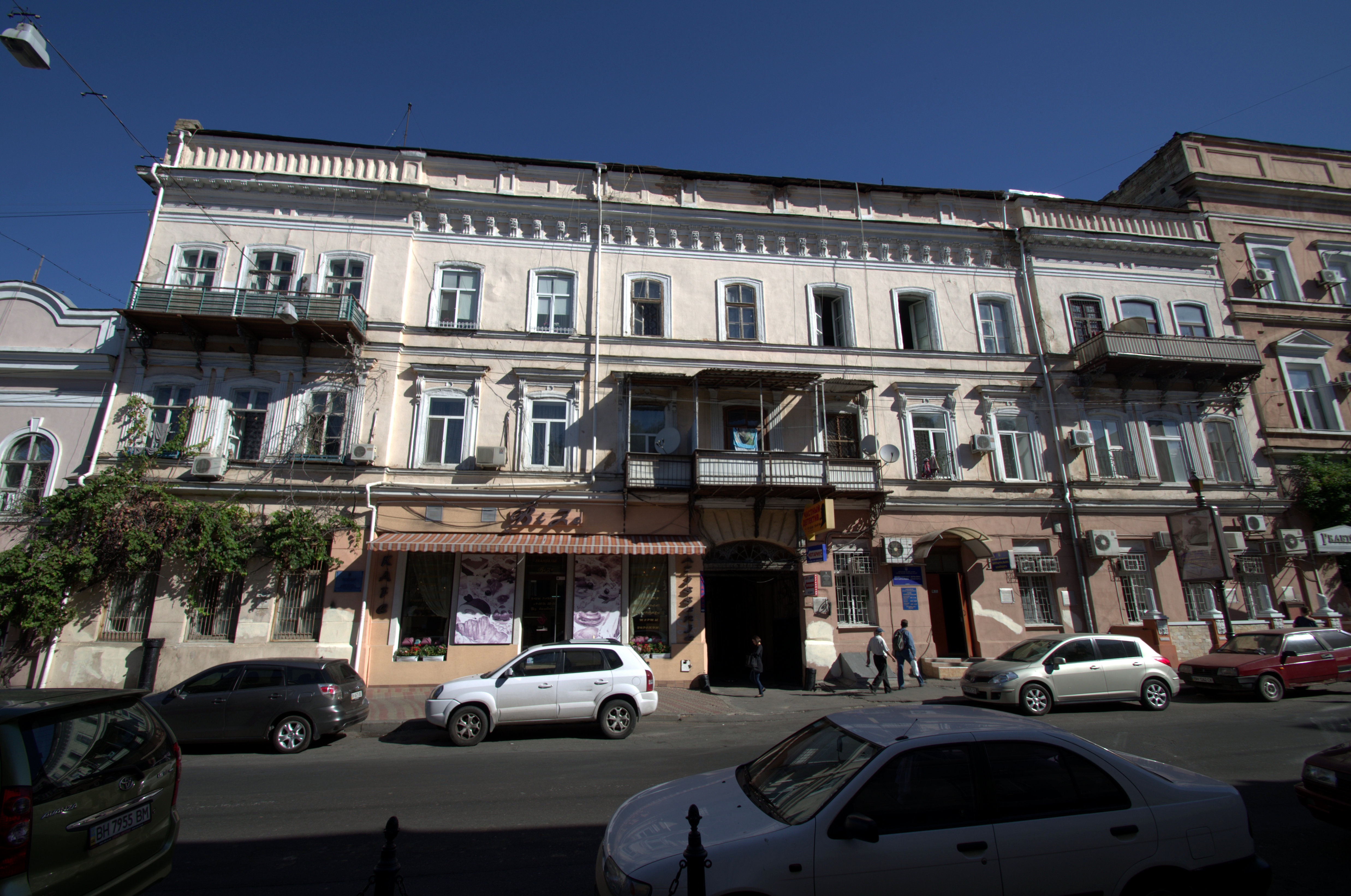
Ланжеронівська вул., 26. Будинок М. Страц (арх. Боффо Ф. К., 1850 р.)
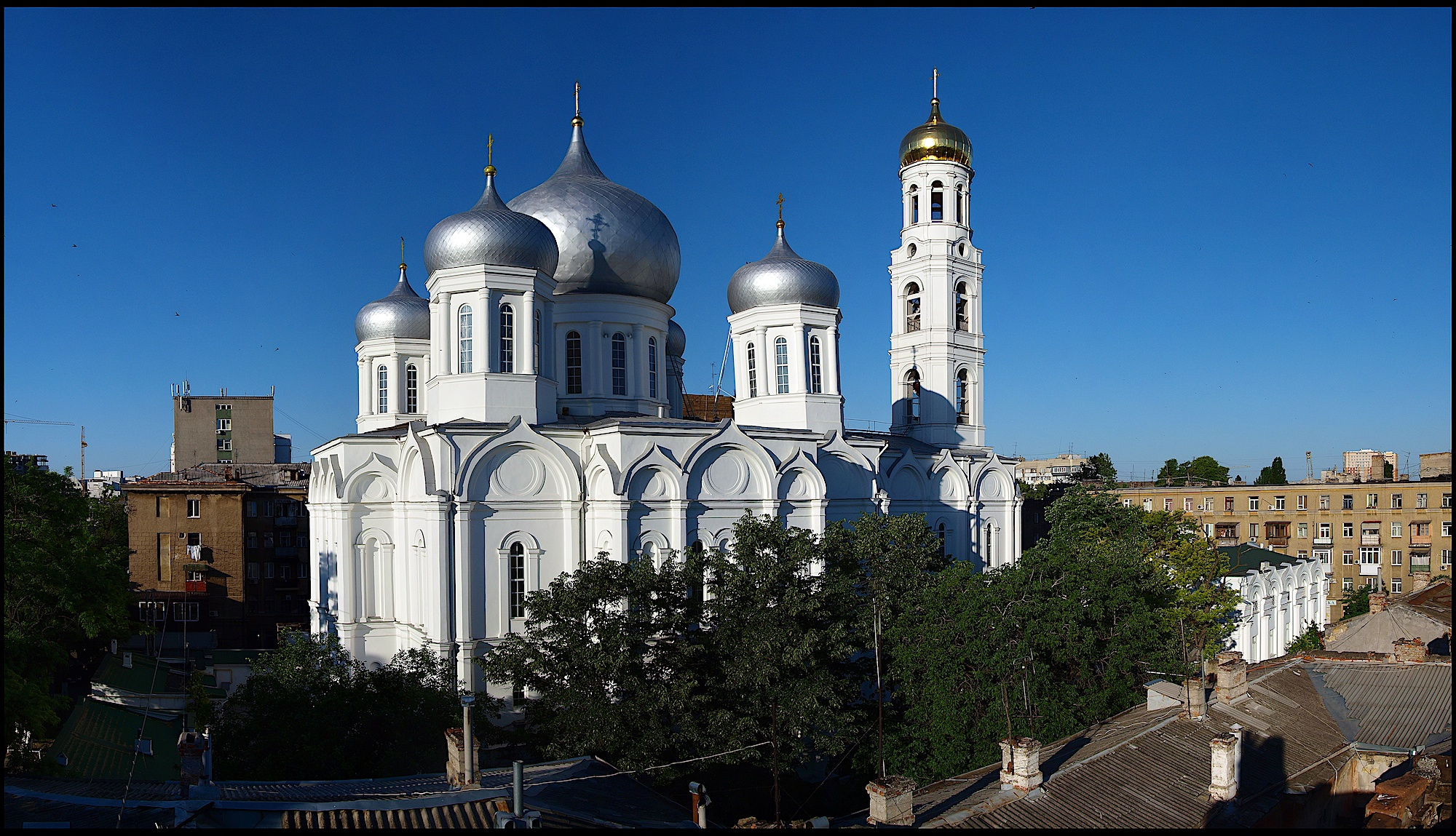
Успенська церква (арх. Л. Отон, 1855 - 1869 рр.)
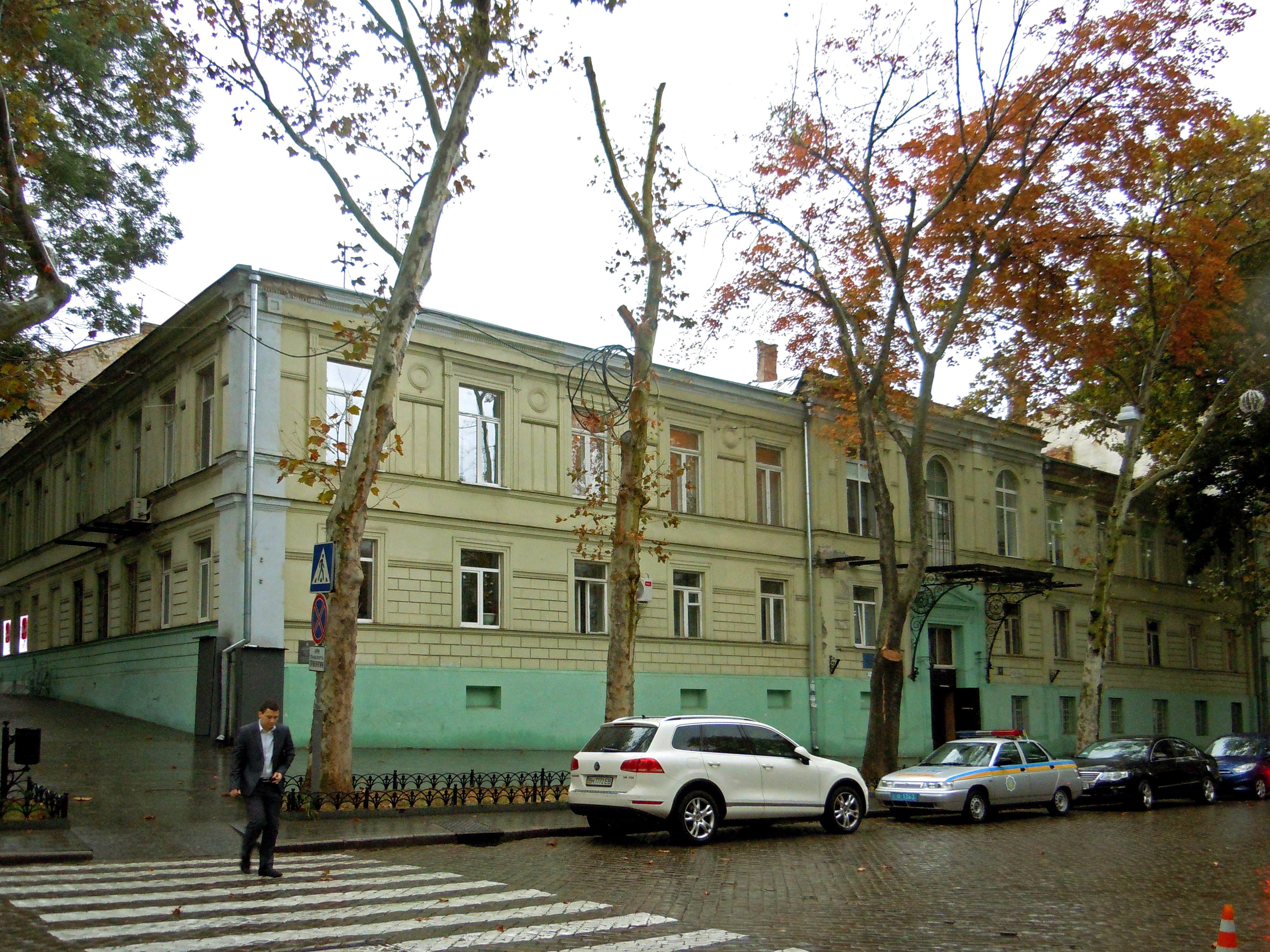
Пушкінська вул., 4. Будинок Маразлі, перебудова арх. Л. Отон, 1856 р.
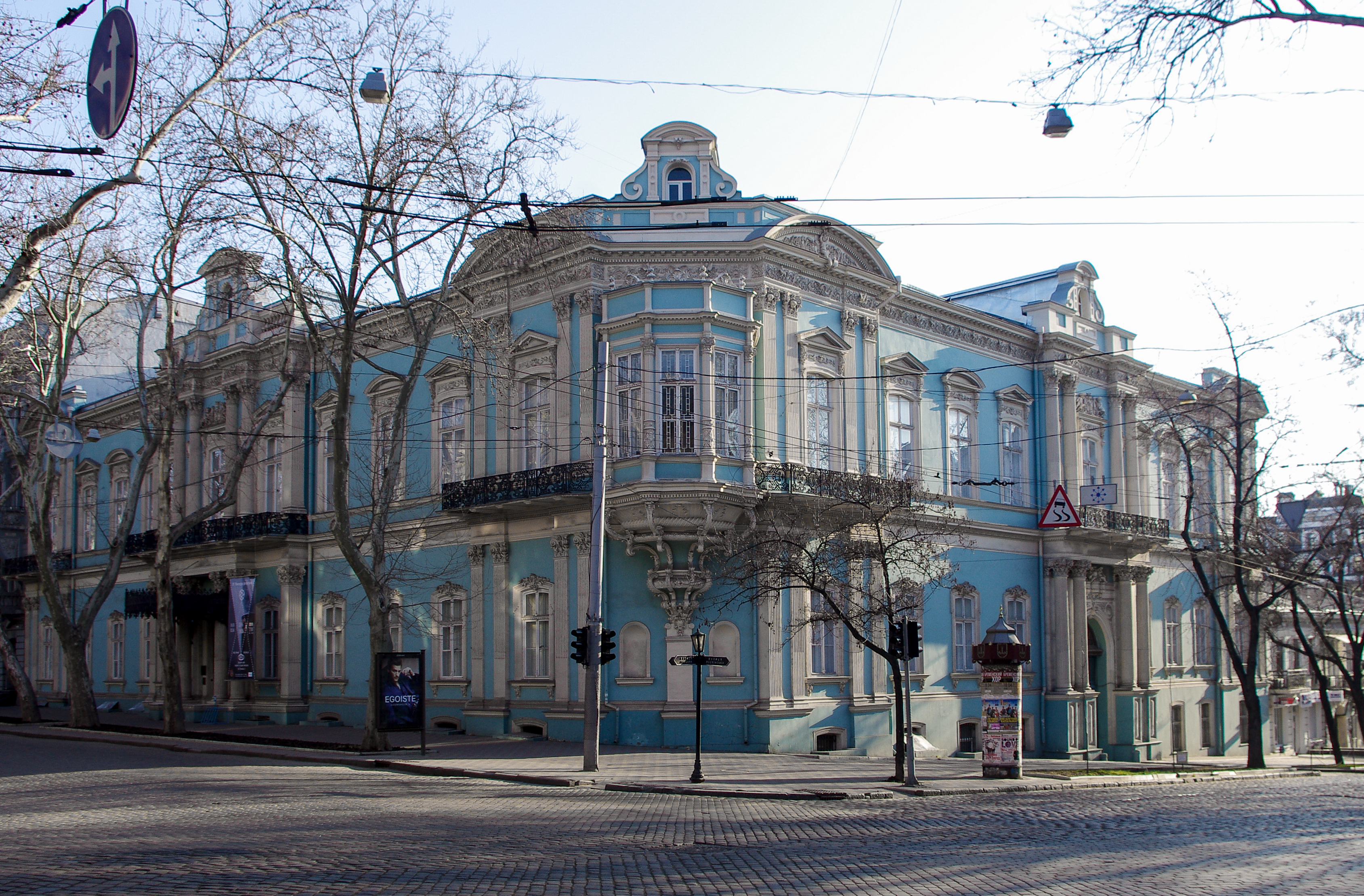
Грецька вул., 16. Будинок Абази, 1858 р.
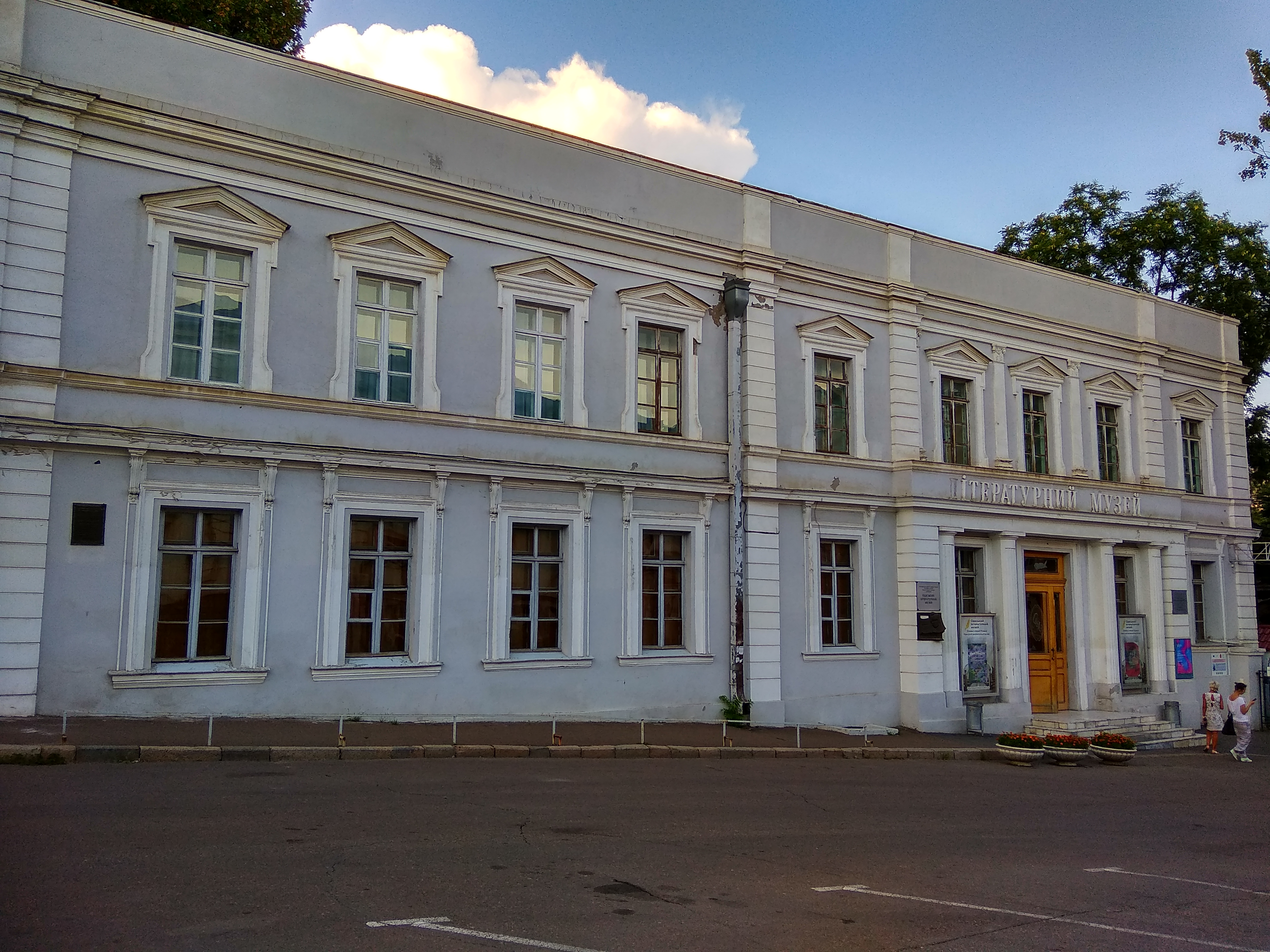
Ланжеронівська вул., 2. Будинок Гагаріних, кін. 1850-х — поч. 1960-х рр.
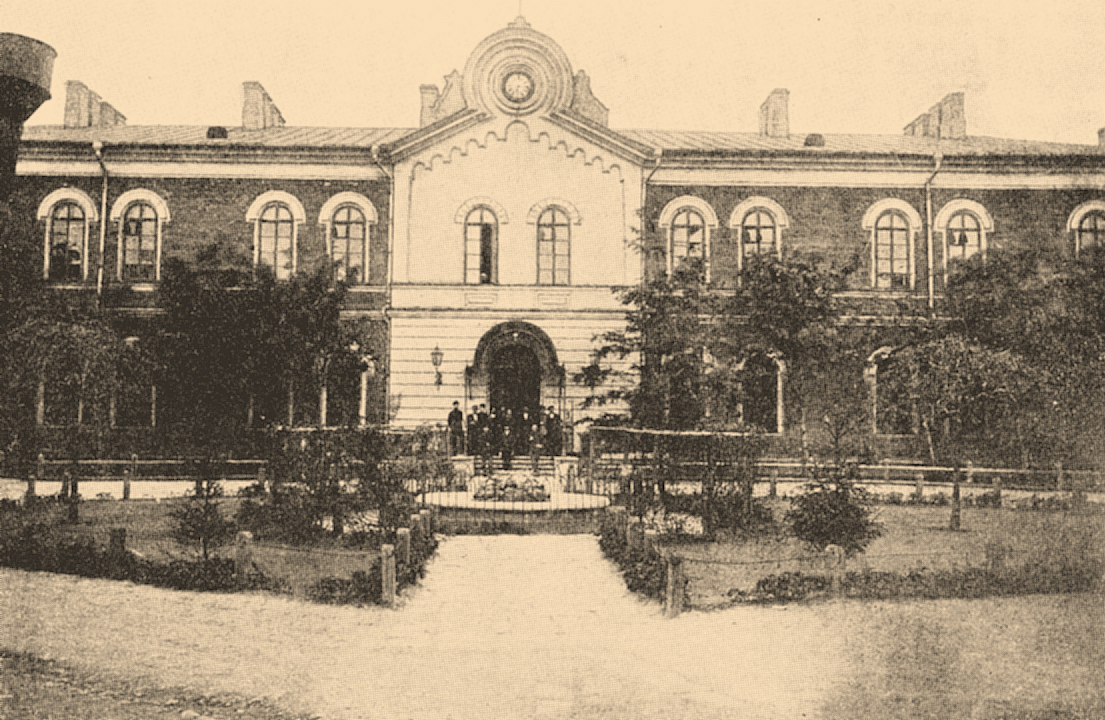
Головний корпус Єврейської лікарні, 1860 - 1864 рр.
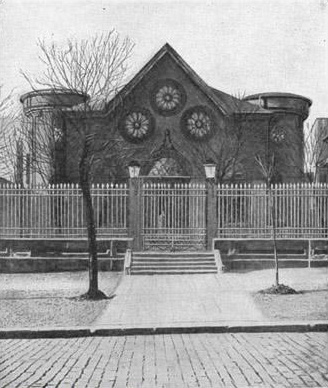
Троїцька вул., 31. Караїмська кенаса, 1860 р.
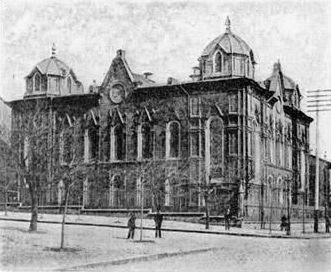
Нова синагога, 1863 - 1865 рр.
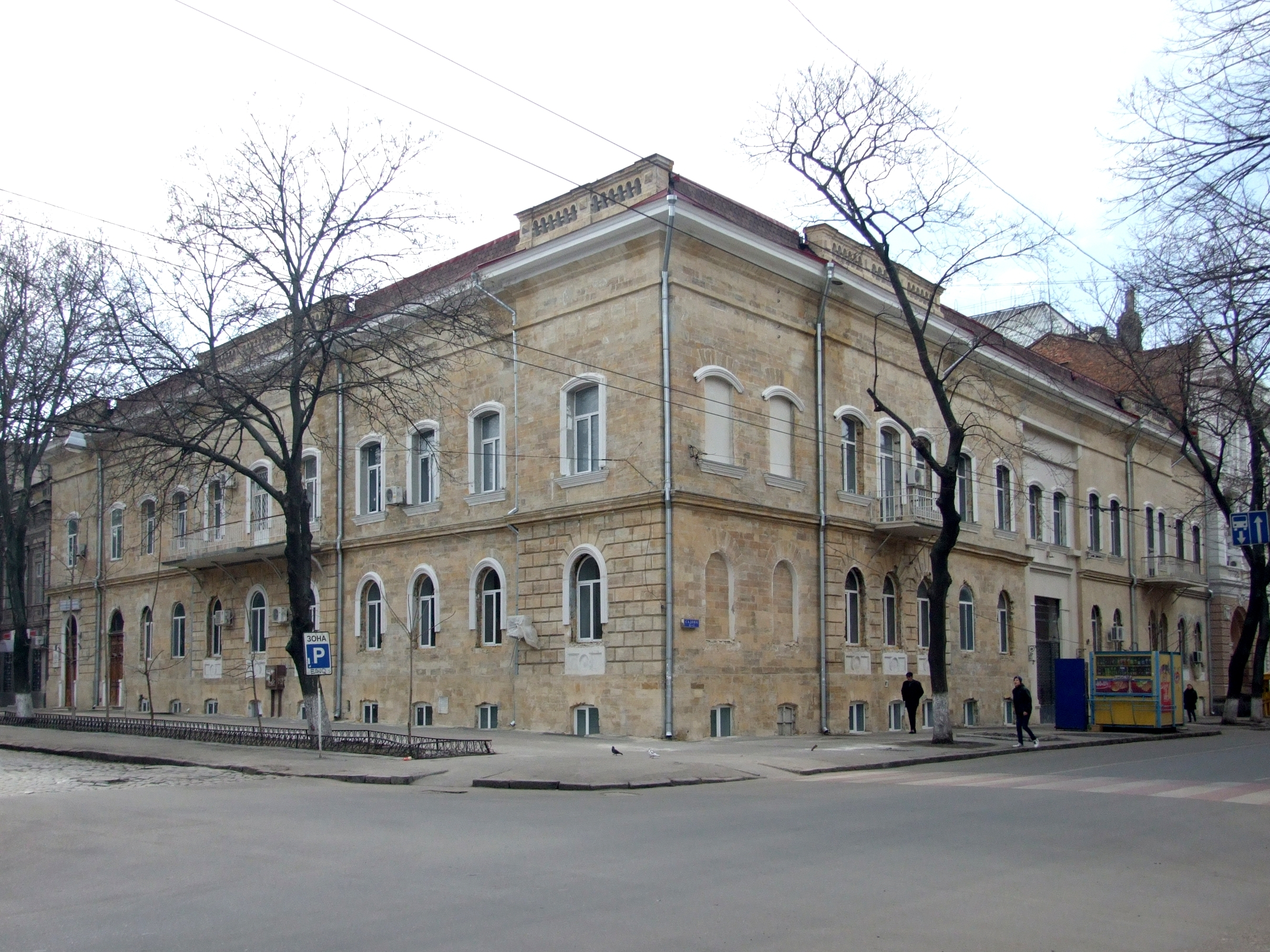
Садова вул., 12, Будинок жінки швейцарського консула, 1867 р. Перебудова, 1893 р.

## Архітектура доби історизму

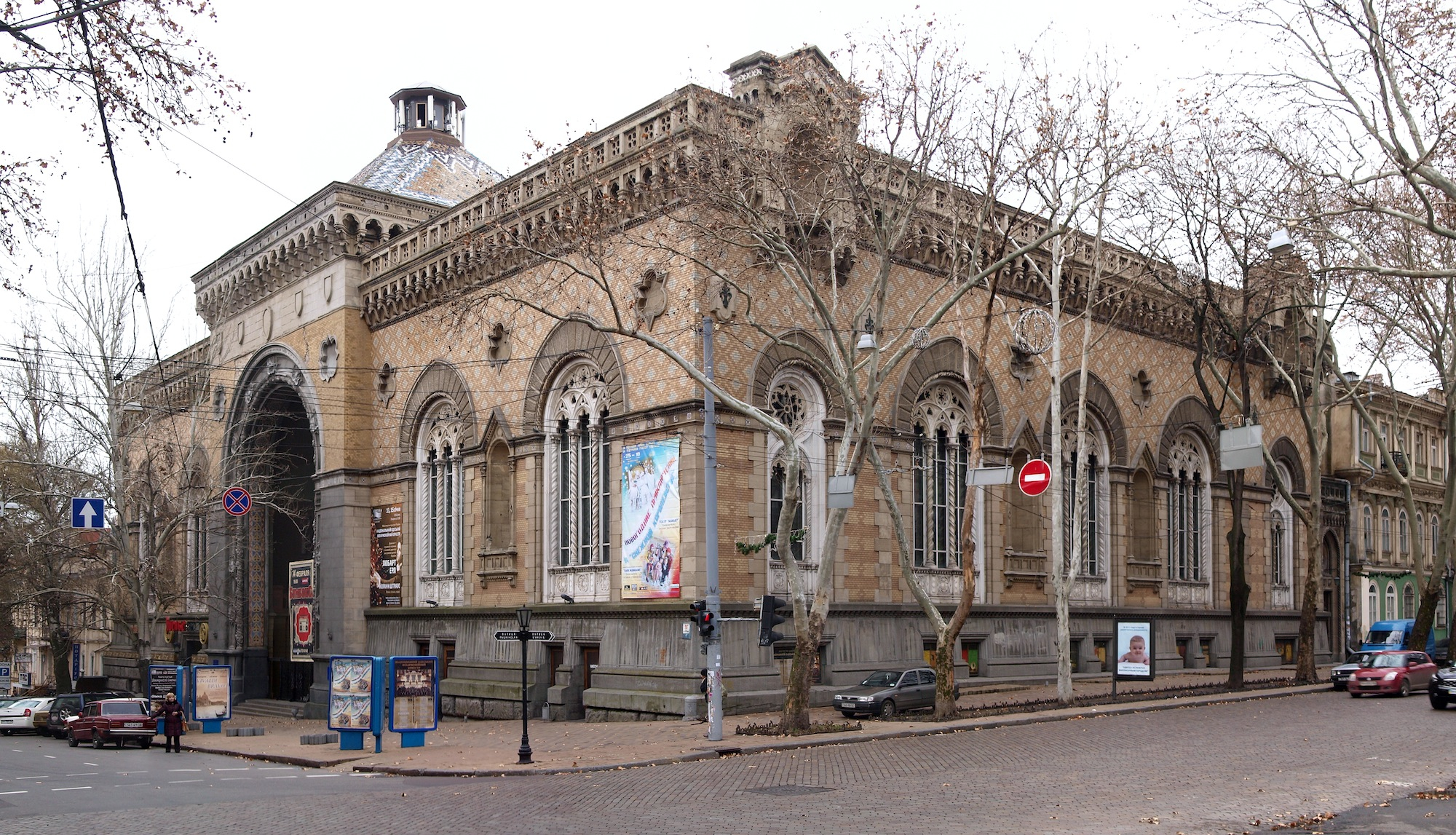
Нова біржа (арх. В. І. Прохаска, О. Й. Бернардацці, проєкт: 1891—1894 рр.

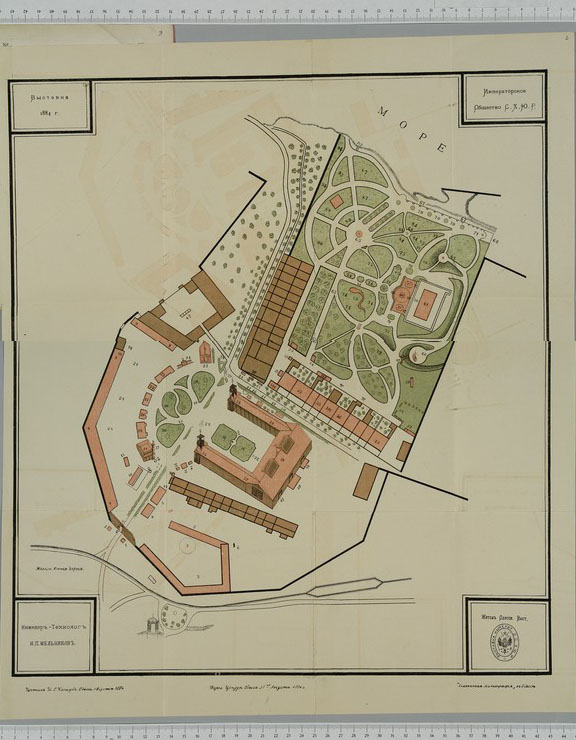
План одеської Виставки Імператорського товариства сільського господарства Південного краю Російської імперії, 1884 р.

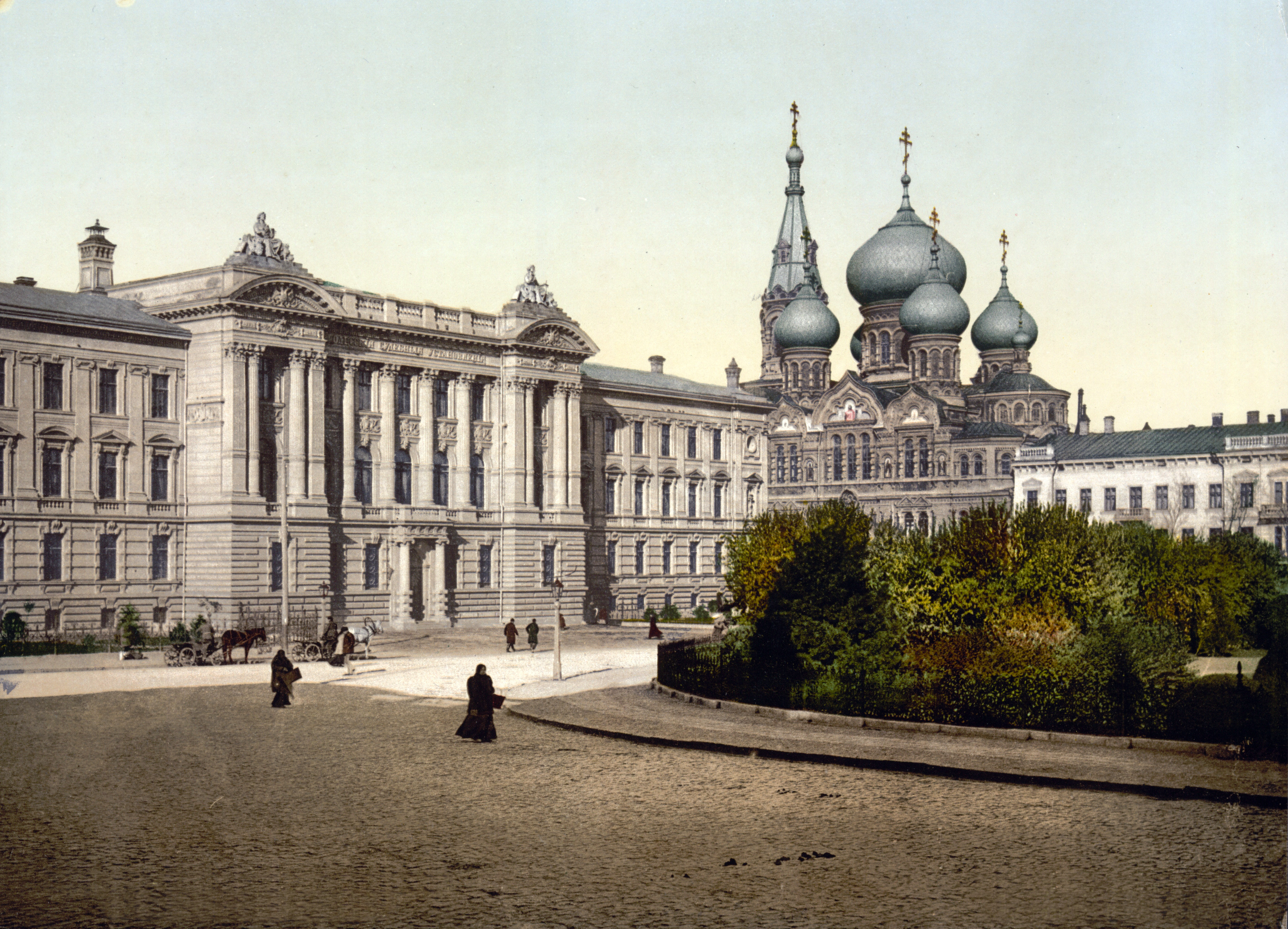
Будинок судових установ (переробка типового проєкту: арх. М. К. Толвінський, 1895 — ? рр.) і Афонське Пантелеймонівське подвір'я (арх. М. М. Ніконов, проєкт: 1892 р.

Архітектура історизму у Одесі представлена найбільш масово, період тривав майже 50 років і на нього прийшлося кілька будівельних бумів.
В другій половині 19 ст. забудова передмість Одеси все більше відходила від регулярного генерального плану, однак найбільш значні архітектурні споруджували у межах перших планів міста. Таким чином забудова становилась все більш щільною. Старі споруди замінювались новими, більш високими, подвір'я забудовувались численними флігелями, надбудовувались поверхи над існуючими спорудами. Суворих обмежень щодо щільності забудови не було.
Кварталів елітного житла у той час практично не було, нові будинки з окремими сходовими клітками зводились серед галерейних.
У 1870-х роках у зв'язку з економічним підйомом у Європі спостерігався будівельний бум. У той час у міському громадському управлінні було влаштовано Одеську будівельну управу, яка до самого приходу радянських військ займалася затвердженням проєктів будівництва.
Вже наприкінці 1880-х спостерігається розмаїття багатьох історичних стилів чи їх суміш в декорі навіть одної споруди, до початку XX ст. це стосувалося лише коштовних, т. з. панських будинків, але вже з початком XX ст. рясне оздоблення з'являється і у більш простих спорудах центру і передмість, у основному з дешевих матеріалів. Також у ІІ-й половині XIX ст. багато ранньої забудови втрачає свій первісний вигляд у наслідок перебудов або спрощень оздоблення. Колонади, що виступали на тротуар були демонтовані, місто цілком втратило класицистичний вигляд.
У другій половині XIX набуло популярності використання романських і готичних мотивів, які використовувати для фасадів як приватних цивільних, так і сакральних споруд, університетський гуртожиток на вул. Мечнікова, 4, Міщанська управа на Старопортофранківській, лазня Ісаковича на вул Кузнечній вулиці). Романський стиль використовувався для споруд з фасадами без штукатурки із застосуванням цегляного мурування у камені у якості оздоблення для бюджетних споруд, зокрема різноманітних міських закладів. У мотивах венеціанської готики і ренесансу було вирішено фасади Нової біржі (нині філармонія). Даний напрям був аналогом так званого «цегельного стилю», використовувавшогося у Російській імперії. Споруди ж цілком зведені з цегли у Одесі були рідкістю, переважно з цегли зводились промислові споруди, тоді як для житлових будинків з неоштукатуреної цегли зводили лише фасади. Один з найбільш вдалих будинків цілком зведених з цегли є будинок Вікторова на Спиріднівській вулиці, автором якого був відомий київський архітектор М. М. Добачевский.
Розкішним зразком історизму в Одесі став новий театр (проєкт архітекторів Гельмера та Фельнера, де у оздобленні присутні елементи ренесансу, бароко і рококо. Великі театри в Петербурзі та в Москві обов'язково мали на головній осі проти сцени царську ложу для відвідин імператора та його родини. Віддаленість Одеси від столичних міст сприяла незвичній особливості одеського театру — театр не мав царської ложі взагалі.
В місті, не багатому на значні громадські архітектурні споруди, необароковий театр логічно став одним із символів приморського міста.
Одним з останніх будинків в стилі історизму став будинок М. М. Версє, споруджений у 1910 році. Вин мав дещо подрібнений рясний декор і у цілому споруда не виглядає ні вдалою, ні сучасною.

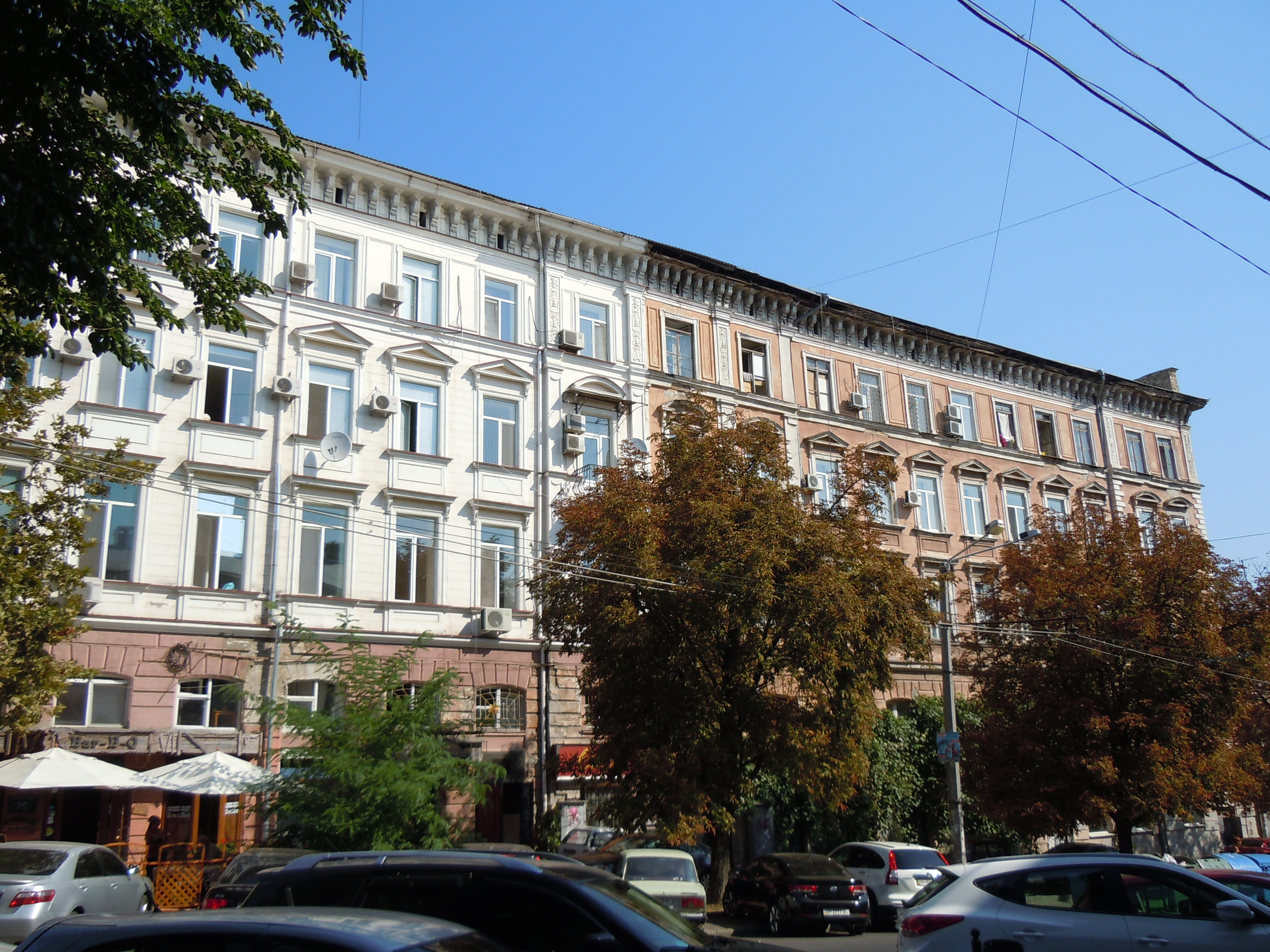
вул. Буніна, 18. Будинок Баржанського (1873 р.)
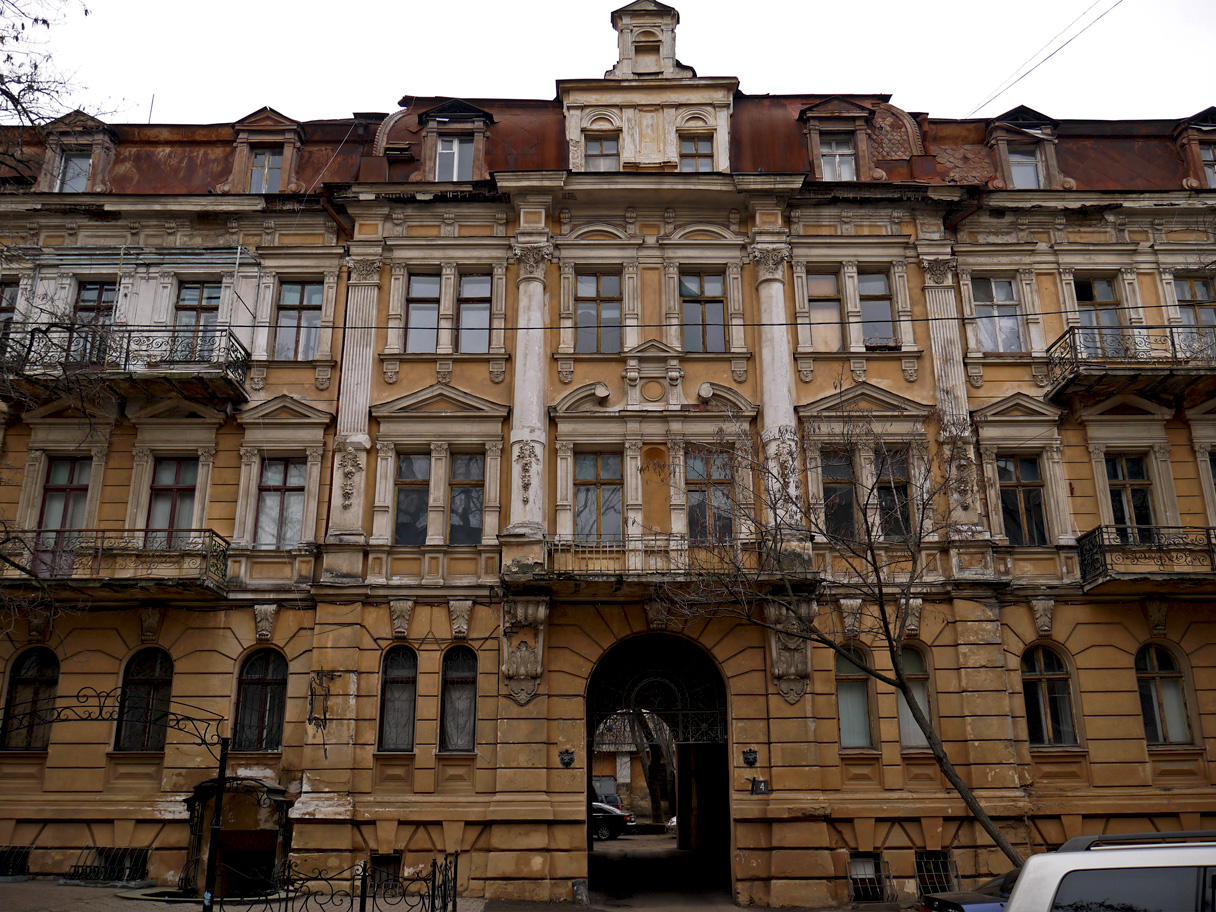
Будинок М. О. Новосельського (арх. Ф. В. Гонсіоровський, проєкт: 1873 р. Будівництво, 1874 р.)
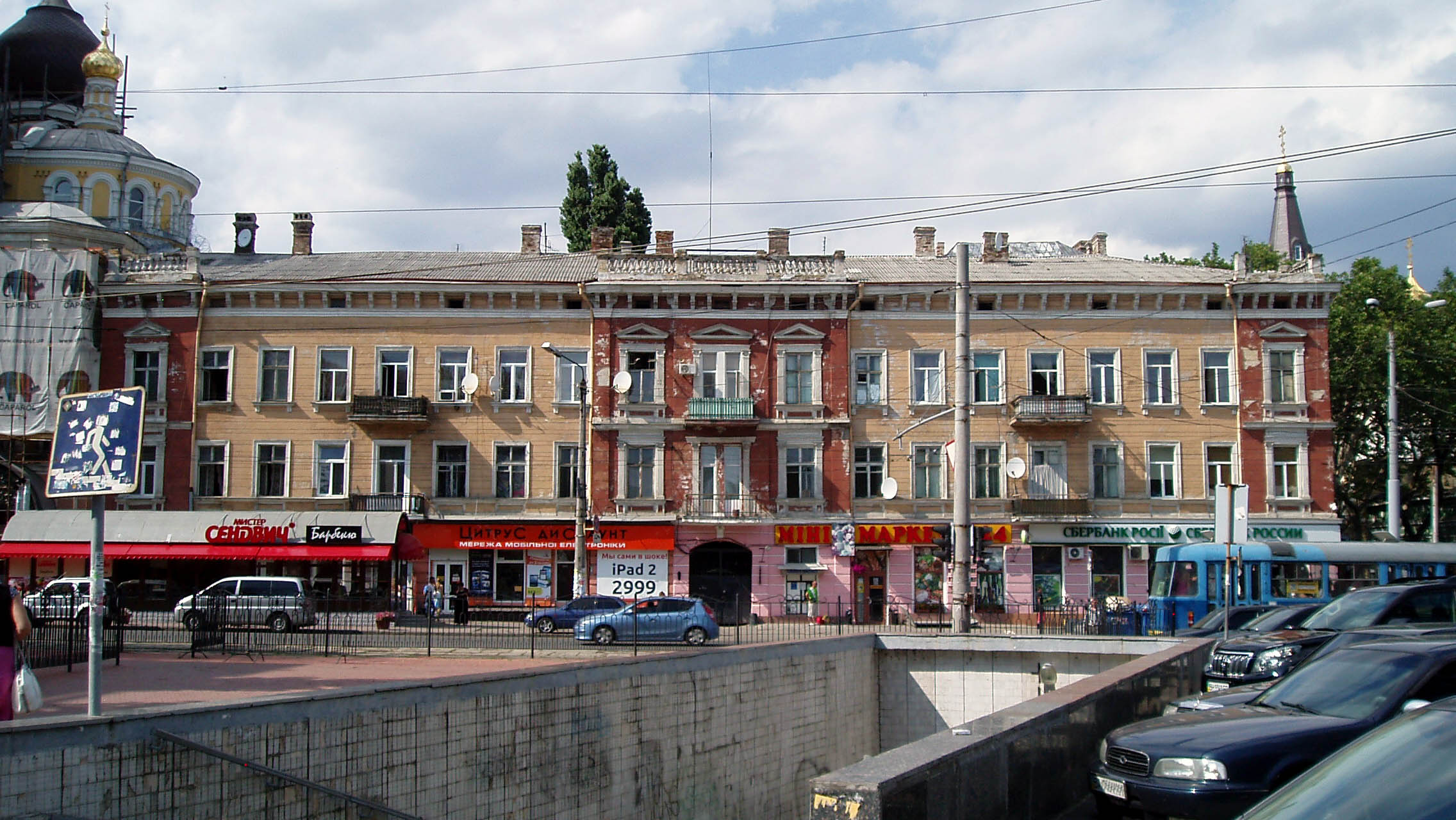
Пантелеймонівська, 64. Будинок І. В. Усачева (арх. Гонсіоровський, 1874 р.)
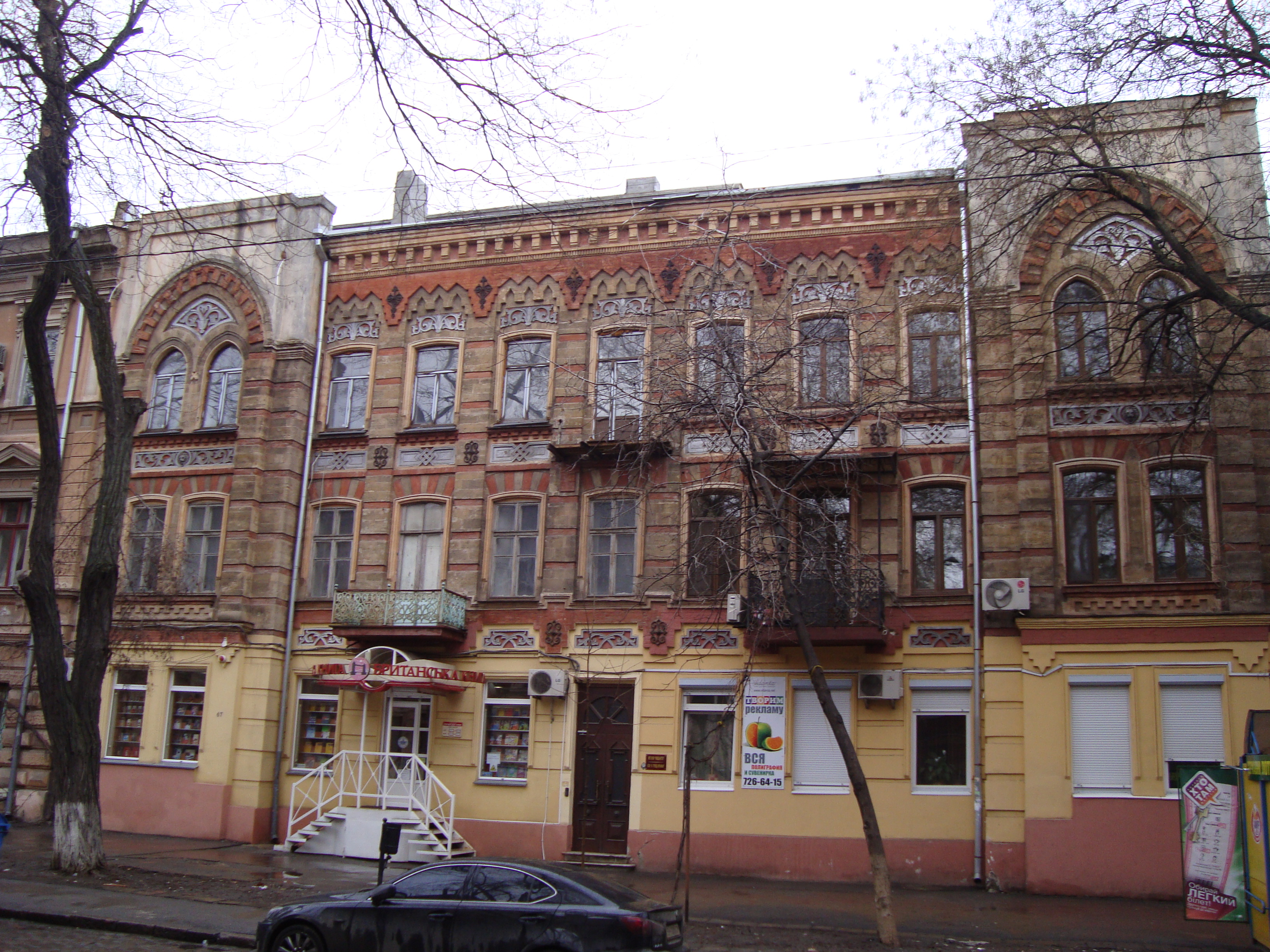
Коблевська вул., 47. Будинок Вейнберга (арх. В. Ф. Маас, 1875 р.)
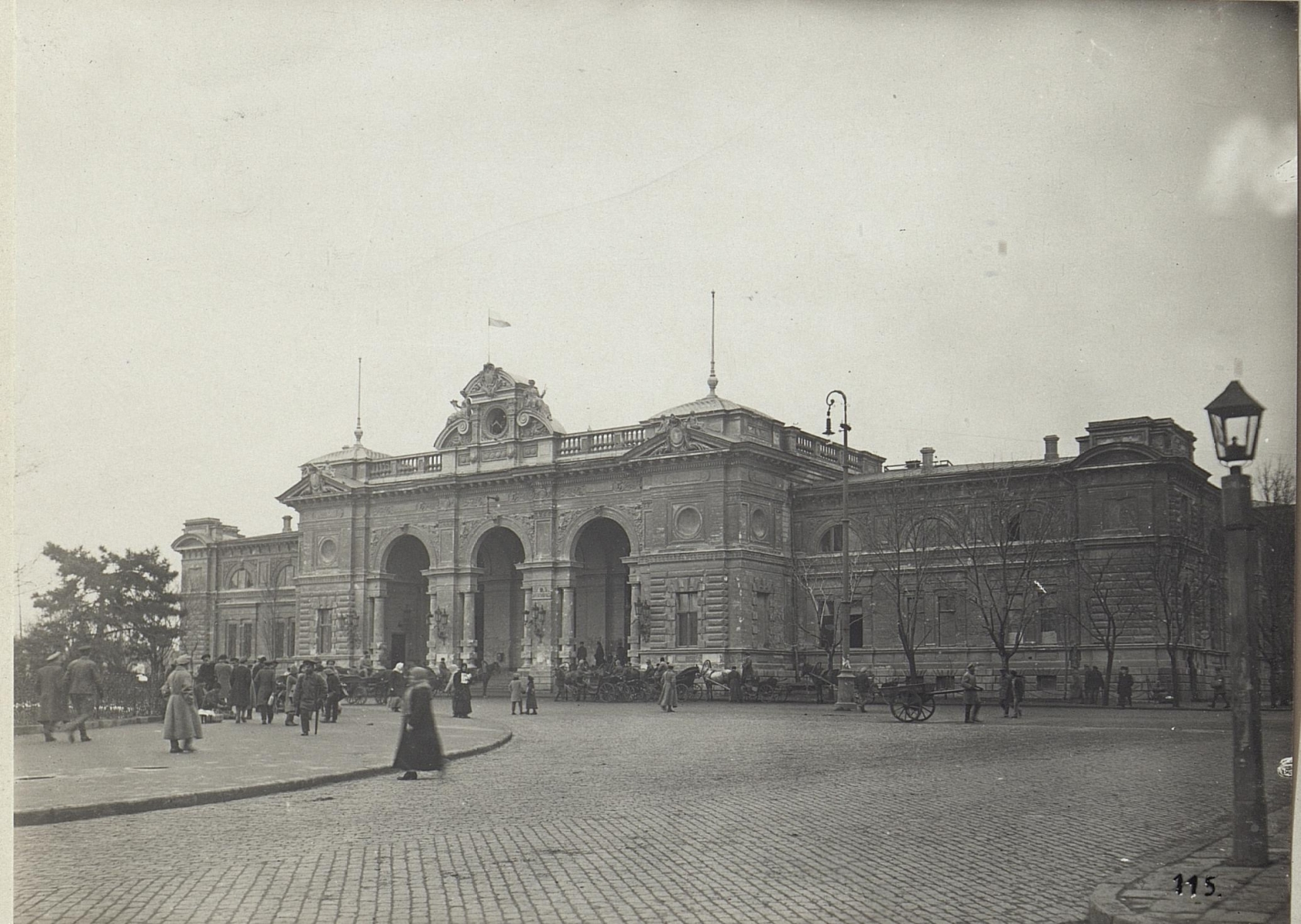
Залізничний вокзал (арх. В. О. Шретер, 1879 - 1883 рр.)
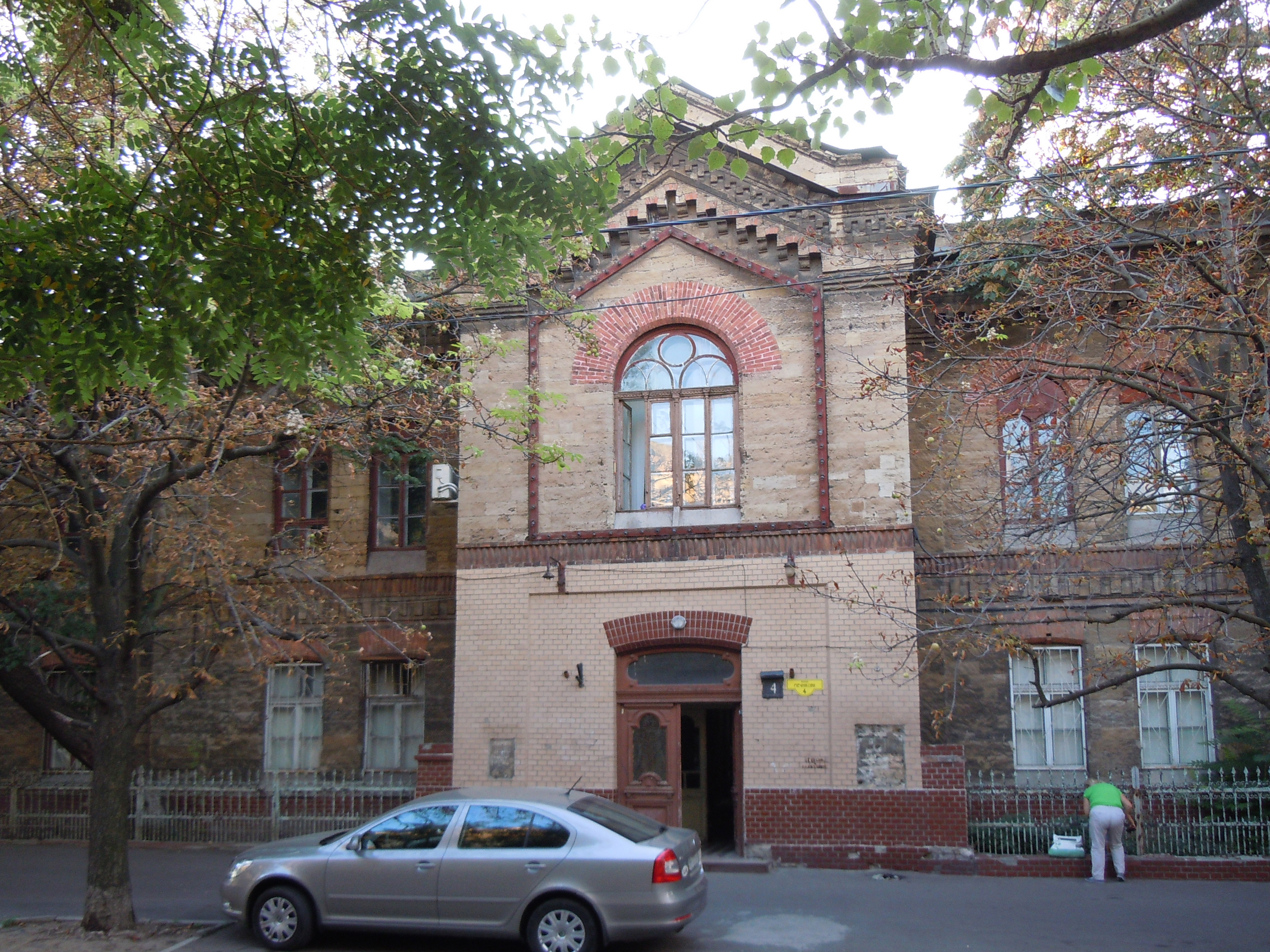
Гуртожиток Новоросійського університету (арх. А. Д. Тодоров, 1881 р.)
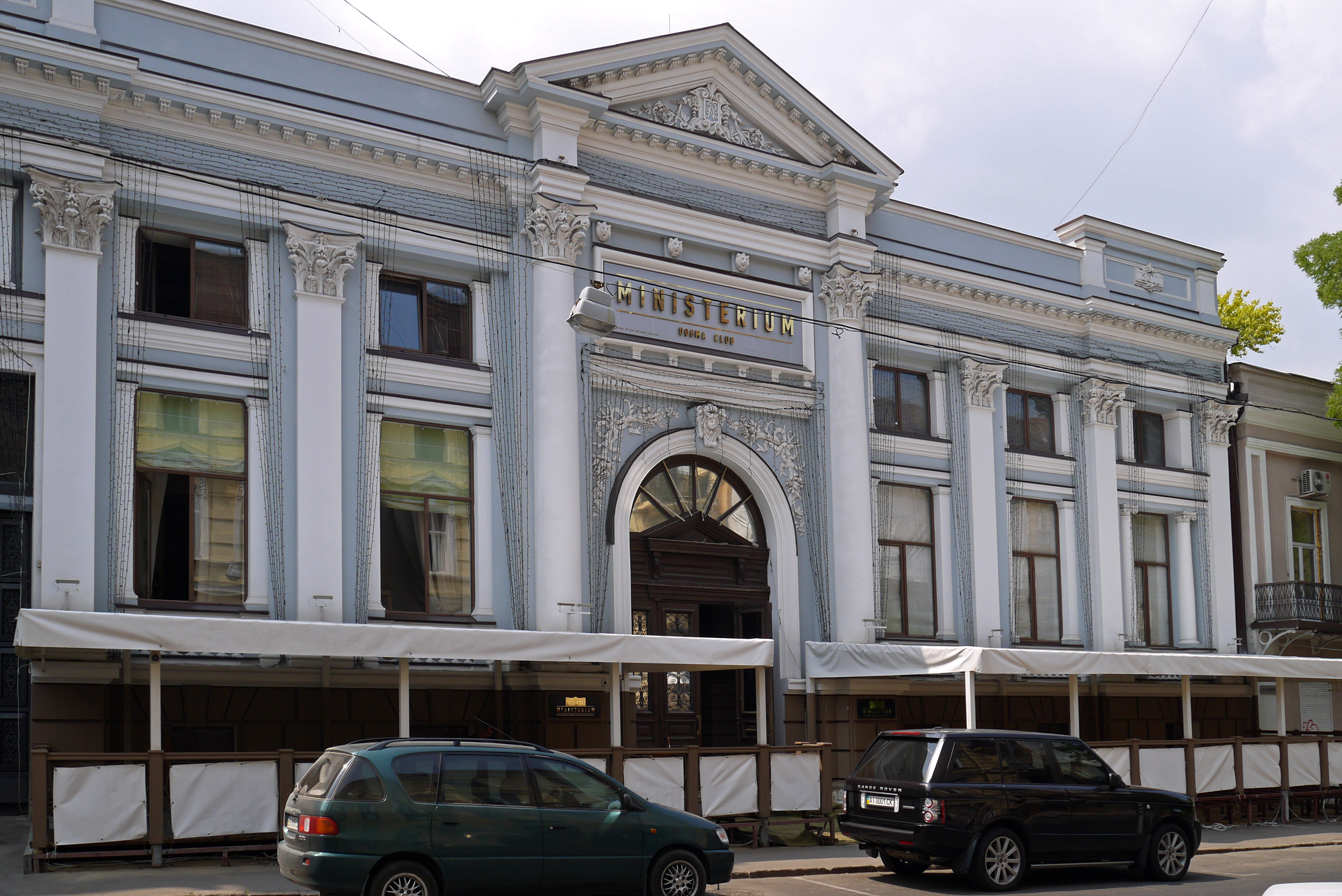
Будинок кредитного товариства (арх. А. Г. Люікс, 1881 р.)
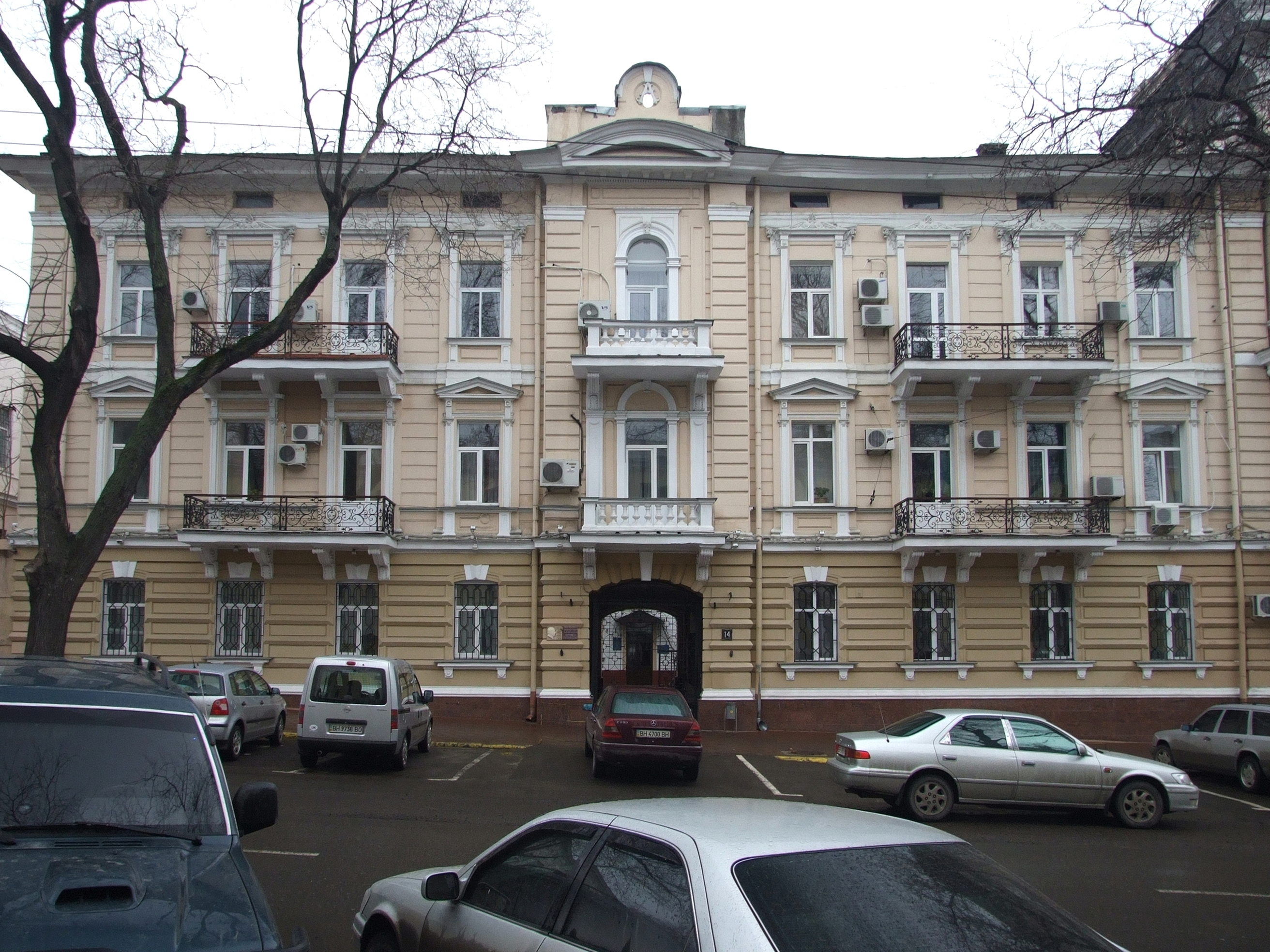
Єврейська вул., 14. Будинок І. і А. Анатра (арх. Ф. В. Гонсіоровський, 1883 - ? рр.)
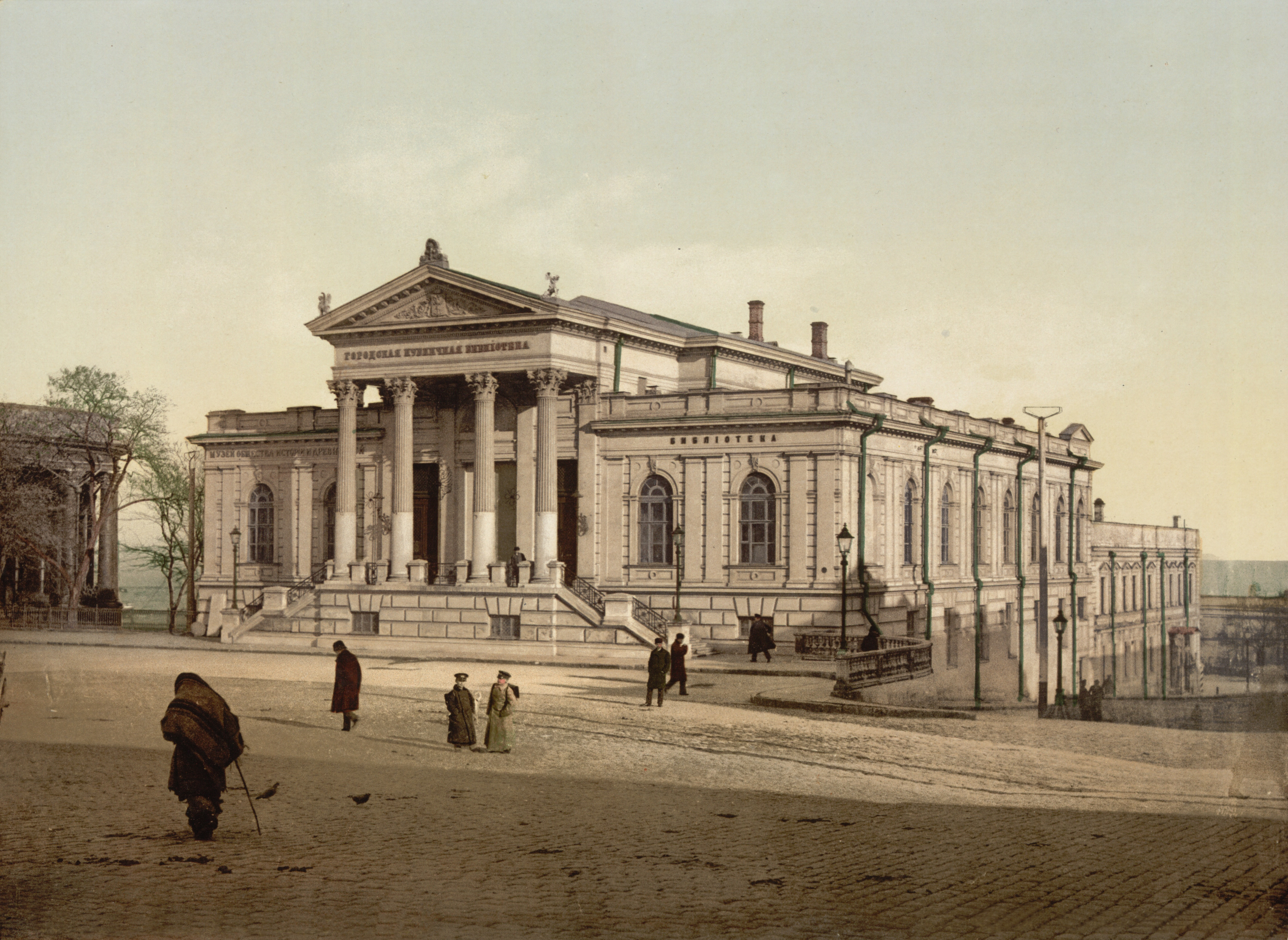
Будівля публічної бібліотеки (арх. Ф. В. Гонсіоровський, 1883 - ? рр.)
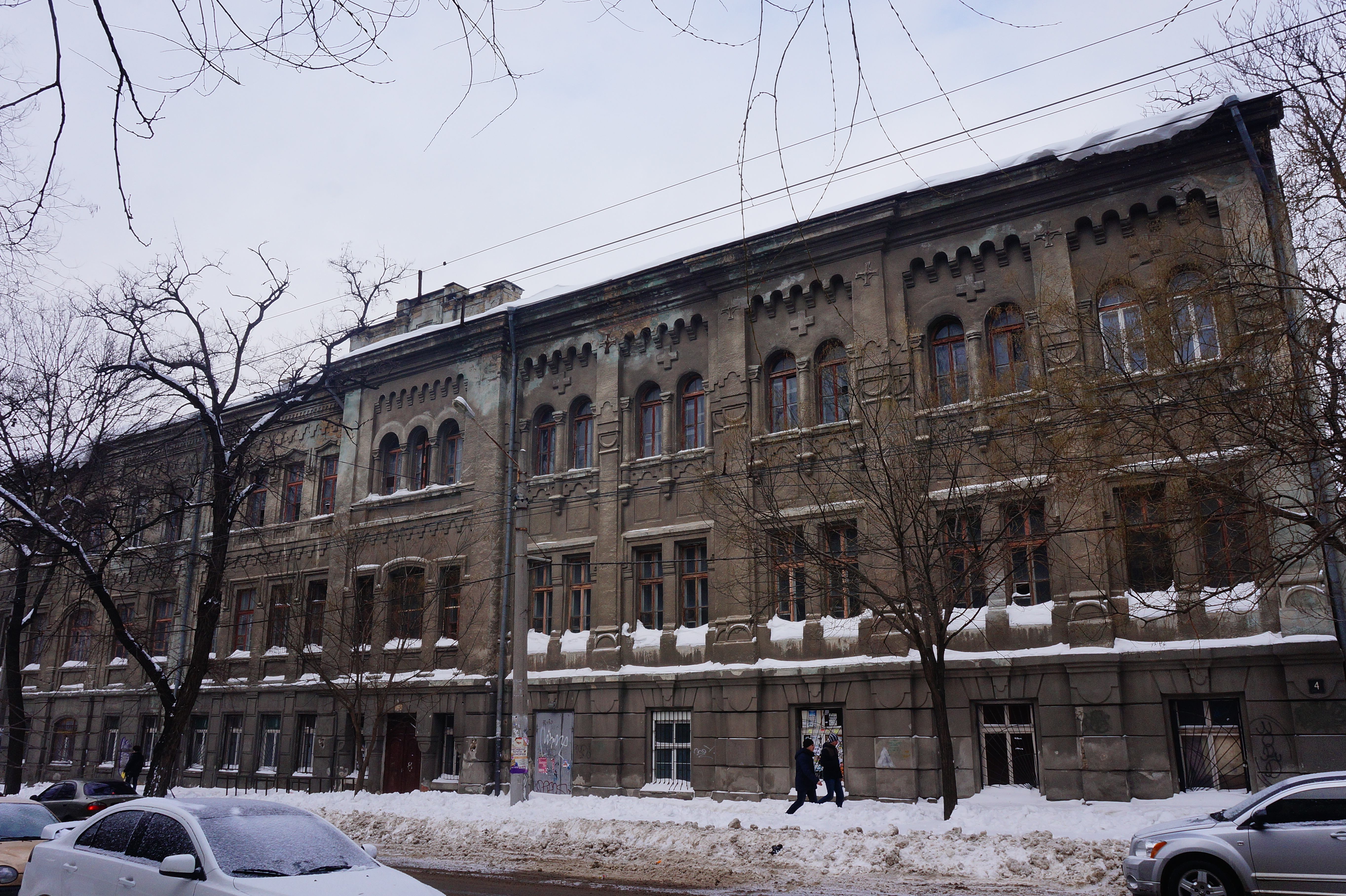
Дівоче єпархіальне училище (арх. В. Ф. Маас, проєкт: 1873 р. Спорудження: 1874 - ? рр. Прибудова частини будинку з домовою церквою (на фото) (арх. А. Д. Тодоров, 1885 - 1886 рр.)
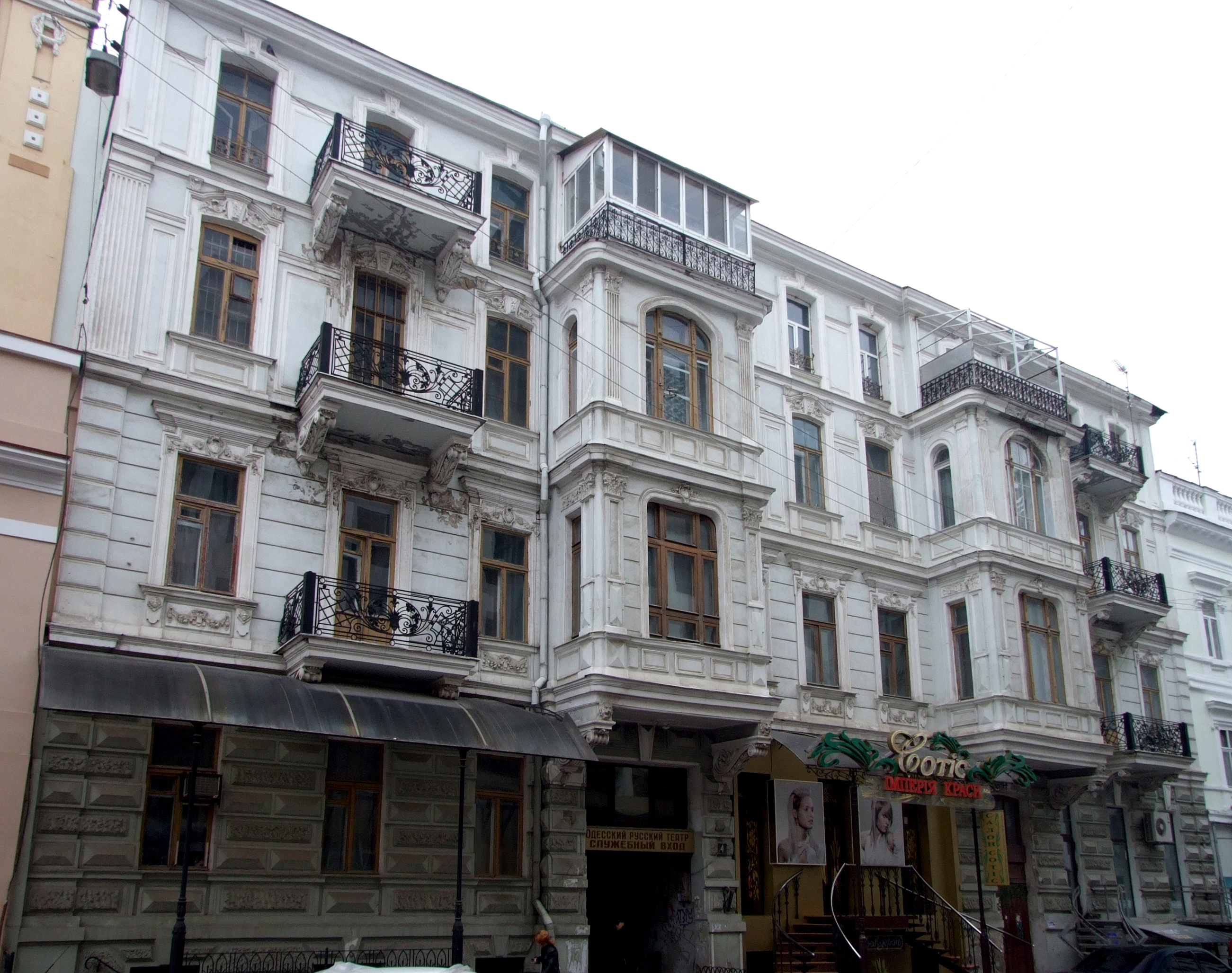
пров. Віце-адмірала Жукова, 4. Будинок Е. Бістань, арх. Д. Є. Мазиров, 1887 - 1888 рр.
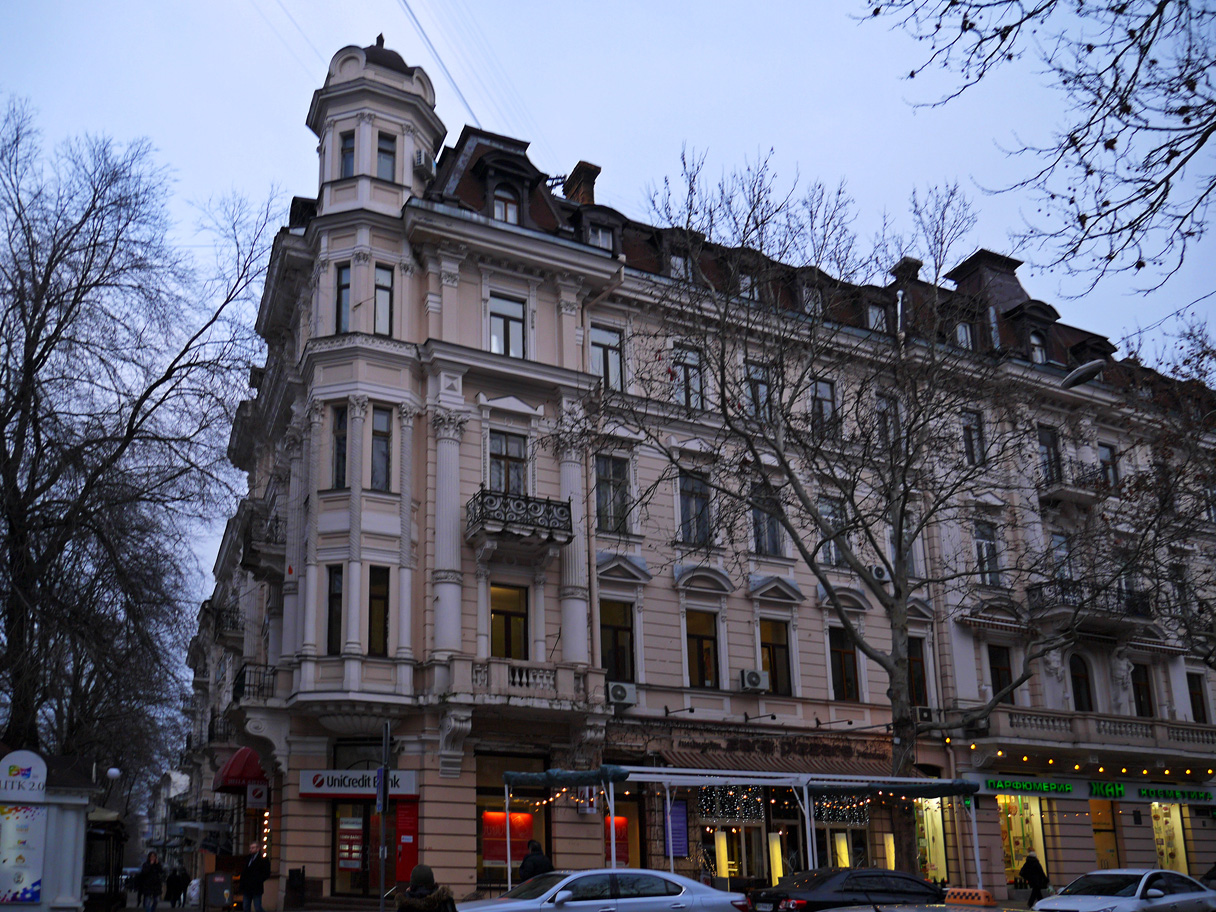
Рішельєвська вул., 6. Будинок Раллі (арх. Ф. В. Гонсіоровський, проєкт: 1887 р. Будівництво: 1888 р.)
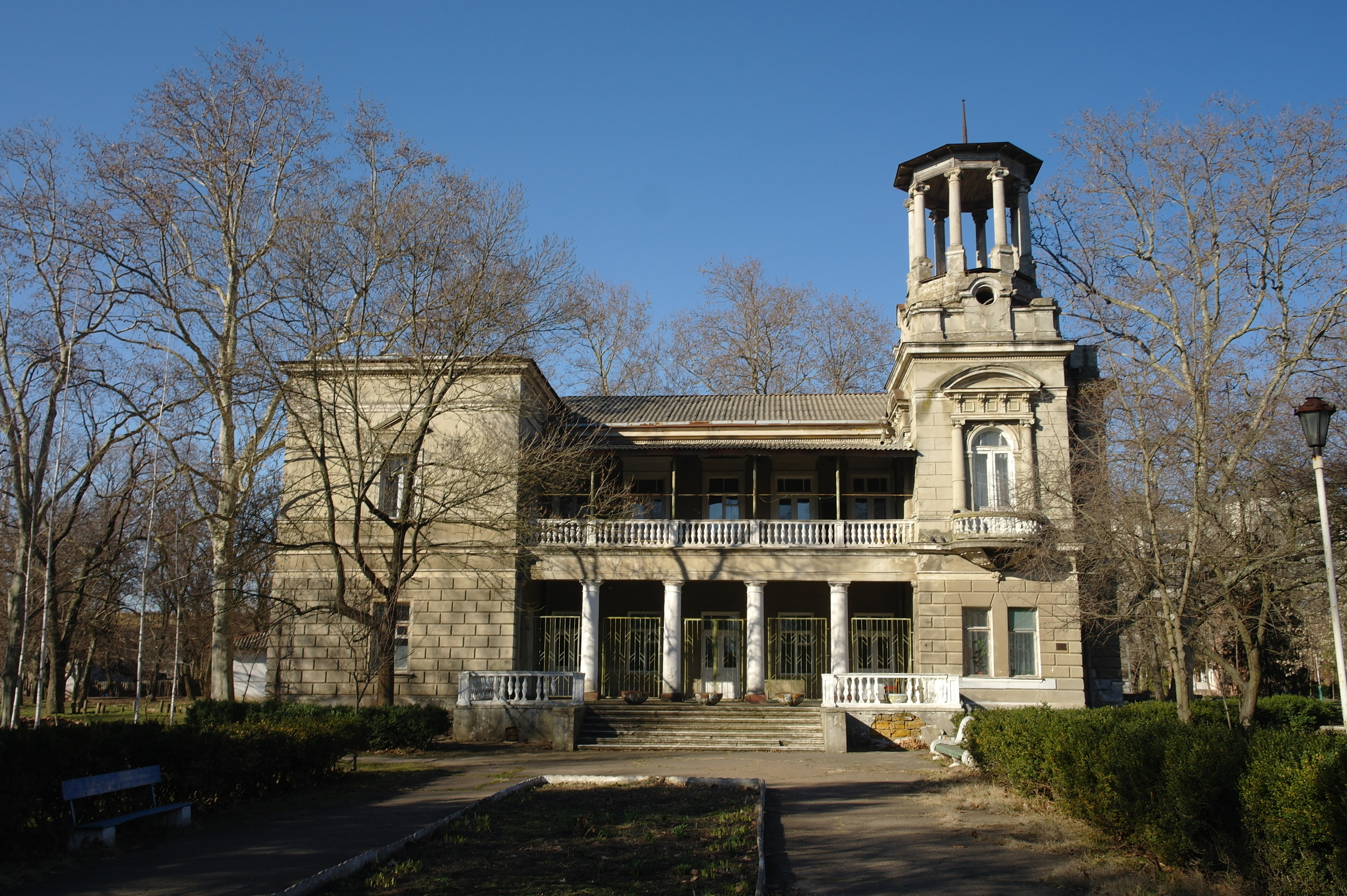
Французький бульв., 42. Дача Маврокордато, кін. XIX ст.
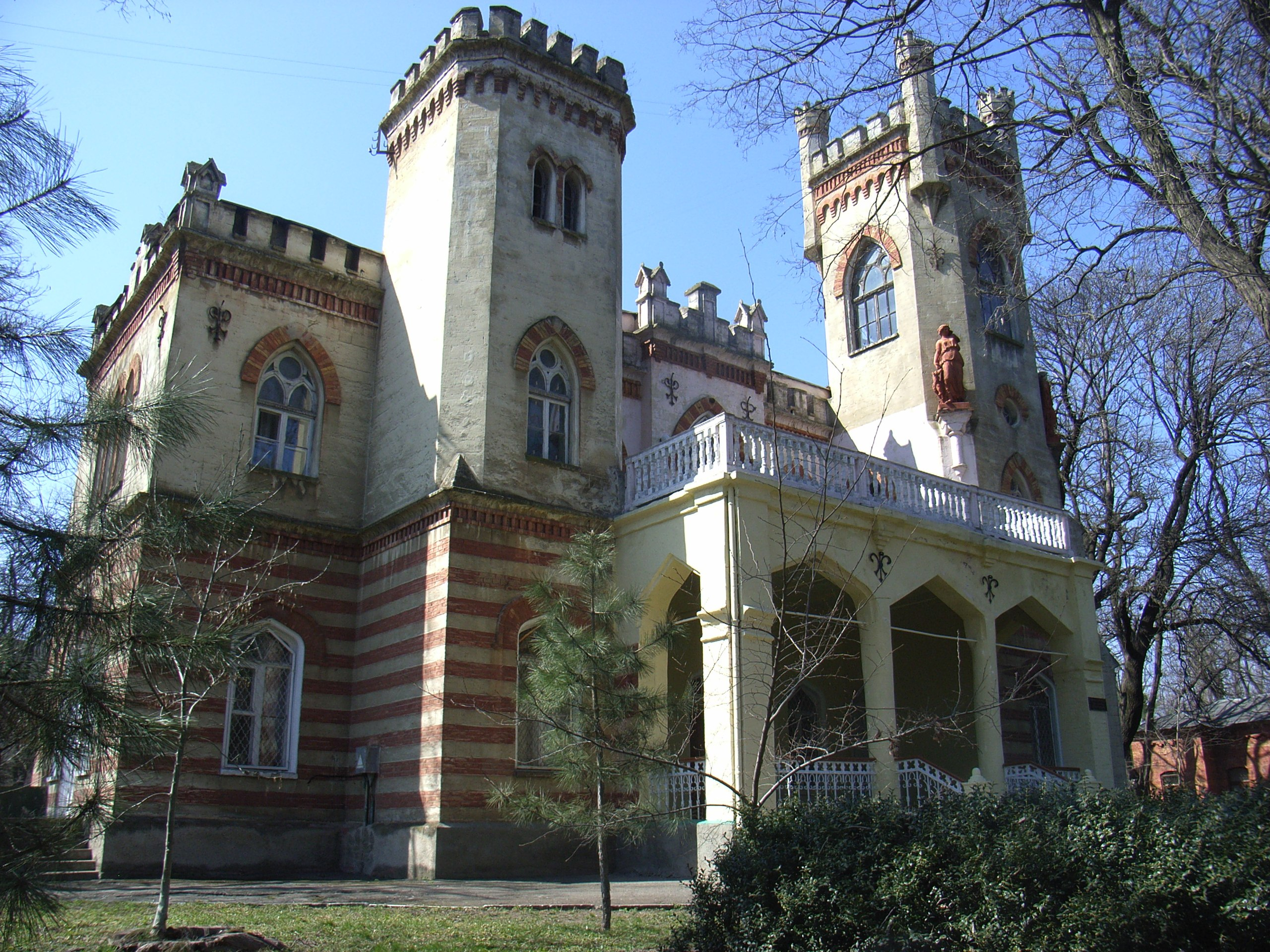
Французький бульв., 42. Дача Параскеви (арх. П. У. Клейн, 1891 - 1892 рр.)
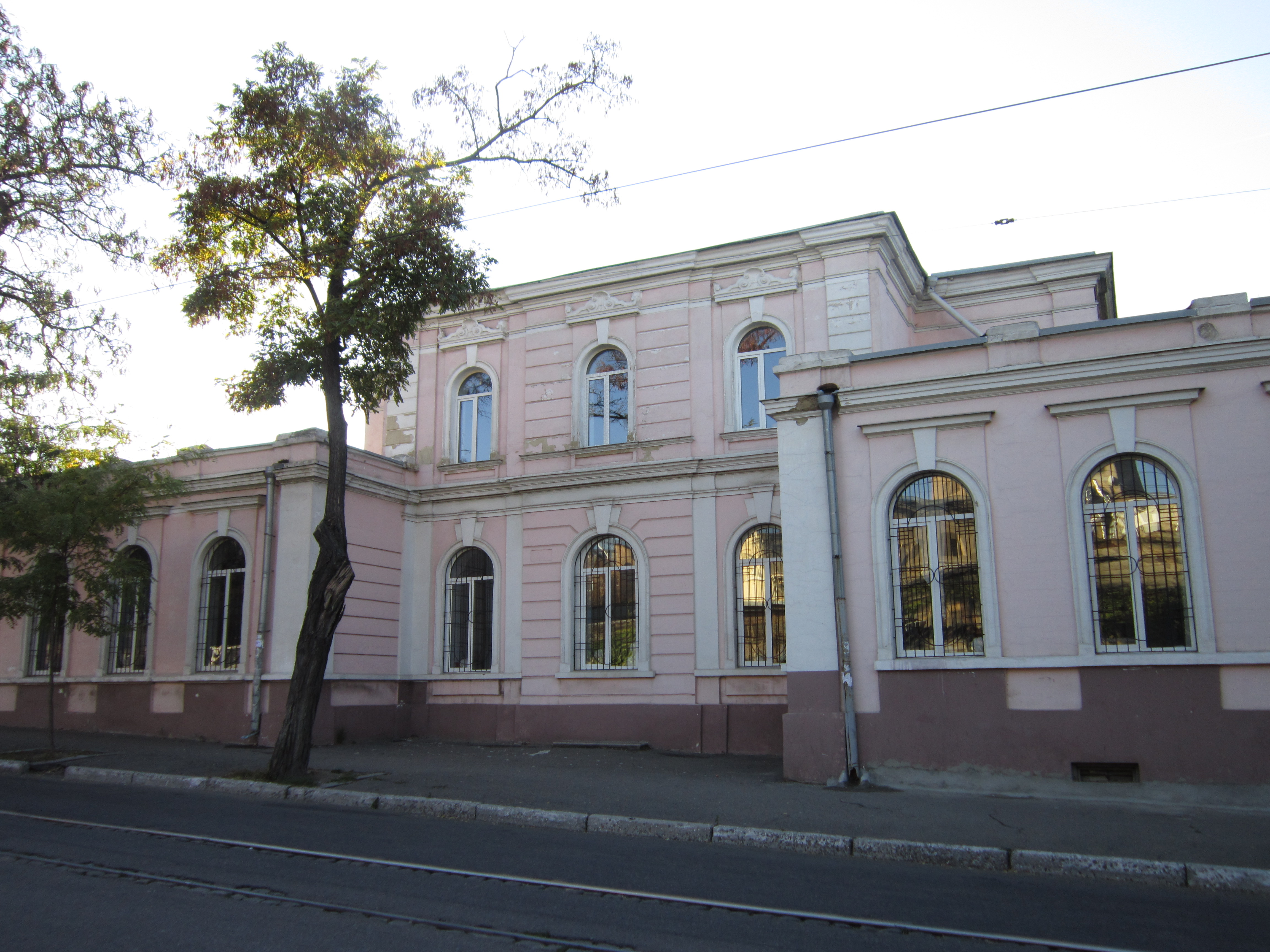
Старопортофранківська вул., 2. Будівля міського початкового училища № 38 (арх. С. А. Ландесман, 1892 р.)
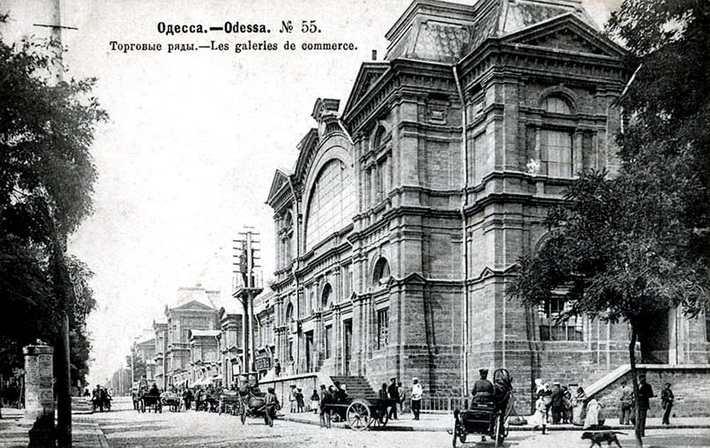
Одеса Корпуси Нового ринку (арх. А. Д. Тодоров, 1890-ті рр.)
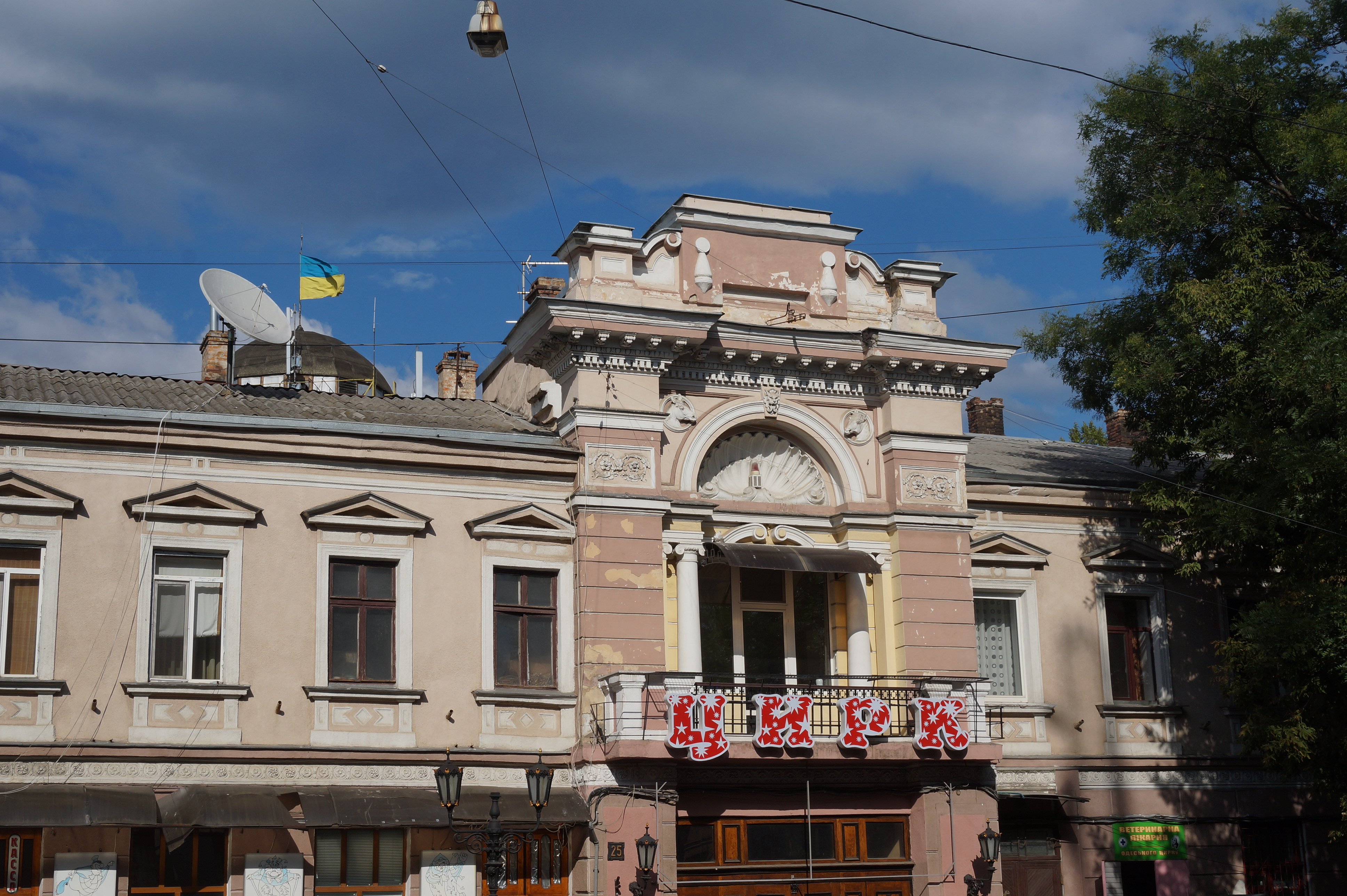
Цирк Санценбахера (арх. Влодек Л. Л., інж. Гельфанд, 1894 р.)
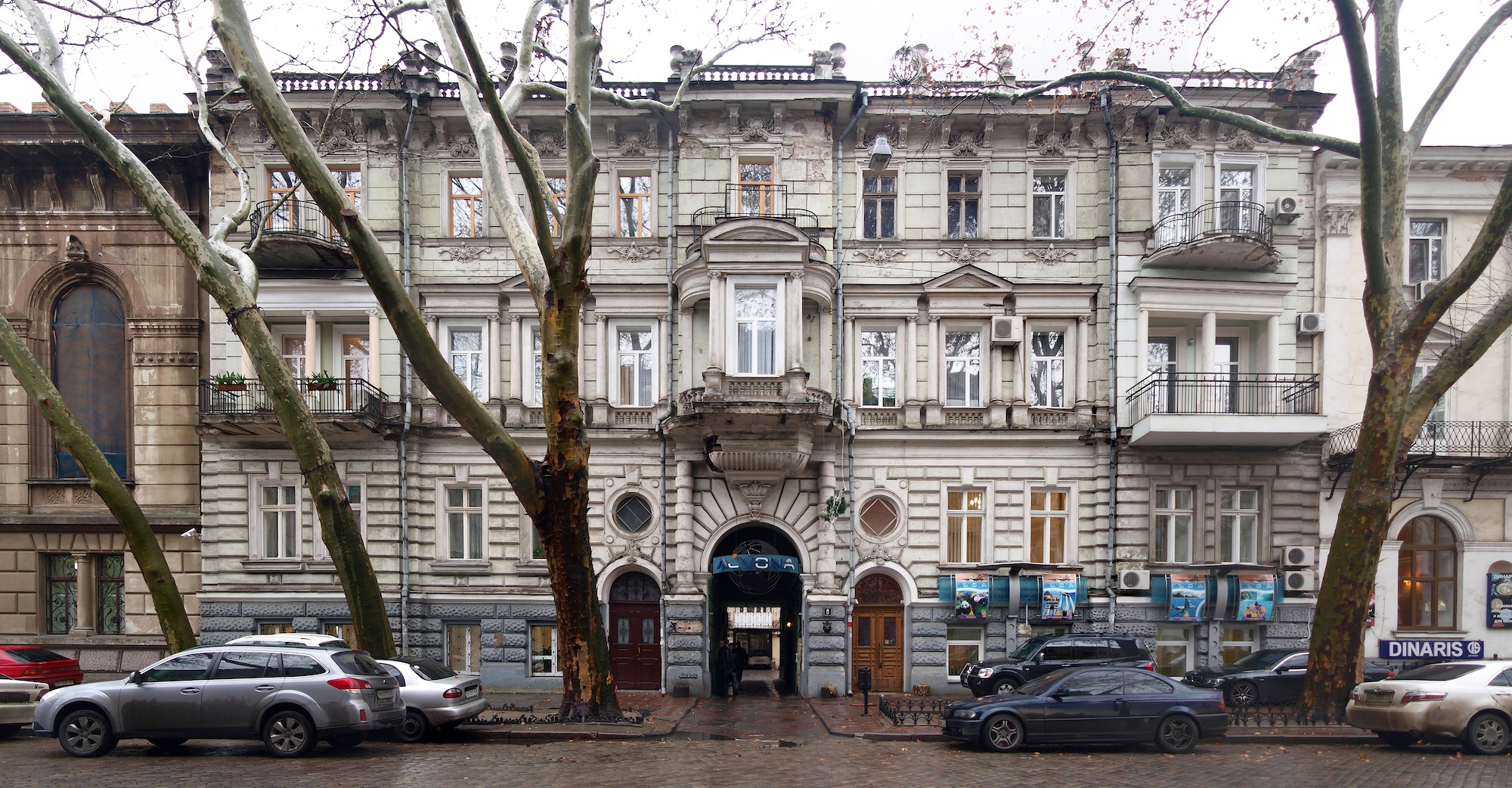
Пушкінсбка вул., 8. Будинок Піткіса (арх. Ф. В. Гонсіоровський, 1879 - 1880 рр. Реконструкція, 1895 р.)
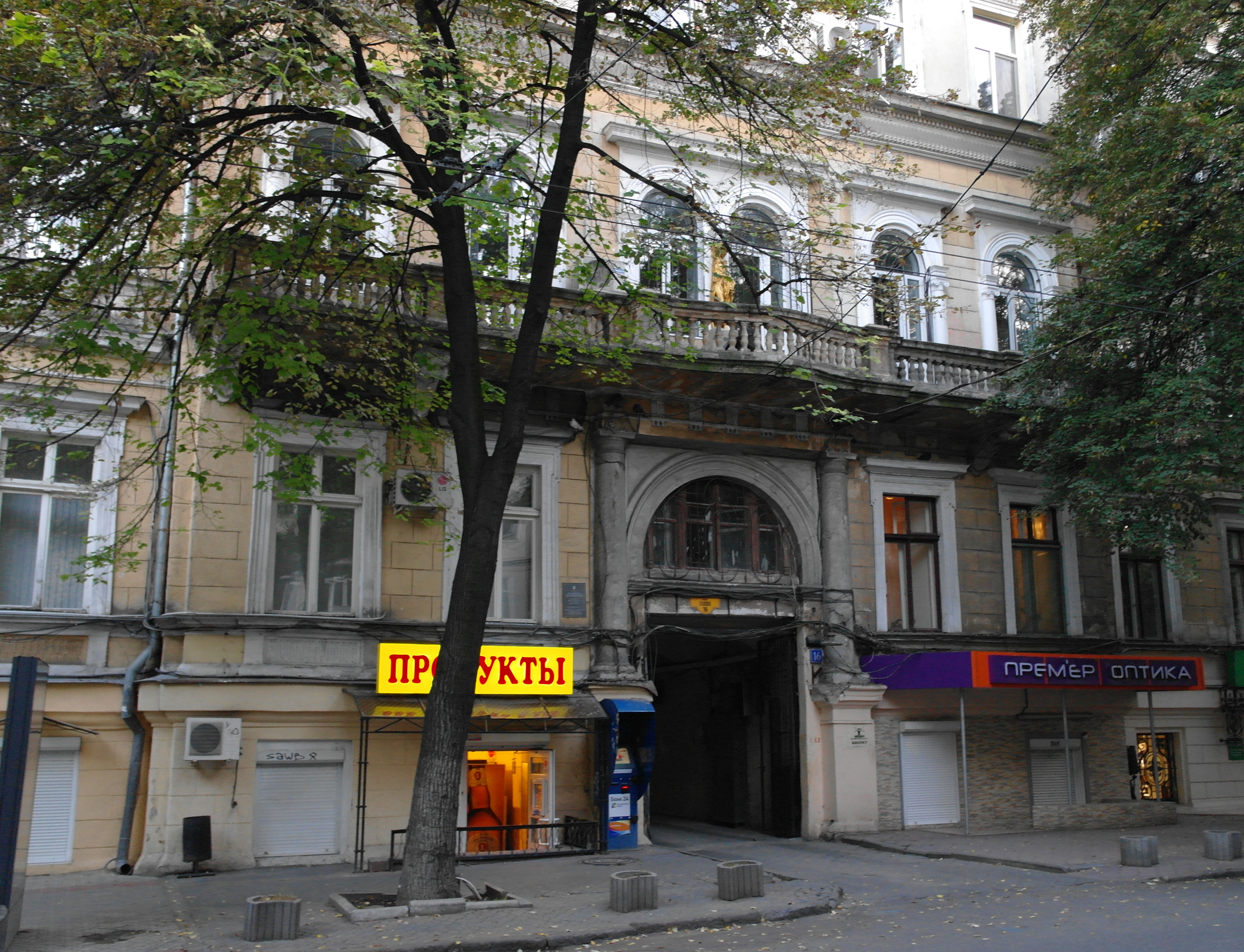
Садова вул., 16. Будинок Романенка (реконструкція, арх. В. М. Кабіольський, 1895 р.)
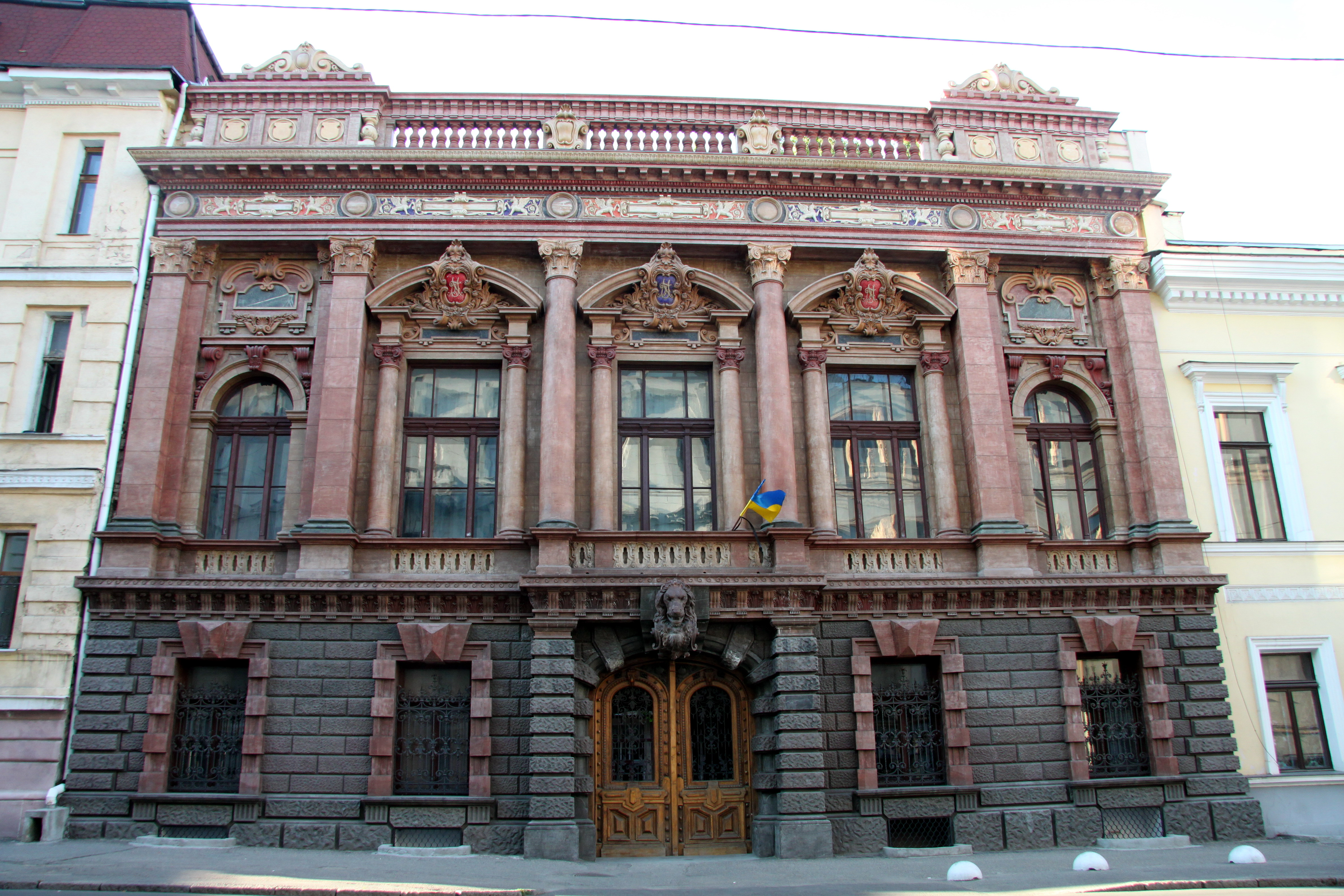
Картина галерея М. М. Толстого (проєкт: арх. Ф. Фельнер, Г. Гельмер. Будівництво: арх. Г, К. Шеврембрандт, 1896 - 1897 р.)
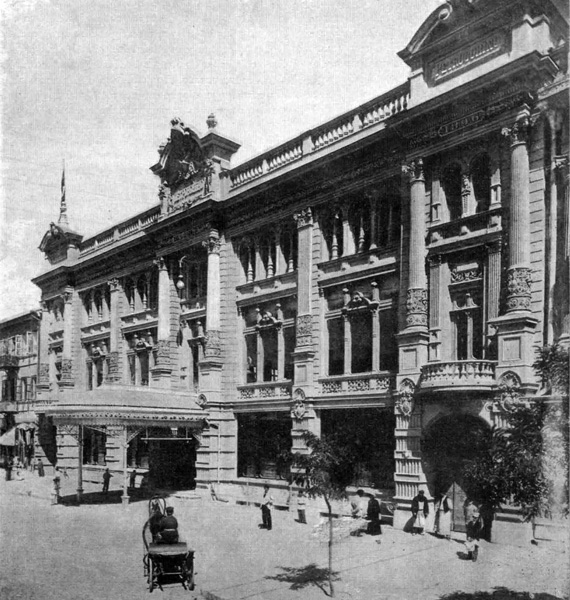
Грецька вул., 28. Універмаг т. д. Петрококіно (арх. О. Й. Бернардацці, 1895 - 1896 рр.)
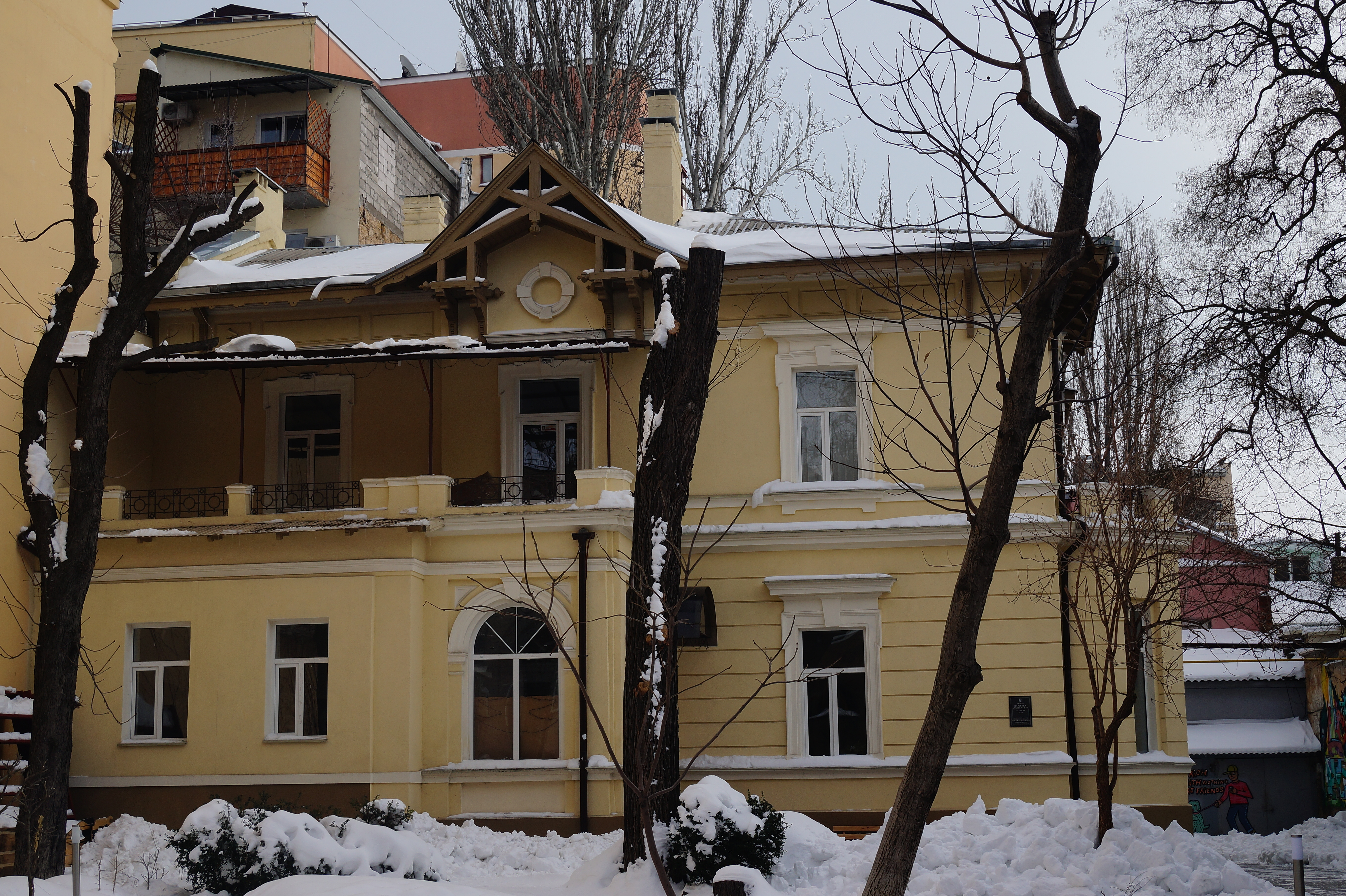
вул. Леонтовича, 5. Будинок В. і Х. Я. Скведер (1895 р.)
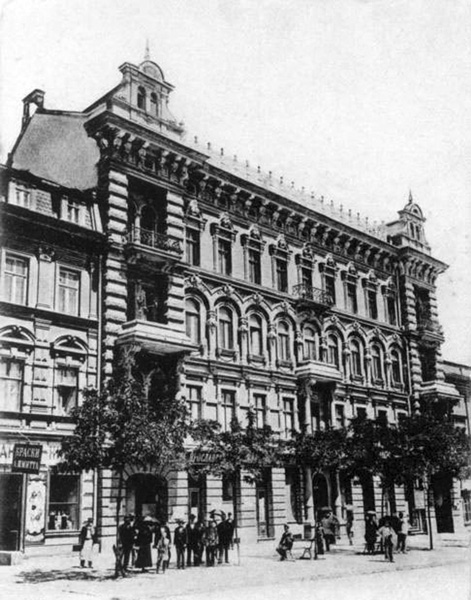
Грецька вул. Житловий будинок (арх. Ландесман, 1897 р.)
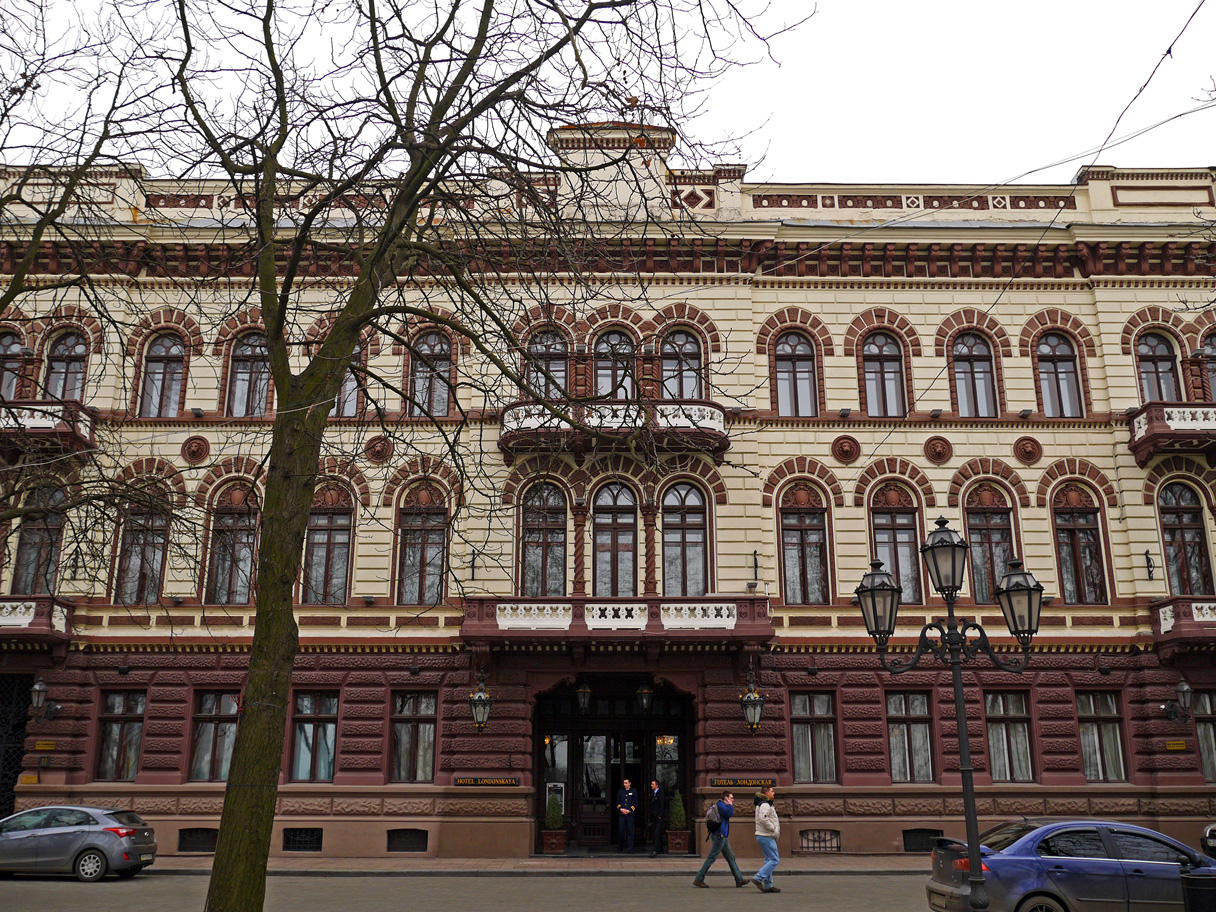
Готель «Лондонський» (перебудова арх. Ю. М. Дмитренко, 1898 - 1899 рр.)
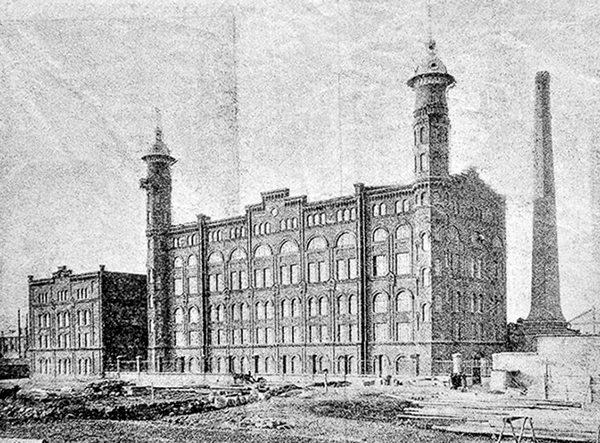
Млин Вейнштейна (реконструкція арх. Бернардацці О. Й., 1898 - ? рр.)
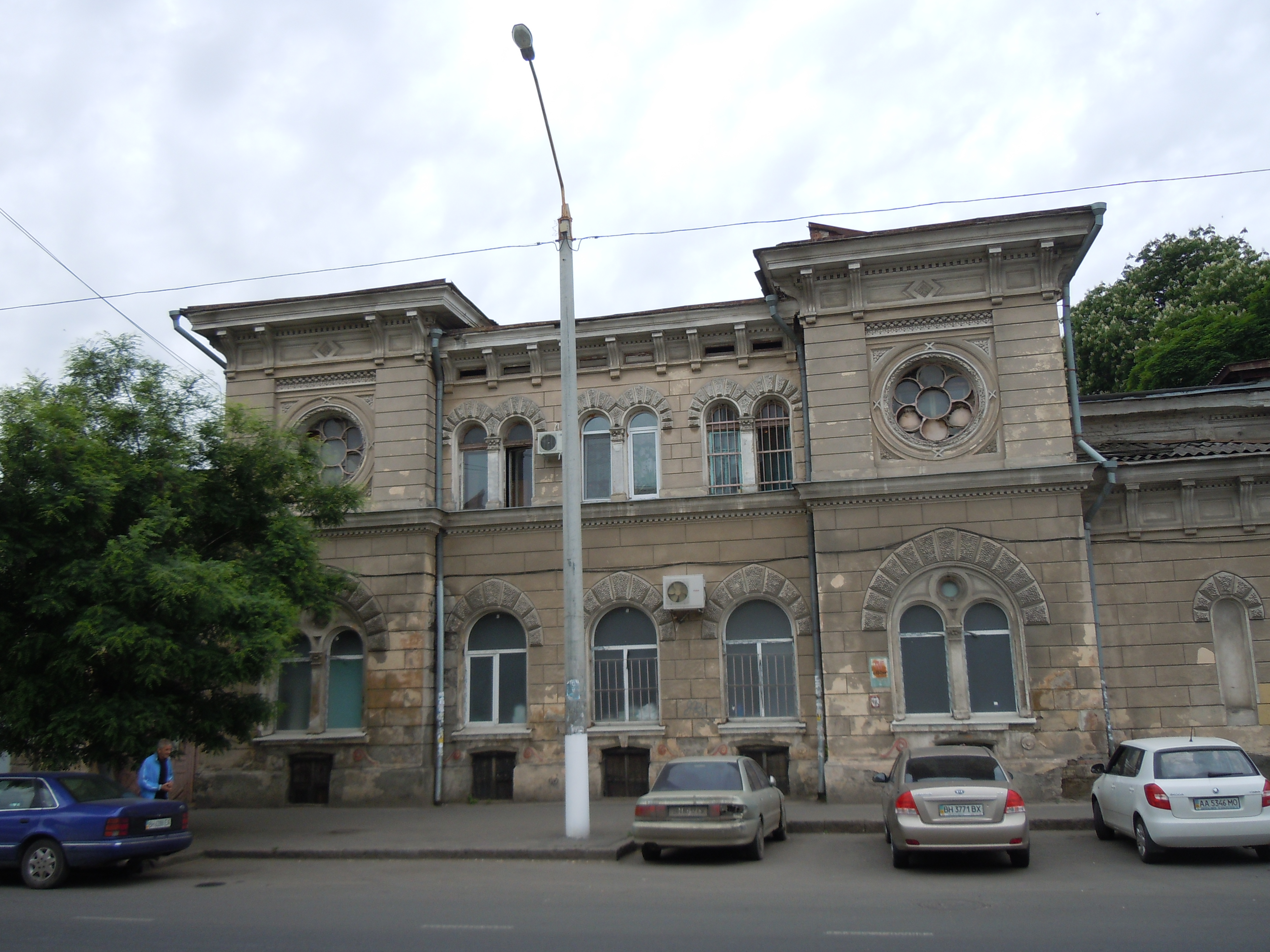
Хірургічний павільйон Єврейської лікарні (арх. А. Б. Мінкус, 1899 - рр.)
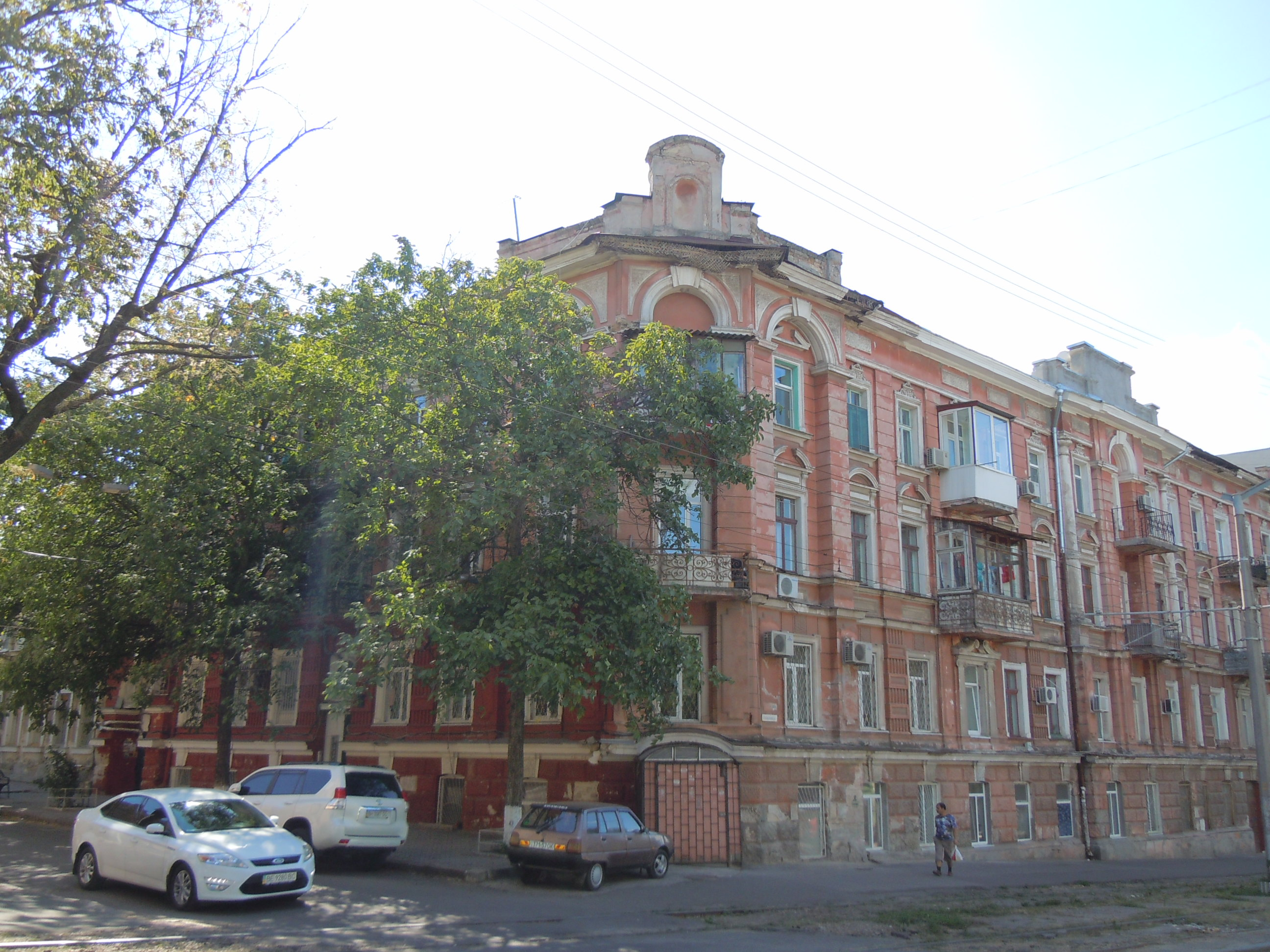
Градоначальницька, 5. Житловий будинок, кін. XIX - поч. XX ст.
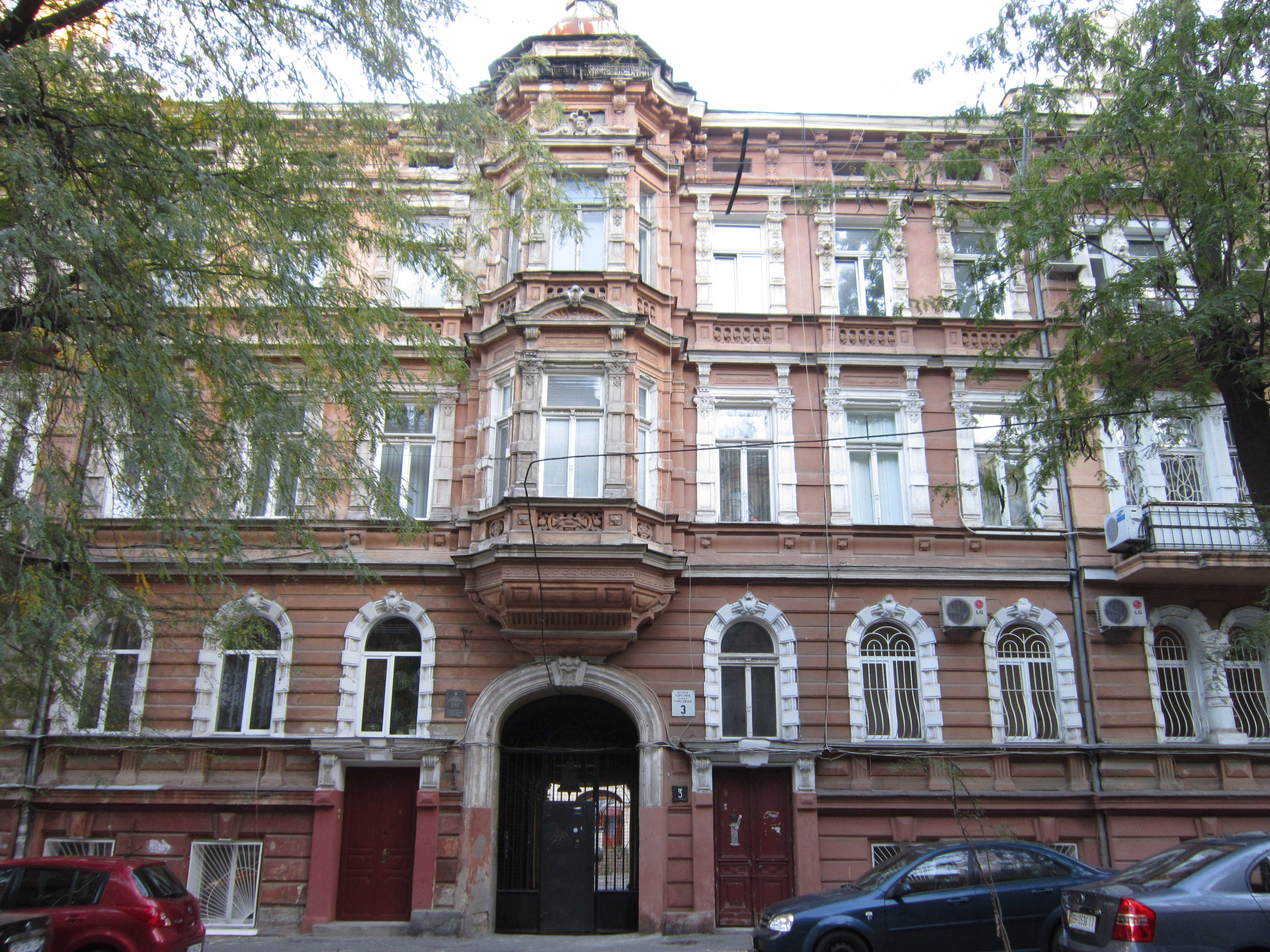
Торгова вул., 3. Будинок Пашкова, кін. XIX - поч. XX ст.
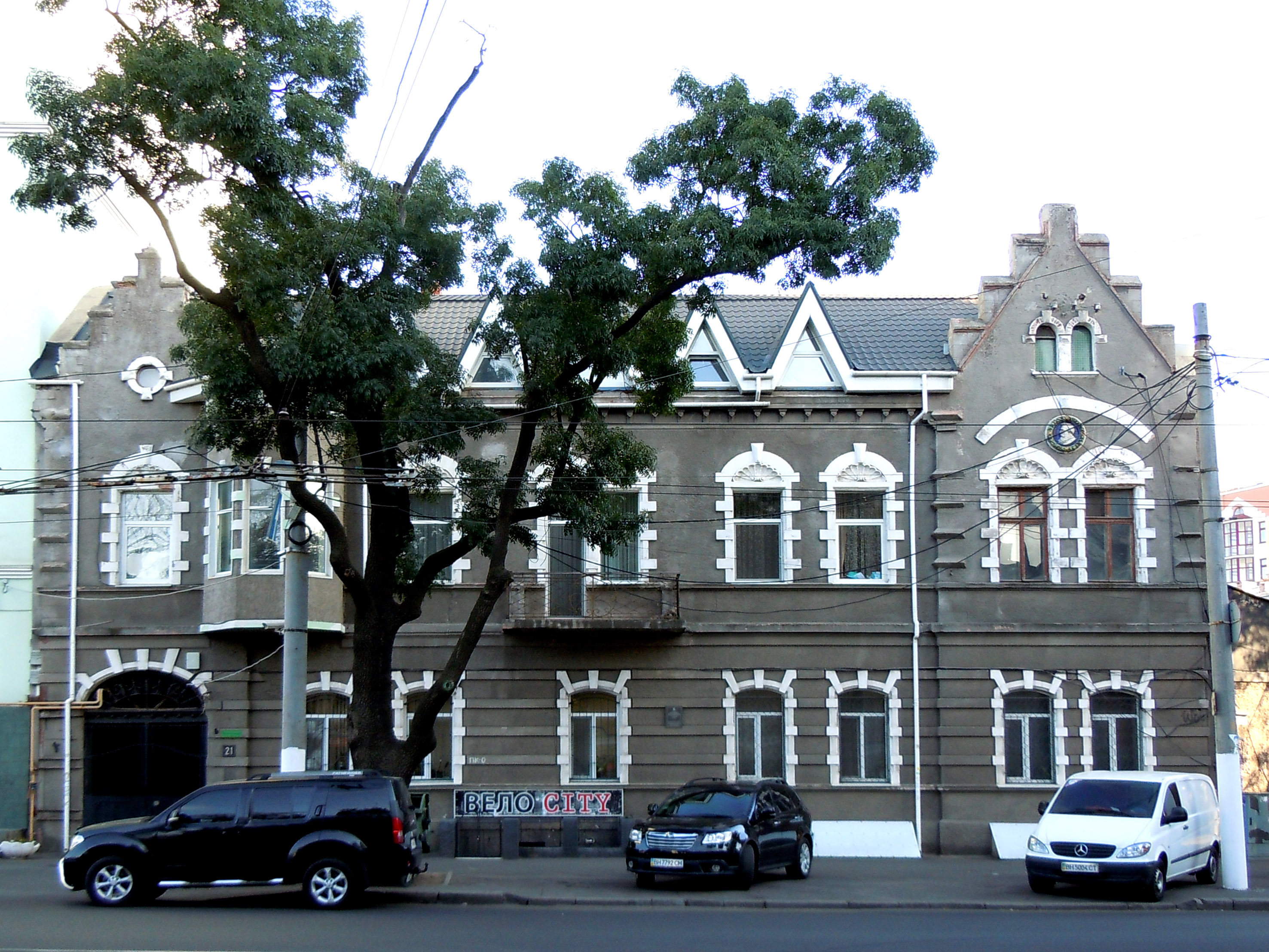
Лідерсовський бульв., 21. Житловий будинок, кін. XIX - поч. XX ст.
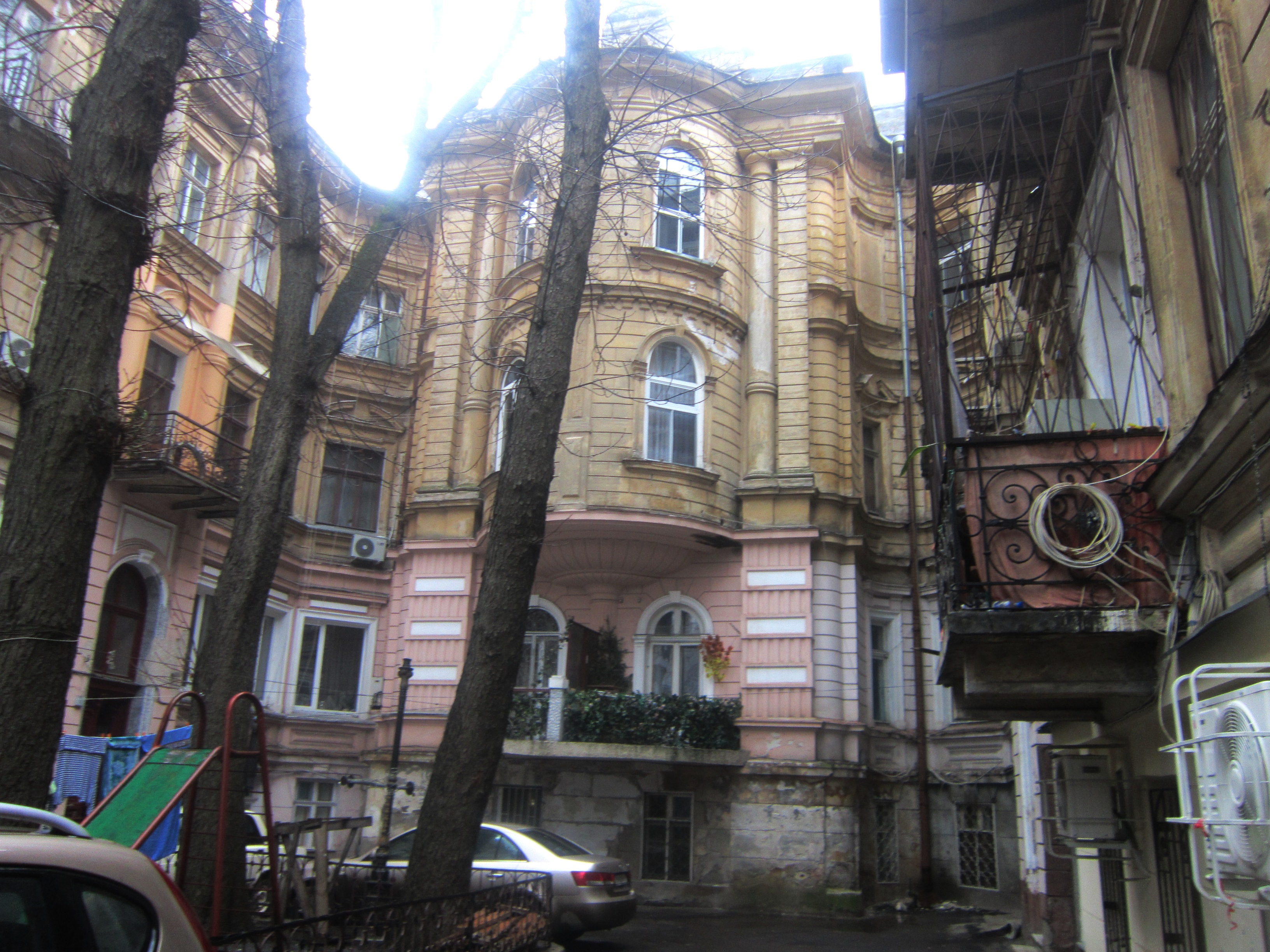
Коблевська, 40. Житловий флігель, кін. XIX - поч. XX ст.
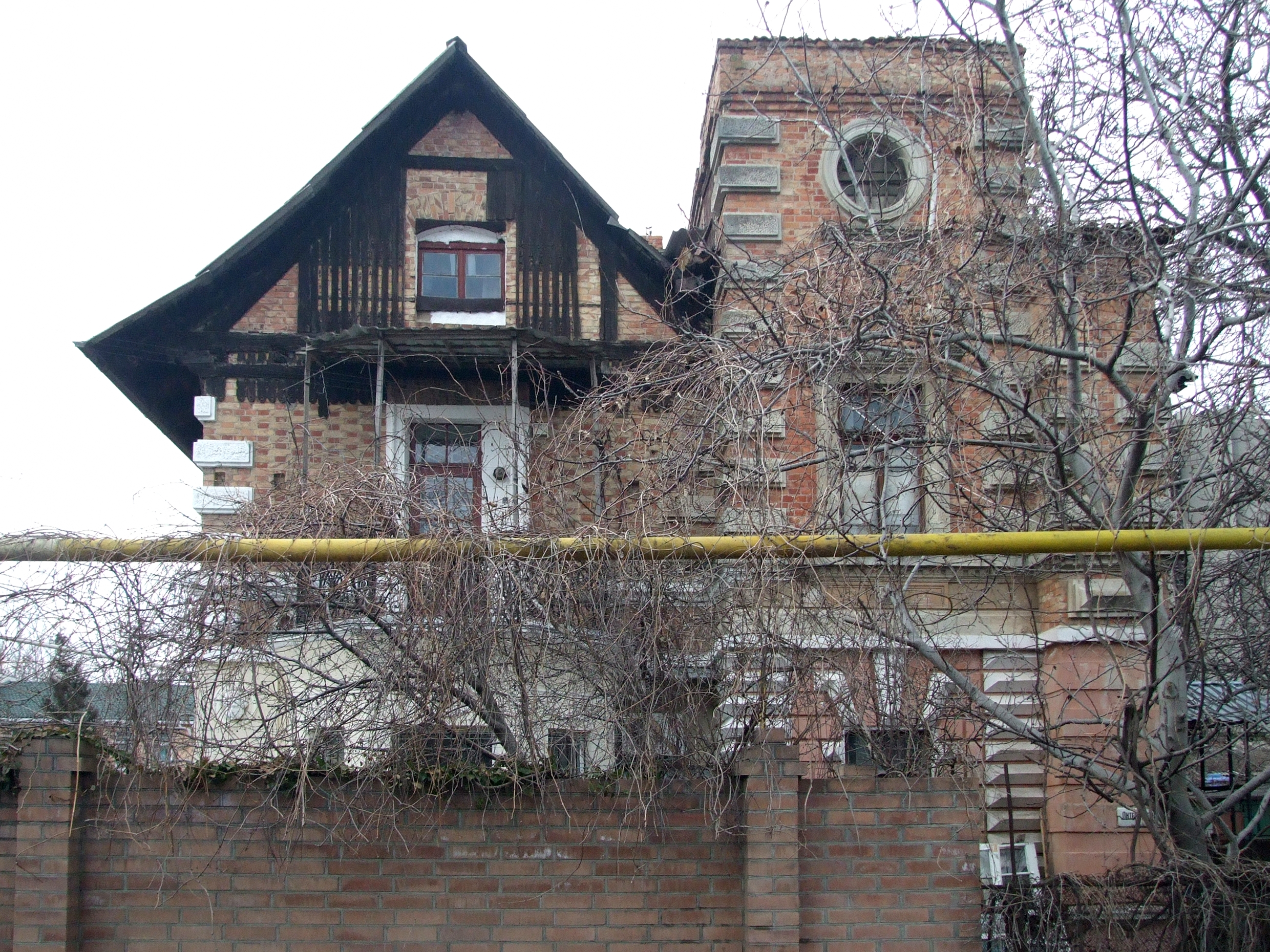
Літературна вул. Дача (кін. XIX - поч. XX ст.)
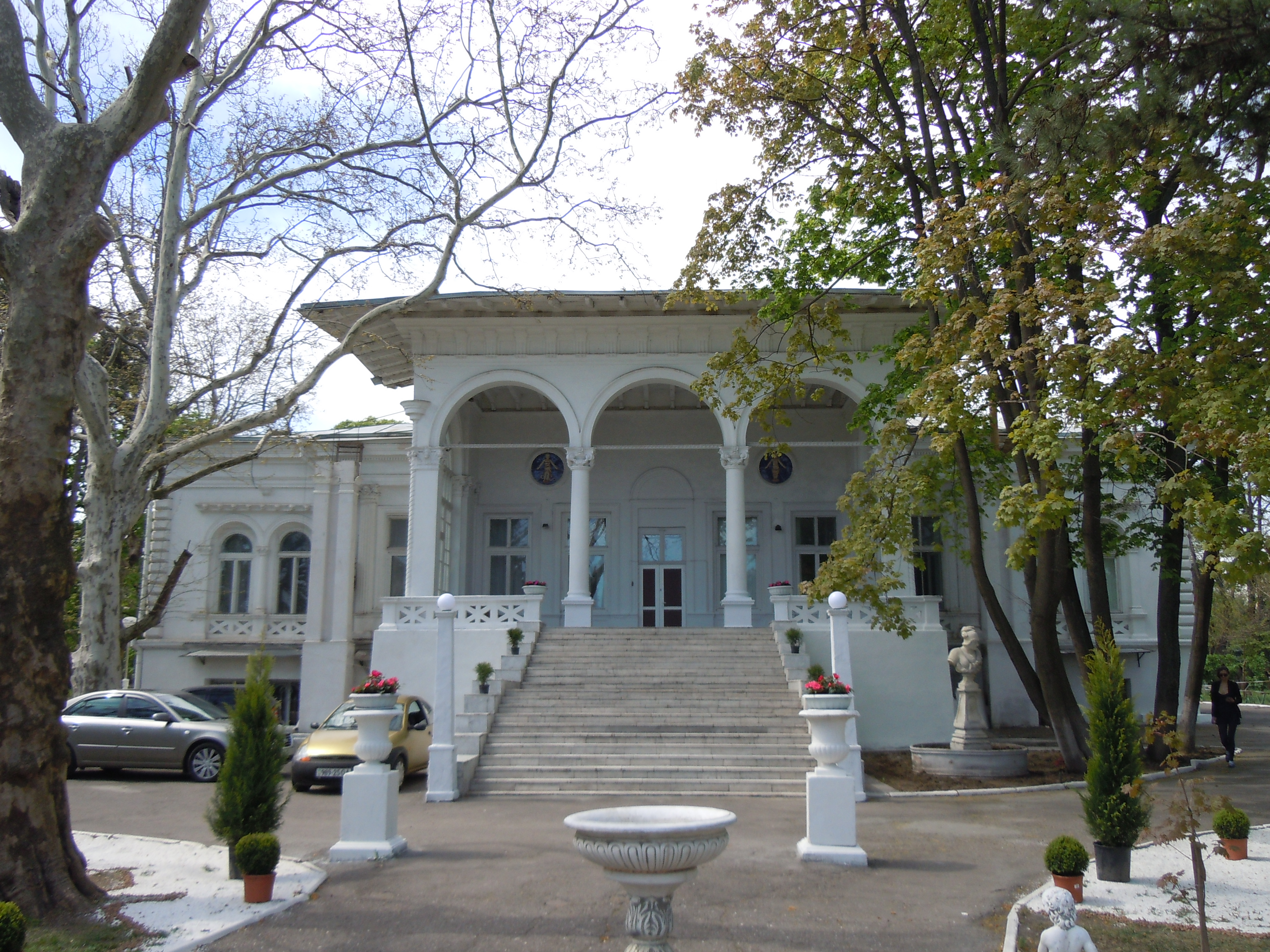
Французький бульв., 85. Дача Ашкіназі (кін. XIX - поч. XX ст.)
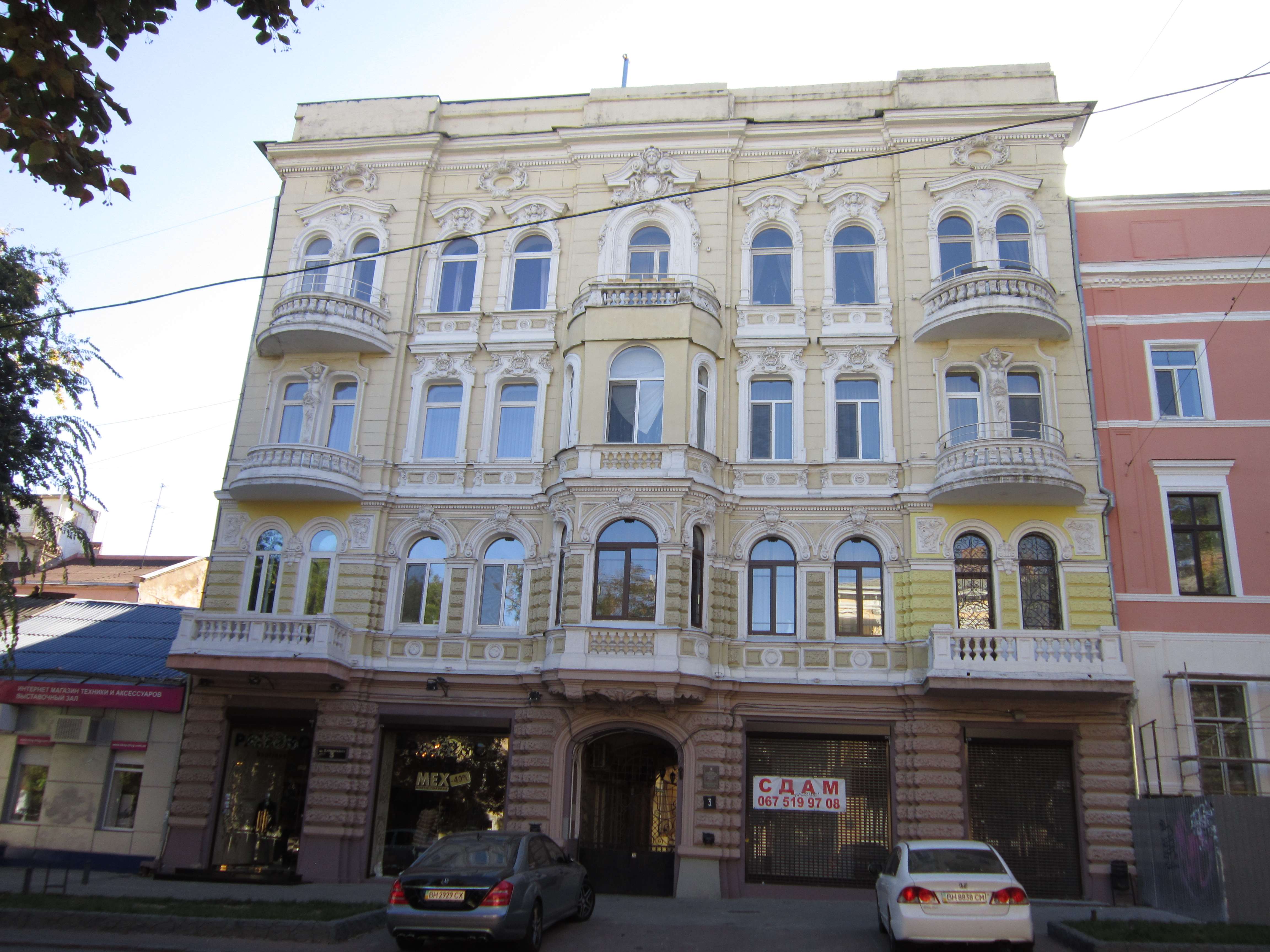
Будинок М. І. Макареска (арх. В. І. Шмідт, проєкт: 1899 р. Будівництво: 1900 р.)
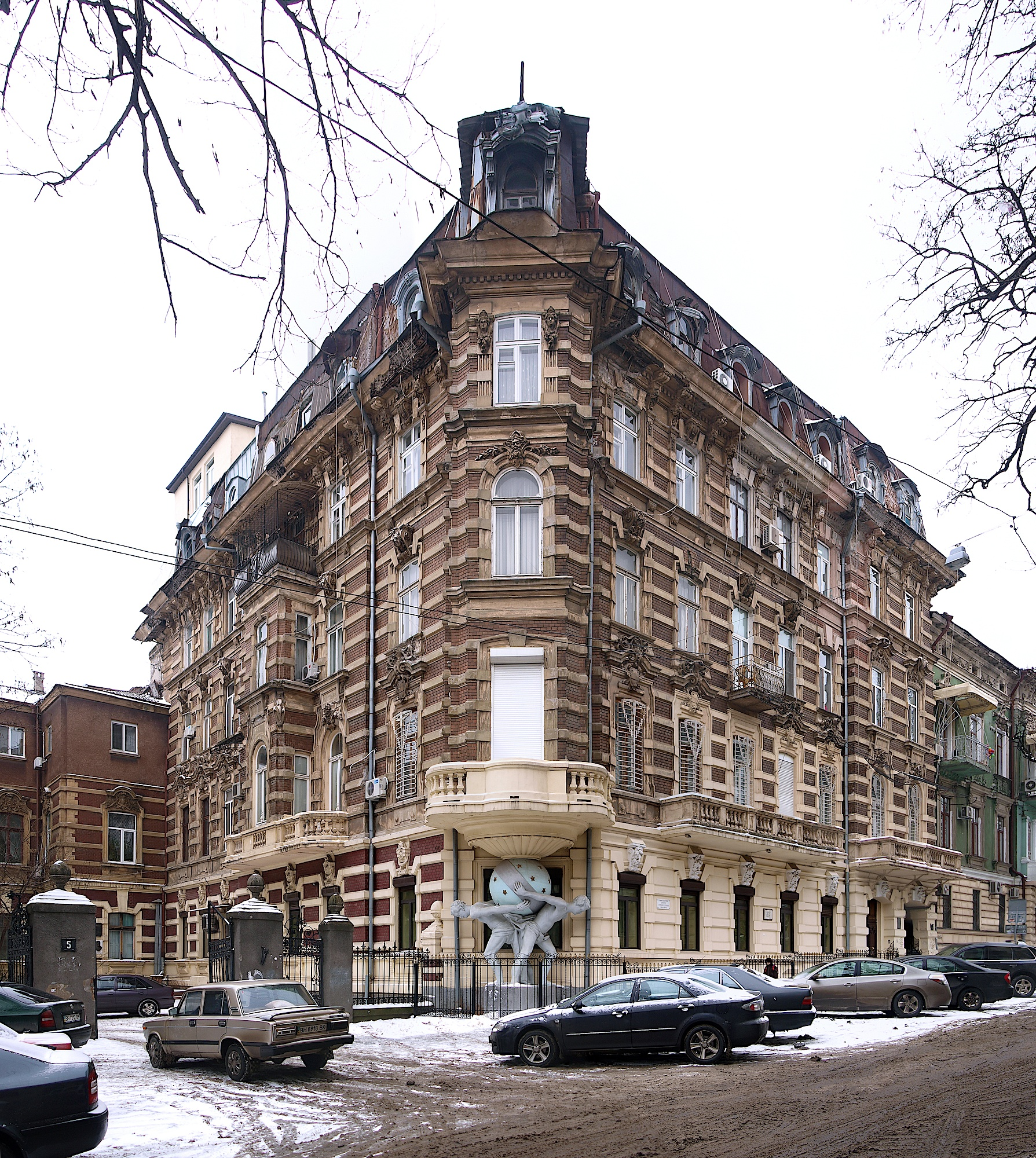
вул. Гоголя, 7. Будинок О. І. Фальц-Фейна (арх. С. А. Ландесман, проєкт: 1899 р. Будівництво, 1900 р.)
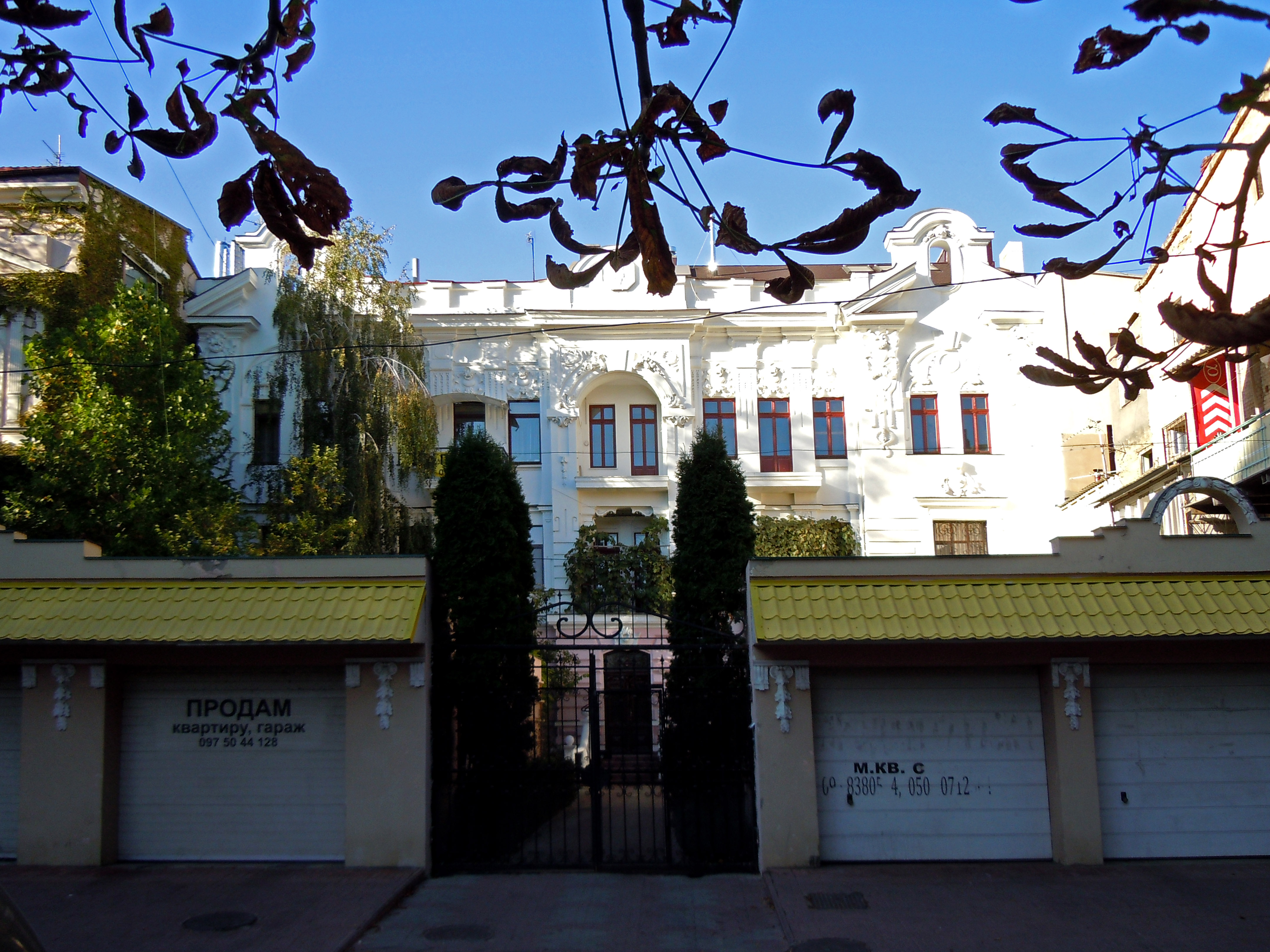
Затишна вул., 6. Будинок М. К. Стоянової (арх. Д. Вайсер, 1900 р.)
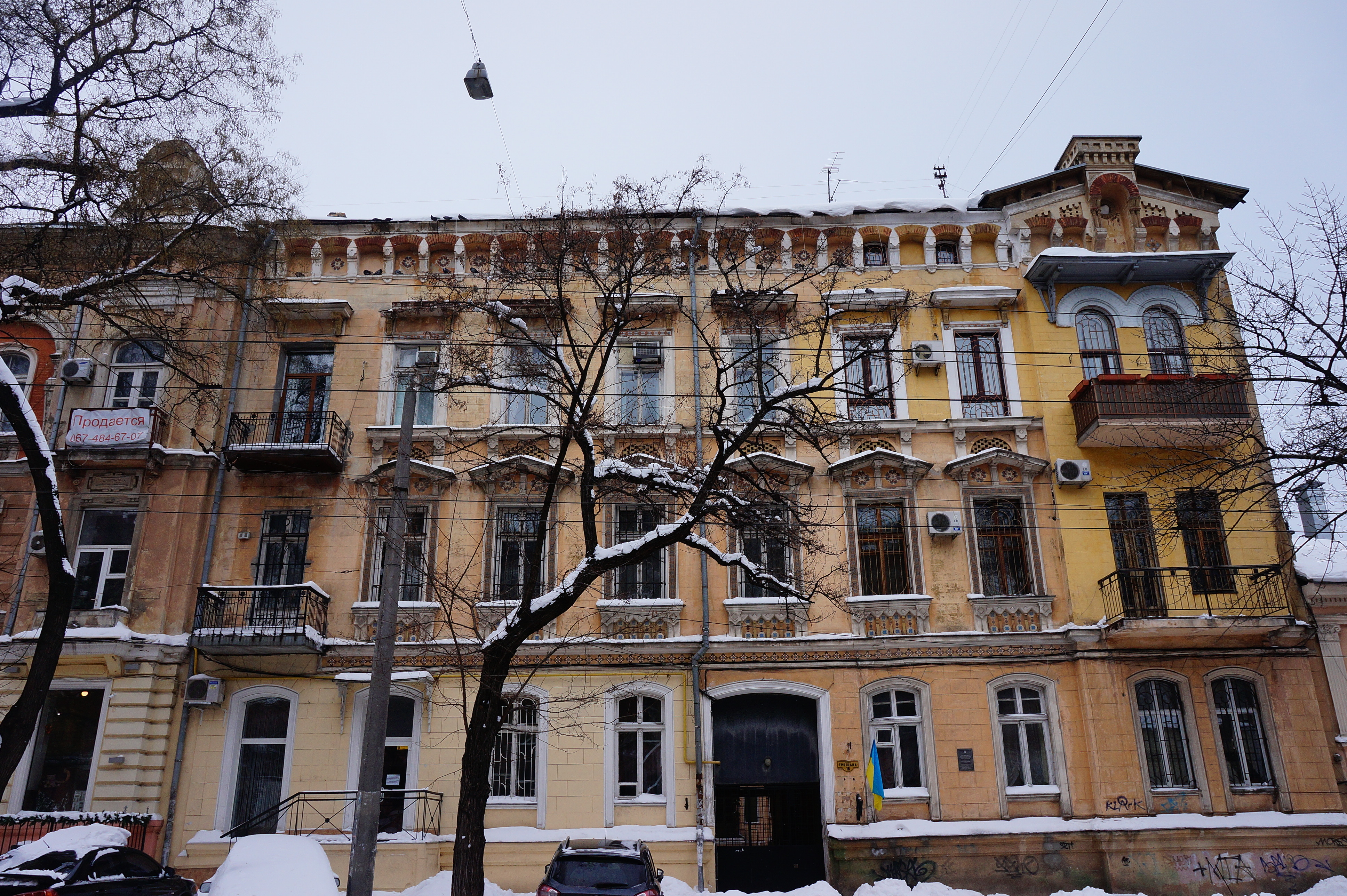
Будинок Петрококіно (арх. О. Й. Бернардацці, 1900 р.)
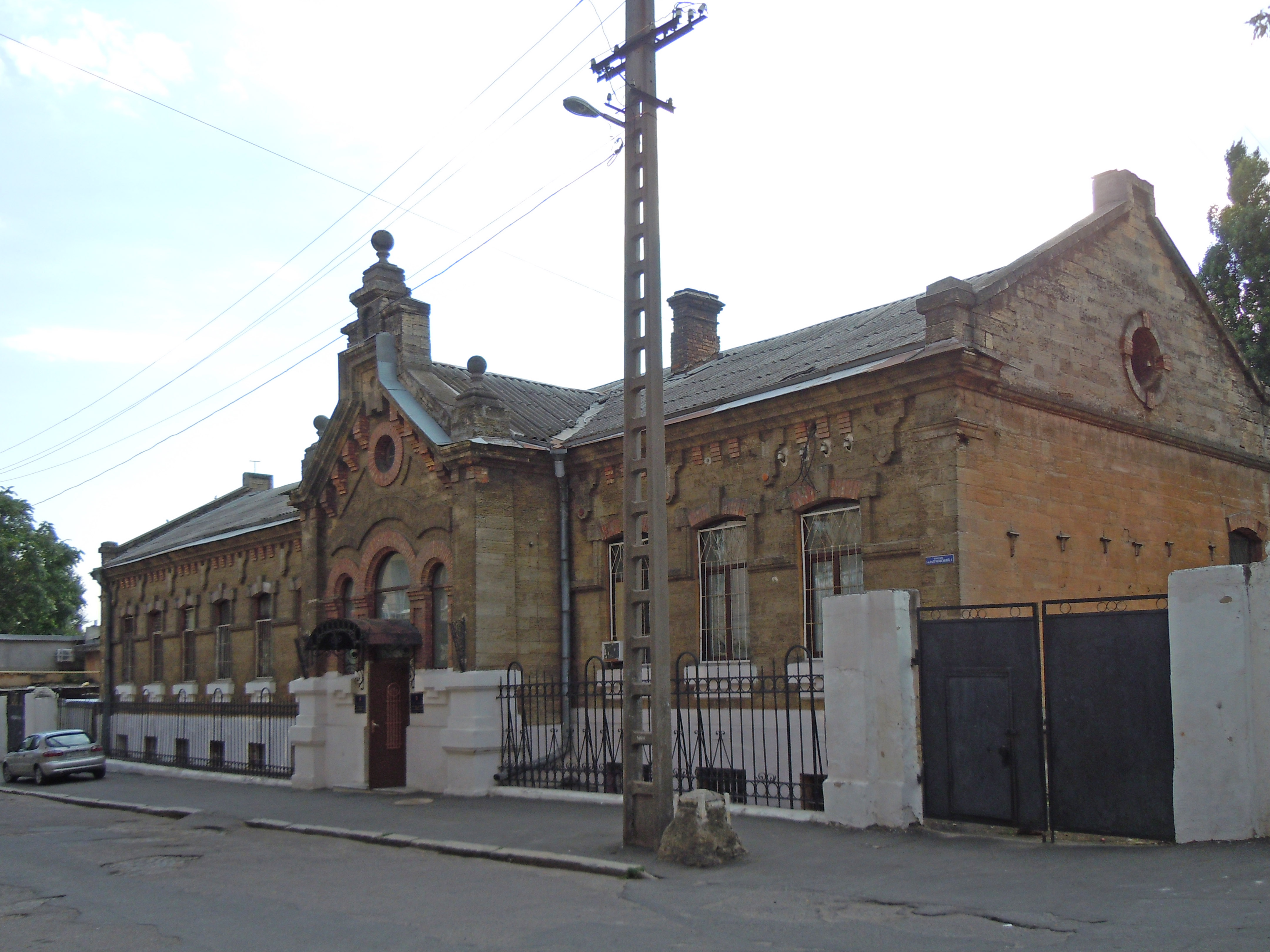
1-й Розумовський пров., 4. Притулок Панянського товариства допомоги вбогим породіллям (арх. М. І. Лінецький, 1900 р.)
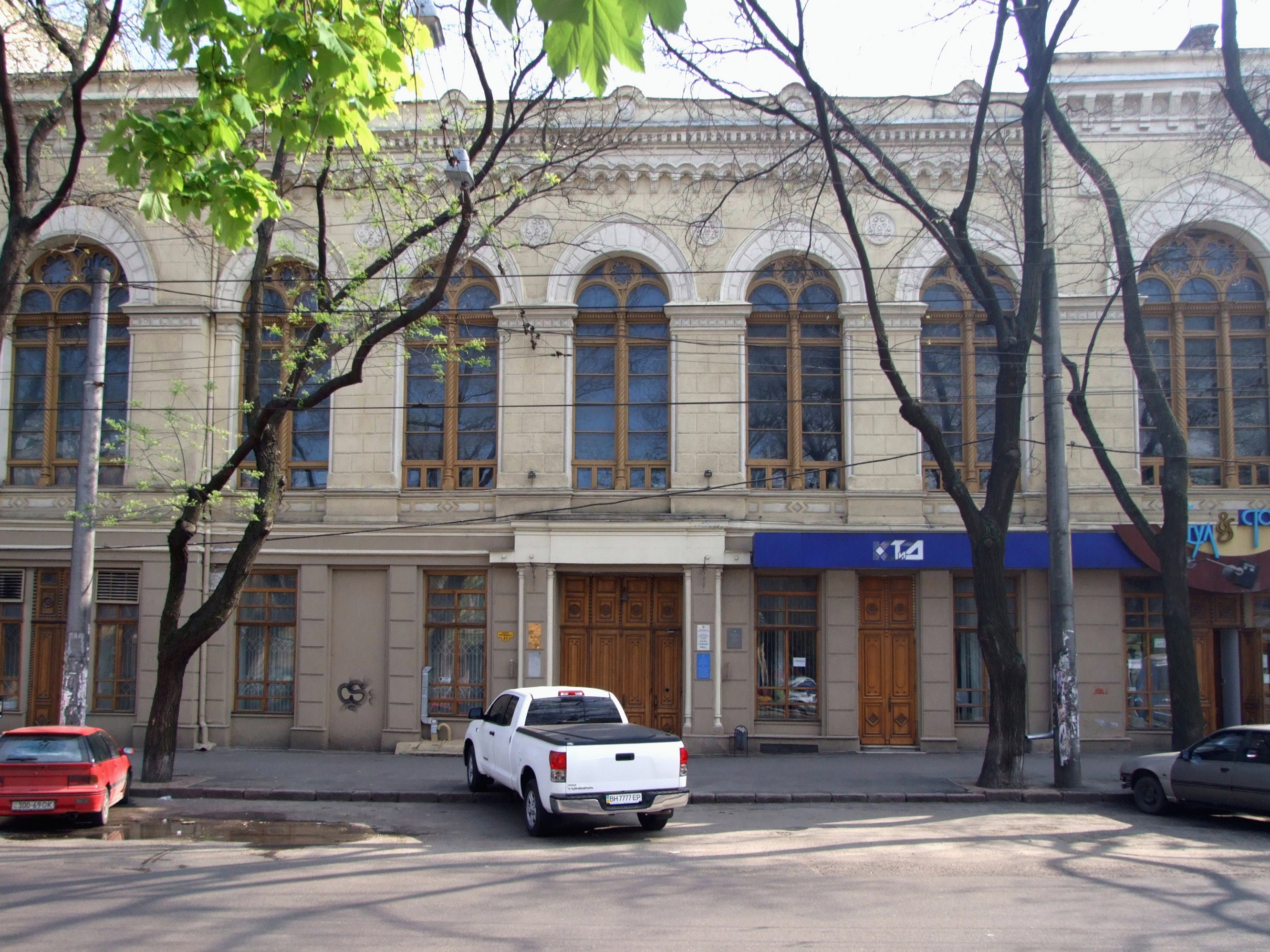
Концертна зала "Уніон" (арх. Ф. А. Троупянський, А. Р. Рейхенберг, 1901 р.)
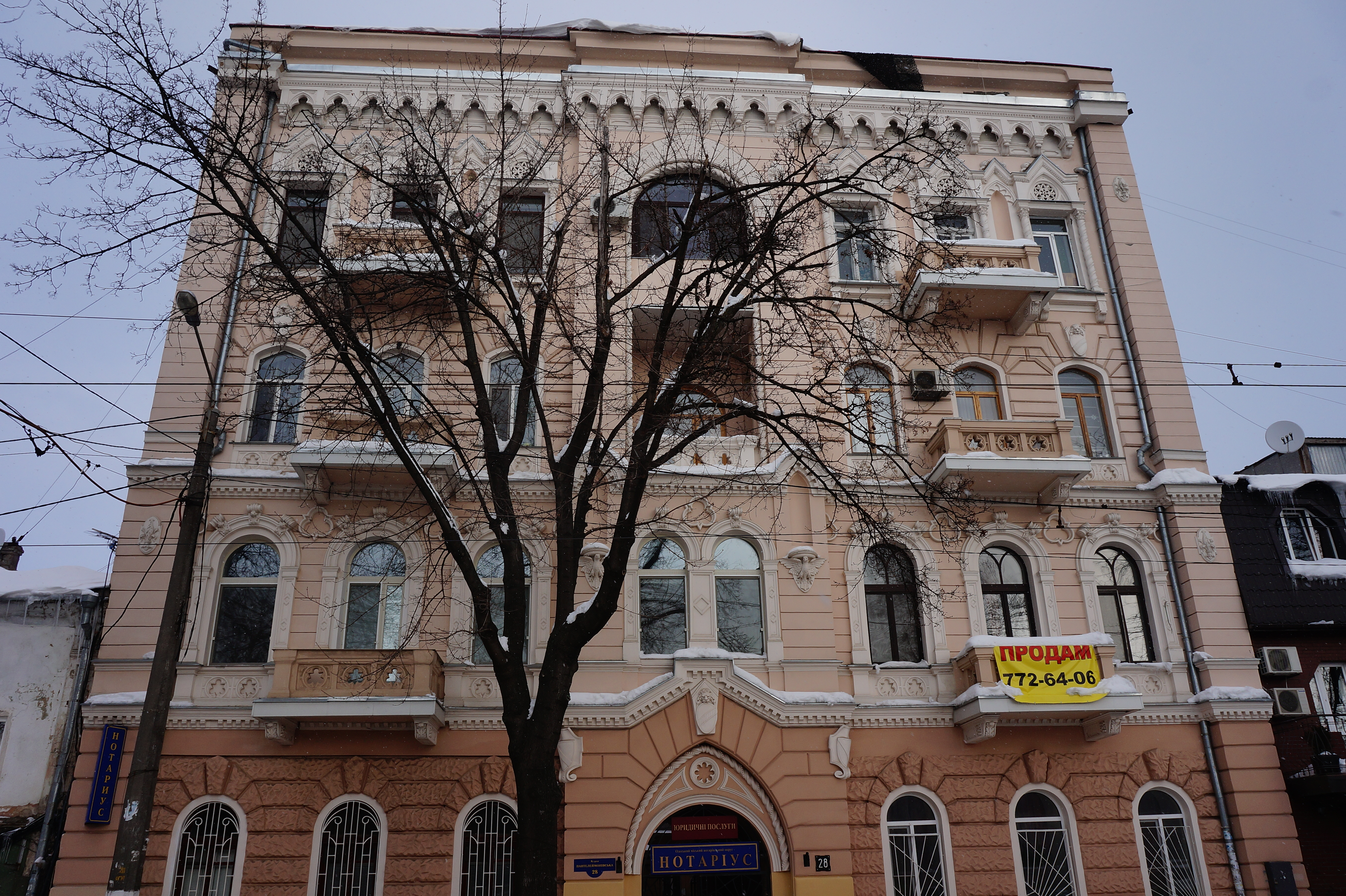
Пантелеймонівська вул., 28. Будинок В. С. Беляєвої (реконструкція і надбудова: арх. Д. Вайсер, 1901 р.)
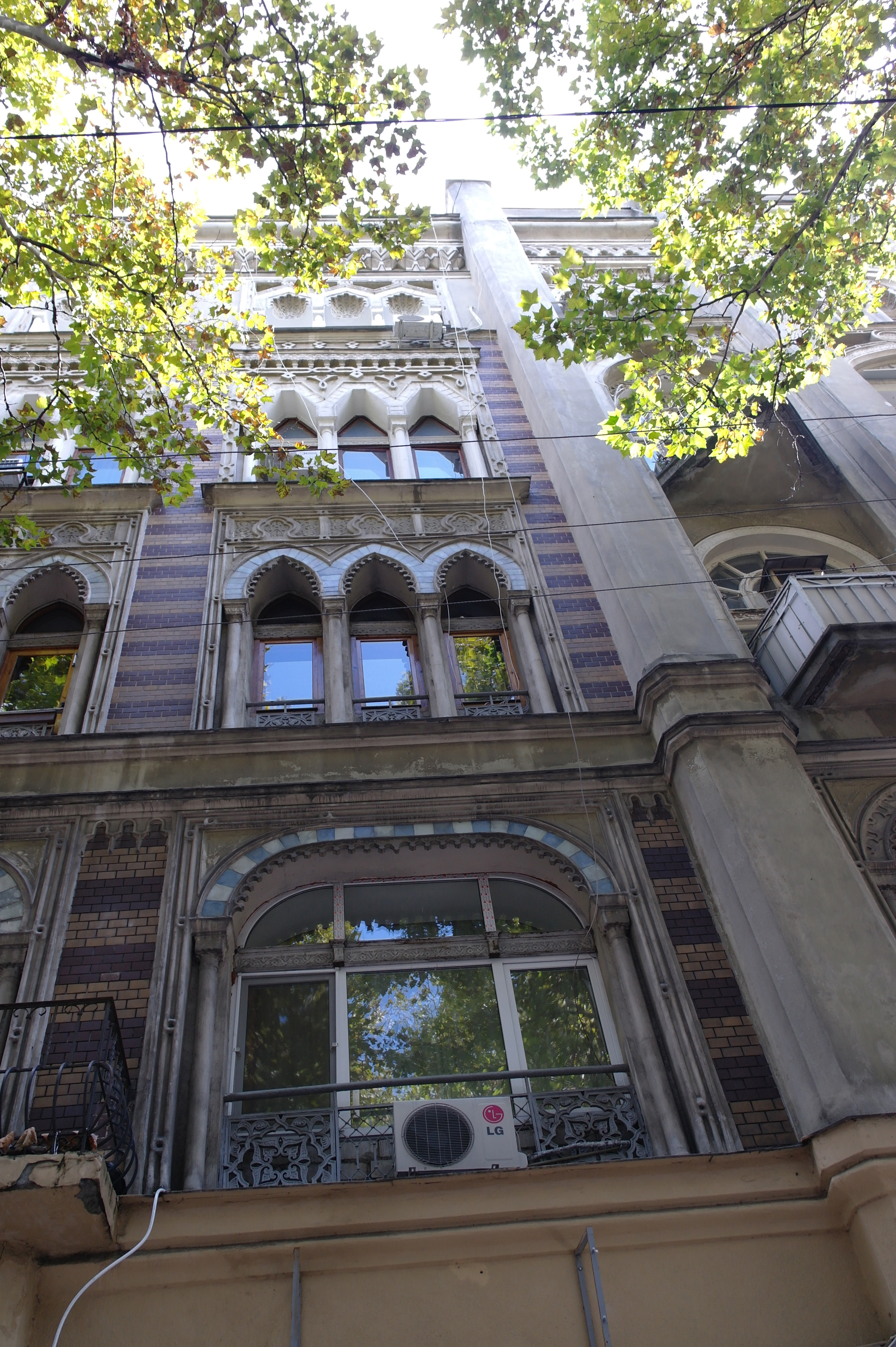
Рішельєвська вул., 45. Будинок Ноллє (арх. Є. М. Смідович, 1901 р.)
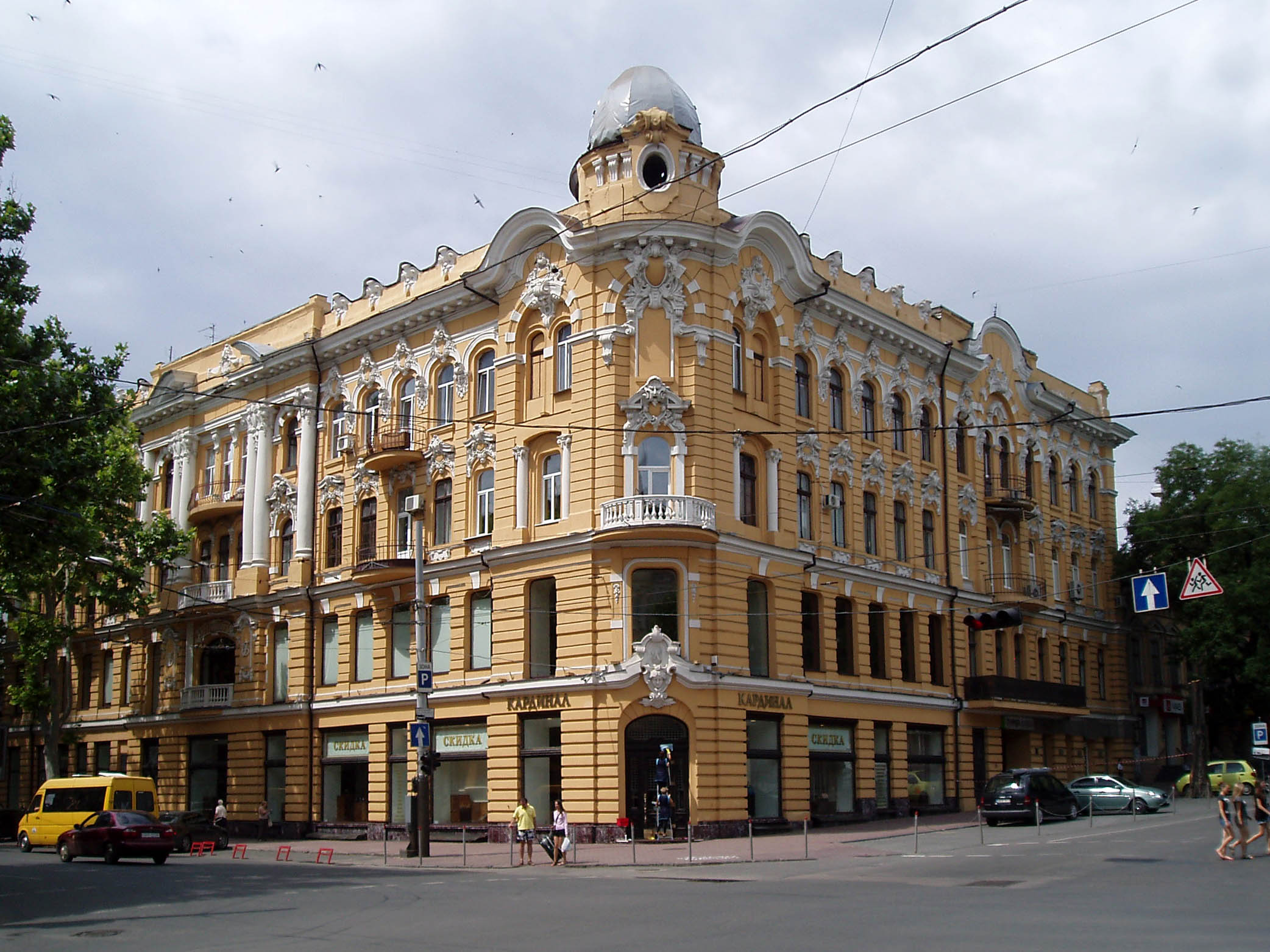
Будинок М. Г. Грінберга (арх. М. І. Лінецький, 1902 - 1903 рр.)
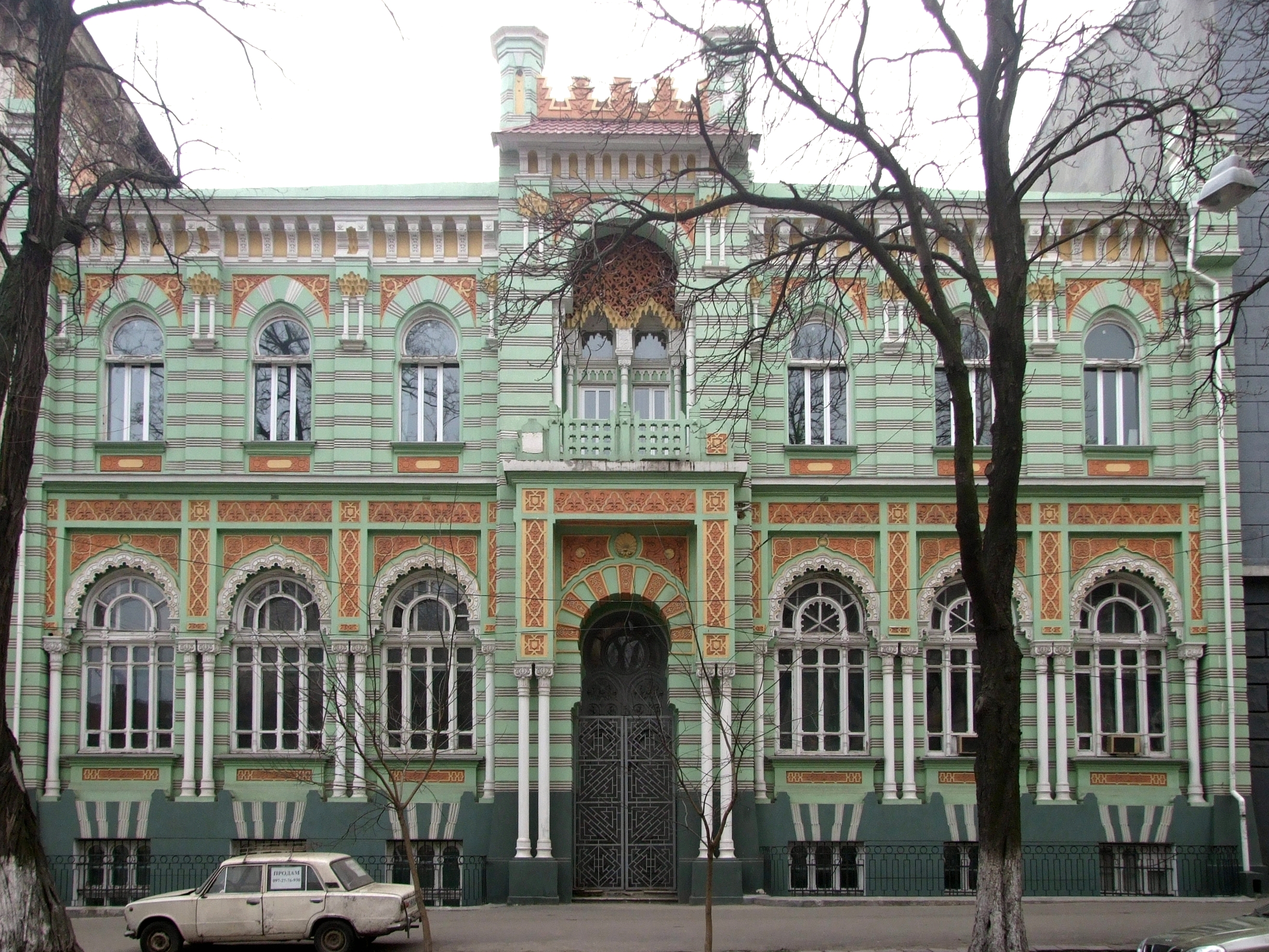
Водолікарня з постійними ліжками доктора Абеля і провіозора Я. М. Валіка (арх. С. А. Ландесман, 1902 р.)
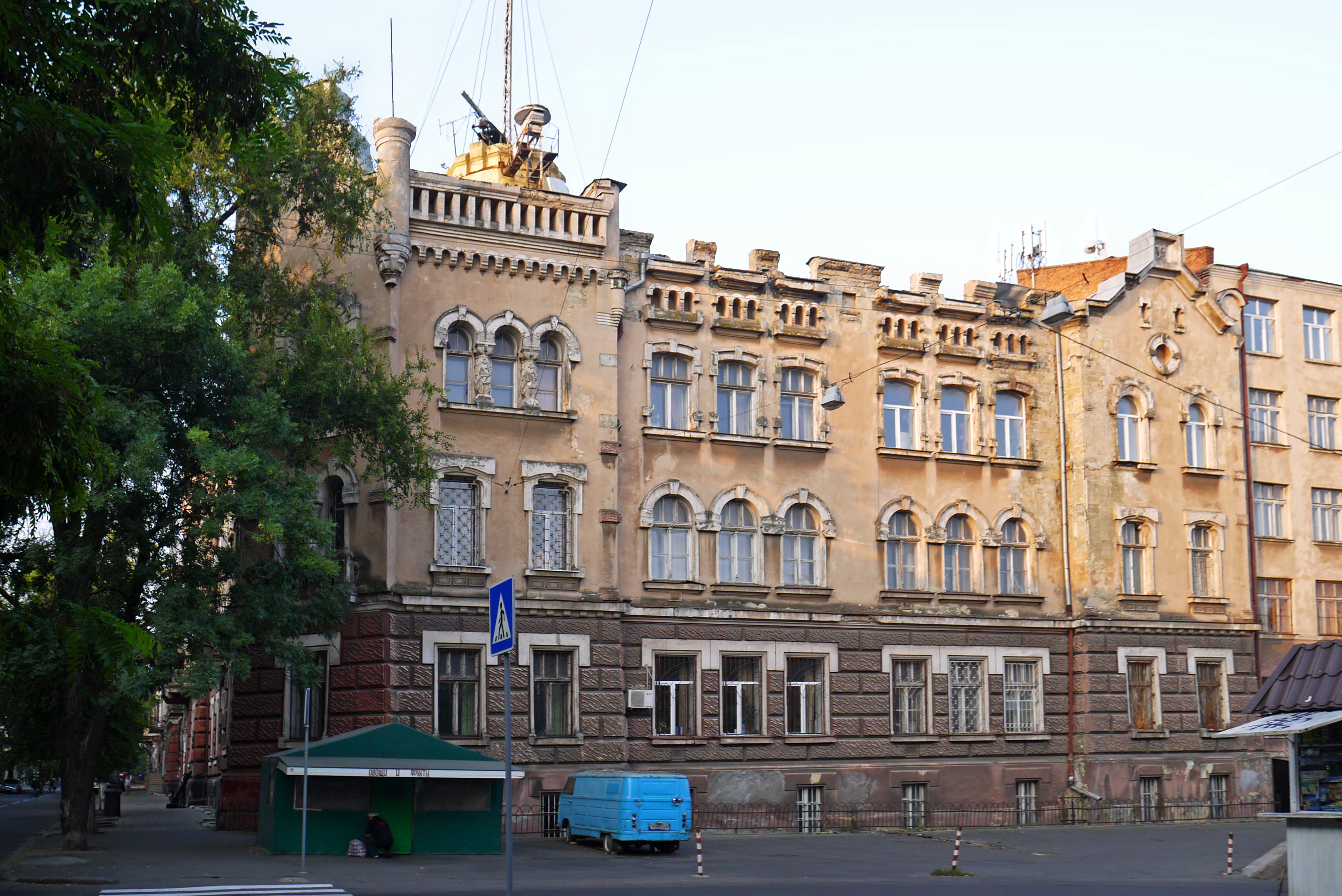
Будівля училища торговельного мореплавства (арх. Т. Л. Фішель, нагляд: Л. Л. Влодек, 1902 - 1903 рр.)
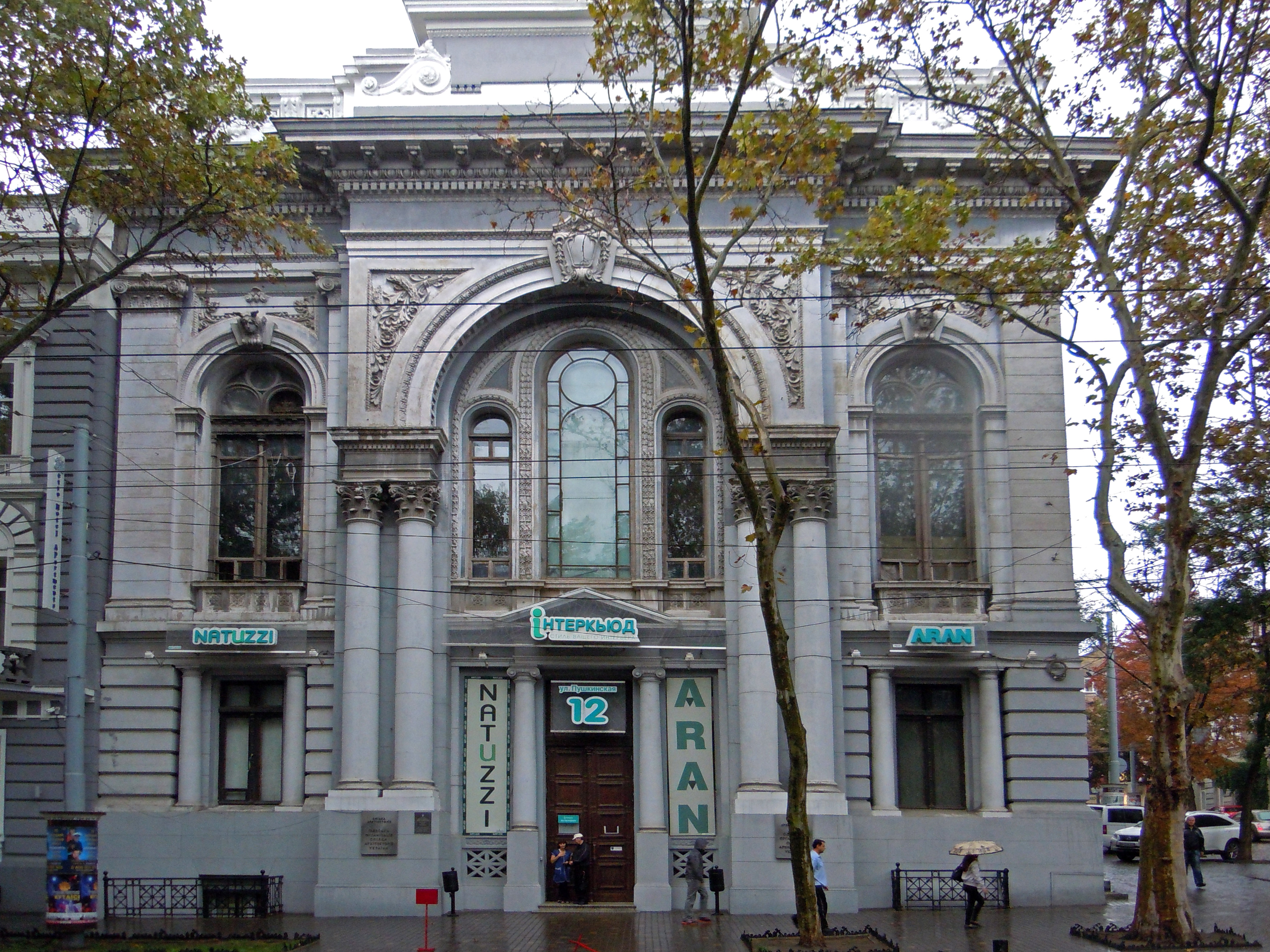
Будівля облікового банку (арх. Ю. М. Дмитренко, 1903 - 1906 рр.)
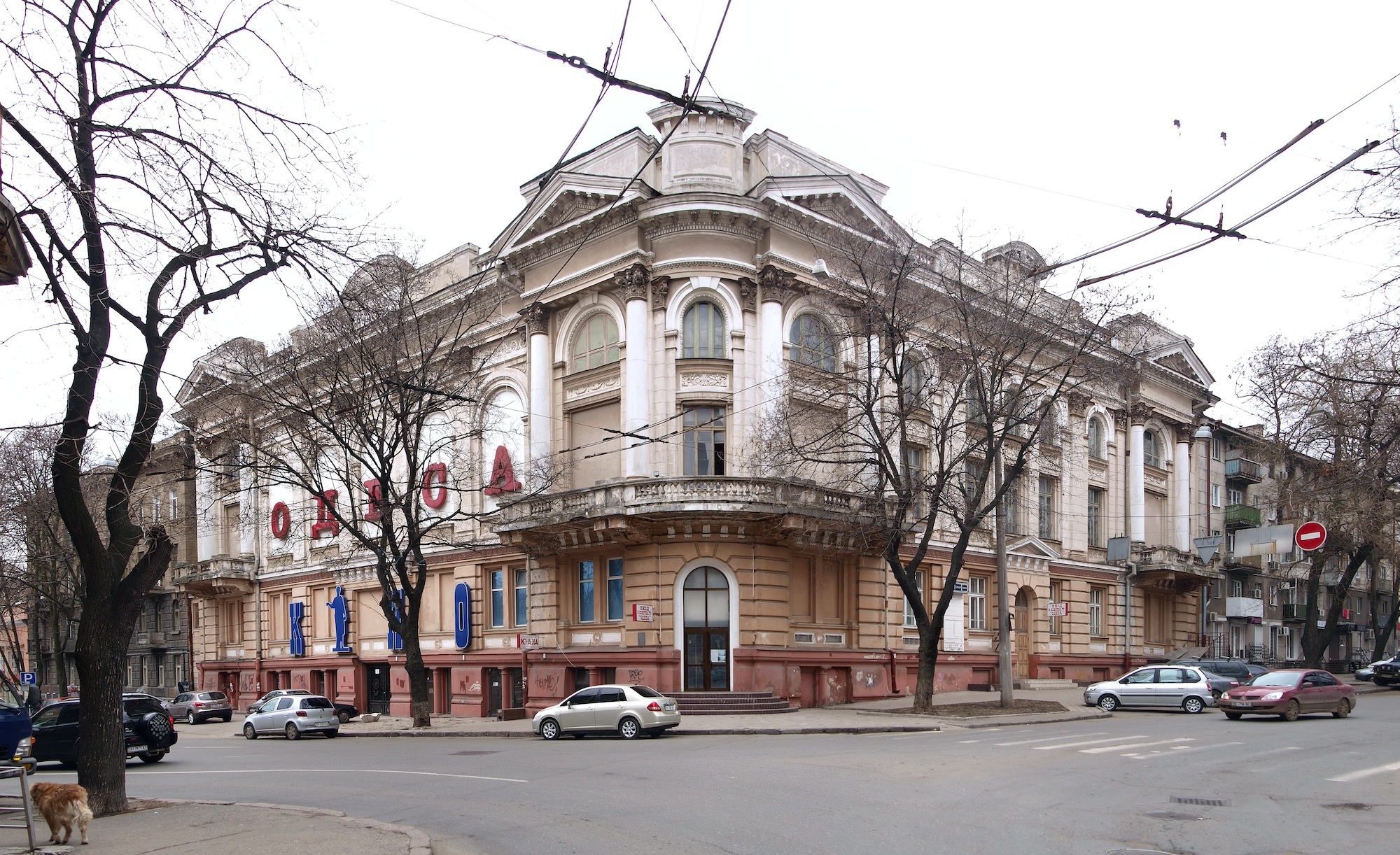
Будинок економічного товариства офіцерів Одеського округу і гарнізонне зібрання (арх. Янчіс, Рудницький; Залізобетоні конструкції: інж. В. І. Кундерт)
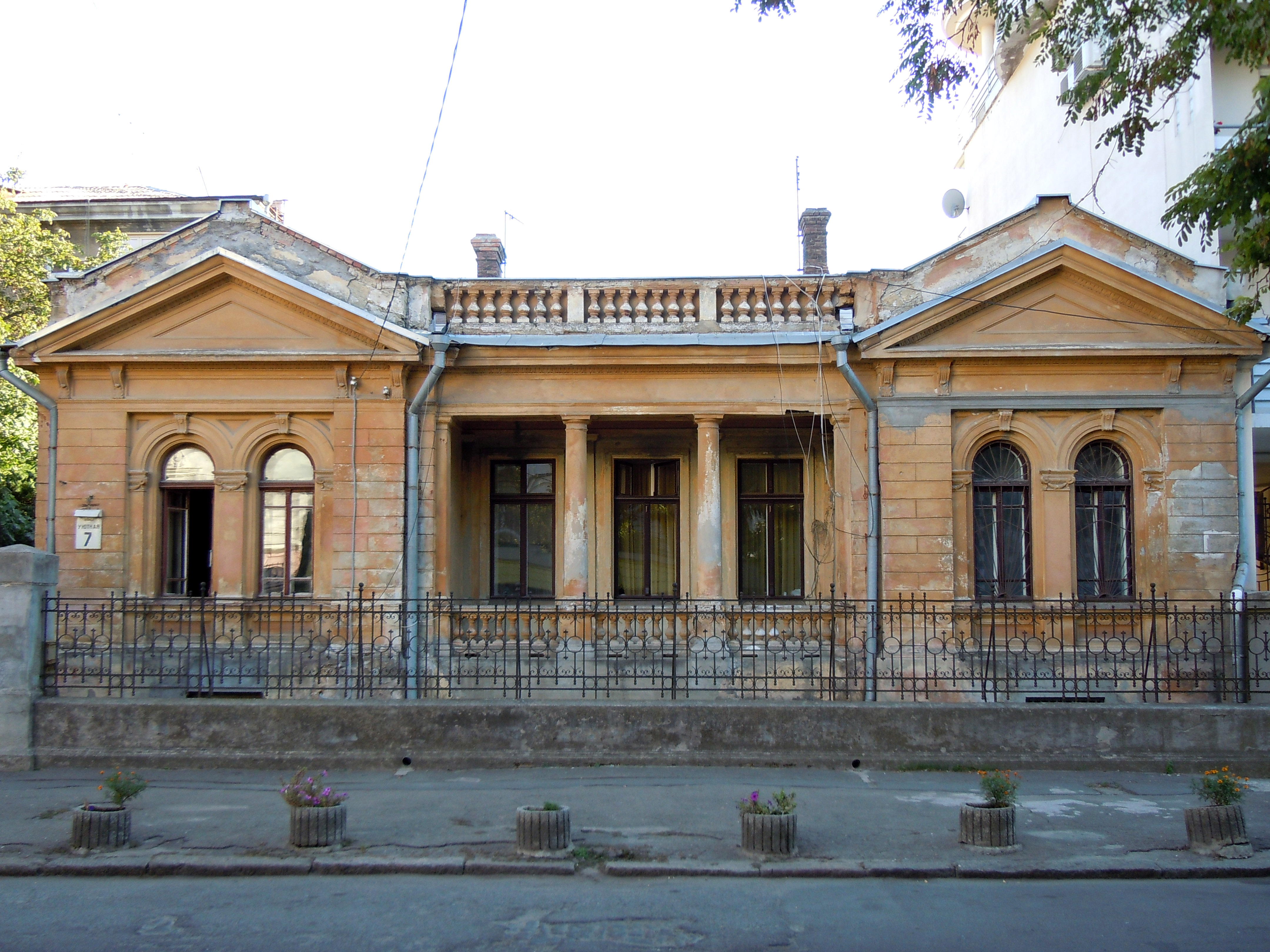
Затишна вул., 7. Особняк Є. Запорожченка (арх. Дмитренко Ю. М., 1909 р.)
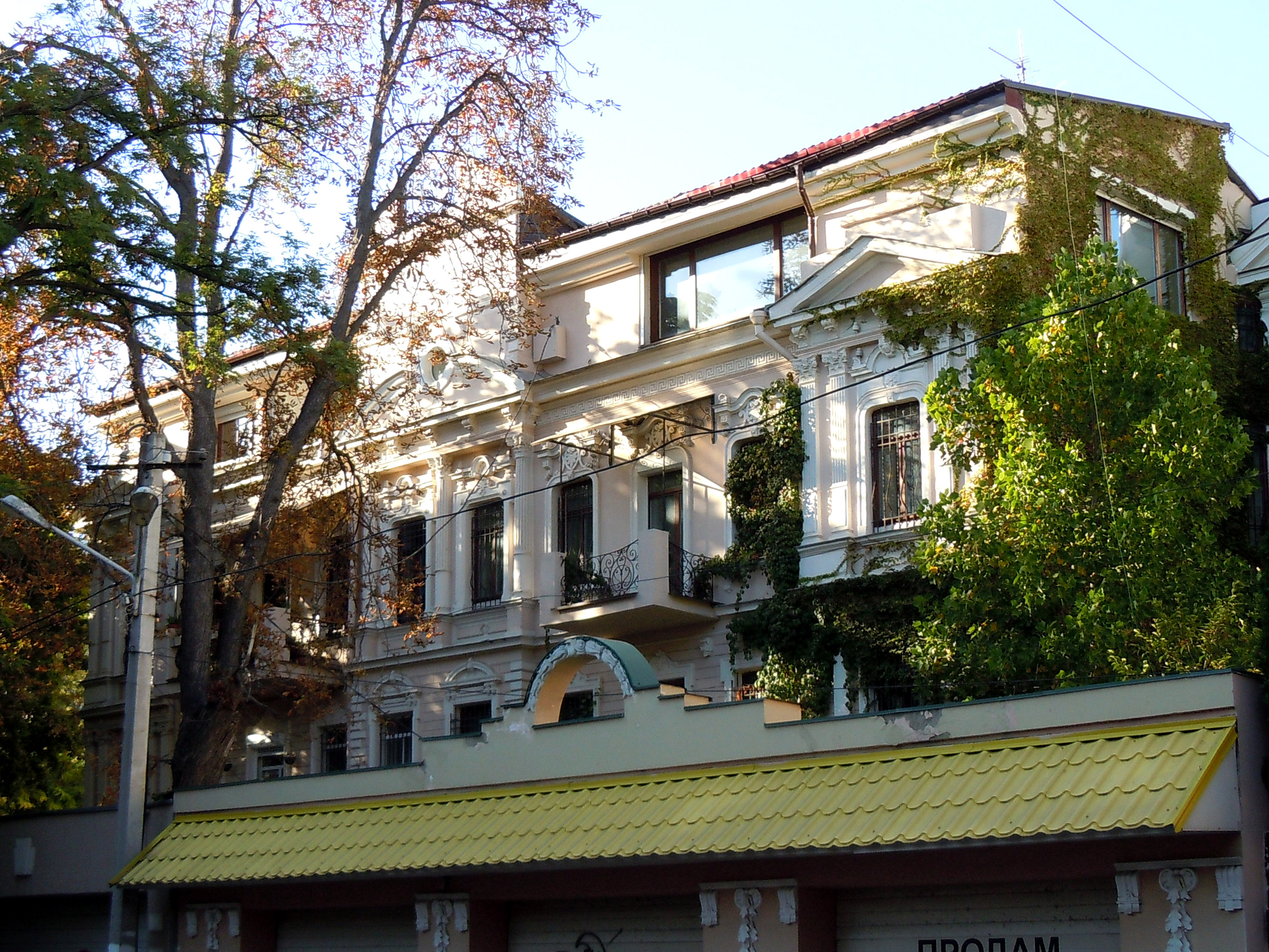
Затишна вул., 10. Будинок М. М. Версє (архітектор невідомий, 1910 р.)
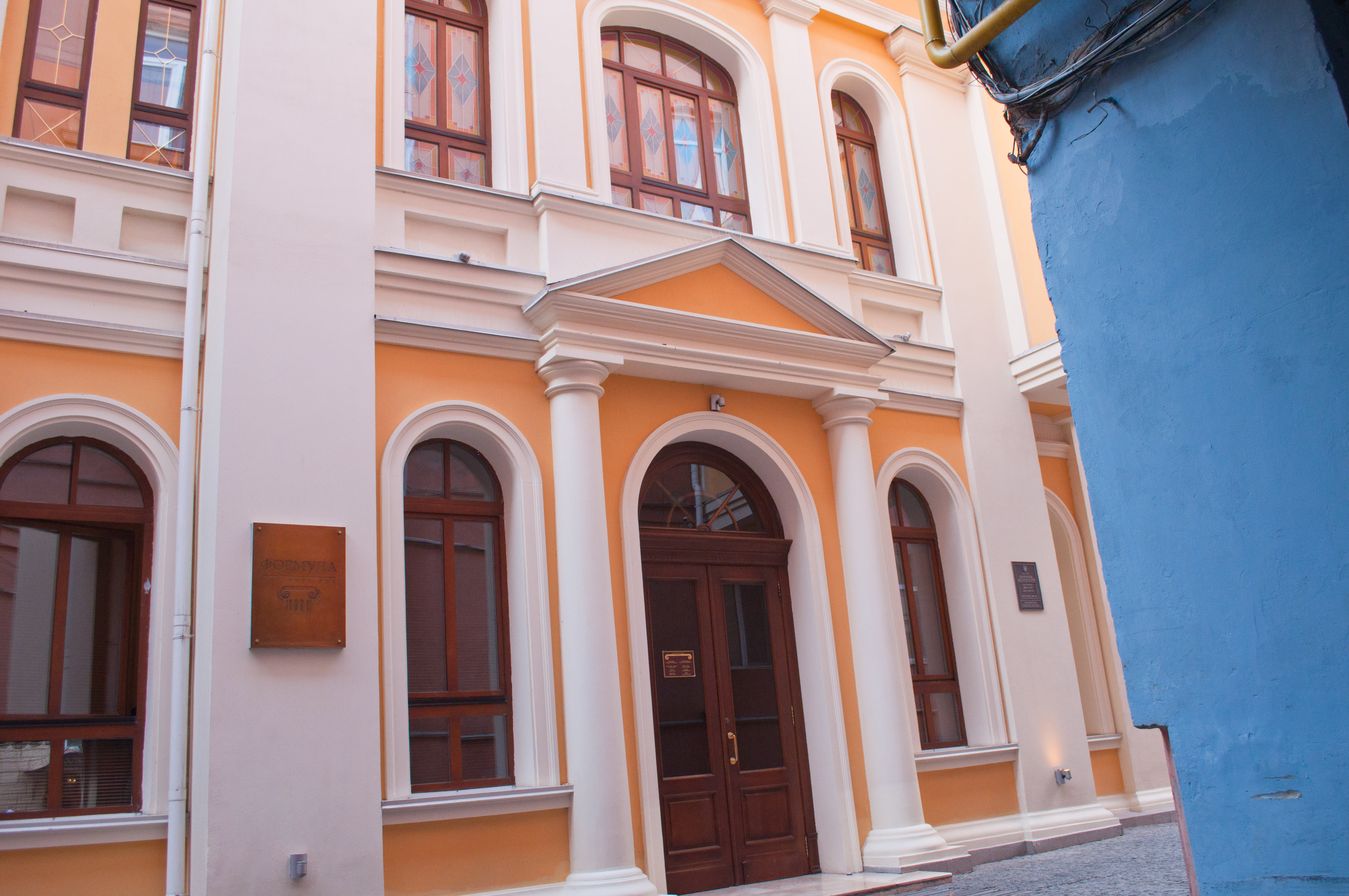
Ресторан при готелі "Південний" (реконструкція у театр-вар'єте: арх. Ю. М. Дмитренко, 1913 р.; Залізобетоні конструкції: інж. В. І. Кундерт)

Будинки з фасадами з цегли
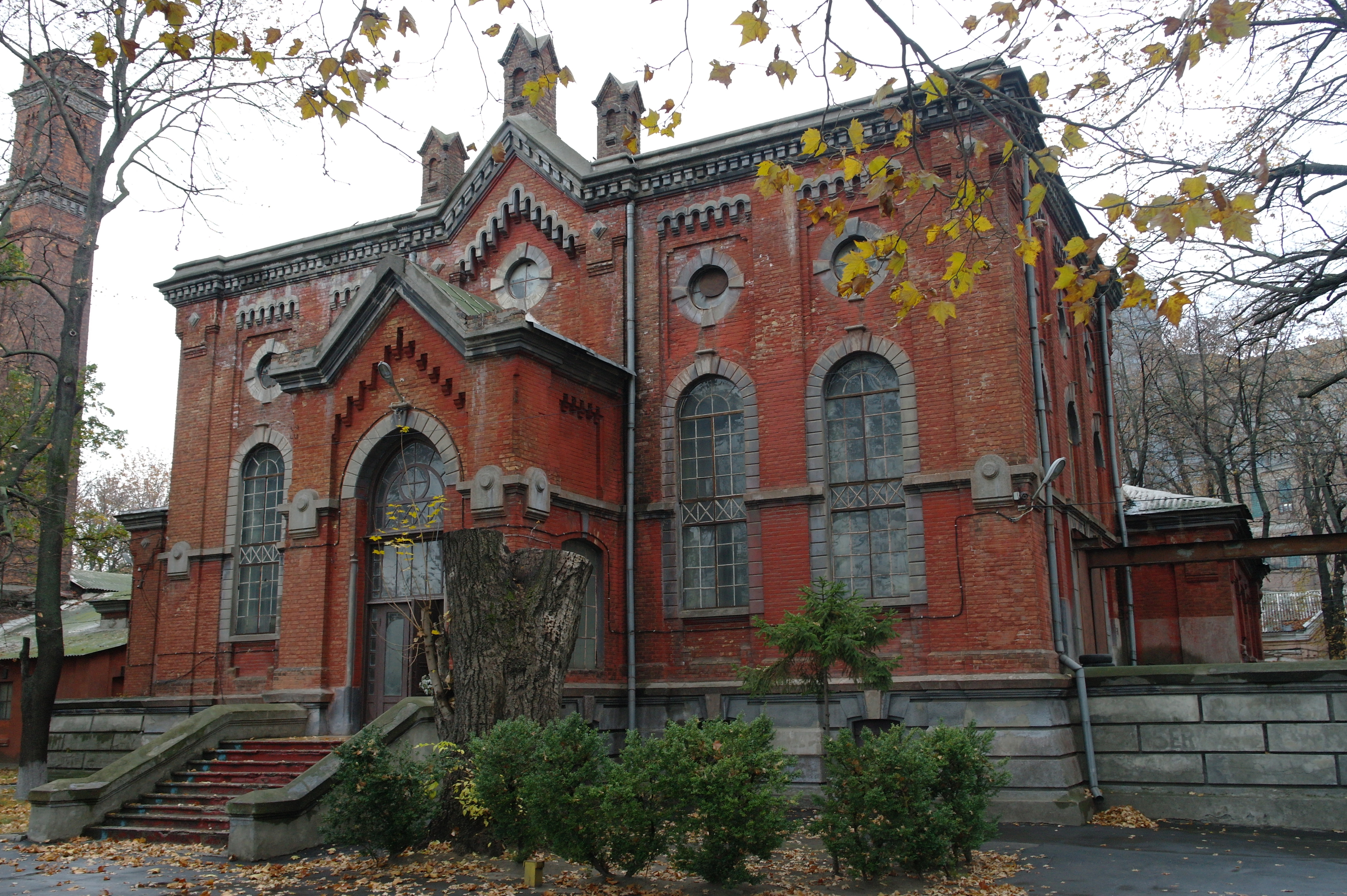
Будівля насосної станції "Одеса-Чумка", арх. Л. Л. Влодек, 1880-ті - 1890-ті рр.
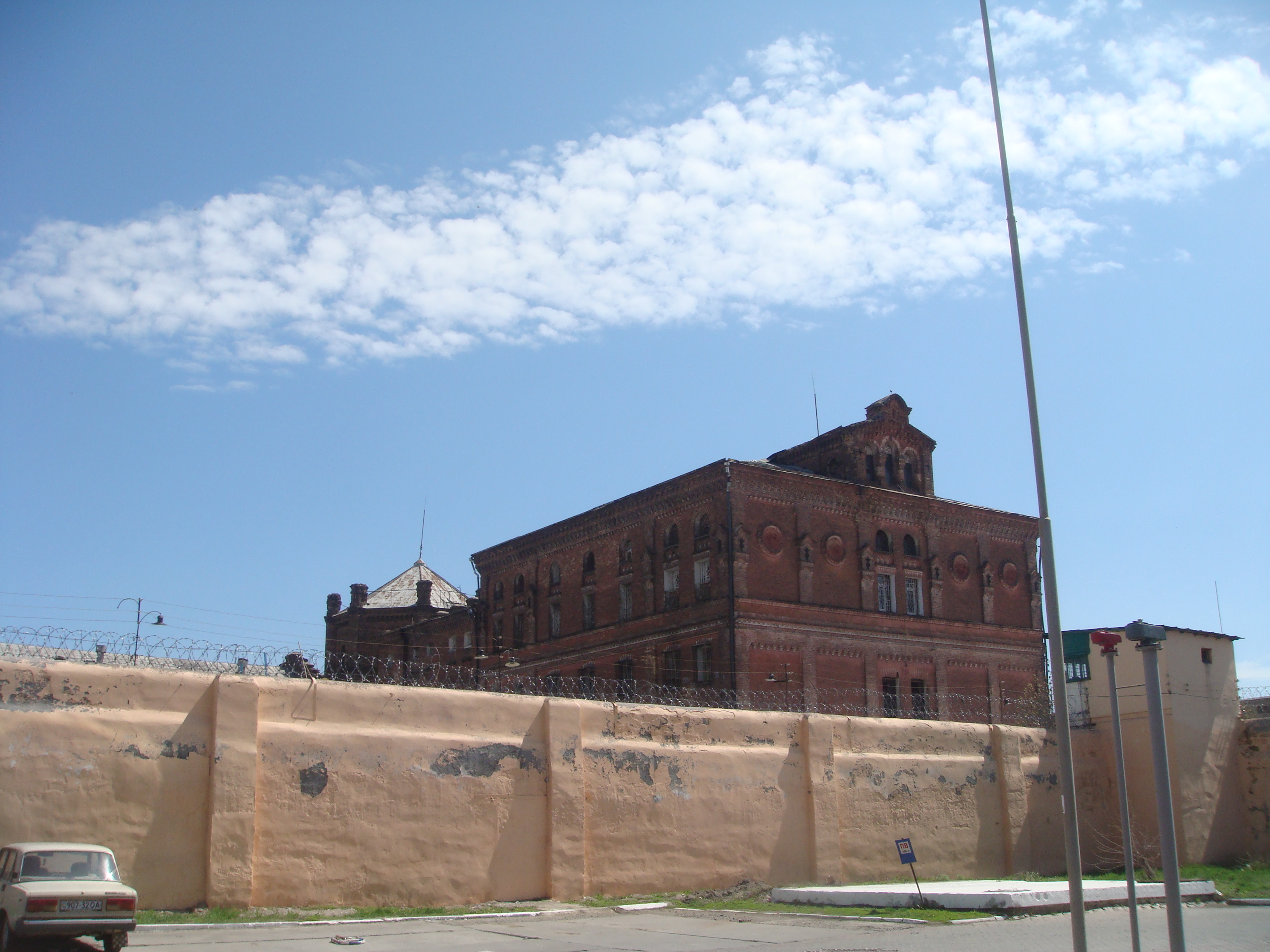
Новий тюремний замок (арх. М. К. Толвінський, нагляд: Л. Л. Влодек, 1891 - 1894 рр.)
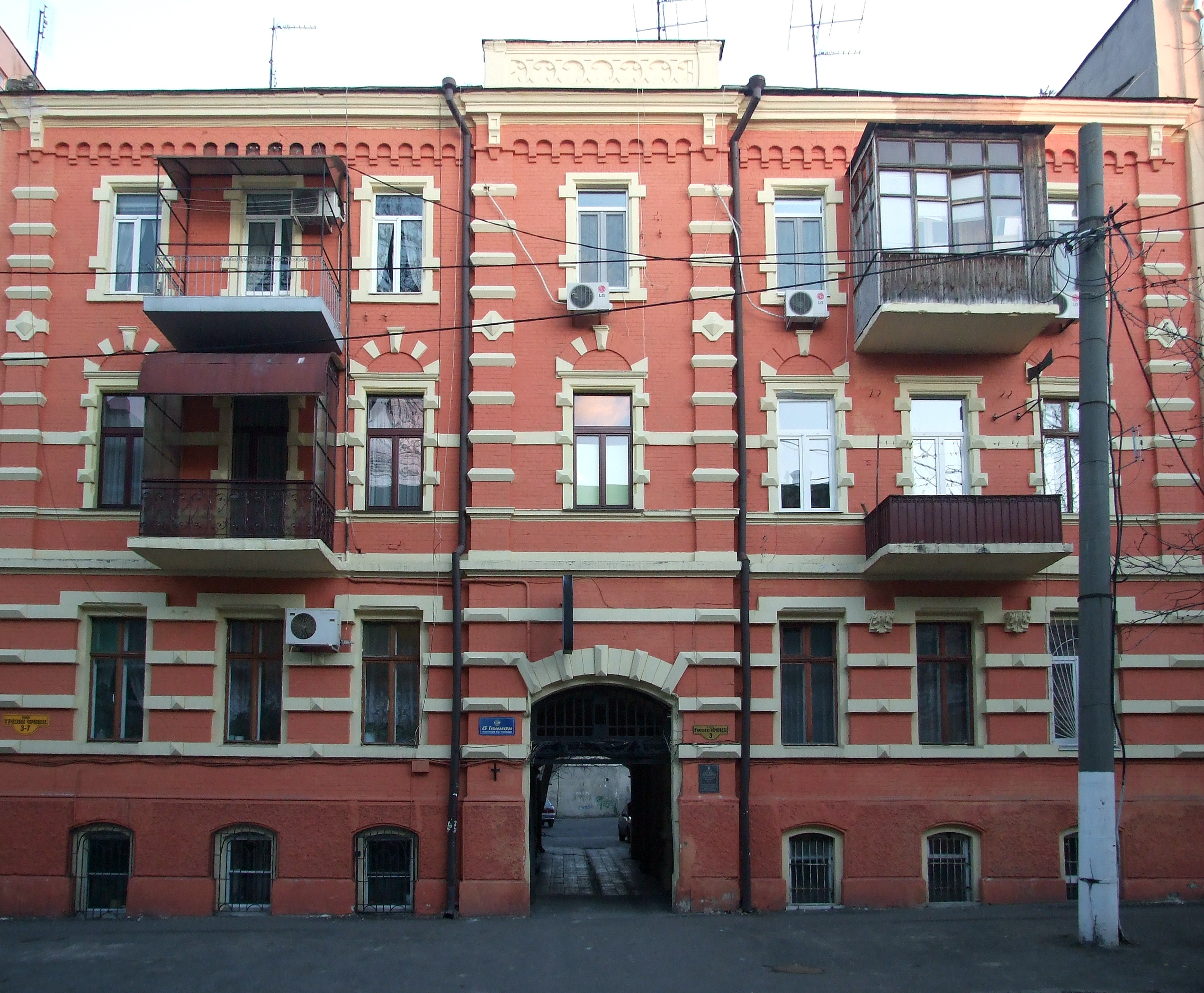
вул. В'ячеслава Чорновола, 3. Будинок Кайзера (1897 р.)
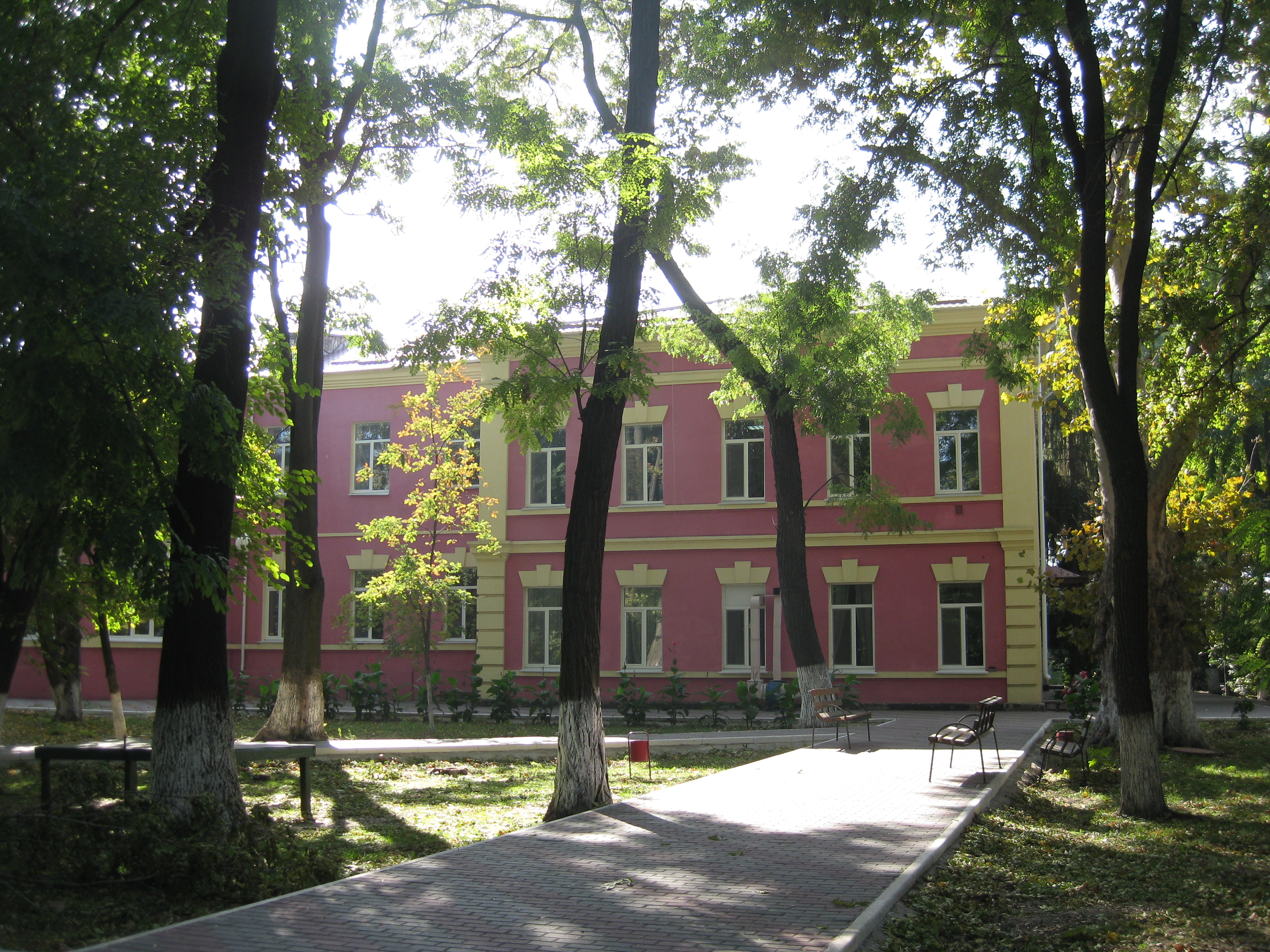
Будинок лікарні фабрично-заводських робочих лікарні Червоного хреста (арх. С. А. Ландесман, 1898 - 1899 рр.)
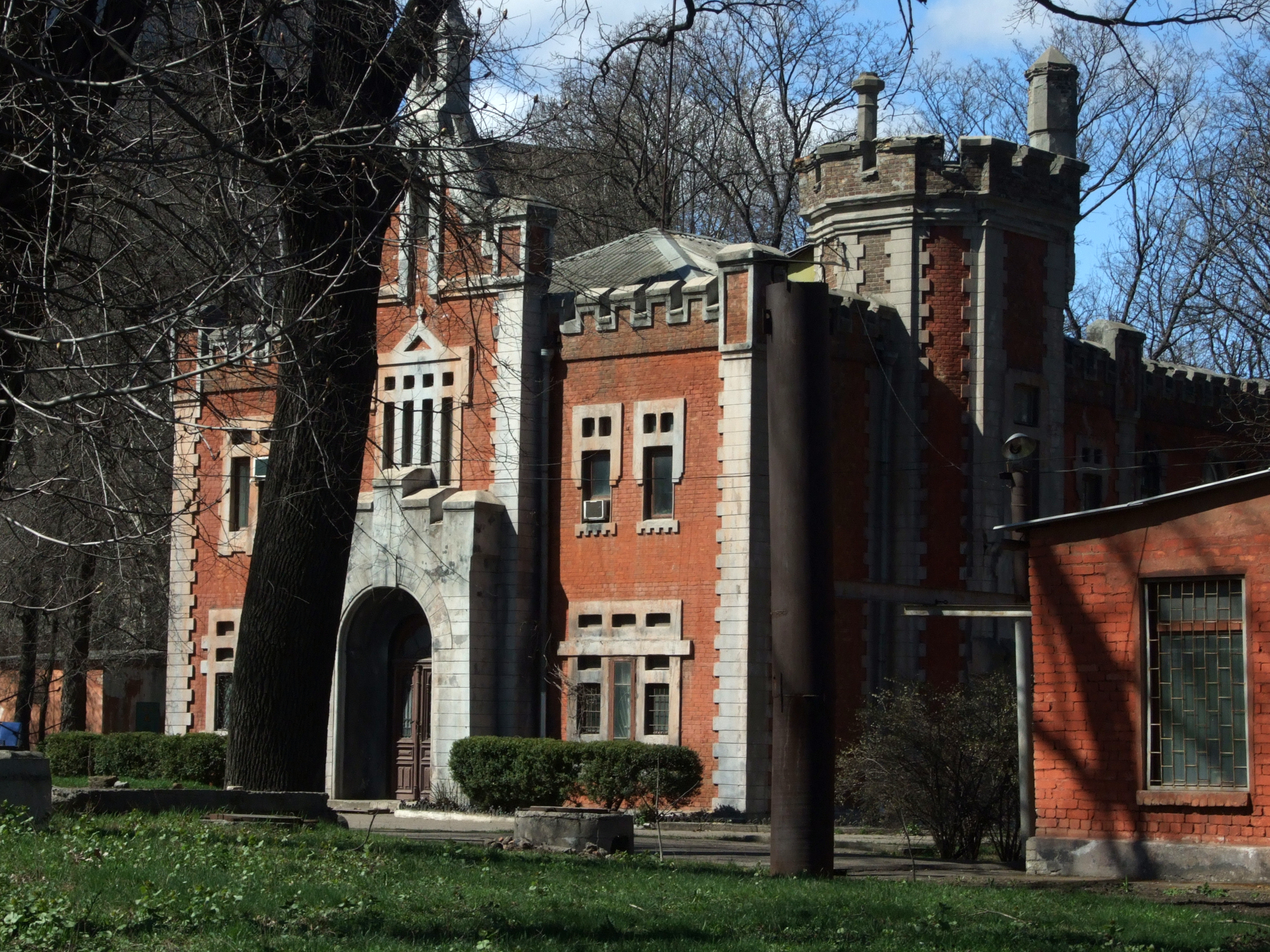
Будинок керуючого станції міського водогону "Одеса-Чумка", арх. С. А. Ландесман 1899 р.
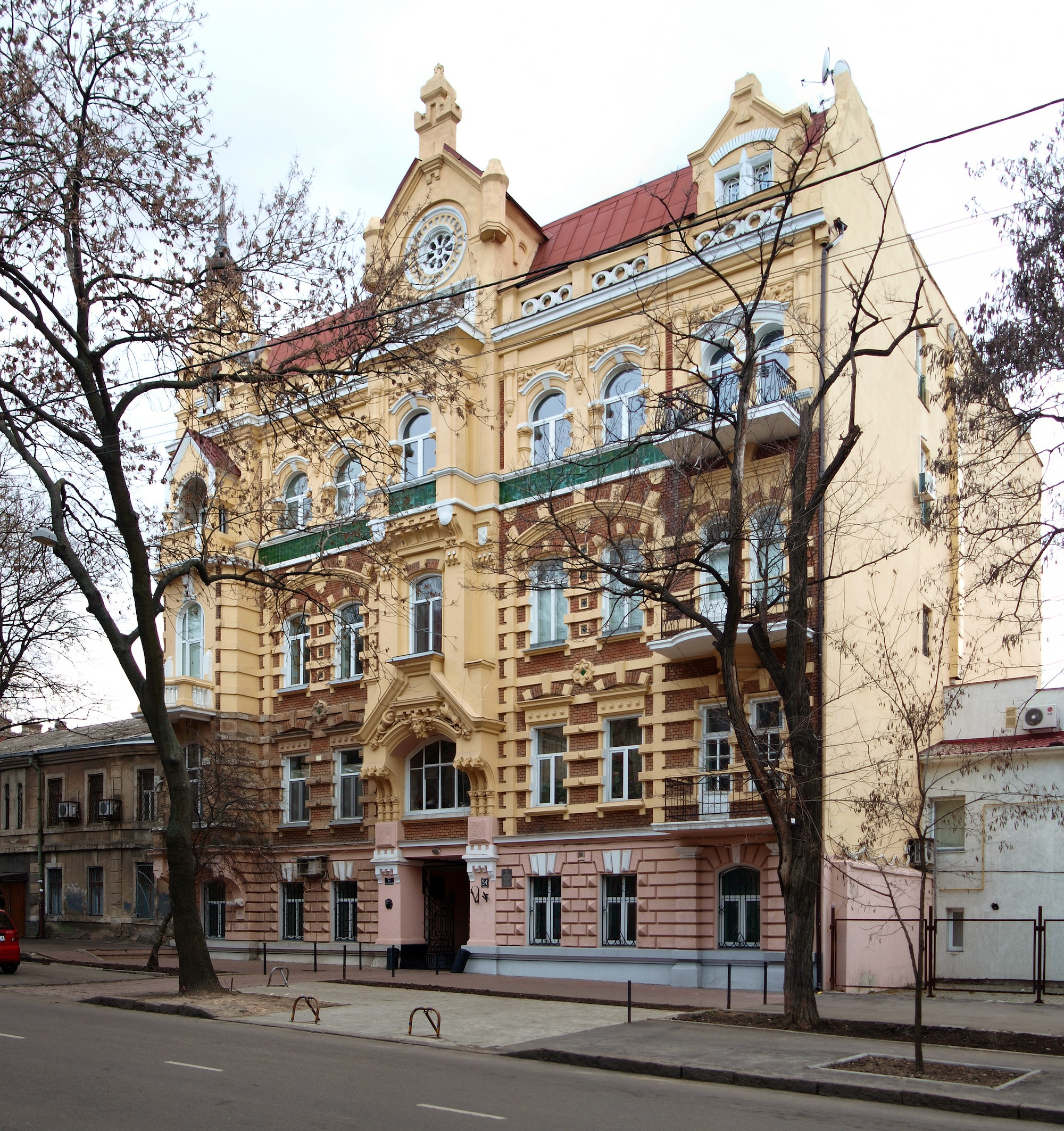
Маразліївська вул. Будинок Аудерського (арх. В. І. Прохаска, 1899 - 1900 рр.)
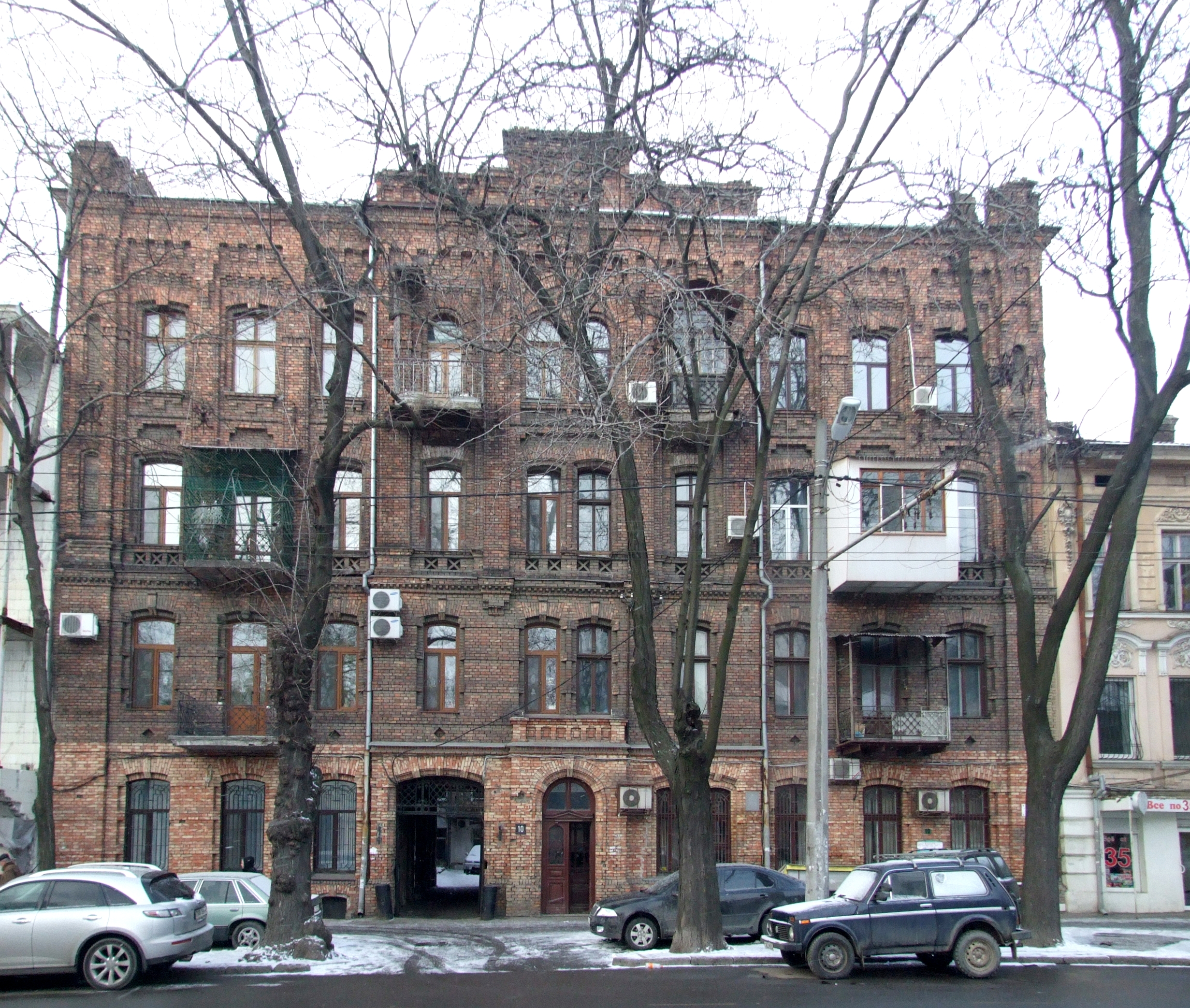
Велика Арнаутська вул., 10. Житловий будинок (кін. XIX - поч. XX ст.)
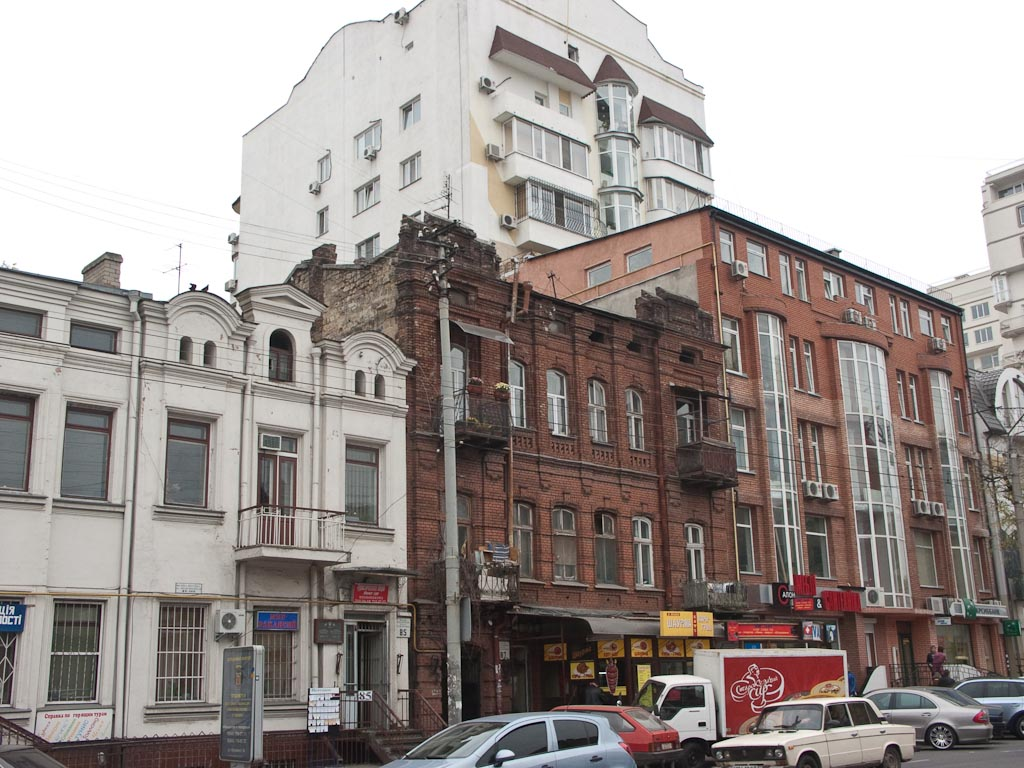
Мала Арнаутська, 87. Будинок Л. Векслера (арх. А. І. Гольцвурм, 1900 р.)
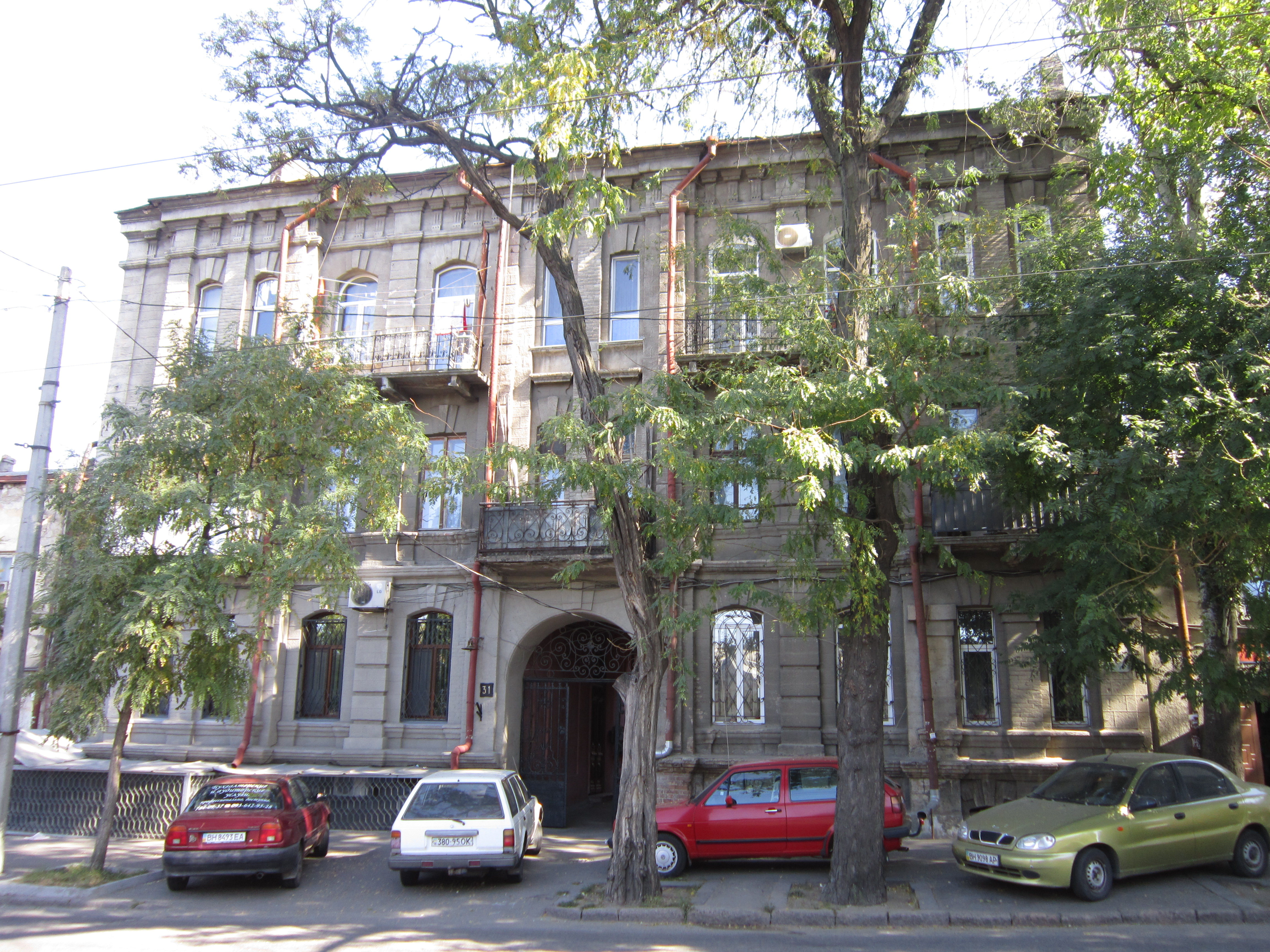
Будинок О. Т. Трофімова (1901 р.)
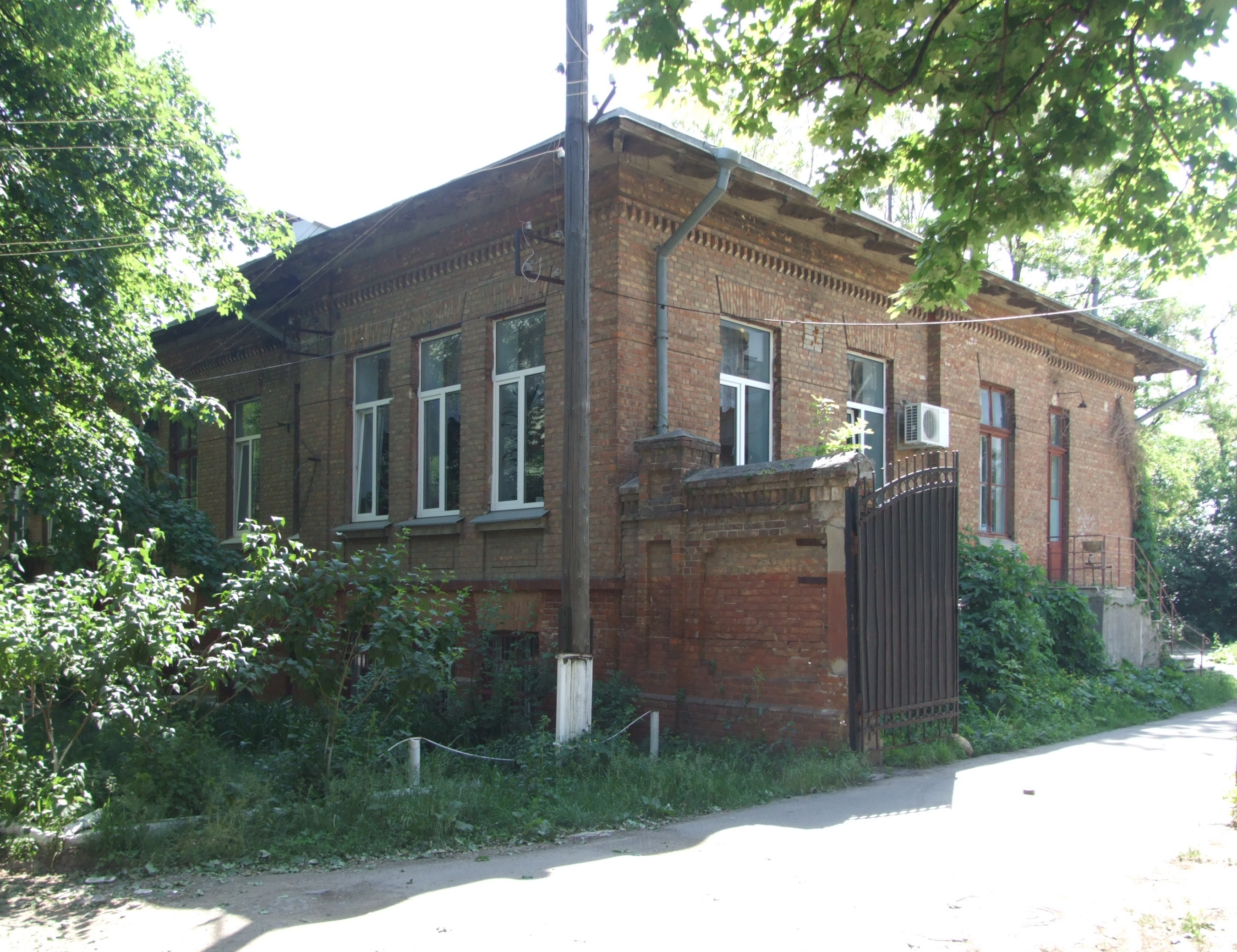
Анатомічний будинок Нової лікарні, арх. В. О. Домбровський, 1902 - 1904 рр
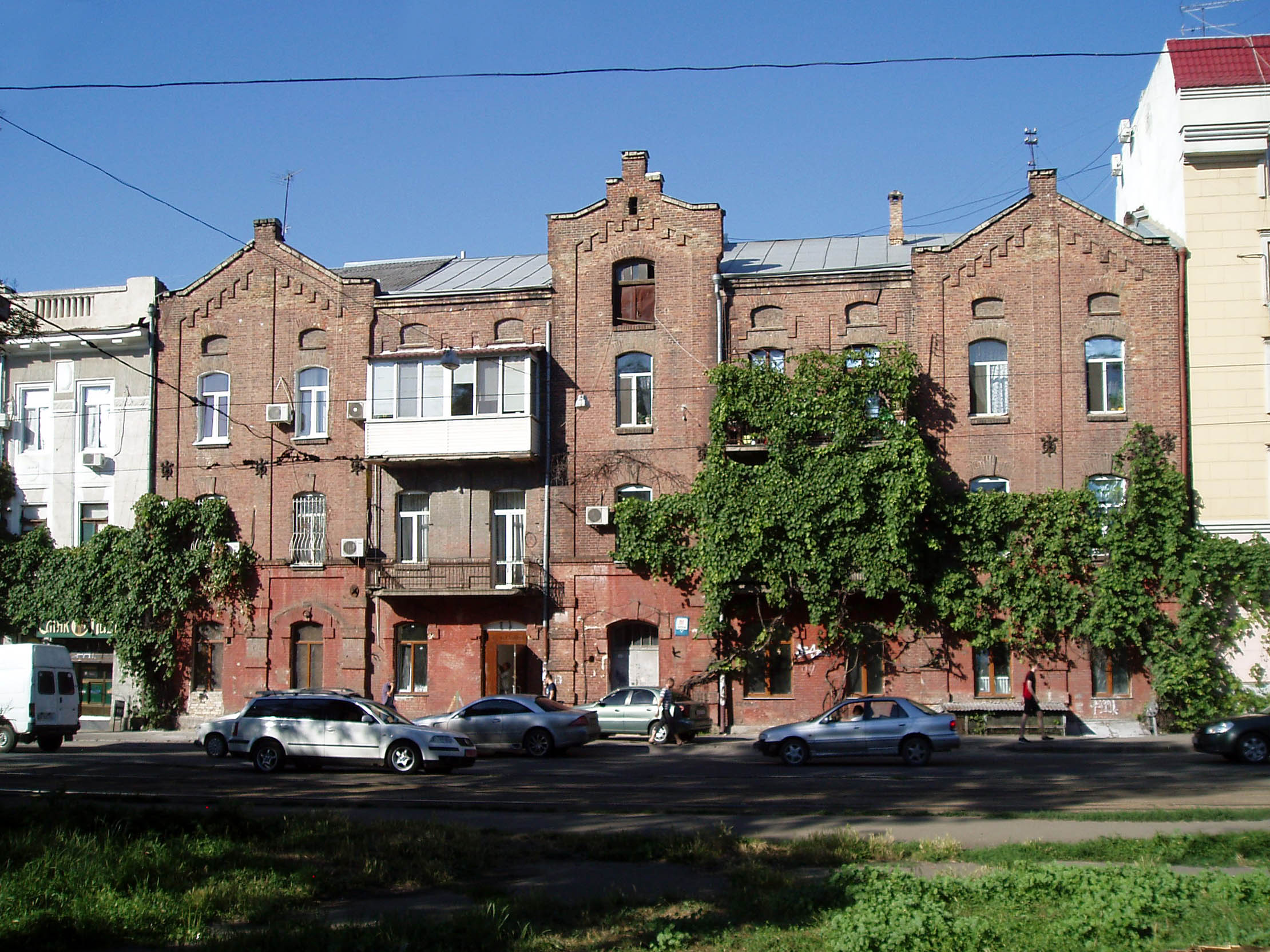
Склад млина Олова і Дур'яна (поч. XX ст. Перебудова під житло: арх. В. І. Прохаска, 1913 р.)
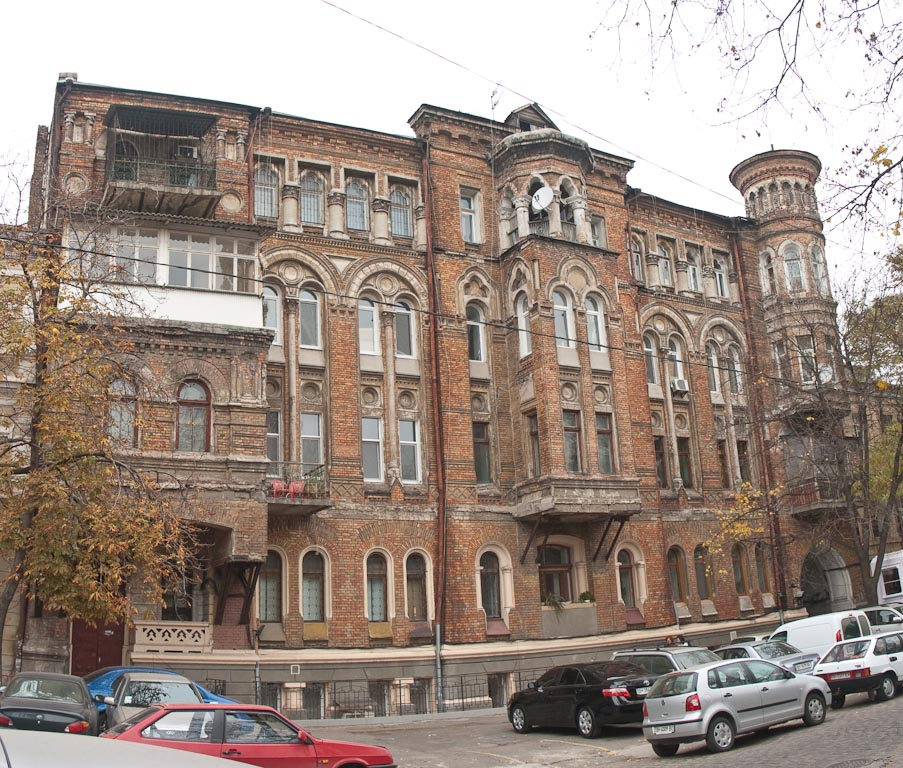
Будинок А. В. Вікторова (арх. М. М. Добачевський, 1900 р.)
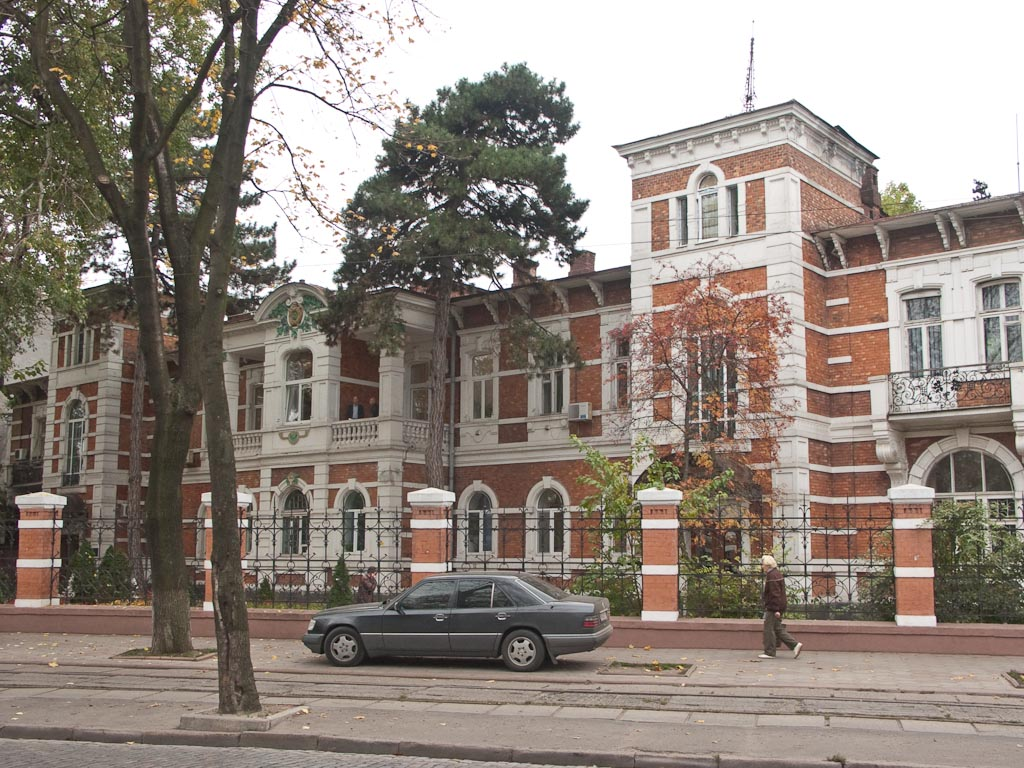
Французький бульв., 10. Контора складів удільного відомства (поч. 1900-х рр.)
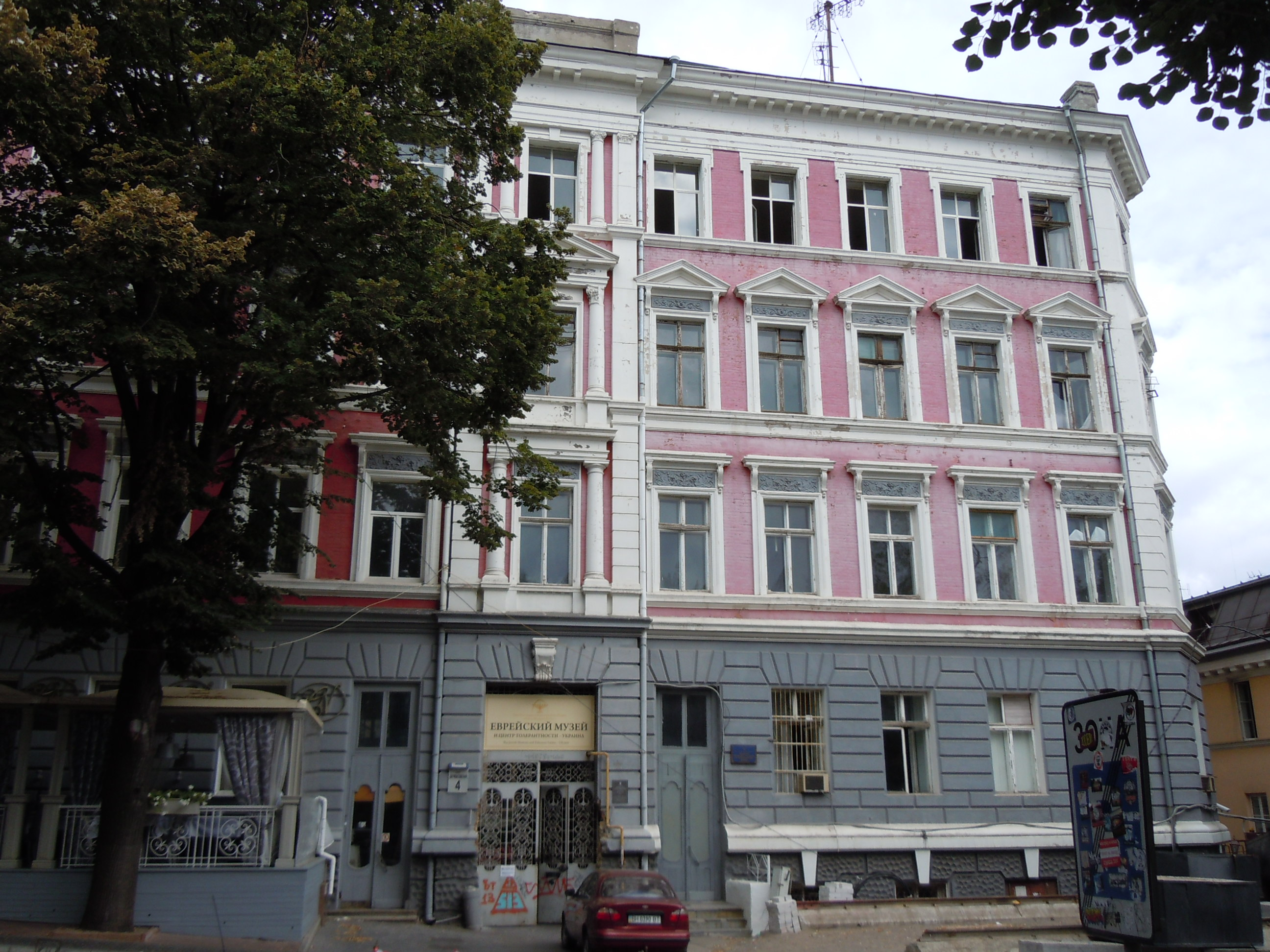
Дерибасівська вул., 4. Контора РТПтТ (реконструкція з об'єднанням будівель і надбудовою, арх. А. М. Клепінін, 1912 р.)

## Одеса і стиль модерн

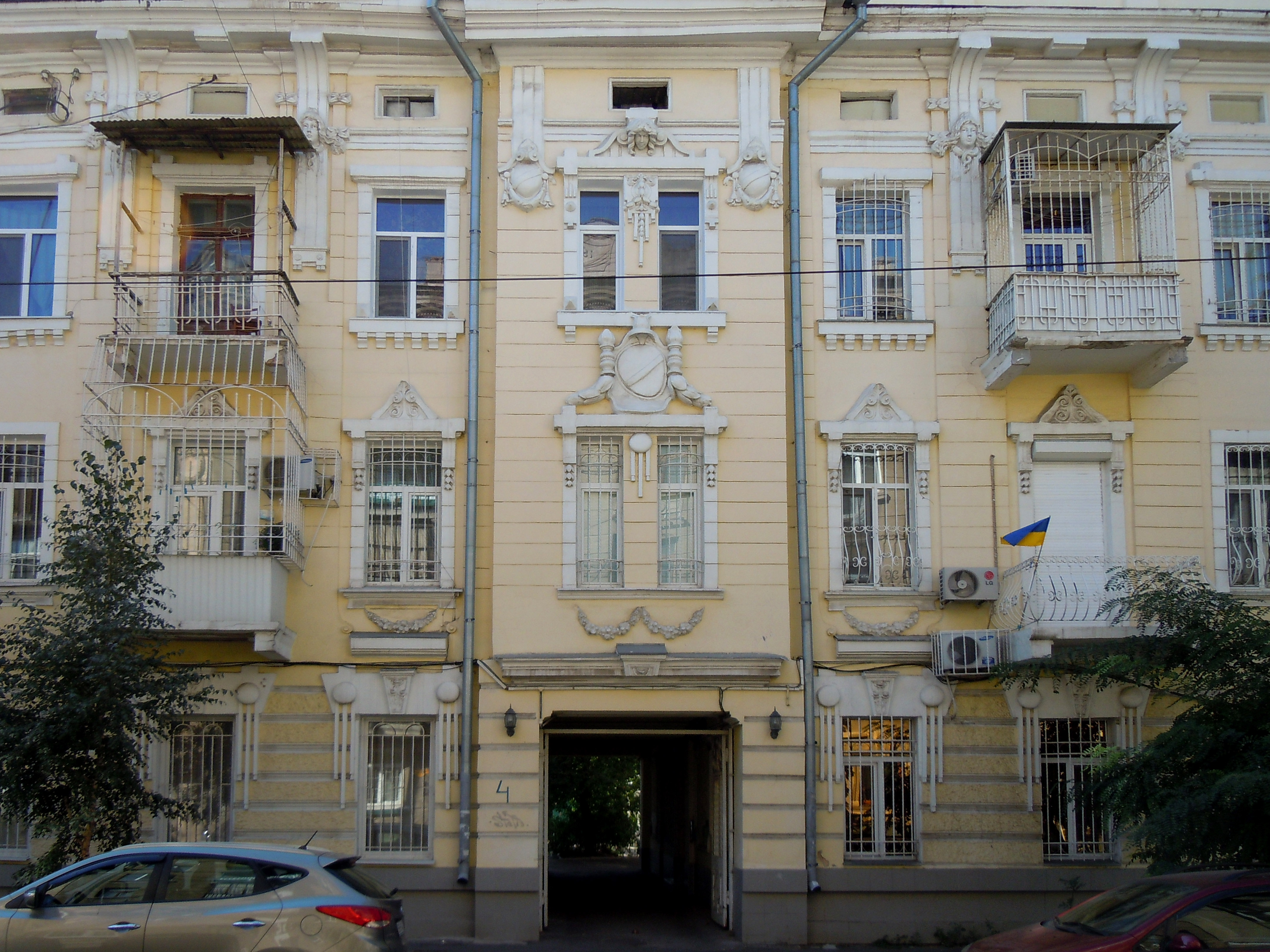
Канатний пров., 4. Будинок І. Д. Чернявського (арх. Р. А. Радбіль, проєкт: 1901 р. Будівництво: 1902 р.)

Засновником стилю модерн (сецесія або югендстиль) вважають бельгійського архітектора Віктора Орта (1861—1947). Ще в юнацькі роки він відбув у Париж, де вивчав ужиткове мистецтво, технології створення декору. 1893 року Віктор Орта закінчив будівництво приватного будинку професора Едмона Тасселя, котрий став маніфестацією нового стилю, незабаром у 1890-х Віденський архітектор Отто Вагнер створив інший різновид модерну, ці дві школи модерну стали найпоширенішими у Європі.
У Одесі перші зразки модерну з'являються у 1901 році і з кожним роком модерн набував все більшої популярності. Вже у 1907 році значна доля будівель була виконана у стилі модерну. Передусім модерн у Одесі був стилем коштовної архітектури у зв'язку з використанням у Одеських спорудах надвисокої кількості ліпного оздоблення. У перші роки переважала французька школа модерну, у деяких спорудах імітована різьба по каменю, що характерна для Франції, подалі віденська школа отримувала все більшу популярність, у тому числі цьому сприяла наявність великої німецькомовної спільноти, до  архітекторів німецького походження, що  працювали у місті: Меснера, Клейна, Бейтельсбахера також на початку XX століття долучаються В. І. Кундерт, Х. Л. Бейтельсбахер, М. Х. Скведер, Файфель. З 1910 року модерн швидко поступається різноманітним ретроспективним течіям, зокрема необарокової та неокласичної, але ще тривалий час у дусі віденської школи, яка передбачала мінімальне використання оздоблення, будували споруди у передмістях.
У стилі модерну був споруджений один із корпусів Єврейської лікарні, тривалим було будівництво корпусу для нервових хворих у Новій лікарні (арх. Ф. П. Нестурх, 1910—1914 рр.)

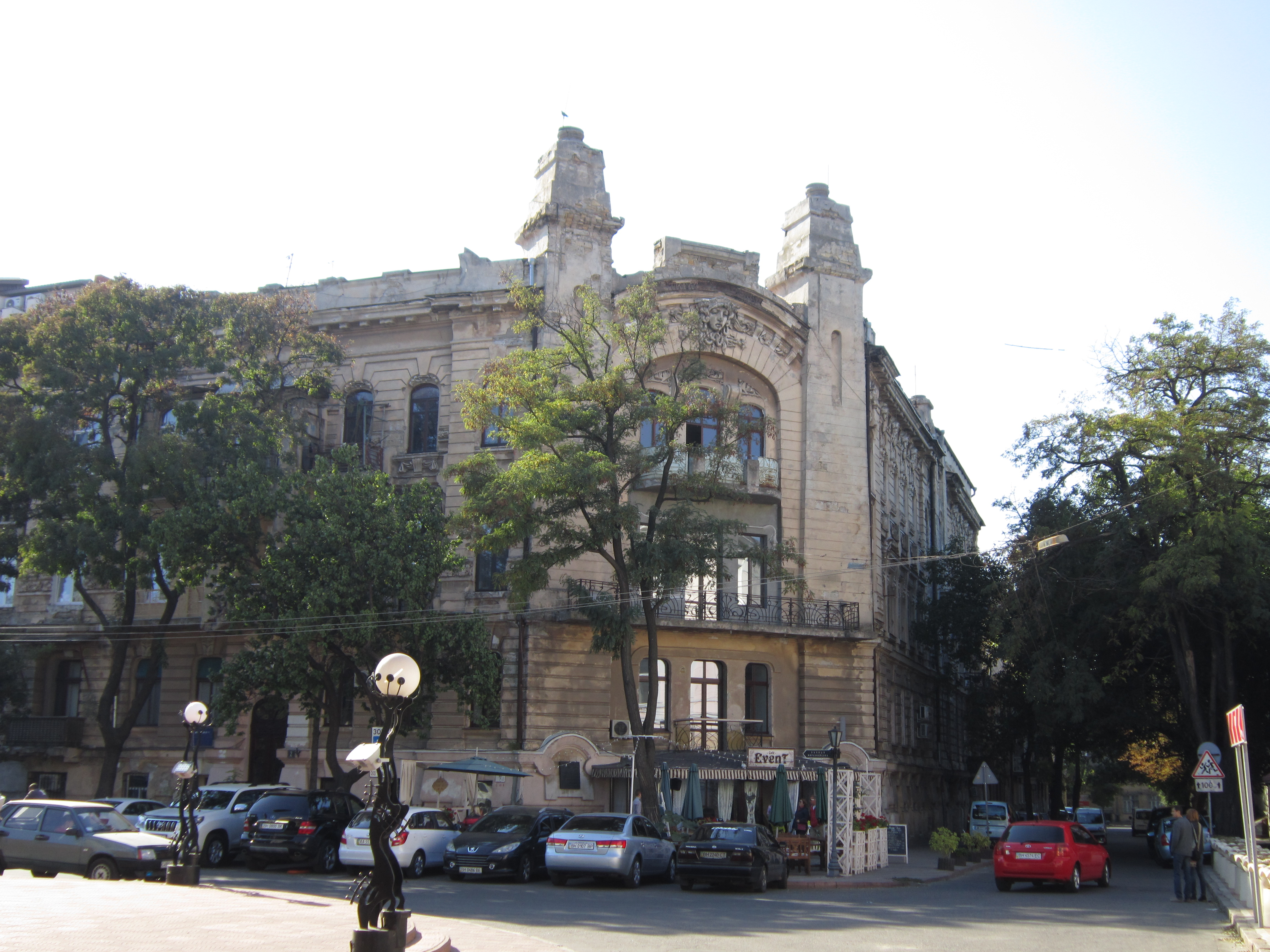
Маразліївська вул., 2. Будинок М. Д. Луцького (арх. М. І. Лінецький, 1902 - 1903 рр.)
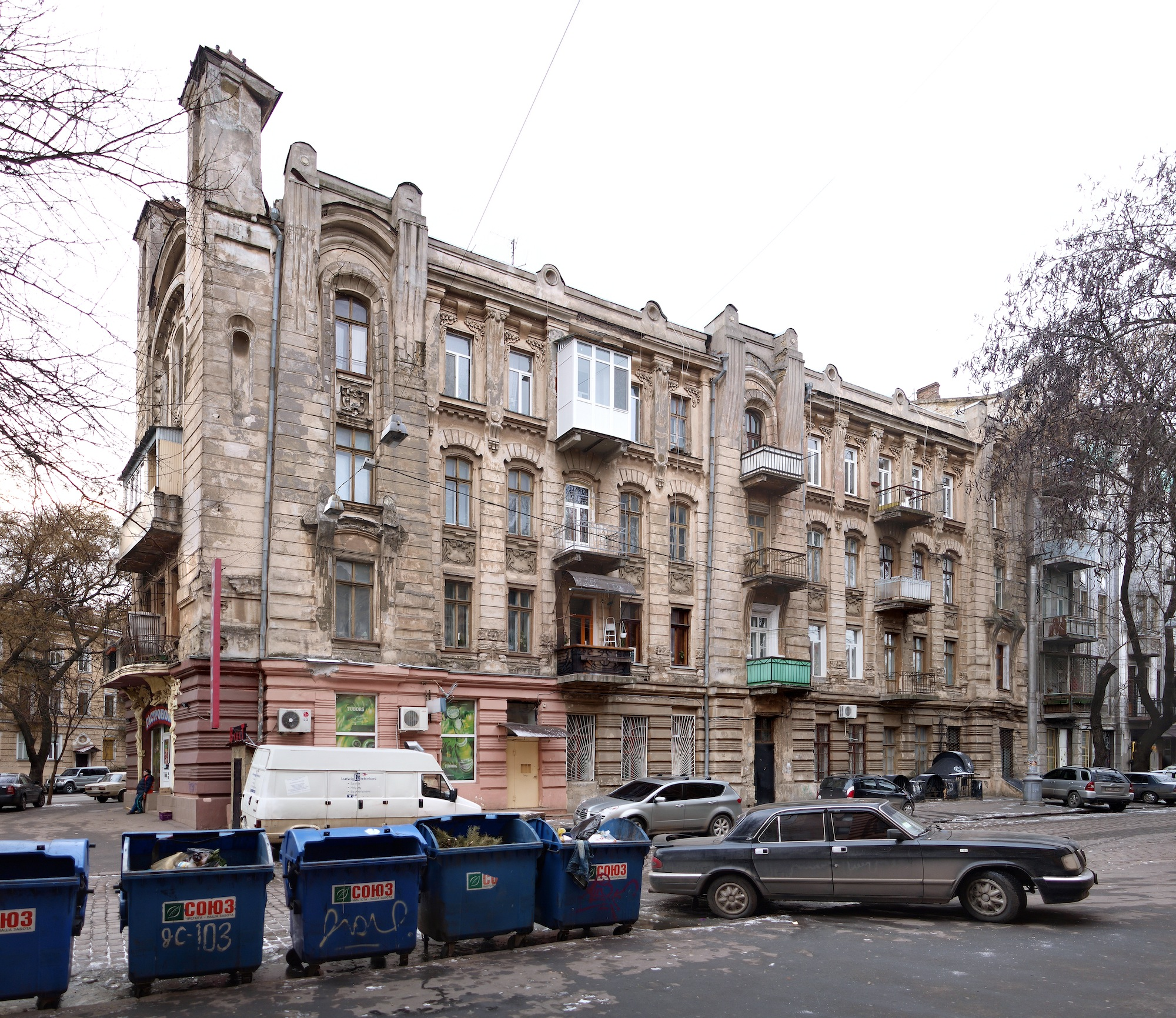
Успенська вул., 72. Будинок Д. М. Вургафта (архітектори О. Радбіль, Я. М. Пономаренко, 1902 р.)
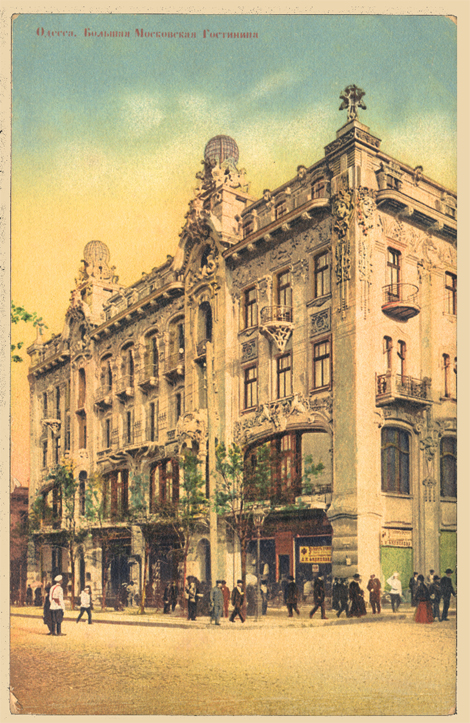
Готель «Великий Московський» (арх. Т. Фішель, С. Мільман, Л. Влодек., 1902 - 1904 рр.)
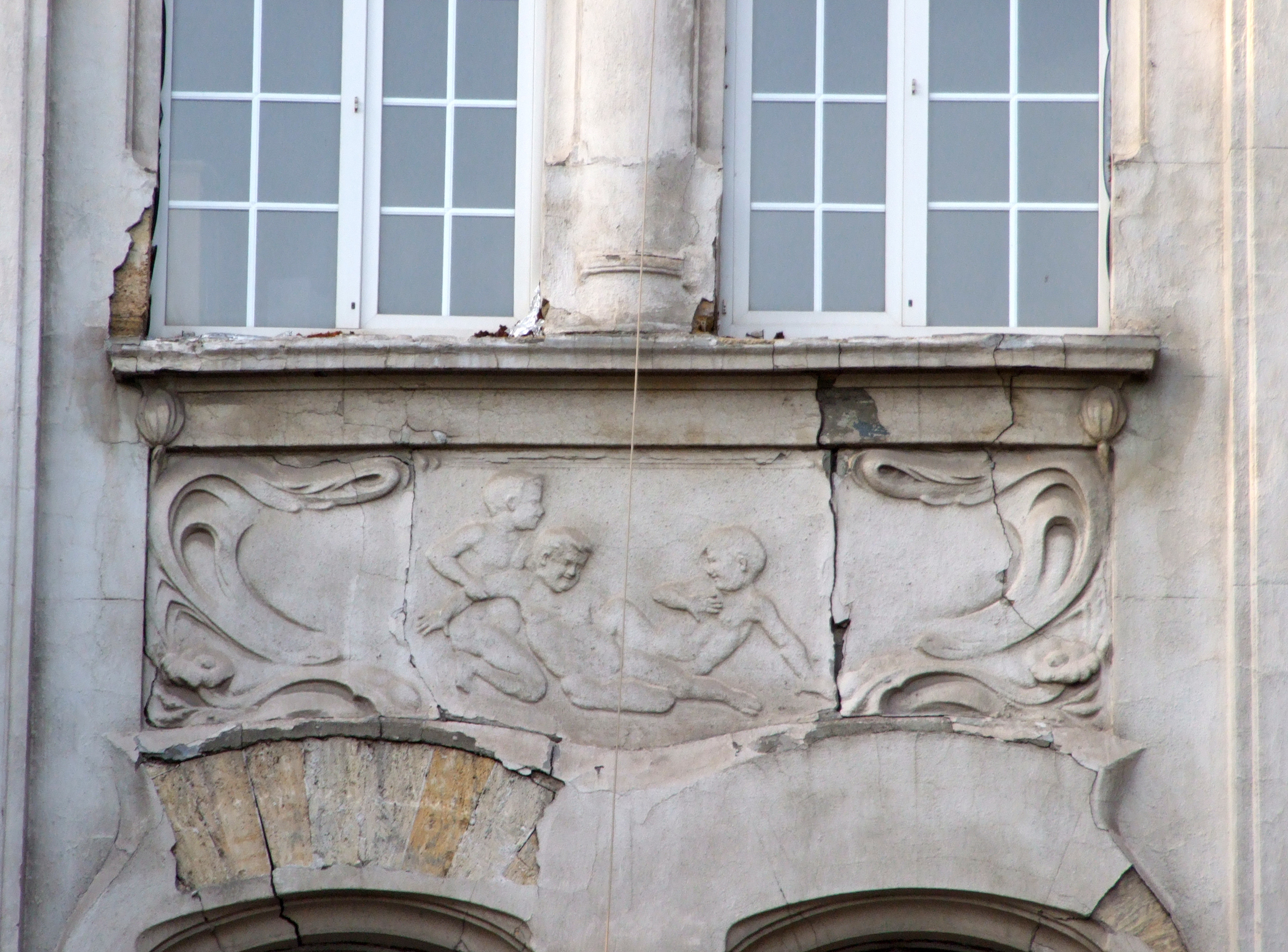
пров. Чайковського. Будинок Б. А. Магнера (арх. Чернігов, 1904 р.), рельєф, модерн французької школи
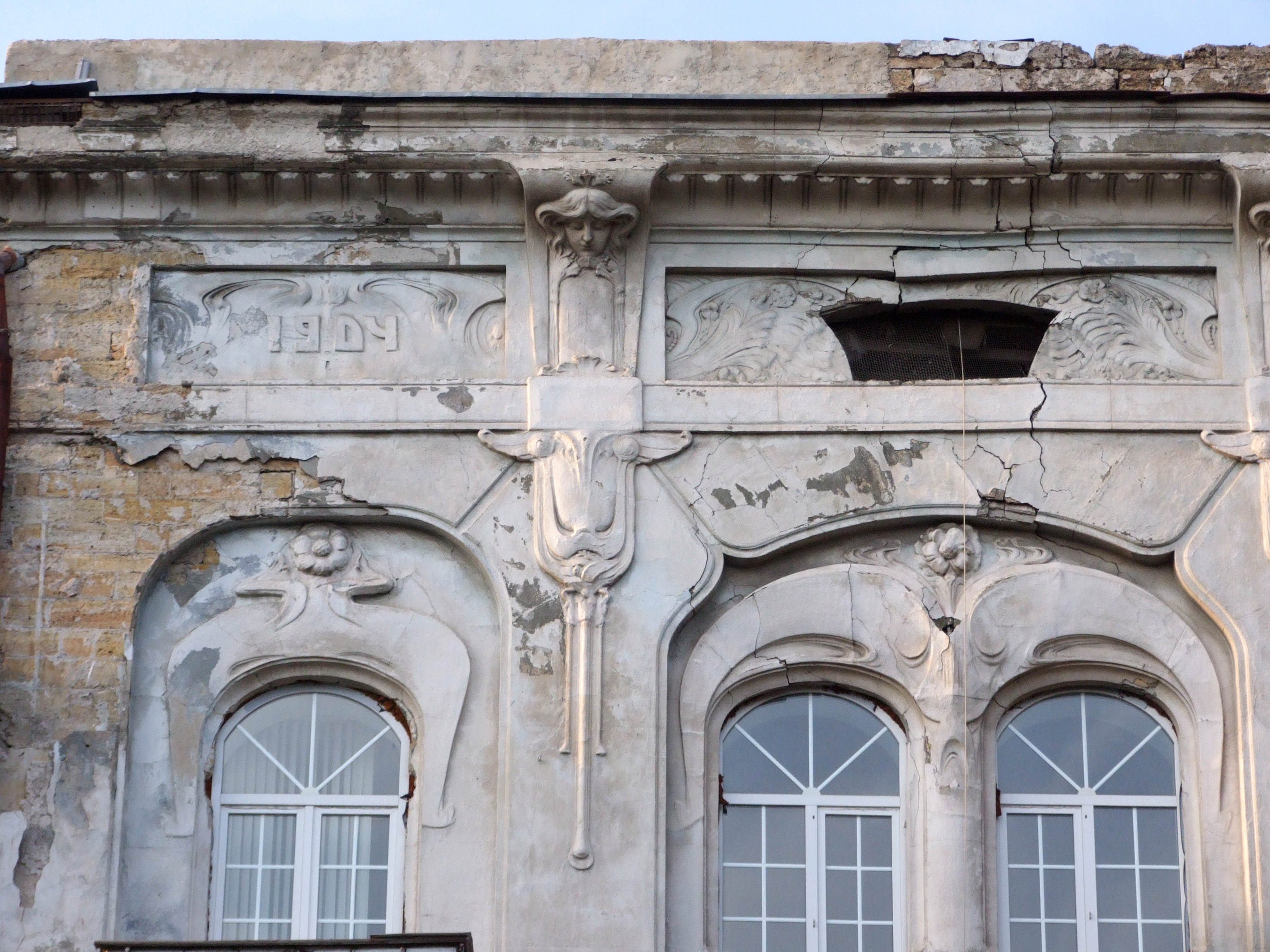
пров. Чайковського. Будинок Б. А. Магнера (арх. Чернігов, 1904 р.), модерн французької школи
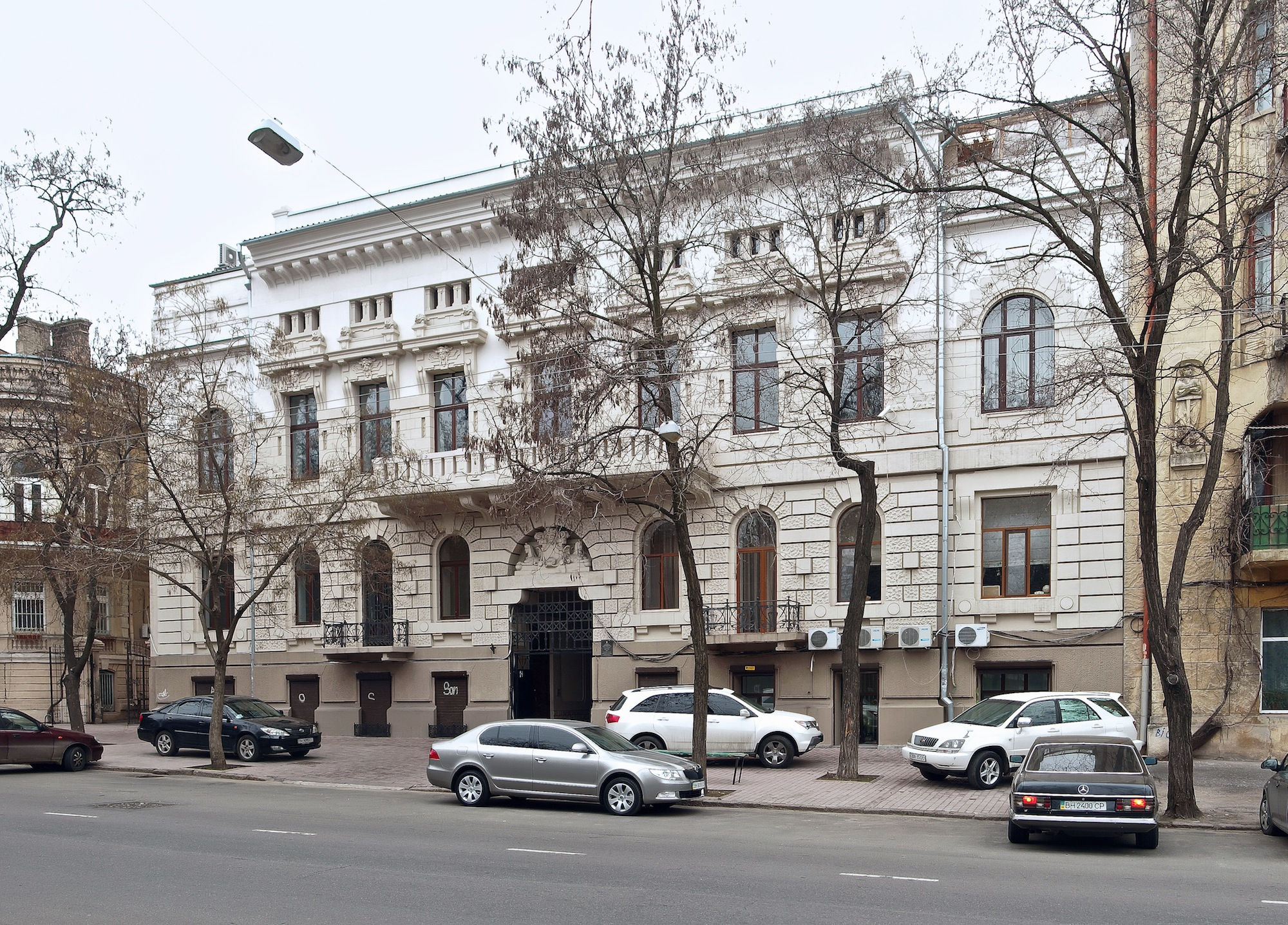
Маразліївська вул. Будинок Менделевич (арх. М. І. Лінецький, 1905 р.)
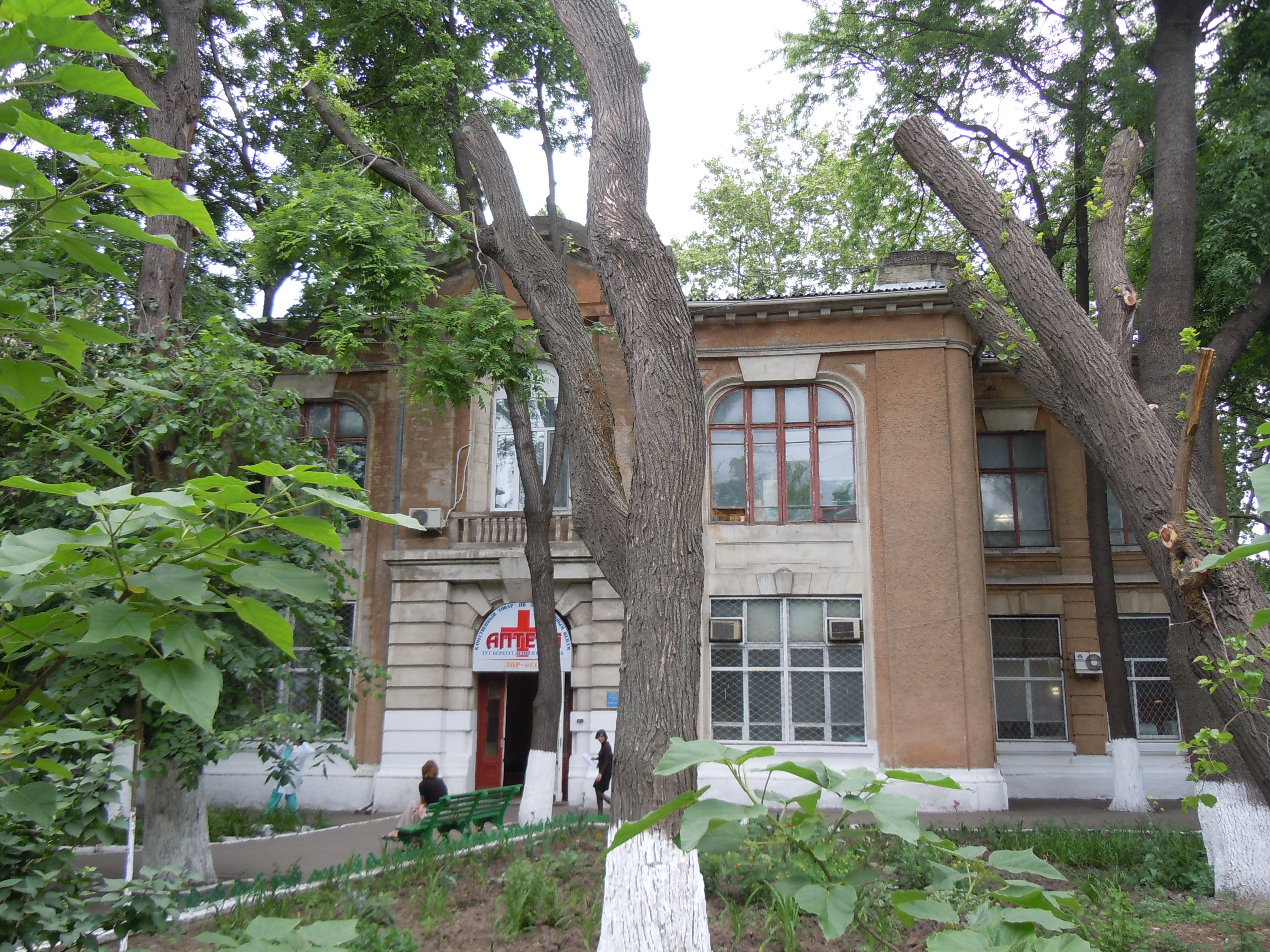
Корпус Єврейської лікарні, арх. С. С. Гальперсон, 1900-ті рр.
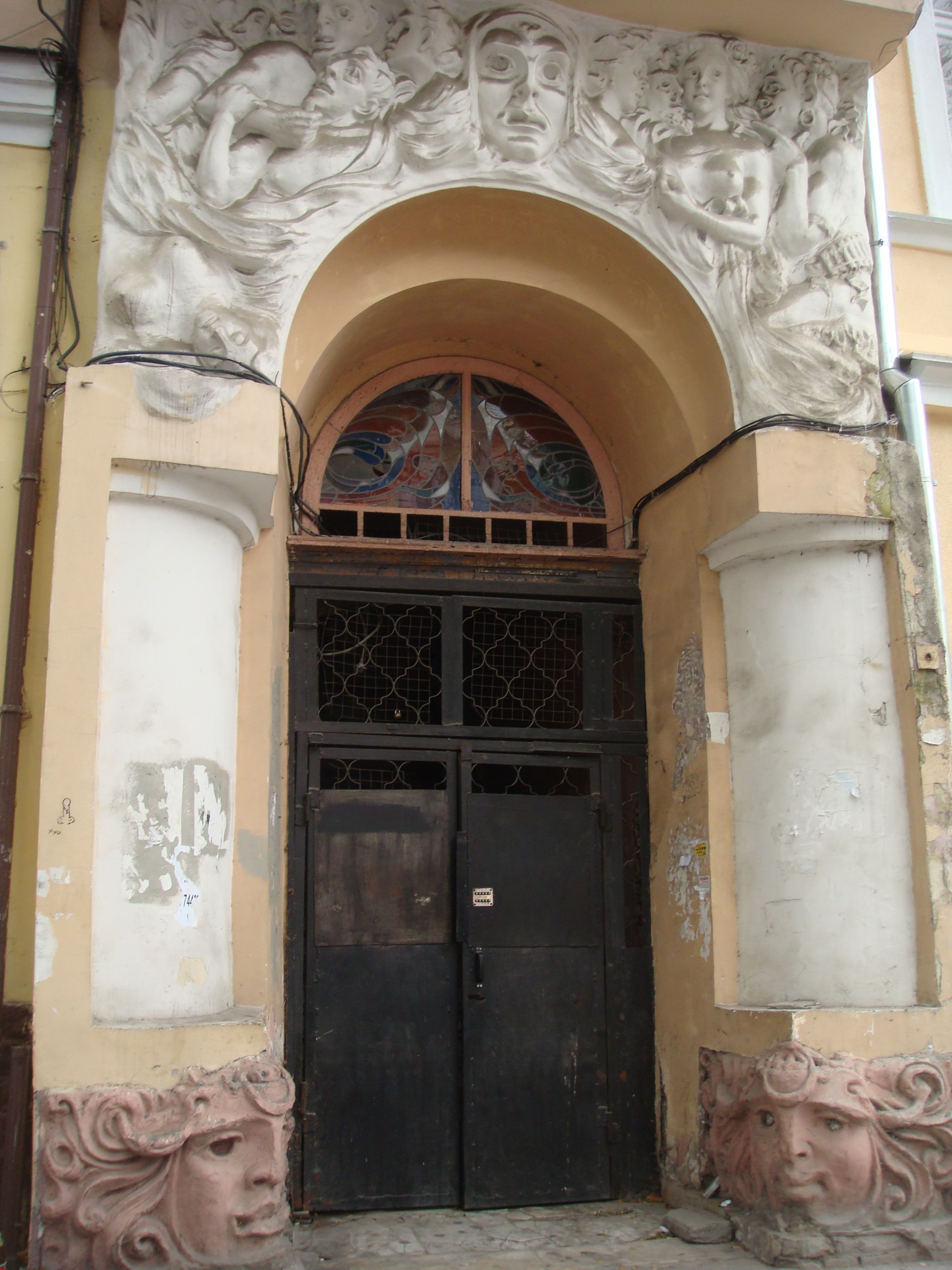
Вул. Гаванна, жіночі маскарони у якості баз напівколон входу
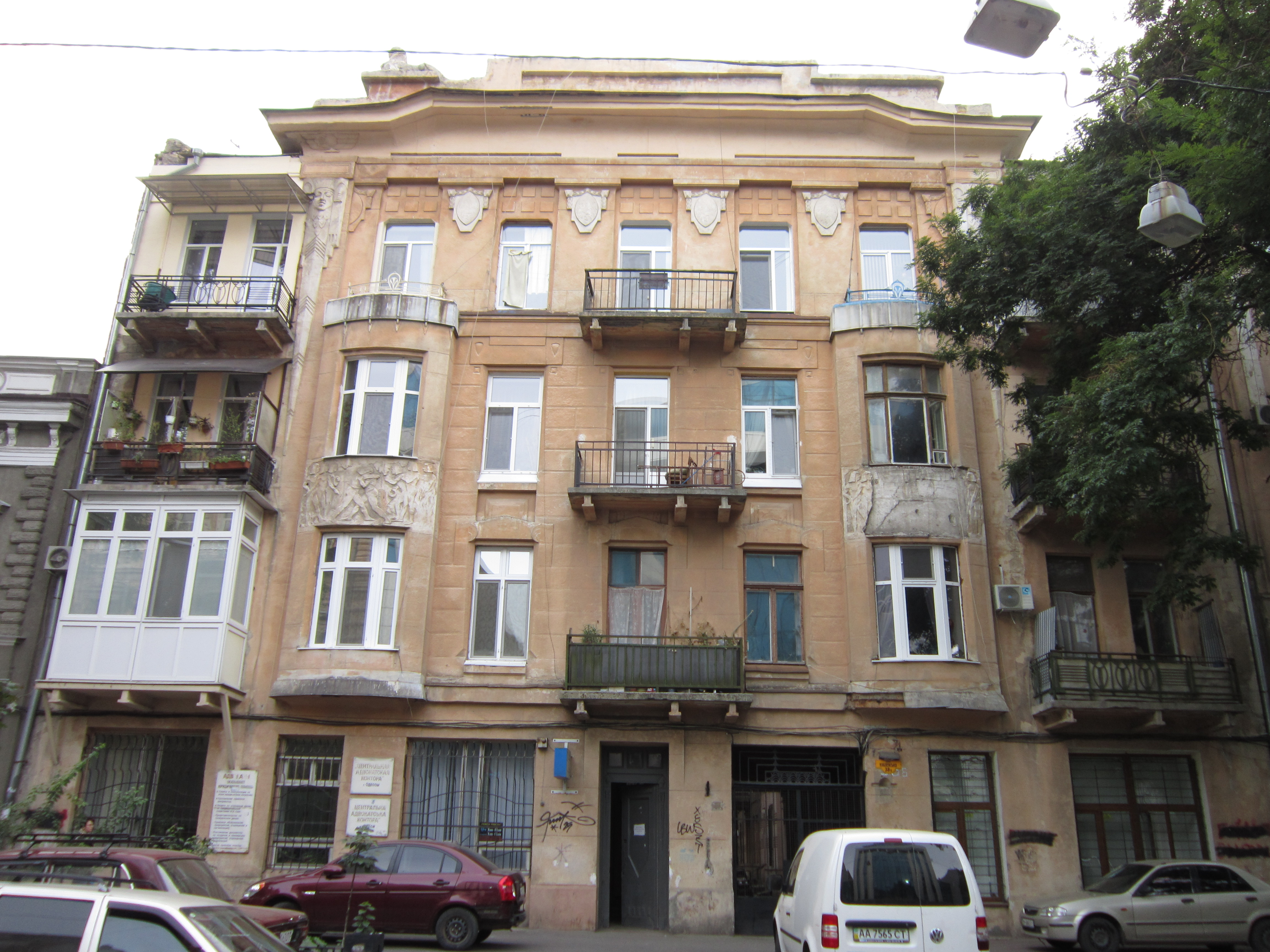
Коблевська вул., 38б. Будинок О. П. Русова (арх. Л. М. Чернігов, 1907 р.)
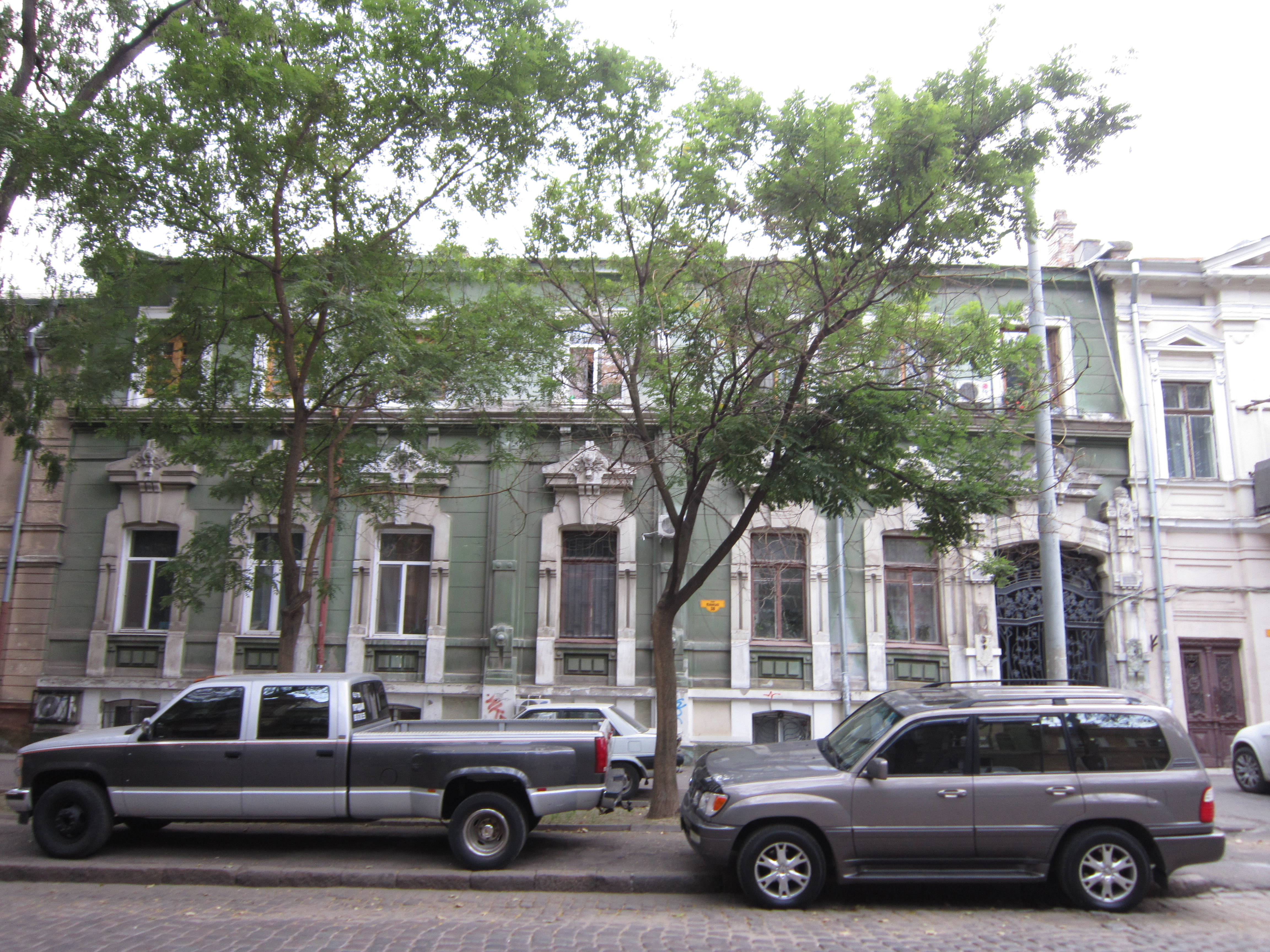
Будинок Стефанова (арх. А. Я. Меннер, 1909 р.)
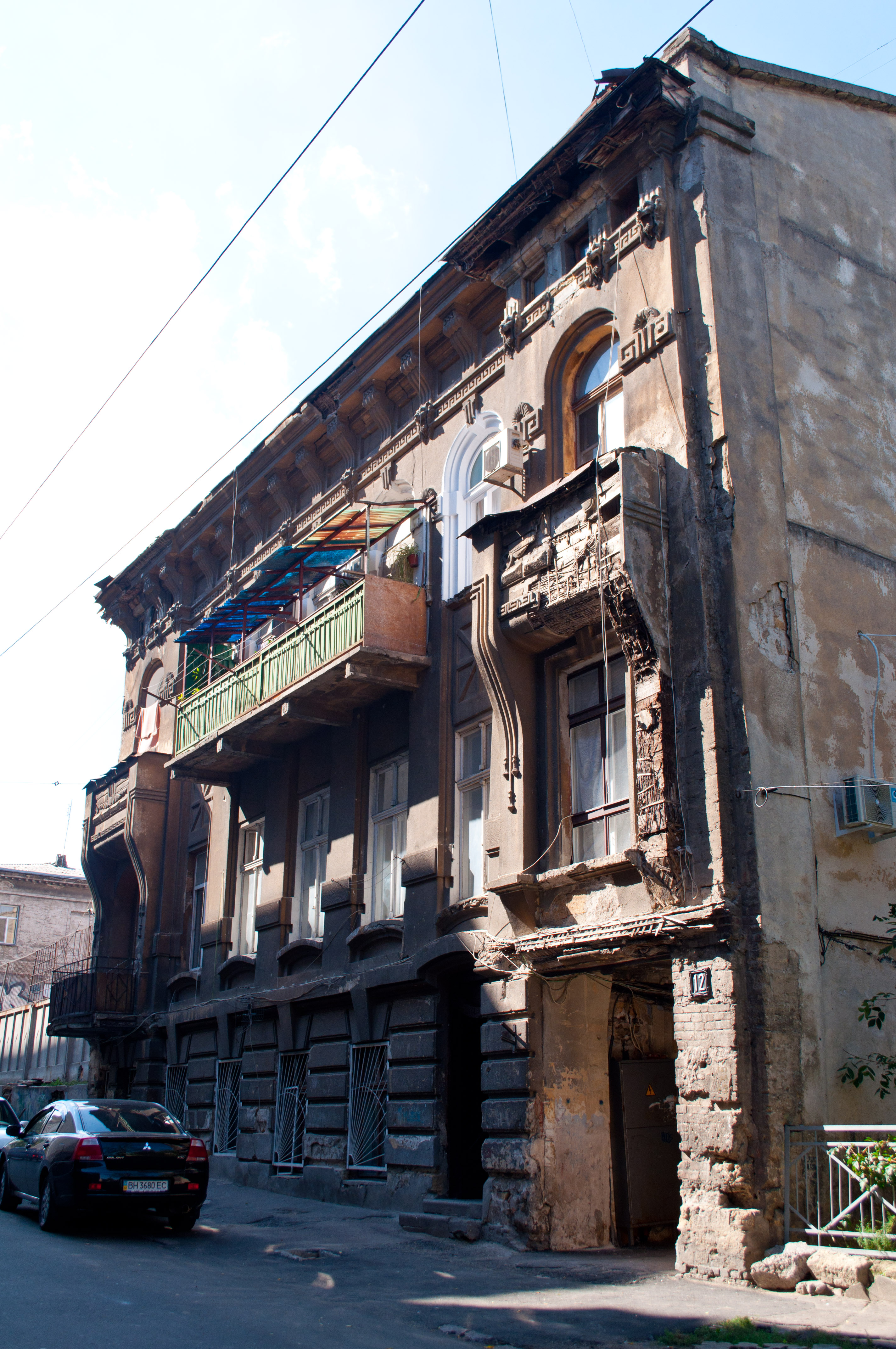
Будинок Г. І. Козинець (1909 р.)
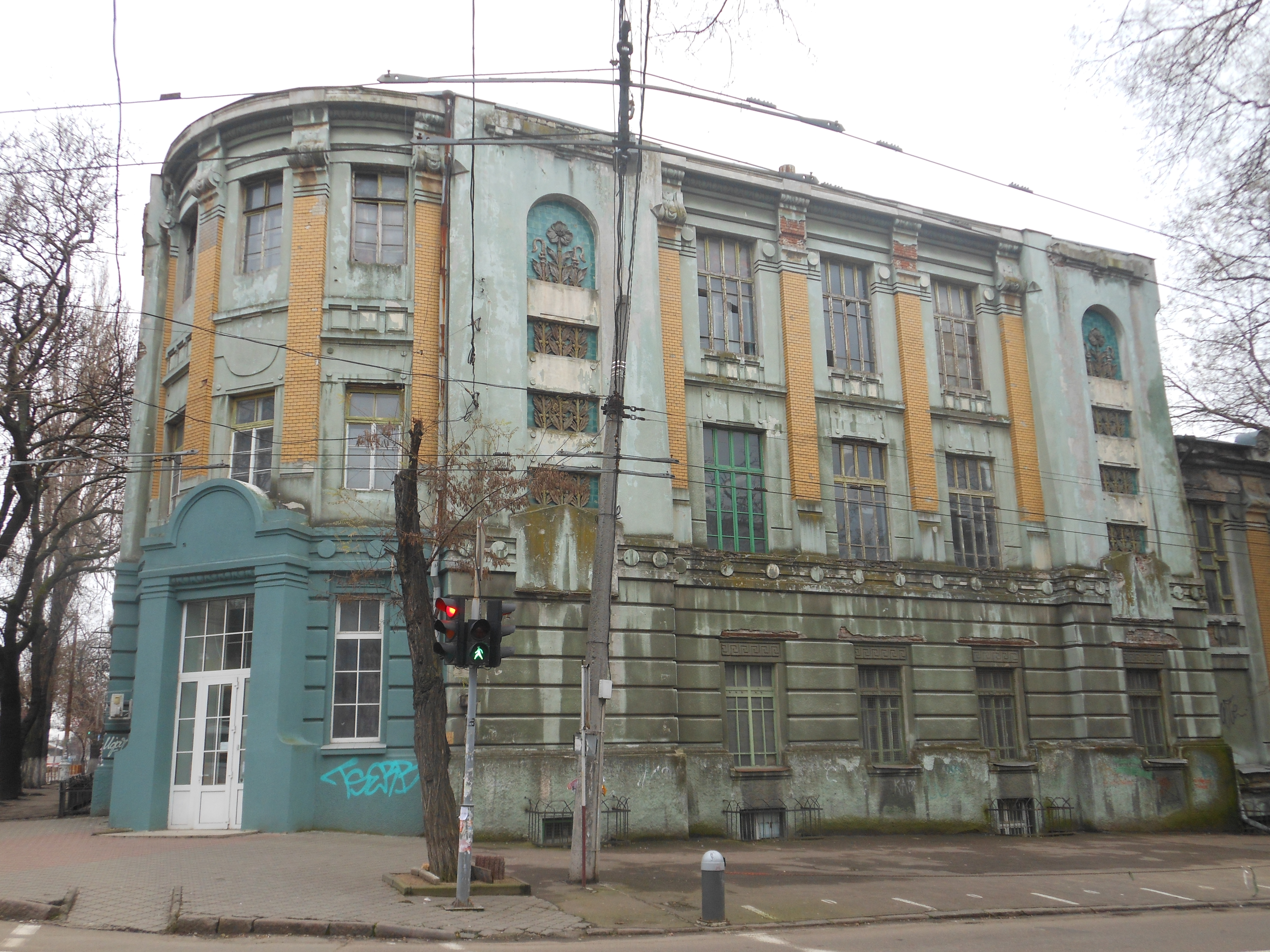
Чаєрозважувальна фабрика т. д. "Висоцький В. і Ко" (автор невідомий, 1909 р.; бетоний каркас: інж. Кундерт В. І.)
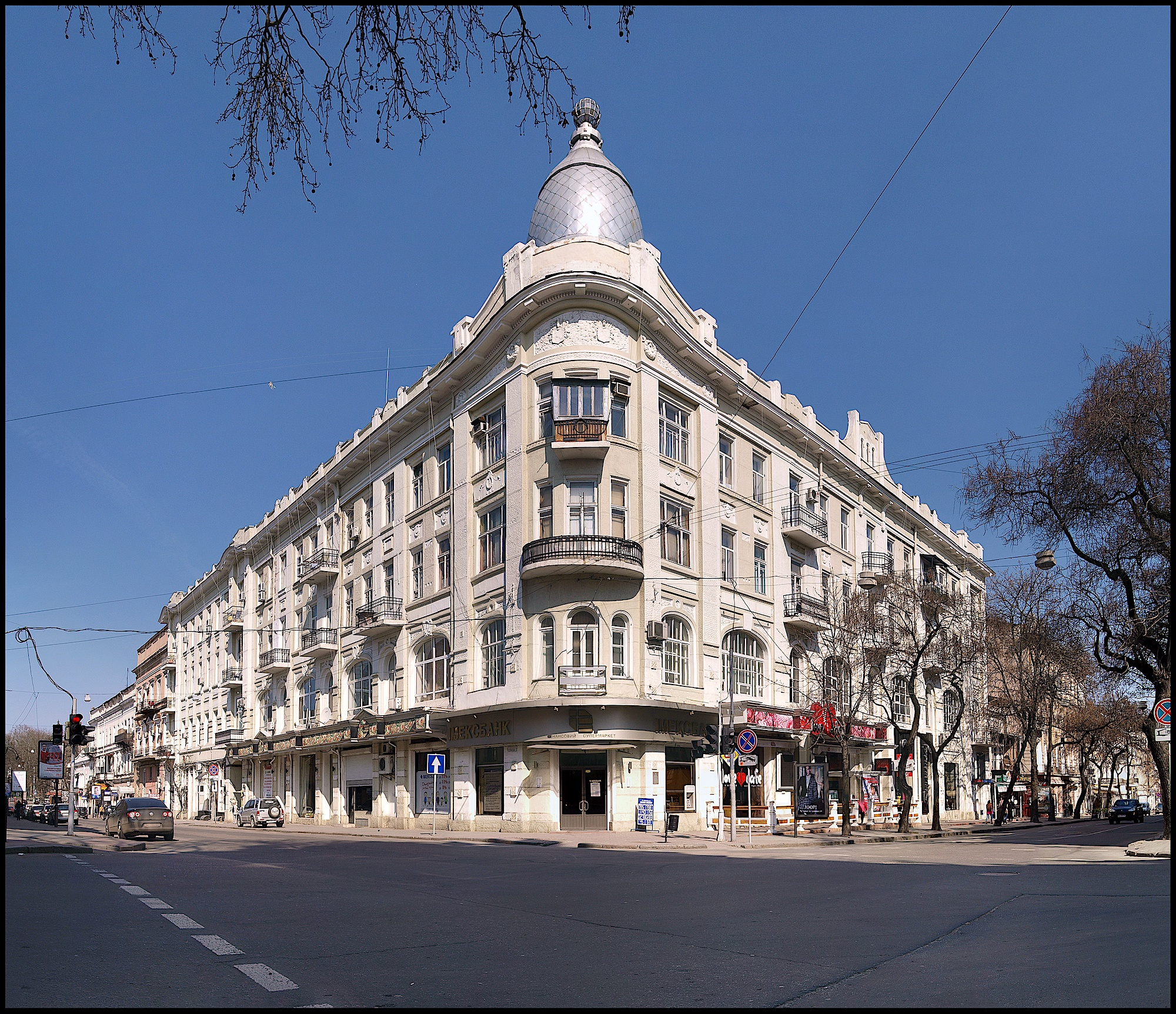
Ланжеронівська вул. Будинок Скаржинської (арх. М. Г. Рейнгерц, В. І. Зуєв, нагляд: Л. С. Шинкер, 1909 - 1912 рр.)
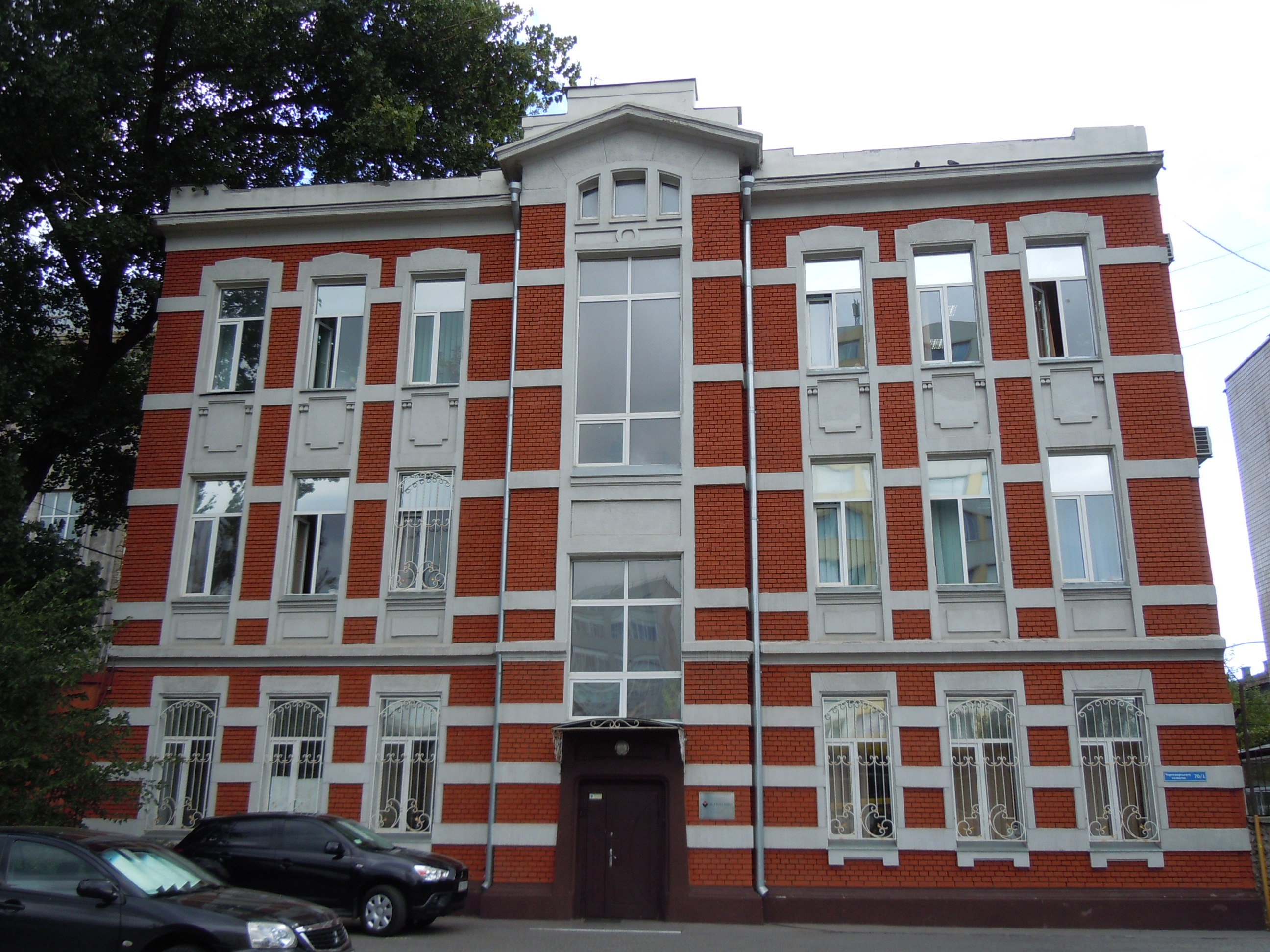
Вул. Чорноморського козацтва, 70. Контора електростанцій Анонімного бельгійського товариства (1910-ті рр.)
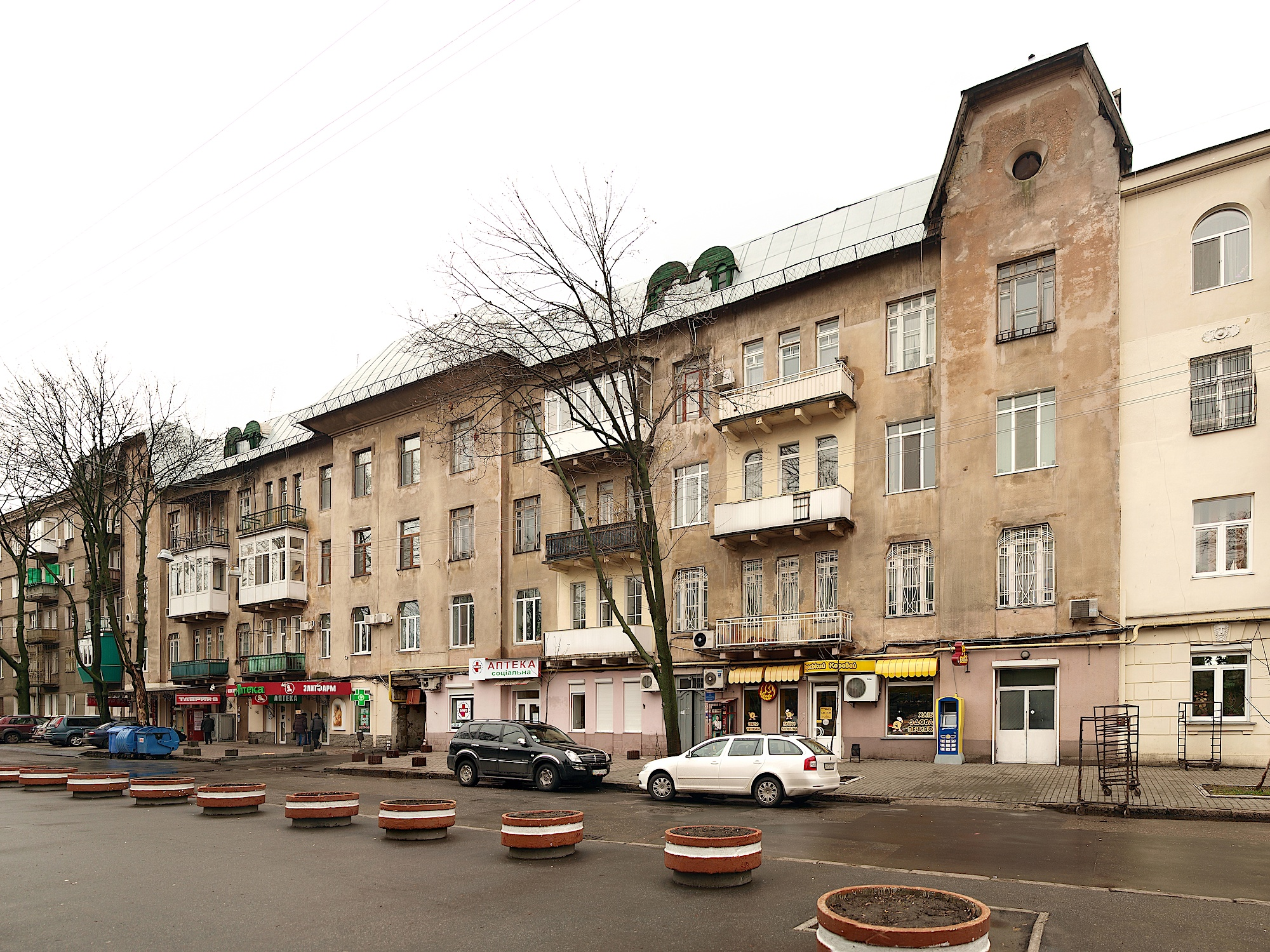
Будинок житлового комплексу Одеського товариства квартироспіввласників (арх. Я. М. Пономаренко, 1911 - 1912 рр.)

Віденська школа модерну
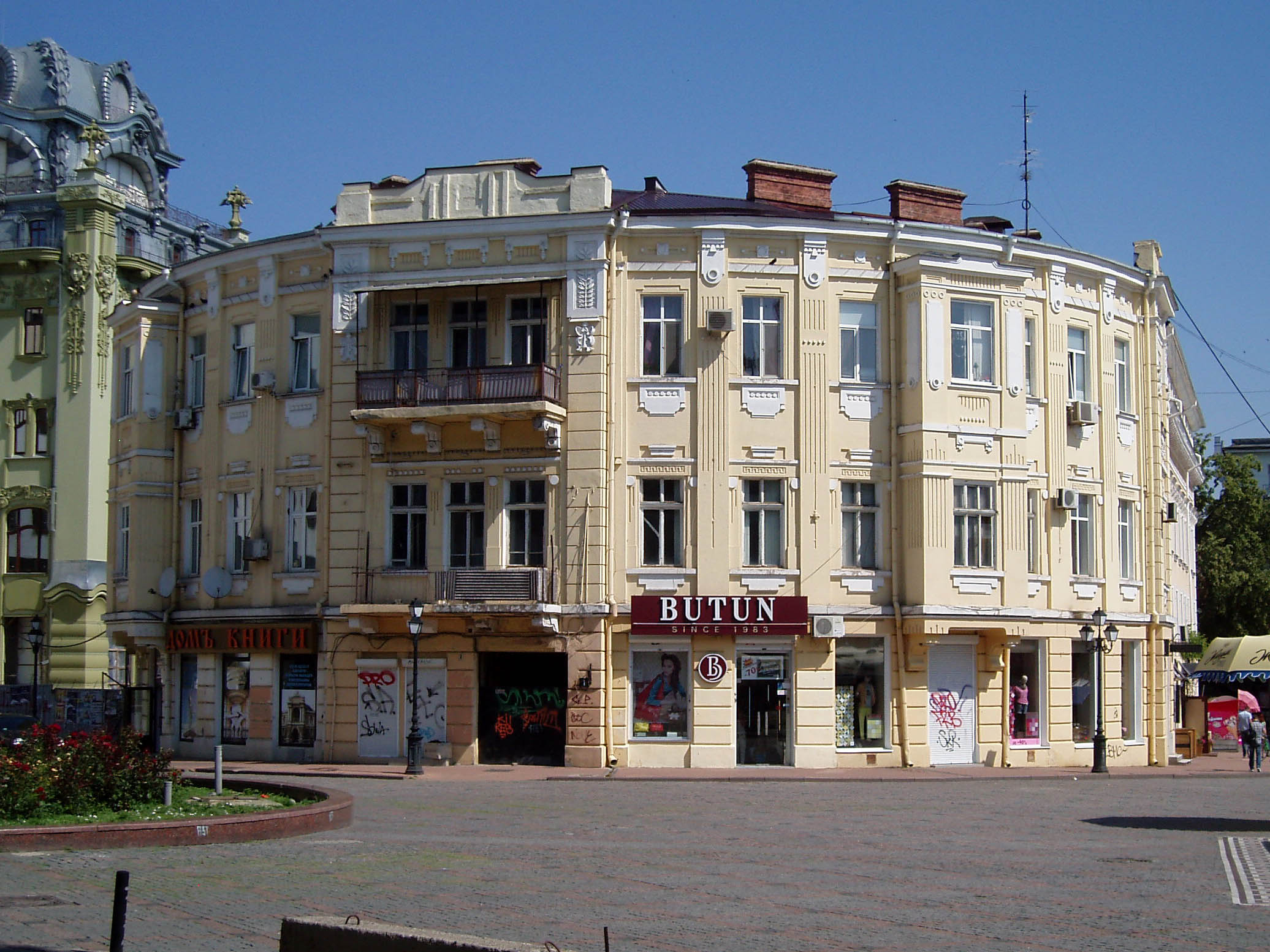
Грецька пл., 1а. Будинок Вєддє (арх. П. У. Клейн, нагляд: А. В. Юргевич, 1901 р.)
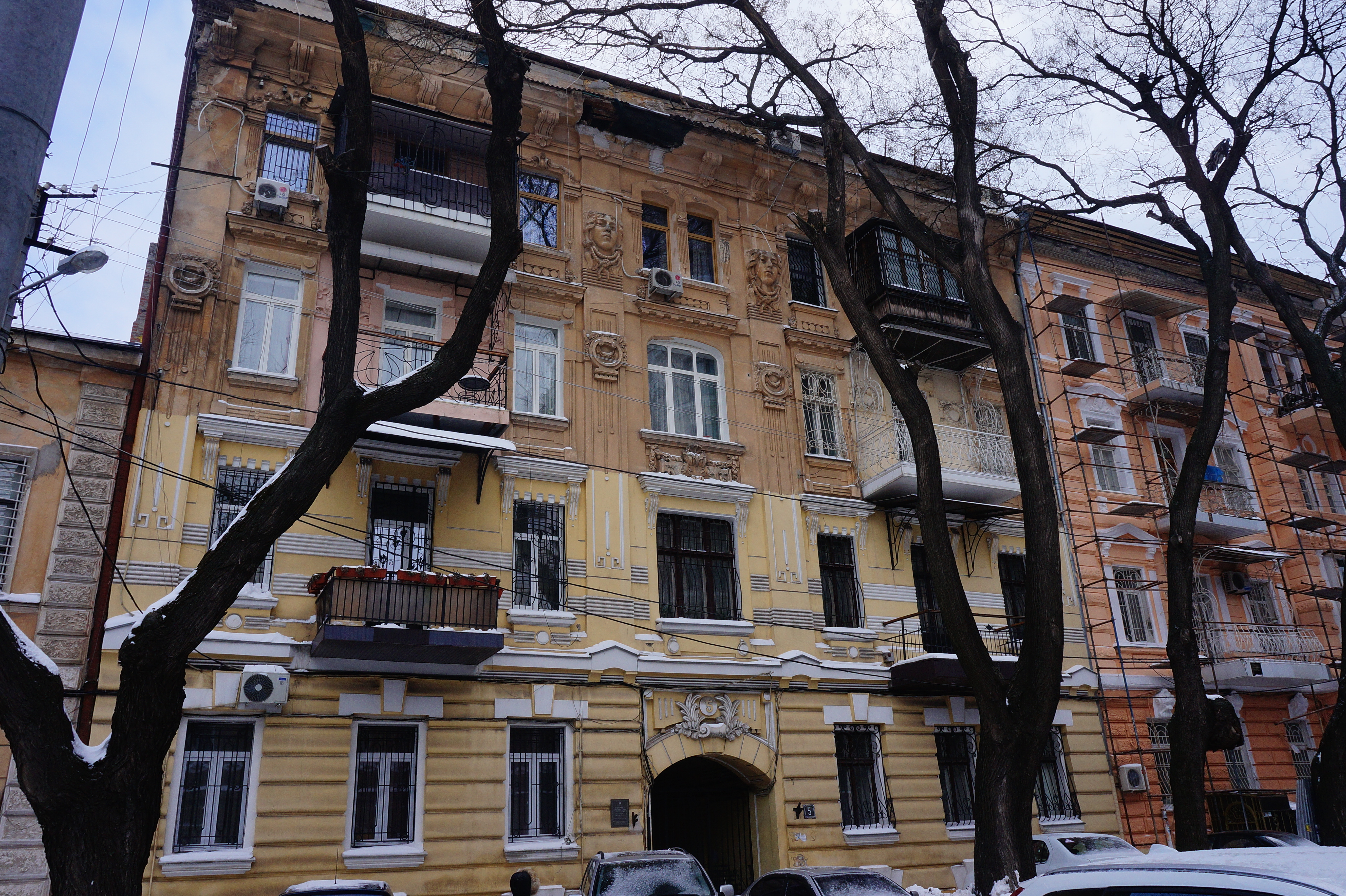
вул. Маразліївська, 5. Будинок Бєліковича (арх. Д. Є. Мазиров, 1902 р.)
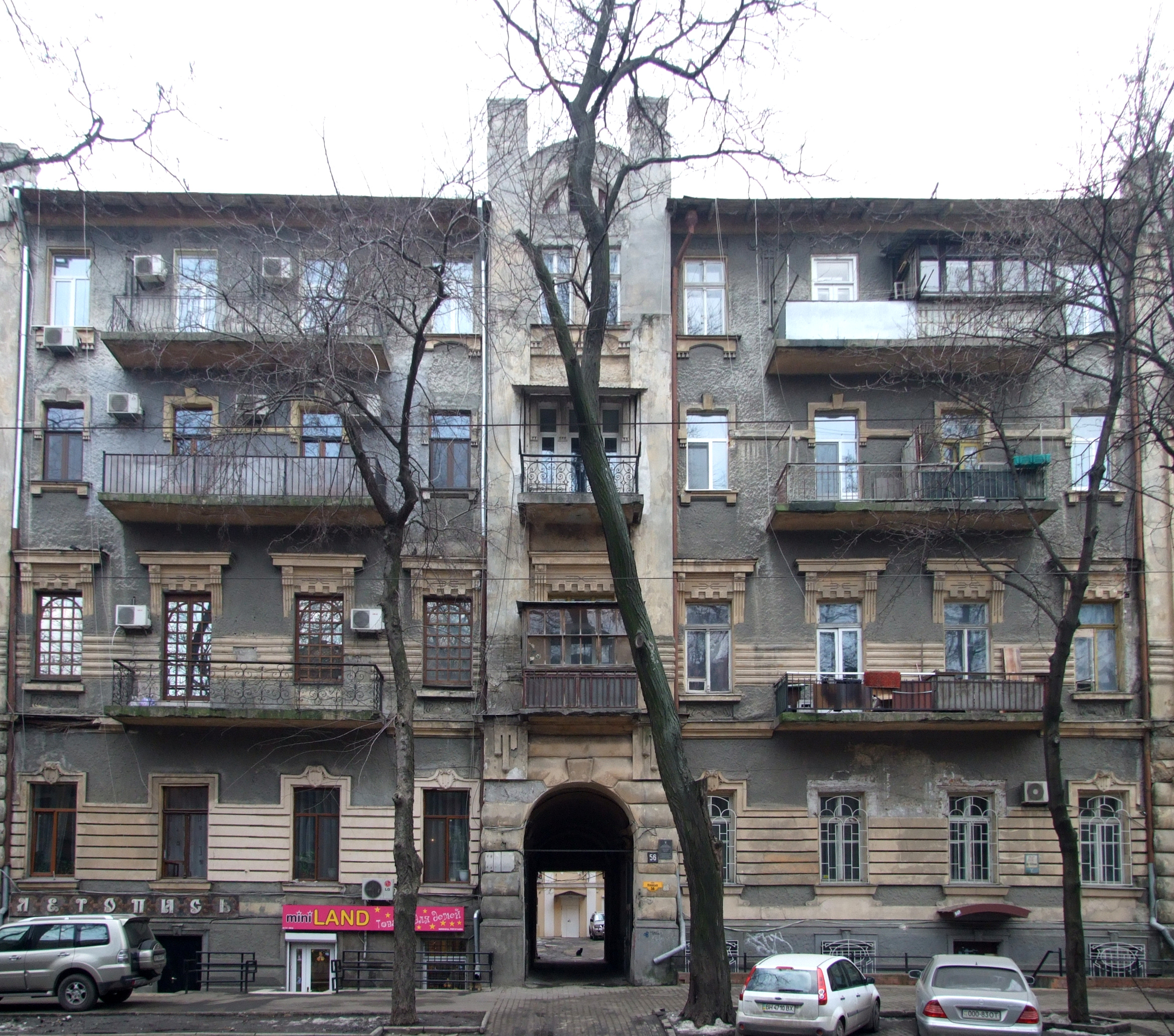
Будинок Гавриленка (нагляд: інж. Гуковський, 1903 р.)
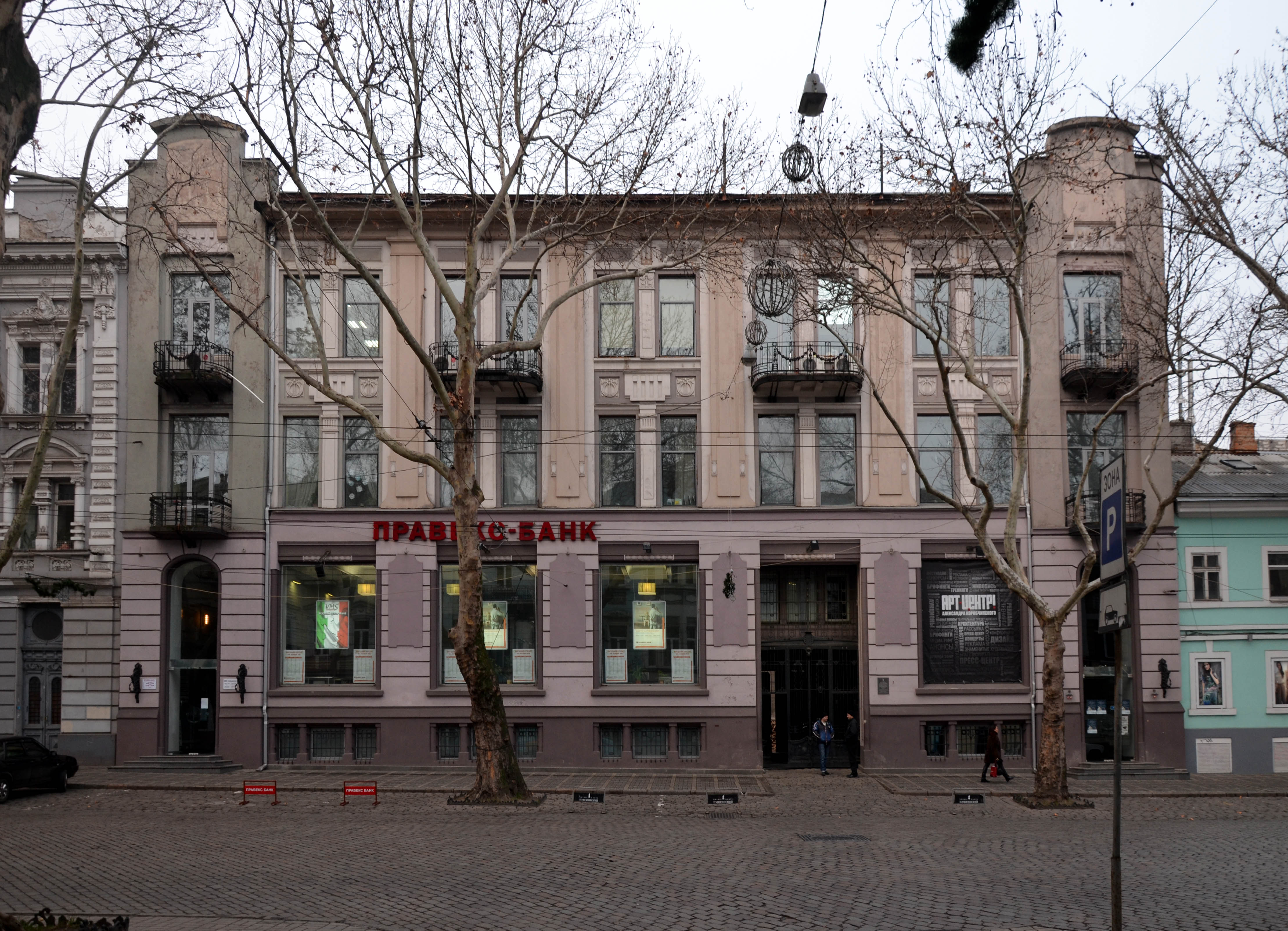
Одеське відділення російсько-американської гумової мануфактури (арх. Х. Л. Бейтельсбахер, 1907 - 1908 рр.; Залізобетоні конструкції: інж. В. І. Кундерт)
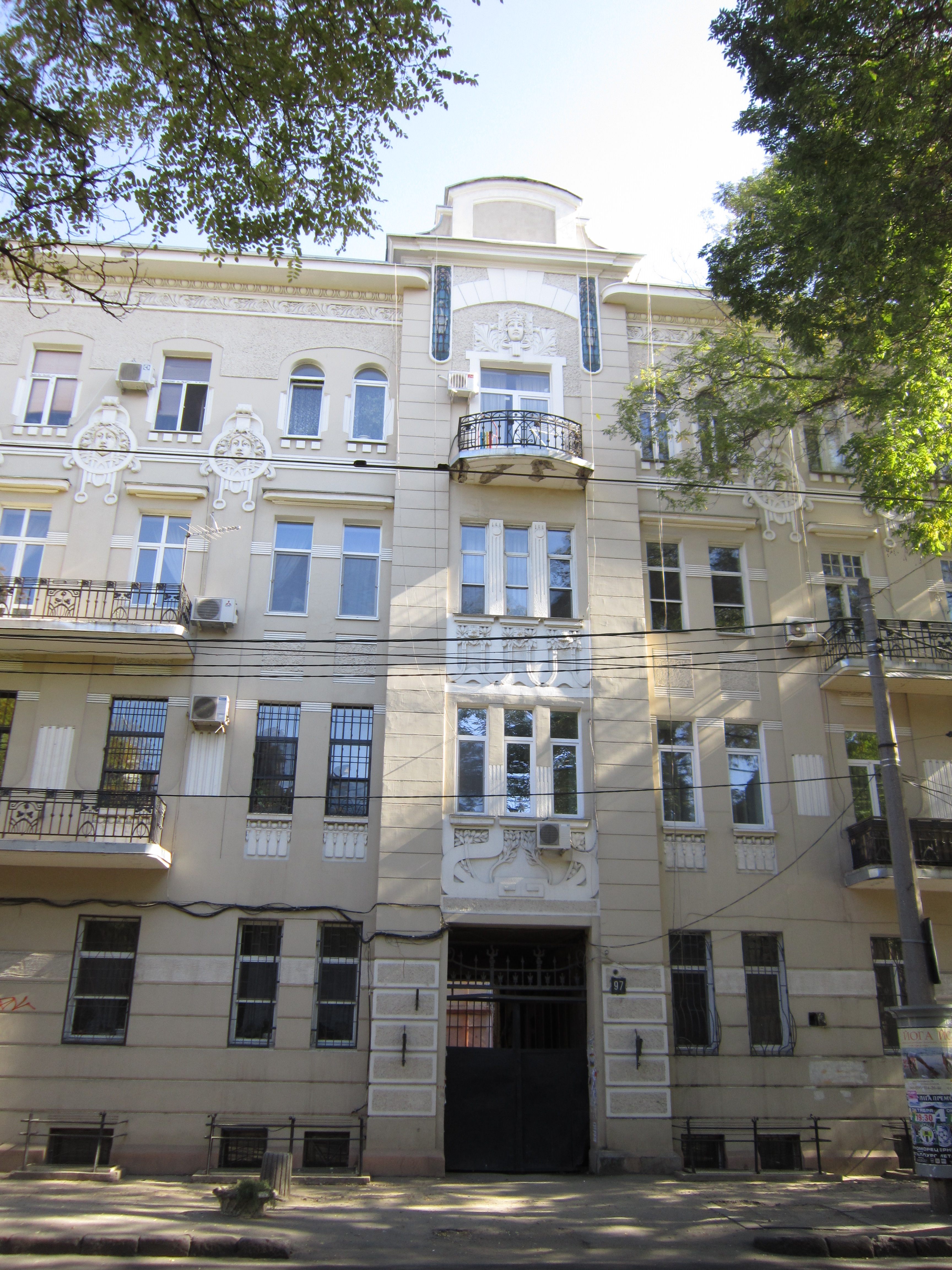
Старопортофранківська вул., 97. Будинок Пташникових (1908 р.)
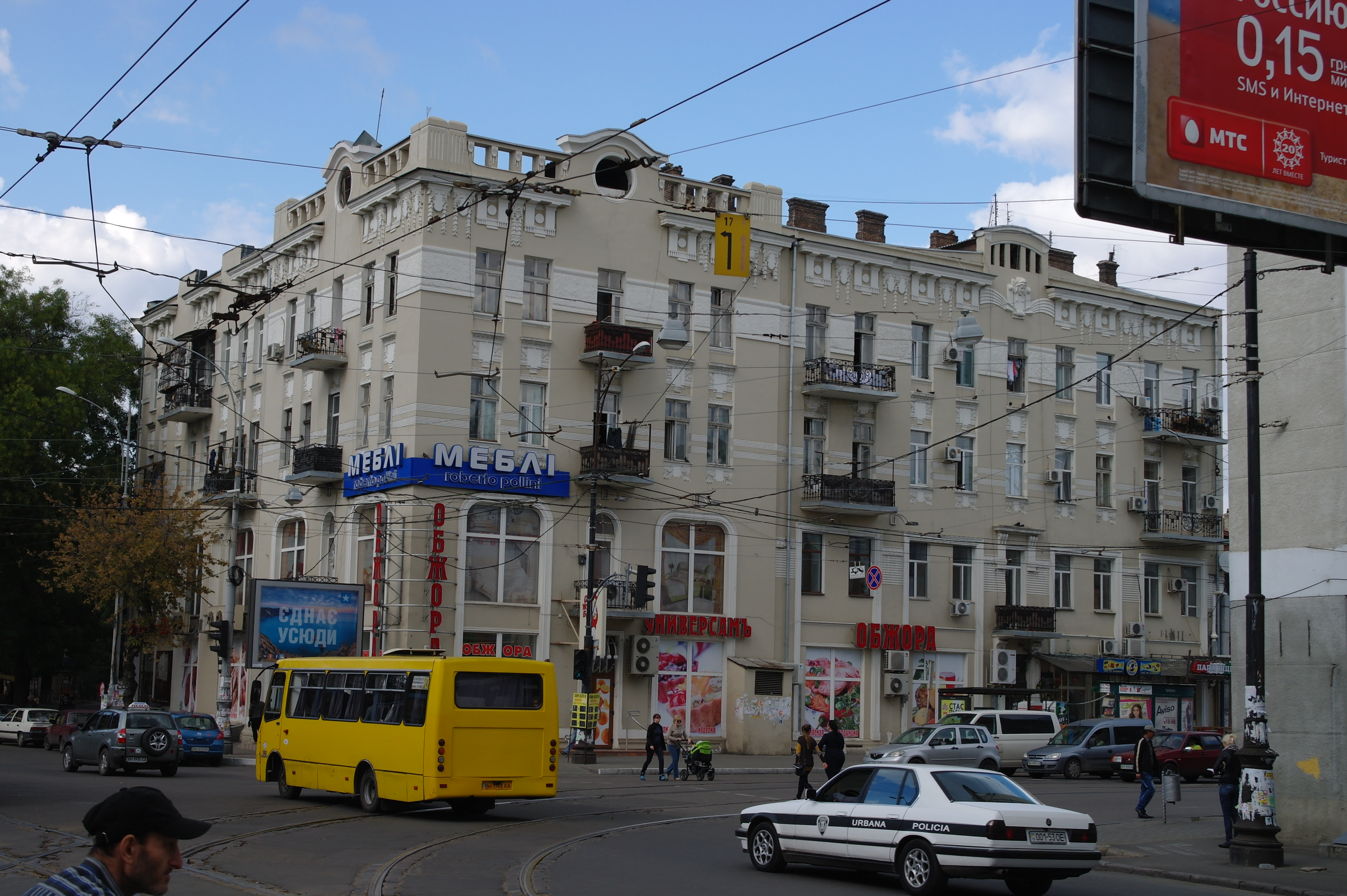
Старопортофранківська вул., 97. Будинок Пташникових (1908 р.)
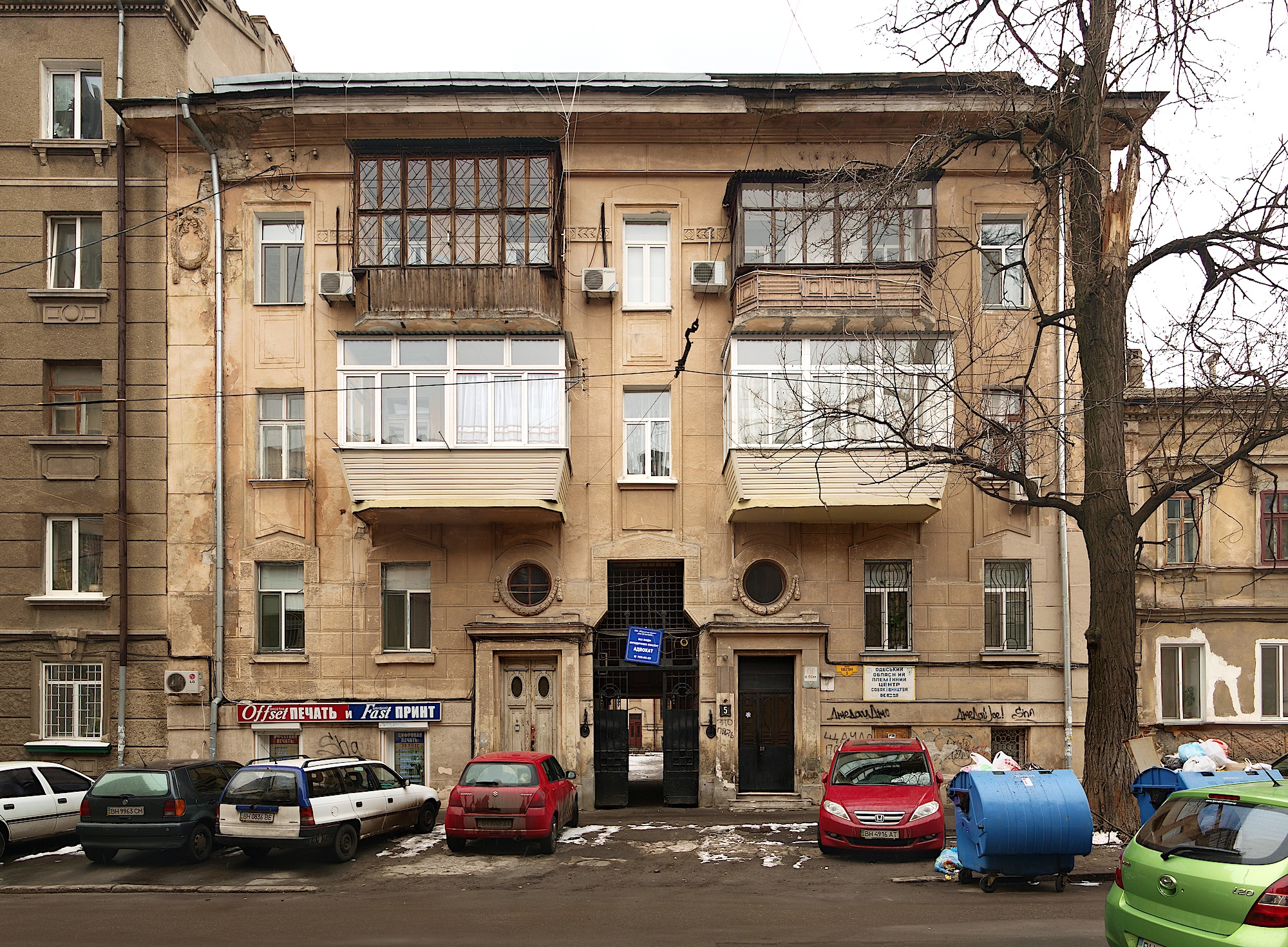
Канатний пров., 5. Будинок М. і Ф. Вселюбських (арх. Л. М. Чернігов, 1909 р. Флігелі, арх. Л. М. Чернігов, 1912 р.)
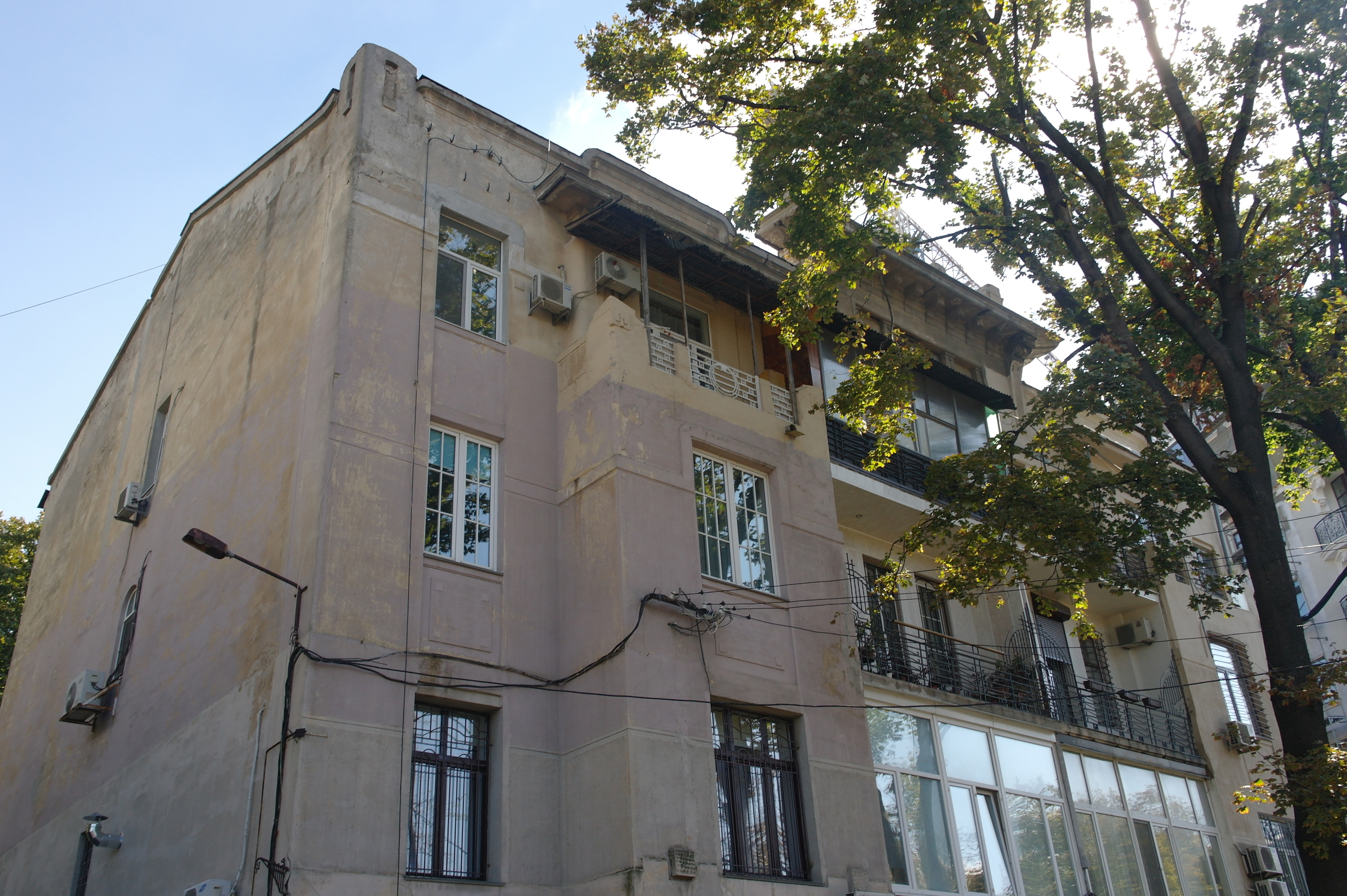
Французький бульв., 11б. Будинок Рабіновичів (арх. М. І. Лінецький, 1910 р.)
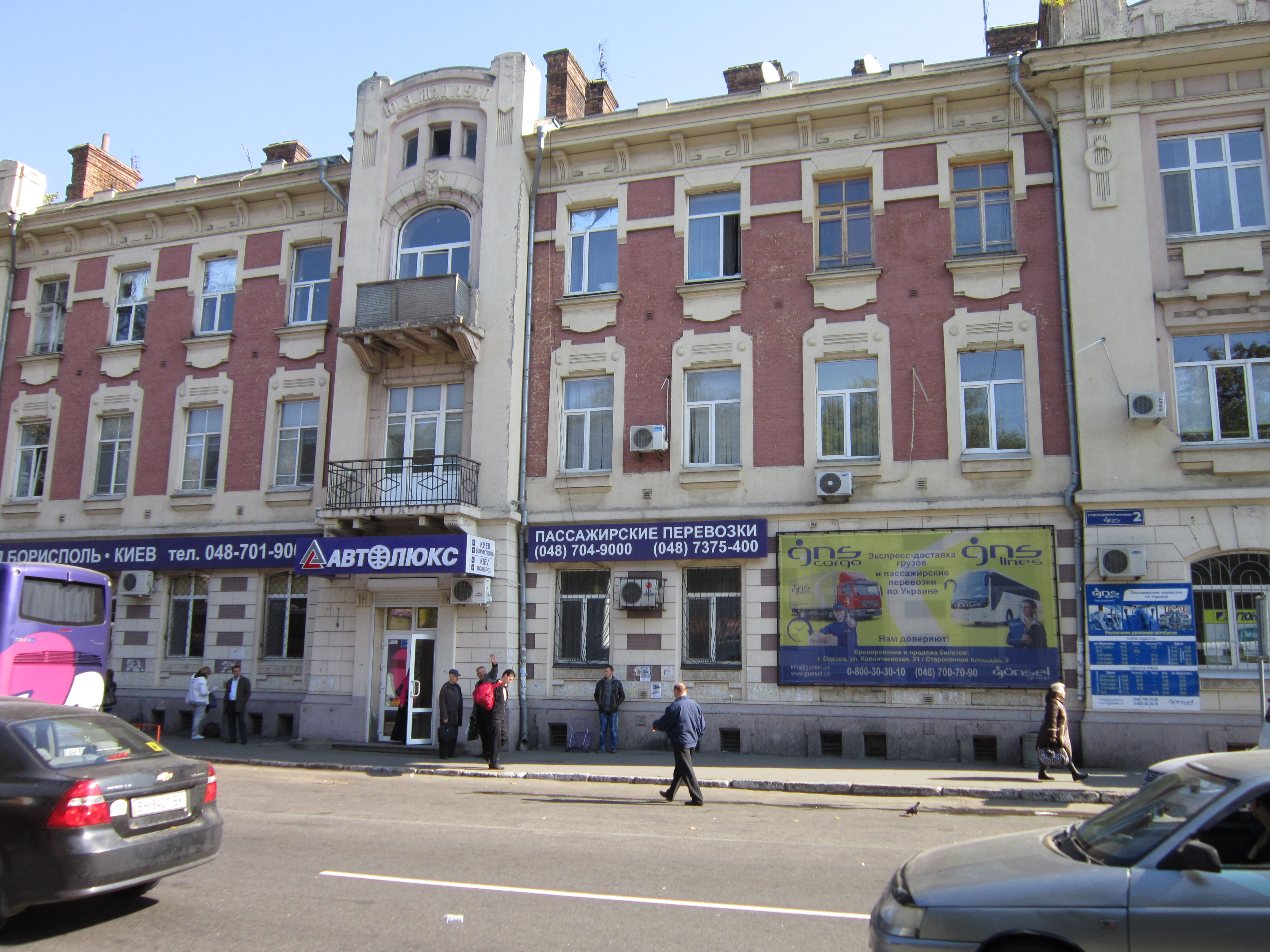
Старосінна пл., 2. Житловий будинок П. З. З. (1910 р.)
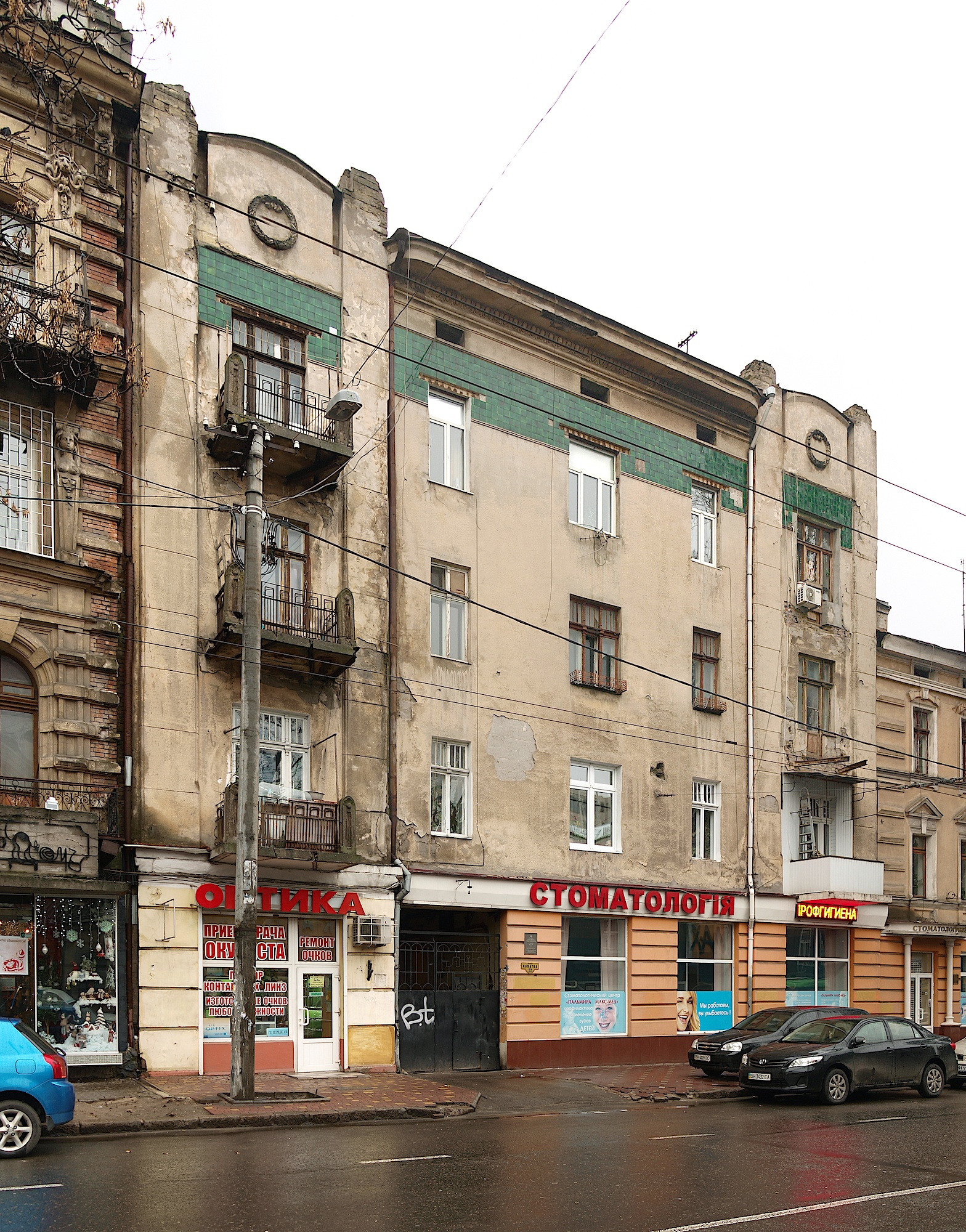
Вул. Канатна. Будинок Пікель (арх. А. І. Гольцвурм, 1910 р.)
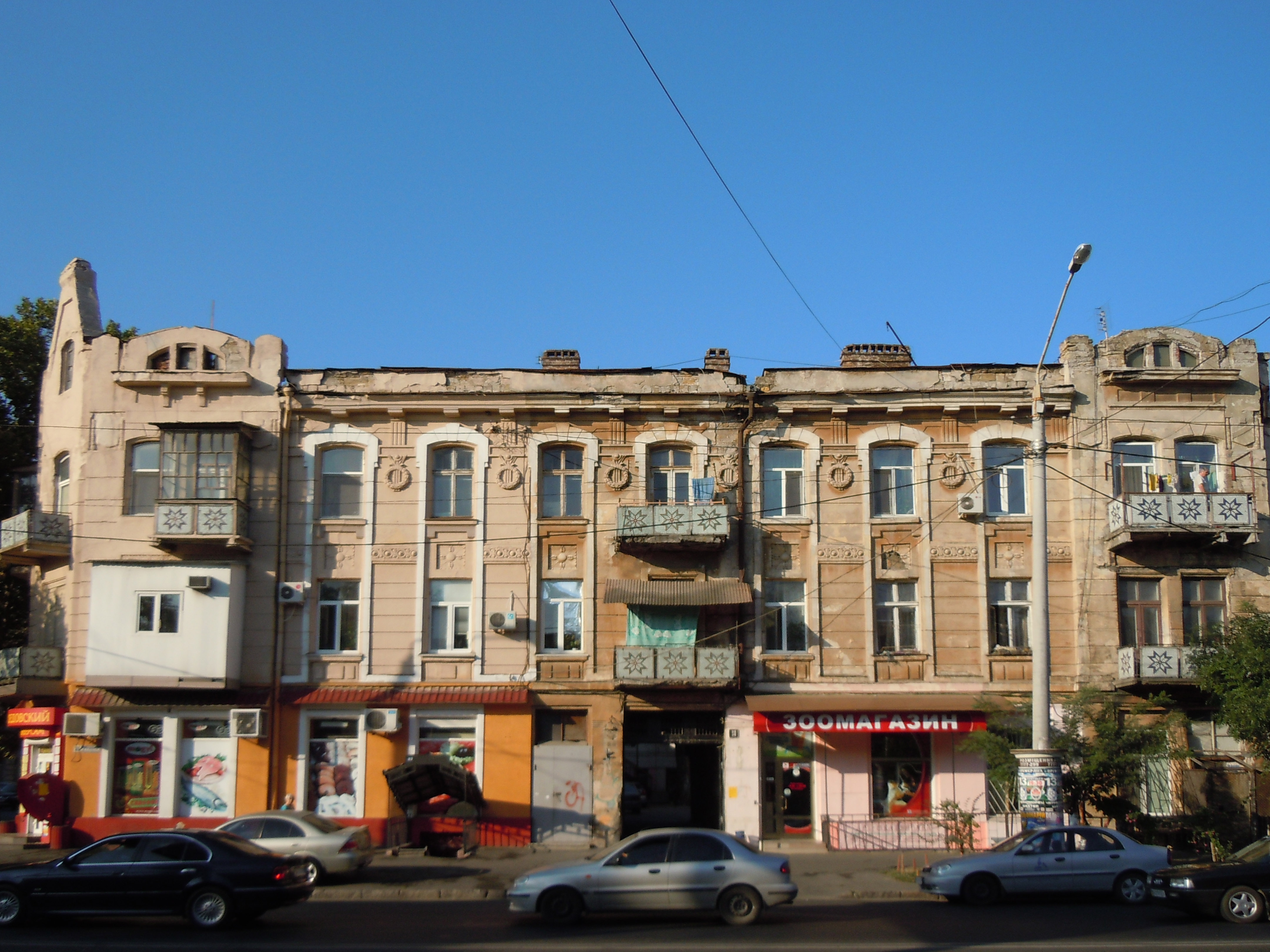
М'ясоєдовська вул., 30. Будинок спадкоємців О. М. Біргера (арх. Л. С. Шинкер, 1911 - 1912 рр.)
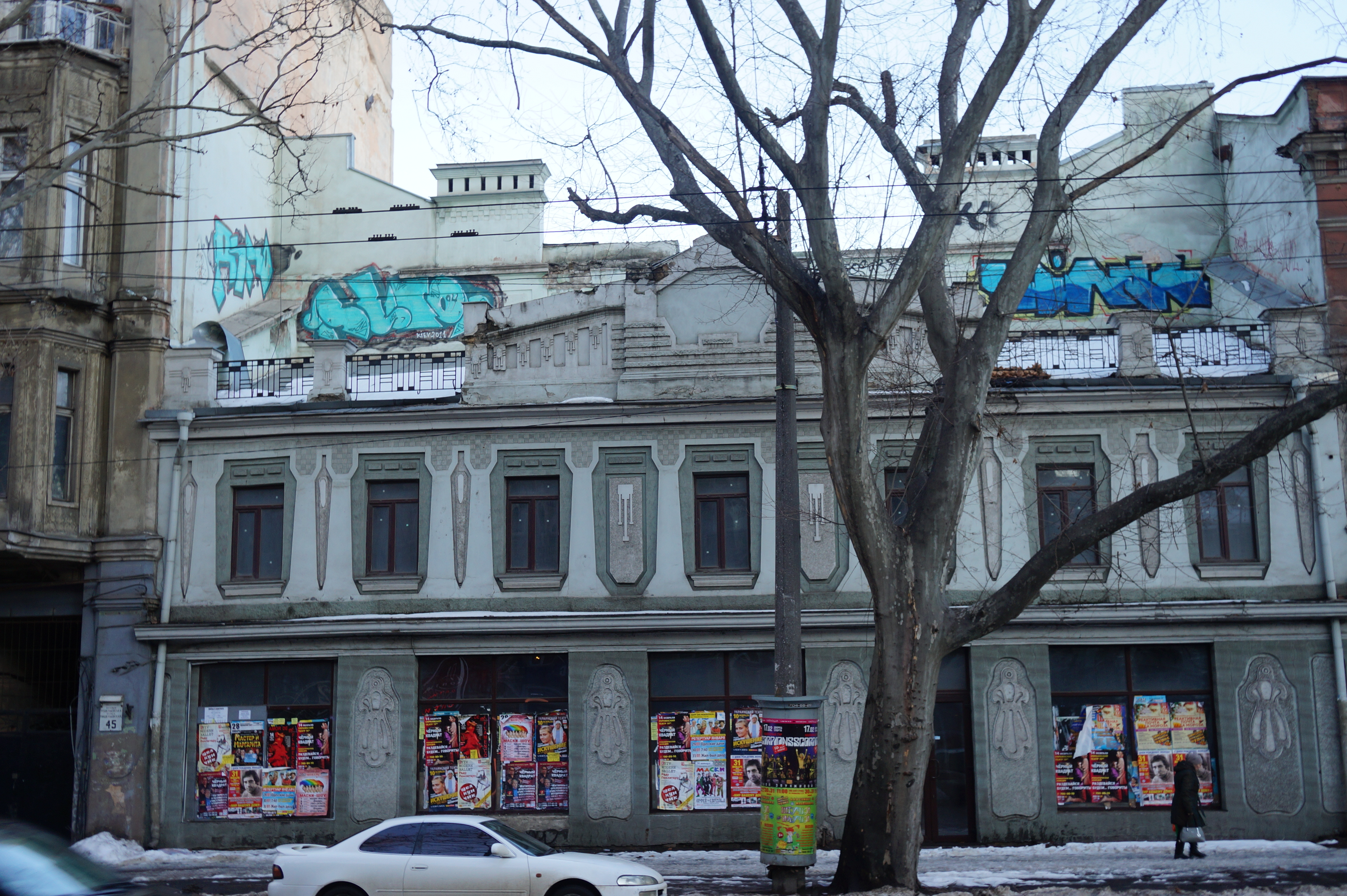
Рішельєвська вул., 45. Будинок, XIX ст. (Реконструкція у кінотеатр "Великий рішельєвський театр", арх. Ф. Е. Кюнер, 1913 р.)

## Ретроспективізм перед Першою світовою війною

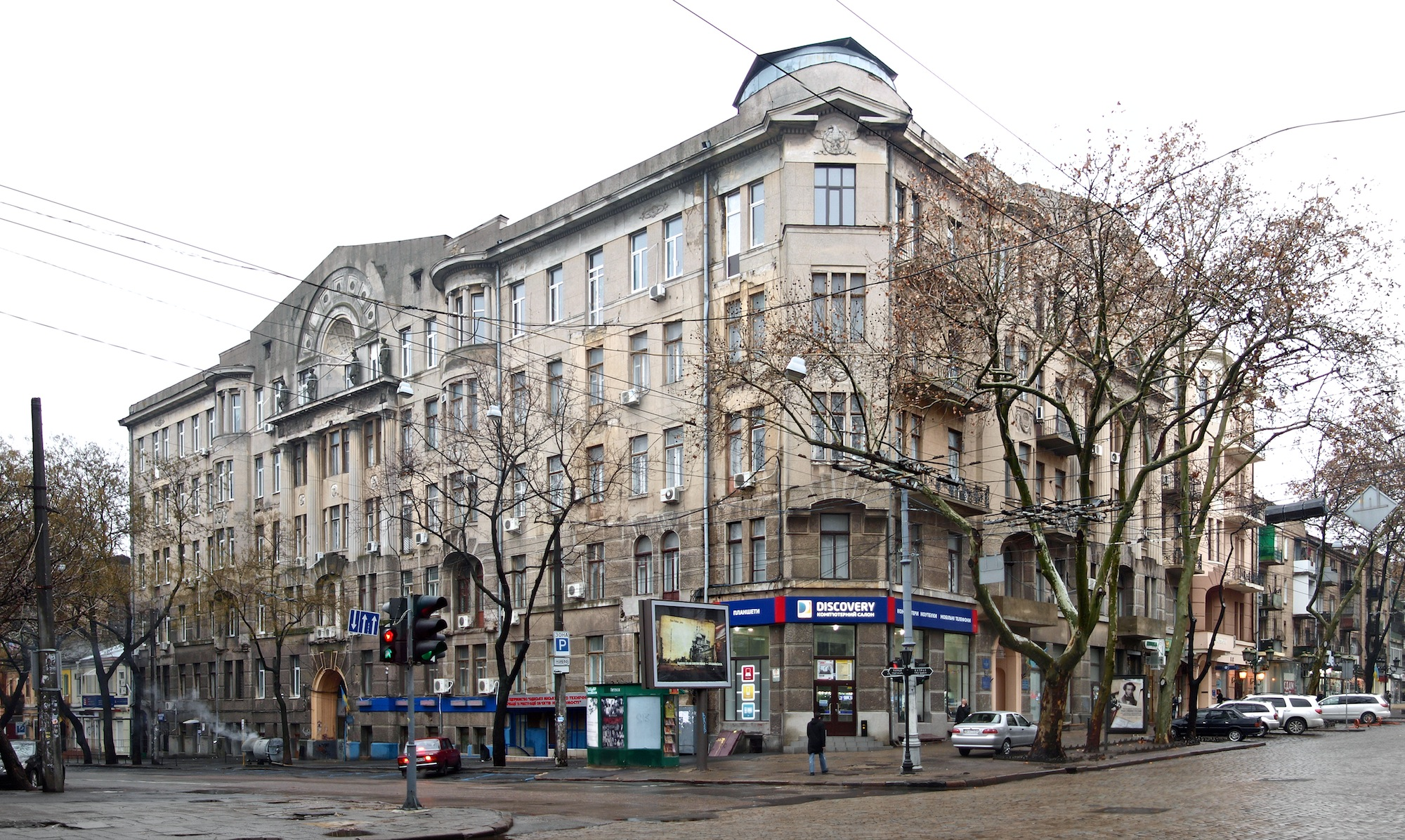
Будинок К. С. Асвадурова (автор невідомий, проєкт: 1913 р., будівництво: 1914 — ? рр.)

Наявність німецькомовних народів у складі населення міста сприяв швидкій появі німецького ретроспективізму на початку XX століття. Вже у 1901—1902 році інженер М. І. Сталь спорудив будинок Флоріана Скведера у Вагнеровському провулку. Споруда мала пласке схематичне оздоблення у дусі рококо, дах у дусі народної архітектури німецькомовних країн, що були увінчані бароковими ж шпилями.
У 1903 році архітектор Г. К. Шеврембрандт перебудував крамницю Пале-Роялю, що належала братам Лант'є у дусі необароко с характерним для німецькомовних країн дахом. У 1902—1903 році за проєктом невідомого архітектора у рисах архітектури балтійських країн було споруджено німецький клуб «Гармонія» у пров. Нечипуренка.
У 1904—1905 роках за проєктом В. І. Прохаски стара будівля Акційного товариства Одеського приватного ломбарду була надбудована третім та антресольним поверхами. Третій поверх, де імовірно містились операційна та виставкові зали мав високу стелю за рахунок чого будівля збільшилась майже у два рази. Фасади отримали надмонументальне оздоблення у стилі неоренесансу з притаманними Прохасці звеличеними масивними елементами. У 1910-му році буда надбудована частина будинку по Польській вулиці. В середині 1900-х роках за проєктами Прохаски був перебудований та побудований будинок М. М. Бліженського на вул. Новосельського та побудований будинок Соломос на Преображенській вул., 6.
У 1905 році на Маразліївській вулиці було споруджено будинок Менделевич, який мав фасад у дусі египтуизуючого стилю і інтер'єри у стилі модерну.
У 1906 році відповідно до останніх течій у німецькій архітектурі був споруджений особняк Лемме у пров. Віри Інбєр, 1. У тому же році у стилі неогреку був споруджений павільйон Комерційного зібрання на Гаванній вул., 4. Автором павільйону був відомий одеський неокласицист А. Д. Тодоров. Стеля павільйону була викладена керамічними кахлями. У 1908 році з кількох незначних споруд був облаштований двоповерховий будинок лікарні «Санітас», фасади якого було вирішено також у стилі неогрек. Первісний проєкт виконав архітектор А. Б. Мінкус, але будинок отримав зовсім інший фасад не притаманній Мінкусу, а нагляд за будівництвом здійснював Е. Я. Меснер, який міг бути автором кінцевого проєкту.
У 1909 році був затверджений проєкт одеського відділення Південного банку (згодом змінив назву на Російсько-Азіатський банк), який виконав С. С. Гальперсон. Будівництво було закінчено у 1911 році. Будинок має лише два поверхи, але високи поверхи та аттик сприяли більшої виразності, здається, що будівля має більші розміри, чим насправді. Фасад містить ордер, у цілому оздоблення характерно для неоренесансу. Фасад вкритий сірою цементною штукатуркою теплих тонів. У 1850-х роках було споруджено нову будівлю відділення держбанку у подібному до споруди 1911 року стилі і таким нині обидві бувілі нині утворюють єдиний комплекс.
Архітектор Л. М. Чернігов вже в середині 1900-х років змішував модерн з єгиптизуючим стилем. У 1910 для інженера Шестопала він побудував будинок, який мав вже не характерну для модерну монументальність, що була наближена у об'ємах до монументальності архітектури Єгипту. Масивні трапецоїдні фронтони, плаский декор, прямокутне східчасте облямування проїзду, що було більш притаманне міжвоєнній добі ар-деко — всі ці елементи мають гармонійну композицію. У 1910—1911 роках у стилі неокласицизму був перебудований будинок Шретера за проєктом В. М. Кабіольського за участі сина Шретера. Будинок отримав лаконічні і виразні форми, що були візитівкою Кабіольського.
У 1911—1916 роках ретроспективізм був головним стилем у архітектурі міста, причому деякі з архітекторів постійно працювали у якомусь з окремих різновидів ретроспективізму: Троупянський Ф. А., А. Б. Мінкус, А. С. Панпулов, М. І. Лінецький, В. М. Кабіольський, С. С. Гальперсон, Р. А. Радбіль — у суміши стилів неокласицизму, неоренесансу та необароко, Л. М. Чернігов у єгиптизуючому стилі і необароко. Ф. Л. Паппе, Е. Я. Меснер, М. Х. Скведер, В. І. Кундерт, Х. Л. Бельтейсбахер, В. І. Прохаска притримувались німецької школи ретроспективізму та похідних від неї школи балтійських країн.
З кожним роком проєкти споруд ставали все більш монументальними, ближче до 1914 року починають застосовувати ордери. Своєрідним апогеєм неокласичної архітектури у місті можна вважати п'ятиповерховий будинок К. С. Асвадурова проєкт якого був виконаний наприкінці 1913 року. Будинок має надмірно високі стелі, просторі сходові клітки з ліфтами, вітражами, дверми з барельєфами. Фасади, що виконані у непритаманних Одесі формах московського неокласицизму містять елементи зодчества давнього риму, гігантський ордер і спільно з тим оздоблення є достатньо площини. Просторі квартири будинку більше підходили для адміністративних потреб і з радянських часів у будинку розміщуються різноманітні установи. На жаль кутова ротонда на даху втрачена.
Прогресивною є будівля одеського відділення Азовсько-Донського банку на Рішельєвській, 10, проєкт якого був виконаний А. Б. Мінкусом, а залізобетоні конструкції В. І. Кундертом. Чисті лінії, призматичні форми та стрічкове вікно службових сходів наближають споруду до архітектури модернізму. Лаконічність неокласичного оздоблення робить акцент на просторовому рішенні. Операційна зала міститься у окремому об'ємі на подвір'ї із входом через основний об'єм з боку Ріщельєвської вулиці. Також перший поверх будинку призначався для торгових приміщень.
Наближеним до форм модернізму є і будинок інженера І. А. Маргуліса (арх. Ф. Л. Паппе, 1912—1913 рр.) ретроспективне необарокове і неокласичне оздоблення якого розташоване дуже локально і уступає грі об'ємів. Даний будинок мав найбільшу кількість поверхів, шість у нижній частині — цей рекорд не був побитий до 1960-х років. У внутрішньому оздоблення використовувалась кахля для стін і барельєфи. Будинок обладнаний ліфтом, збереглись первісні двері до ліфтової шахти.
У схематичних неокласичних формах, але модерністичними по суті є споруди для АО Одеського приватного ломбарду, що виконав В. І. Зуєв у 1910-х роках на вул. Чорноморського козацтва, 45 (1913 р.) і Тираспольській, 26.
У 1910-х роках за проєктами Ф. А. Троупянського і А. Б. Мінкуса було виконано декілька корпусів у стилі неокласицизму з елементами модерну. У 1913 році у формах німецької архітектури було зведено новий корпус Євангелійської лікарні (арх. В. Бортневський, М. Х. Скведер, нагляд: Ф. П. Нестурх) який практично не мав оздоблення, але мав дуже виразний силует завдяки бароковому даху (не зберігся). У 1913 році за проєктом Ю. М. Дмитренко і І. А. Розенфельда було споруджено міську амбулаторію на Великому Фонтані (коштами Бродської).
Курортні споруди Одеси цих часів не були значними, звичайно це були приватні пансіонати у два поверхи з невеликою кількістю приміщень. Масштабом відрізнявся лише комплекс Лермонтовського курорту у Лермонтовському провулку. Житловий корпус (вілла-пансіон) курорту уявляла собою чотириповерховий будинок з репрезентативними сходами.
У 1913—1914 роках був споруджений будинок грецького товариства «Омонія» (арх. М. І. Лінецький). Незважаючи на наявність сміжного будинку Анатра, що було виконано тим же архітектором у бароково-класичних формах, будинок клубу було виконано у стилі неогрек. 3,5 поверхова споруда не мала подвір'я у наслідок малих розмірів ділянки, концертна зала розміщена на другому поверсі. Об'єм будинку у цілому достатньо модерністичний, конструктивні особливості домінують над оздобленням.
Кількість нових комерційних будинків к 1910-х роках не була значною, у 1913 році на Рішельєвській вулиці у формах німецького необароко була споруджена крамниця лінолєумного заводу товариства «Вікандер і Ларсон», два неокласичні двоповерхові магазини Римсько-Католицької церкви (арх. Ф. А. Троупянський) та перебудований із влаштуванням чотириповерхового з мансардою об'єму універмагу Я. А. Гальперіна (ар. Ф. А. Троупянський, 1912—1913 р.). Комплекс складається з двох споруд, що у наслідок особливості ділянки з'єднані критим переходом. Фасадна будівля виконана у стилі німецького ретоспективізму, кількість оздоблення дуже мала і головною рисою будинку є бароковий щипець, який формує силует споруди. Дворовий корпус не має фасадного оздоблення і уявляє собою атріум з ліхтарем на даху.
Промислові споруди у місті представлені деякими збереженими корпусами. Тютюнова фабрика братів Тарнополь (арх. А. Б. Мінкус, 1911—1912 рр.) в кінці Комітетьскої вулиці має Ш подібний план і має цілком конструктивний вигляд, який міг бути наслідком радянських реконструкцій. Вкрай монументальним був корпус тютюнової фабрики Попова на розі Пушкінської та Малої Арнаутської вулиць, що виходив фасадами на лінію забудови і оздобленням не поступався житловим будинкам тих часів. Корпус був зруйнований під час другої світової війни. У 1913 році та пізніше на Водопровідній вулиці у дусі необароко були зведені корпуси акційного товариства «Російських чорноморських канатних заводів» (арх. Х. Л. Бейтельсбахер"). Цікавим є комплекс будівель меблевої фабрики «Зур і Кайзер» (1910 р.), кутовий конторський корпус має дуже схематичне оздоблення (німецька архітектура) і у цілому ближче до модернізму. Корпус по вул. В. Чорновола має більш виразне ретроспективне оздоблення і можливо призначався для розміщення виробництва.
У 1910-х роках найбільш коштовні будинки зводились у п'ять поверхів, у конструкції використовувався залізобетон, нижні поверхи для міцності зводили не з каменю, а цегли. У оздобленні мармурові плити поступилися пірогранітній кахлі. Деякі чотири- і п'ятиповерхові будинки обладнувались ліфтами. Три будинки малі прості фризи з кахлі. У якості фасадної штукатурки використовувались різноманітні складові (суміші) на основі цементу (Терранова, Теразіт та інші). Вплив на використання залізобетонних каркасних конструкції вплинула діяльність архітектора В. І. Кундерта, який запатентував власну систему залізобетонних конструкцій, яка використовувалась при будівництві як промислових, так і житлових будинків.
Міське (муніципальне) будівництво у 1910-х роках було незначним. Зводились невеличкі корпуси початкових училищ, у 1912 році почалося будівництво чергового корпусу Павлівських дешевих квартир (арх. Е. Я. Меснер, 1912—1913 рр.), Фруктового пасажу, яєчного та курячого рядів (арх. Ф. П. Нестурх, 1912—1913 рр.). У 1914 році міське будівництво практично було відсутнім, проте державним коштом почалося будівництво одеського відділення Селянського банку і з'їзду Мирових суддів.

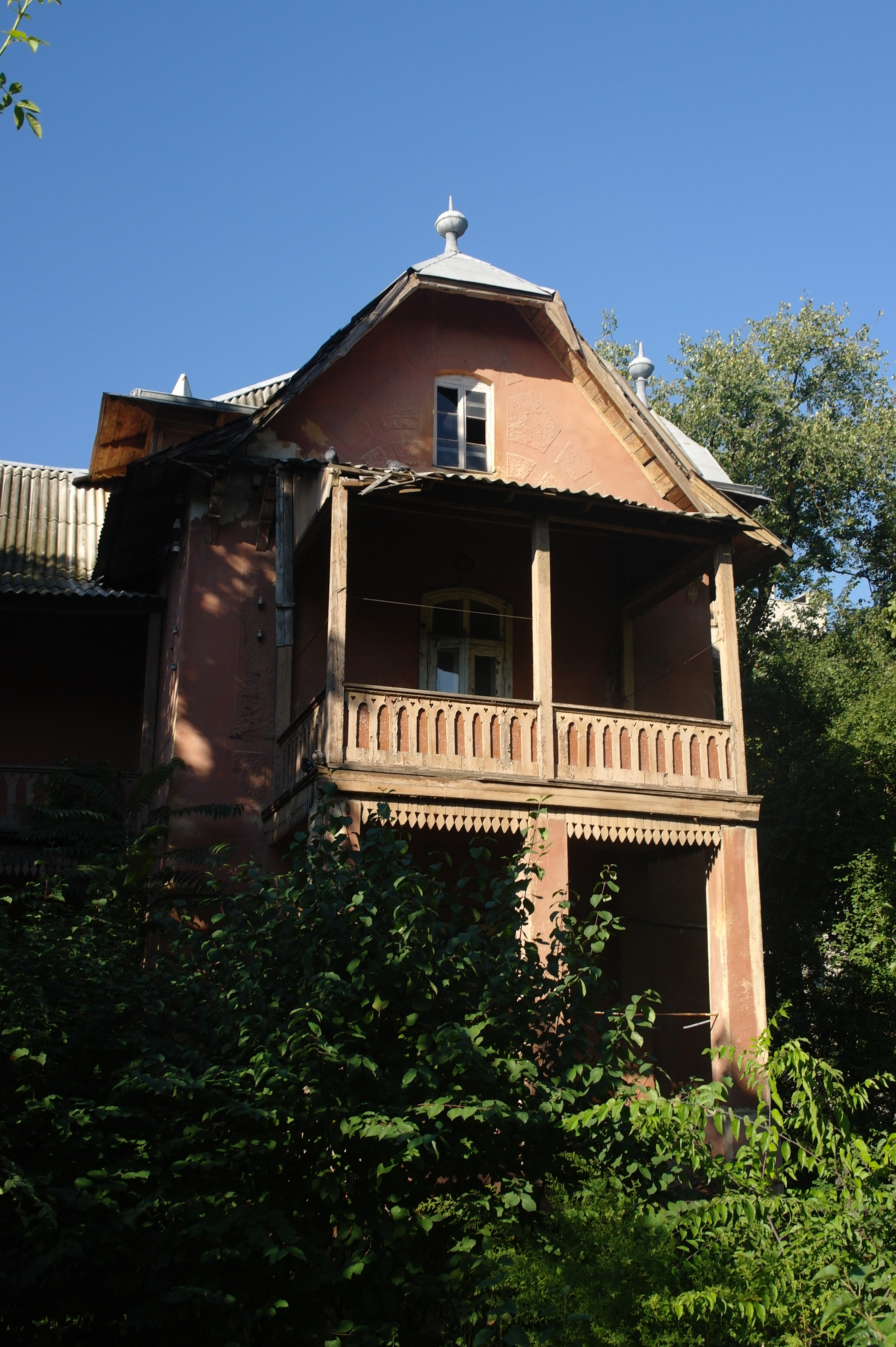
Французький бульв., 42. Корпус міського санаторію, поч. XX ст.
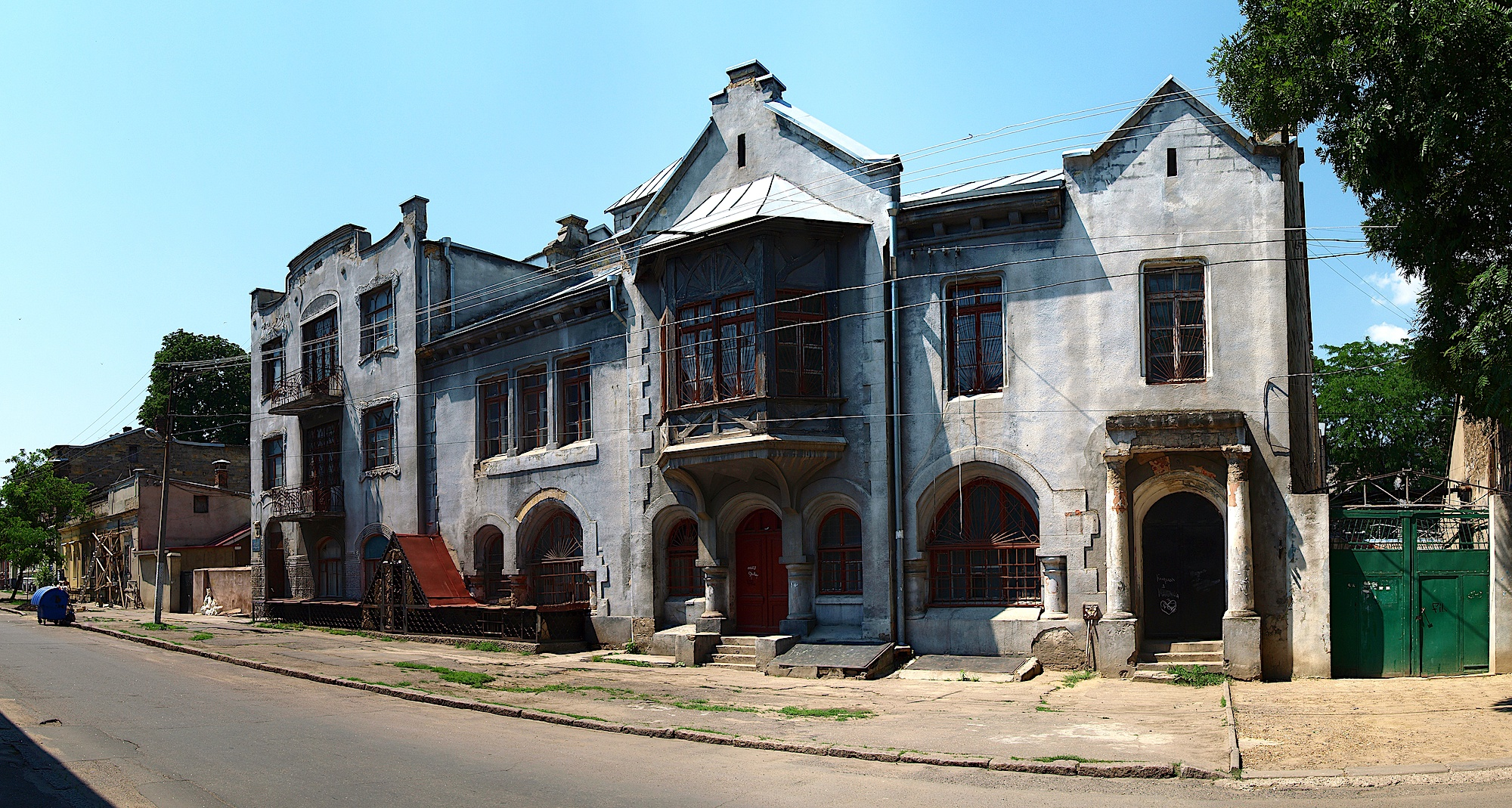
Пічний завод В. Я. Мюльнера (1891 р., Реконструкція: арх. Б. Ройтенберг, 1900 р. Перевлаштування під житло: 1913 р.)
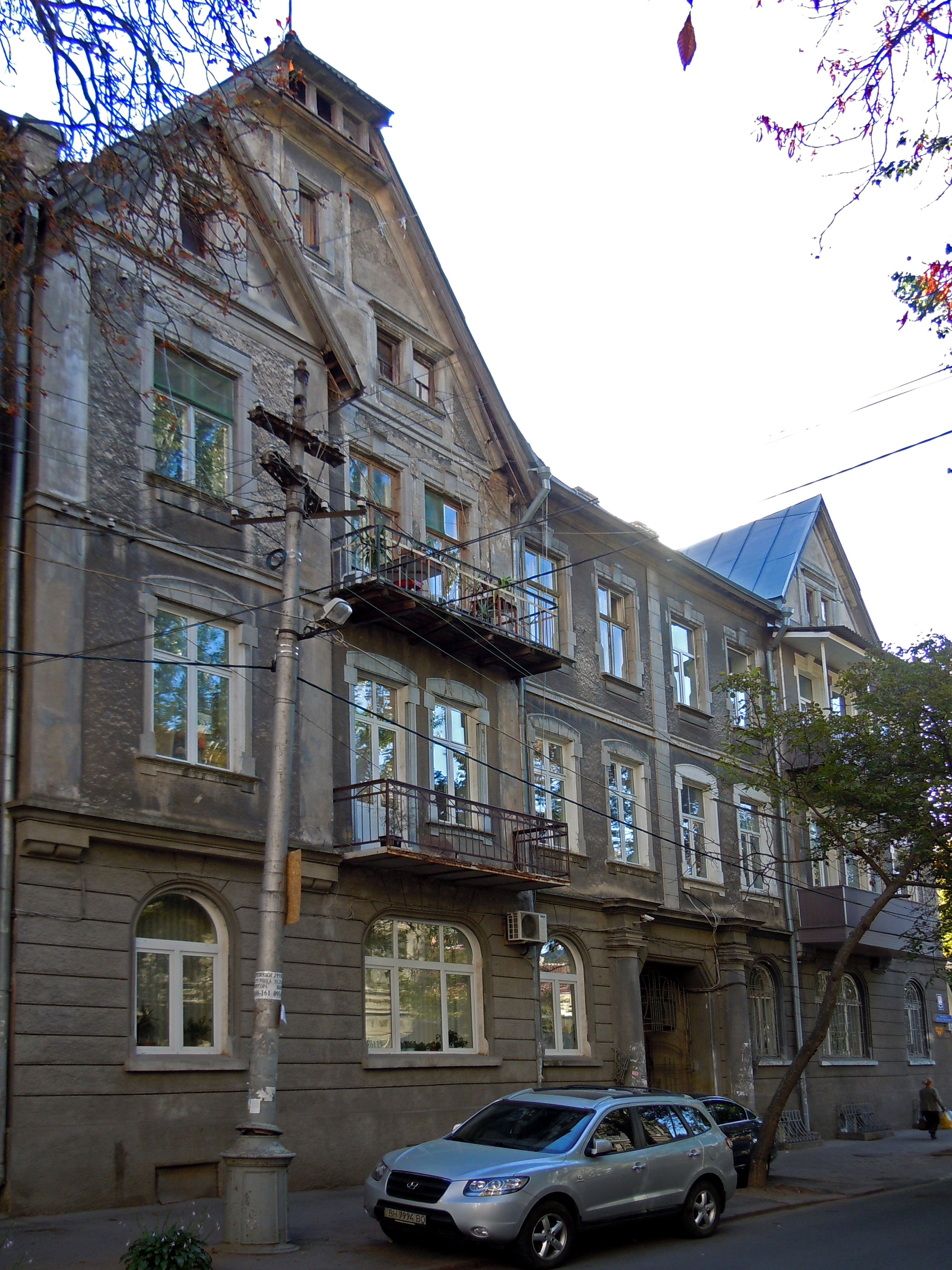
Будинок Ф. Скведера (нагляд: М. І. Сталь, 1901 - 1902 рр.)
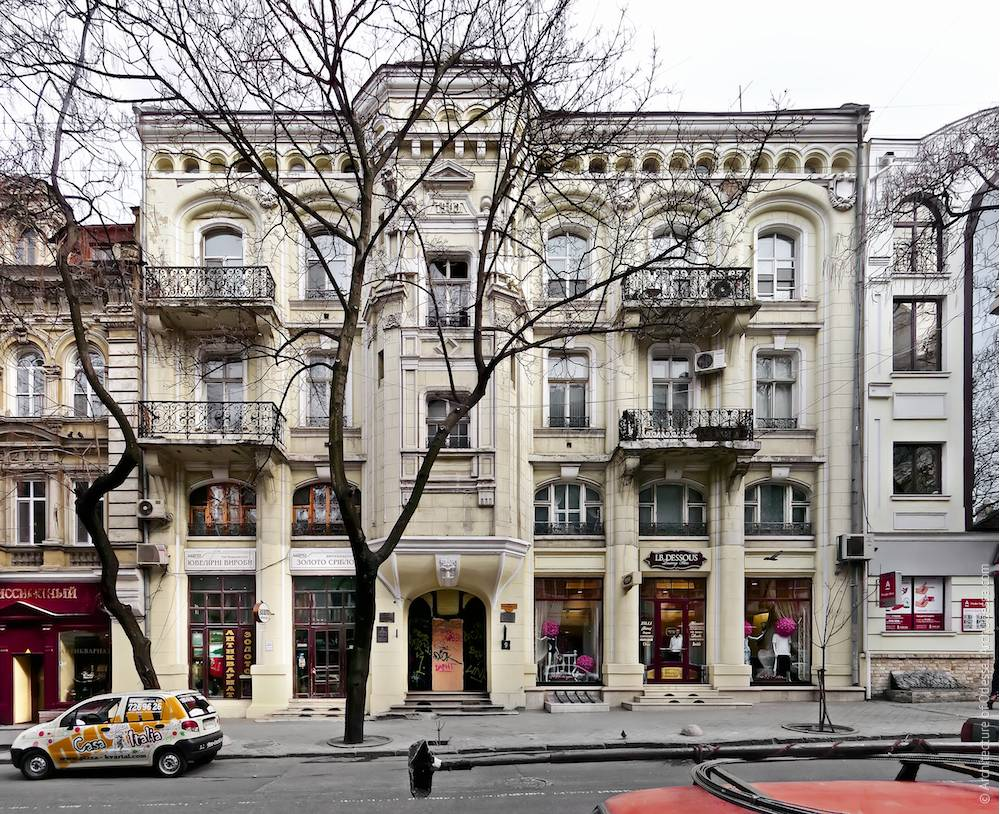
Будинок братів Лант'є (реконструкція: арх. Г. К. Шеврембрандт, 1903 р.)
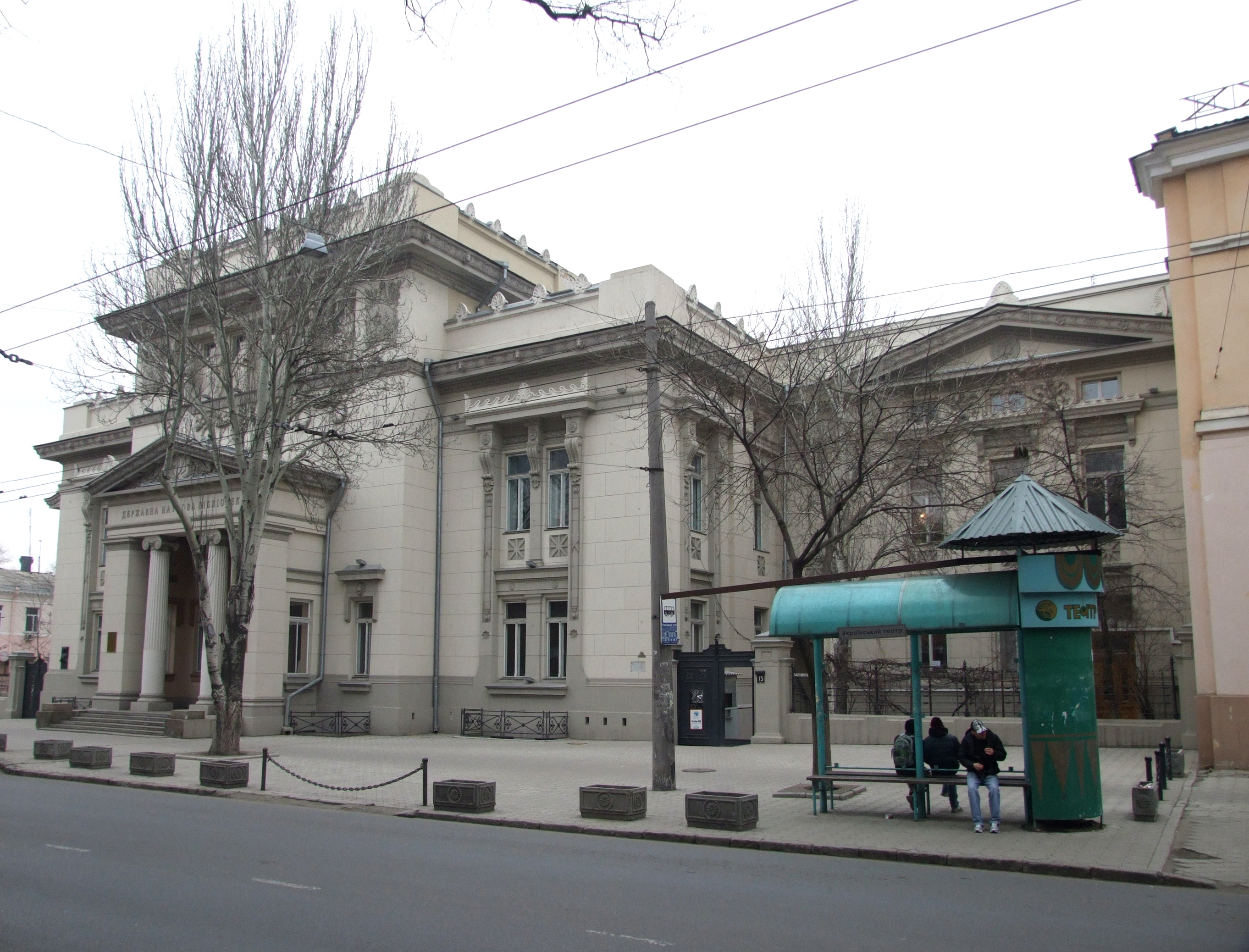
Міська публічна бібліотека (арх. Ф. П. Нестурх, нагляд: О. І. Бернардацці, 1904 - 1907 рр.)
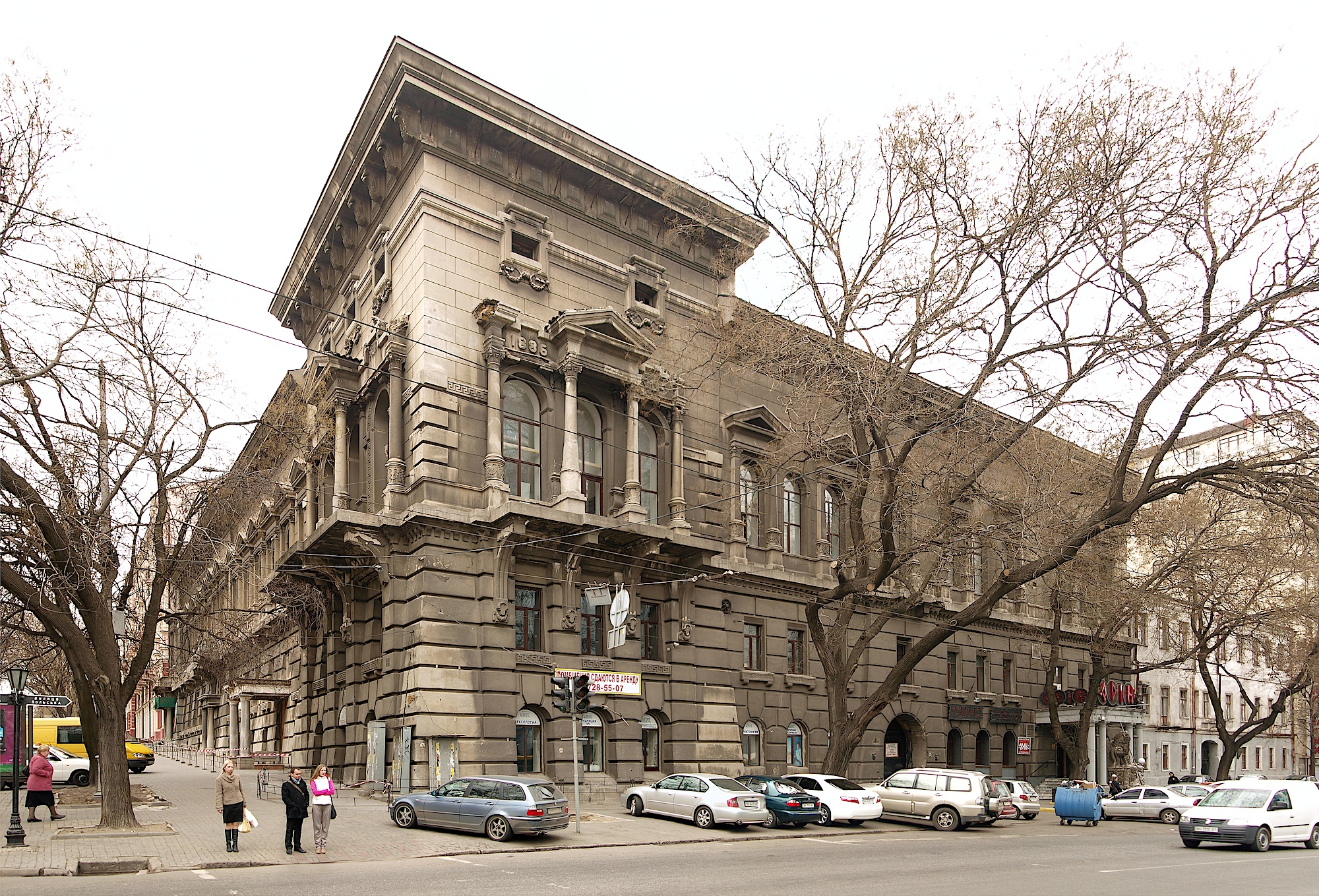
вул. Качинського, 12. Головне відділення Одеського приватного ломбарду (Реконструкція та надбудова будинку XIX ст.: арх. В. І. Прохаска, 1904 - 1905 рр. Надбудова з боку вул. Качинського, 1910 р.)
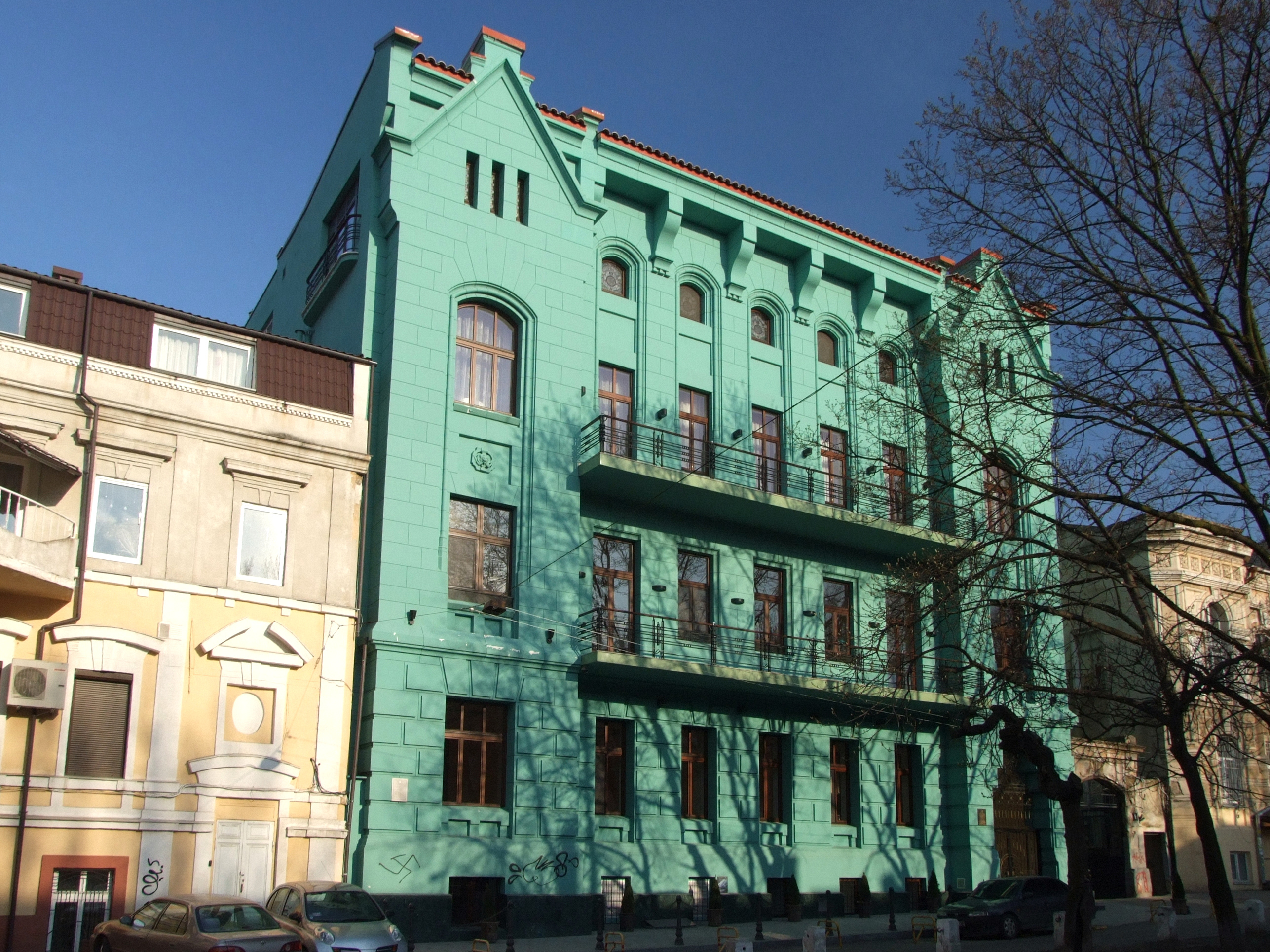
Преображенська, 4. Будинок Соломос (арх. В. І. Прохаска, 1905 р.)
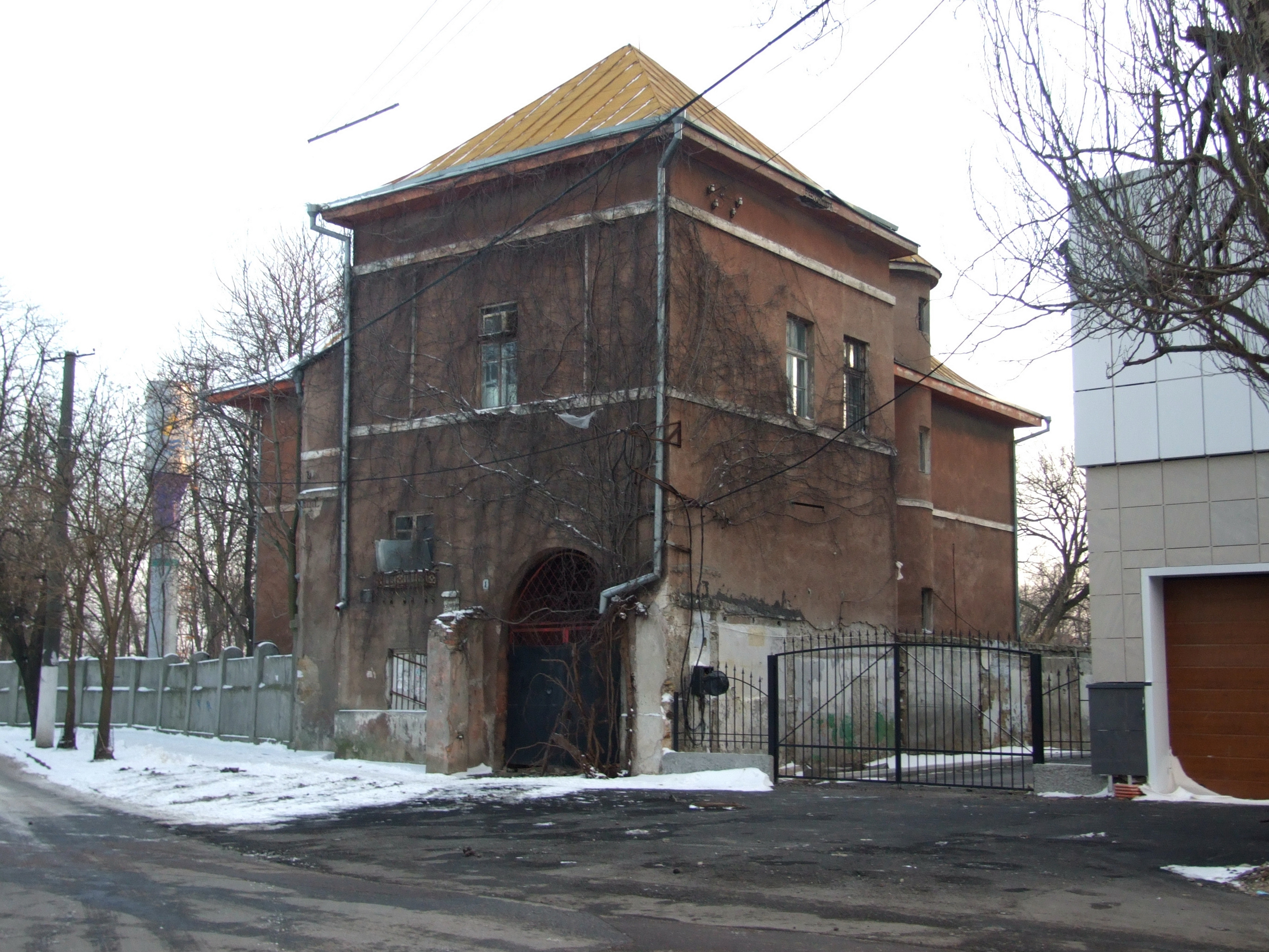
пров. Віри Інбер, 1. Особняк К. Ю. Лемме (арх. П. У. Клейн, нагляд: Е. Я. Меснер, 1906 - ? рр.)
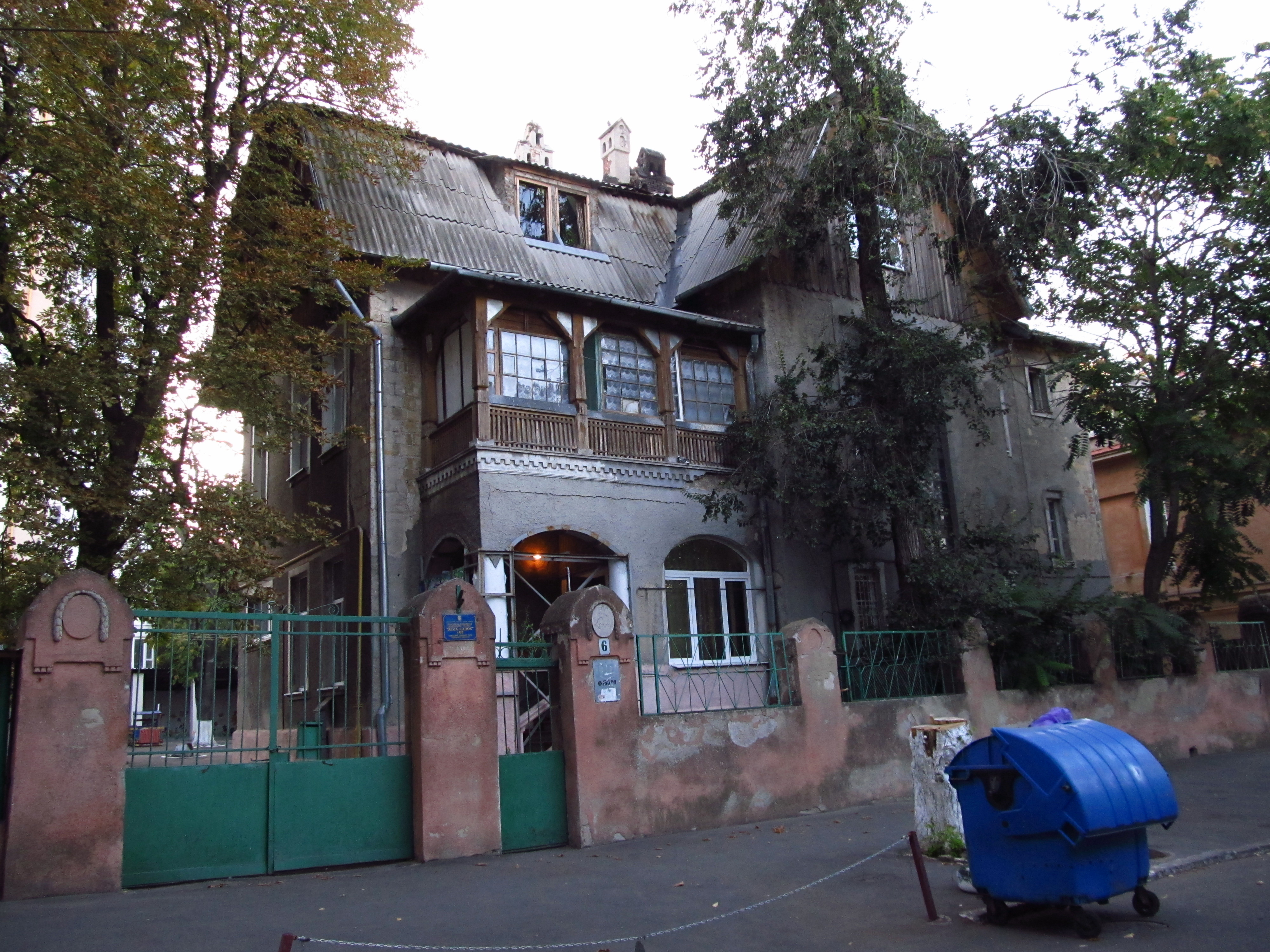
Особняк Ю. Ю. Лемме (1908 - 1909 рр.)
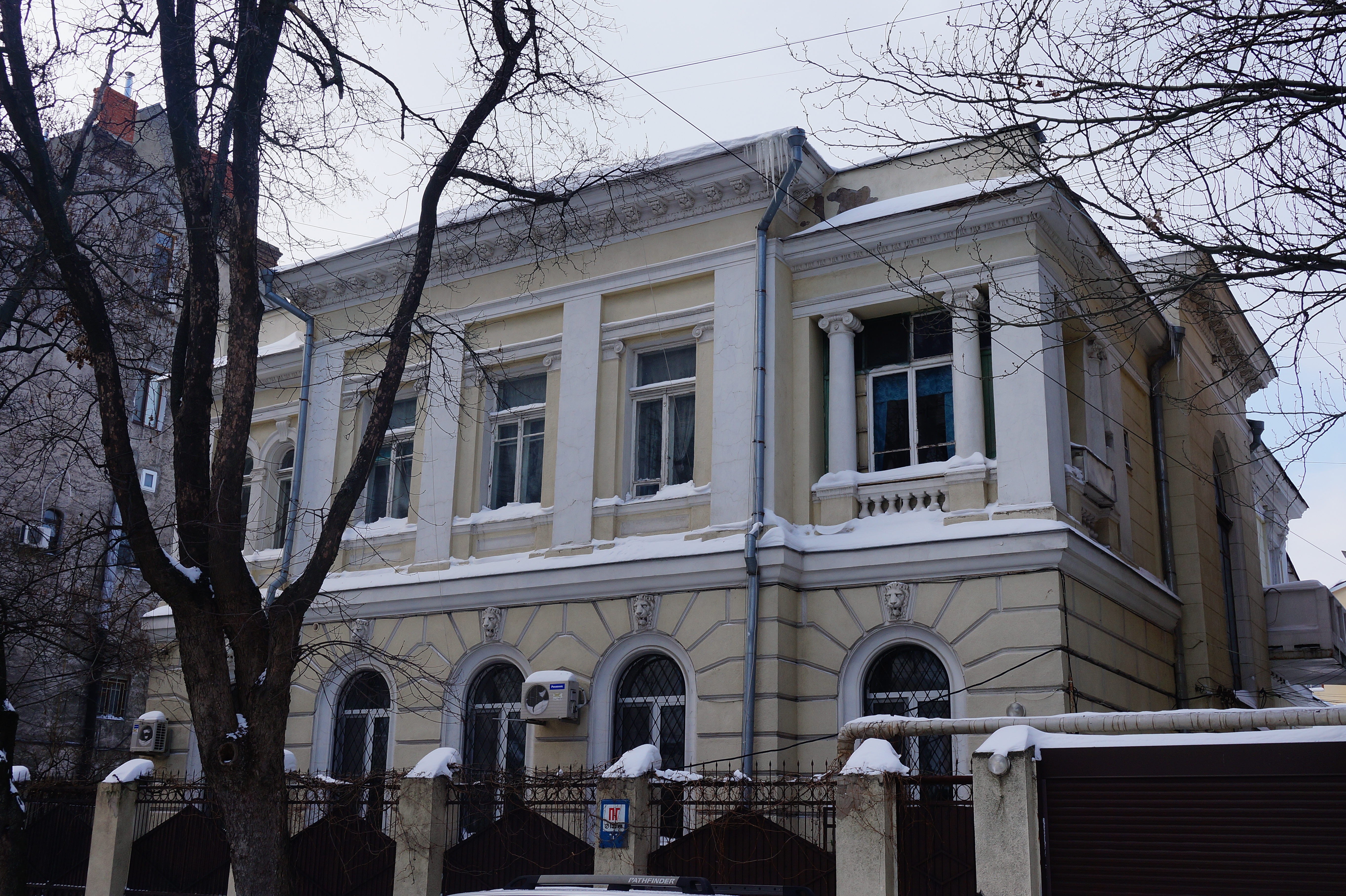
Ясна вул., 8. Особняк Г. Л. Сабо (1909 р.)
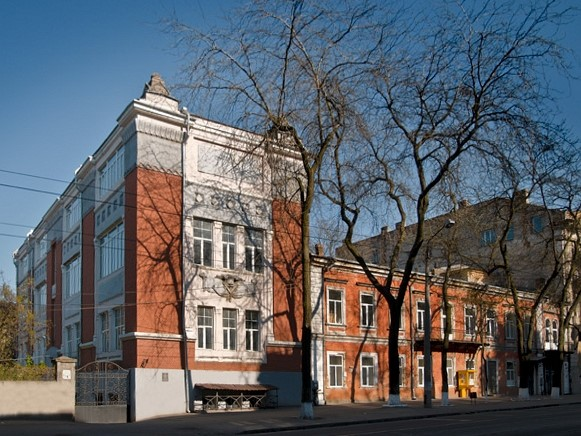
Майстерні рисувальної школи Одеського товариства красних мистецтв (арх. П. У. Клейн, нагляд: Я. М. Пономаренко, 1909 - ? рр.)
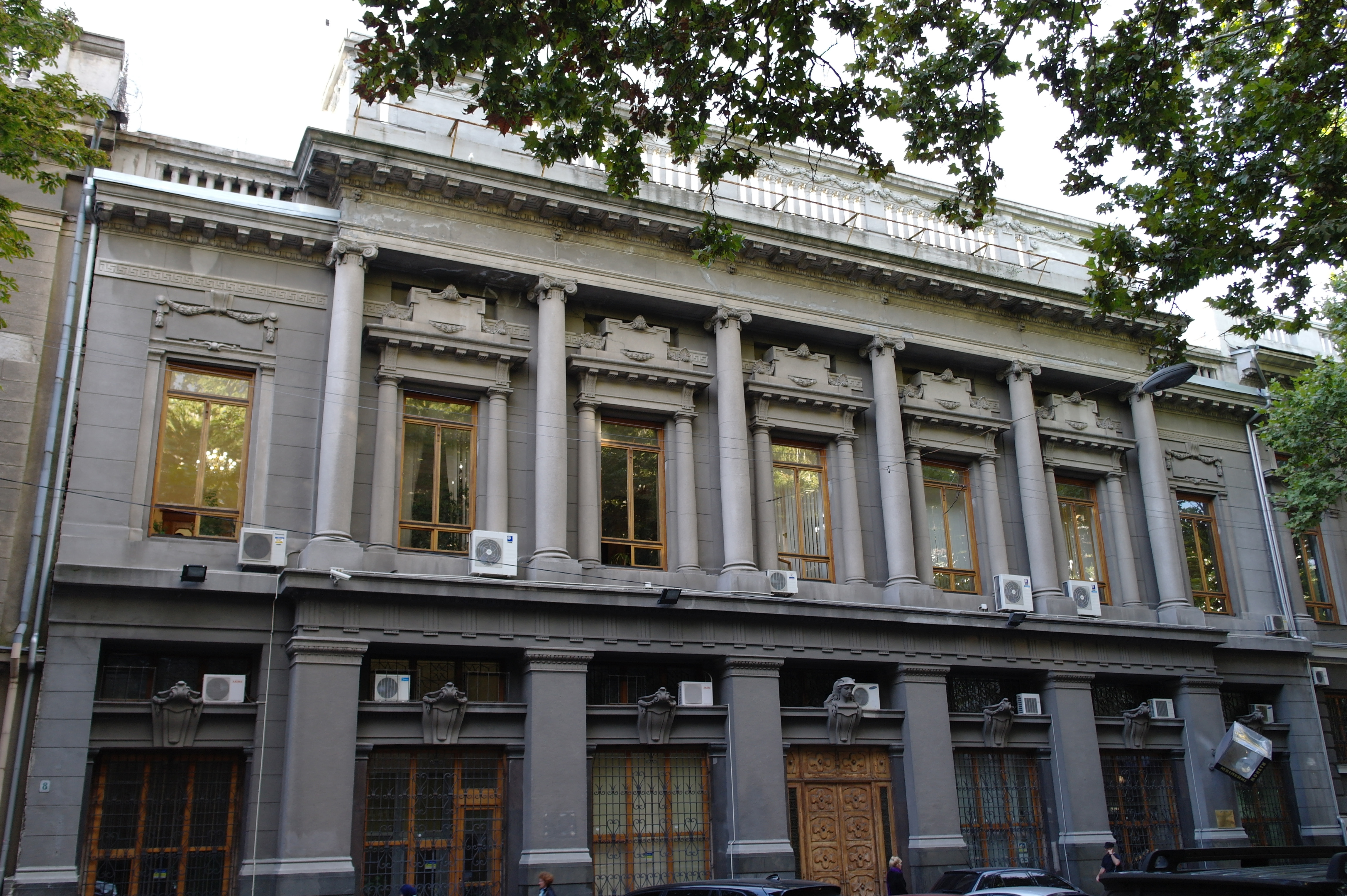
Будівля Азовського-Донського банку (арх. С. С. Гальперсон, 1909 - 1911 рр.)
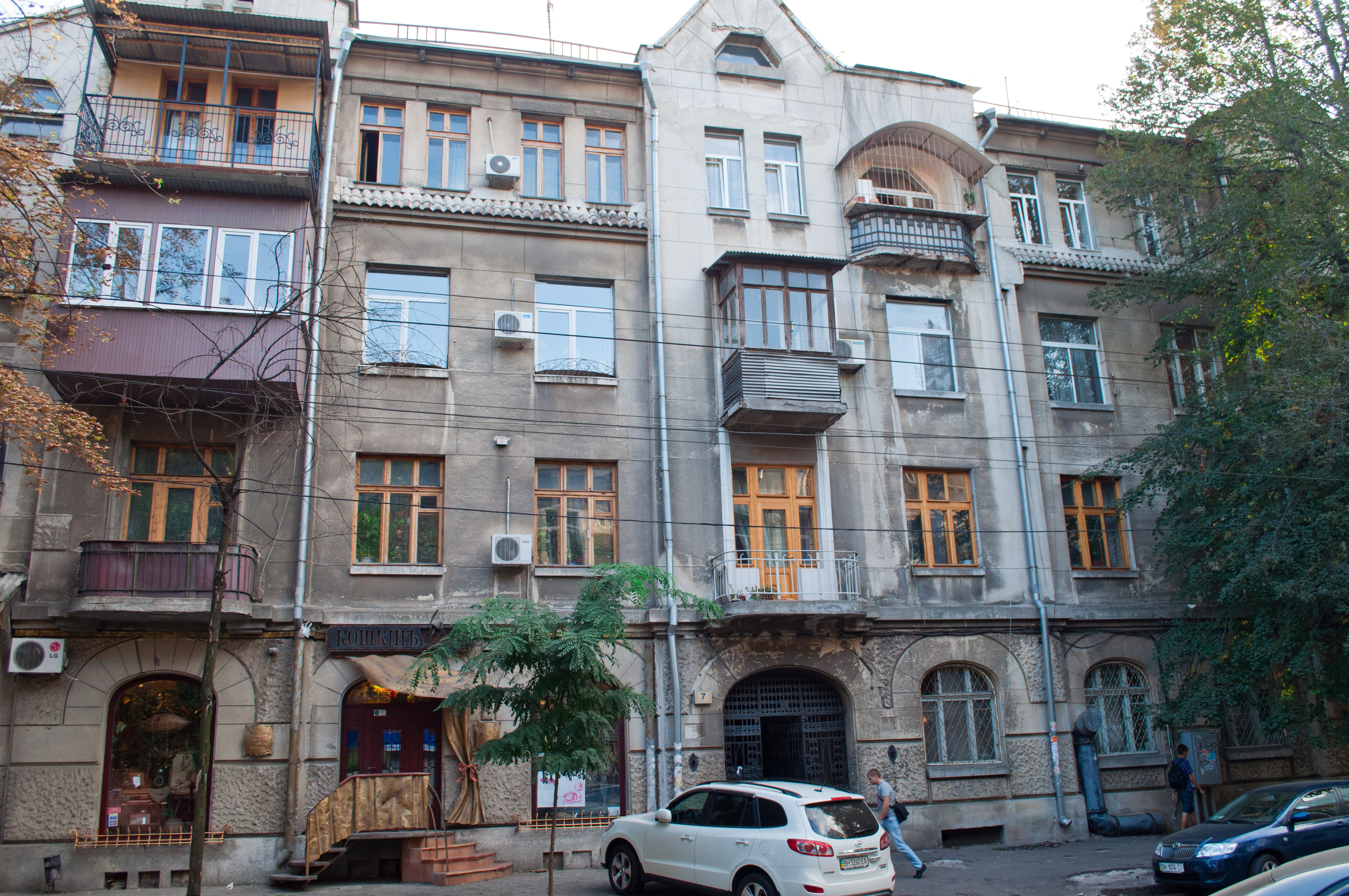
Пантелеймонівська вул., 7. Будинок Вітт (арх. А. М. Клепінін, проєкт 1910 р. Будівництво: 1911 р.)
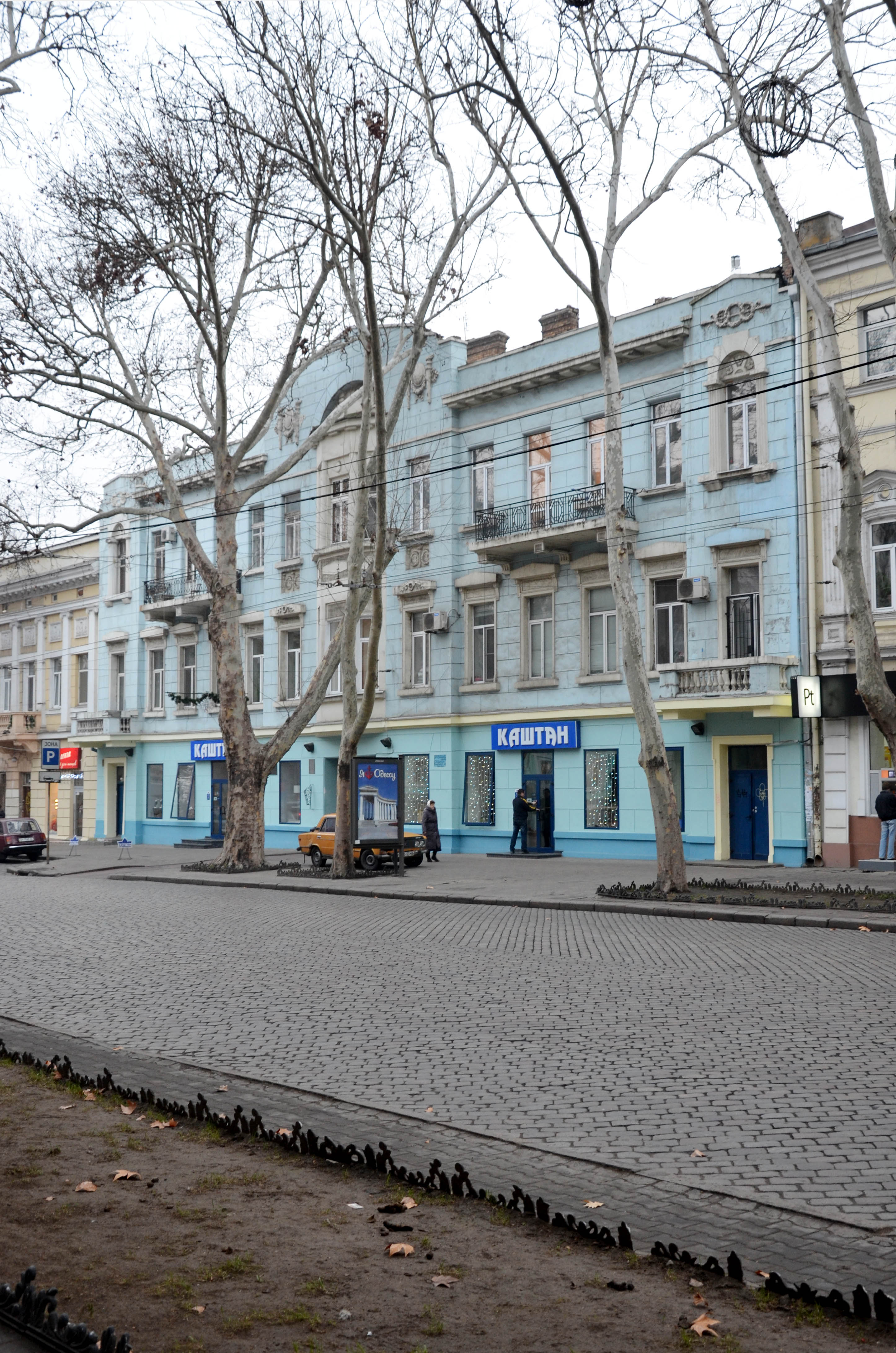
Будинок Шретера (арх. В. М. Кабіольський, 1910 - 1911 рр.)
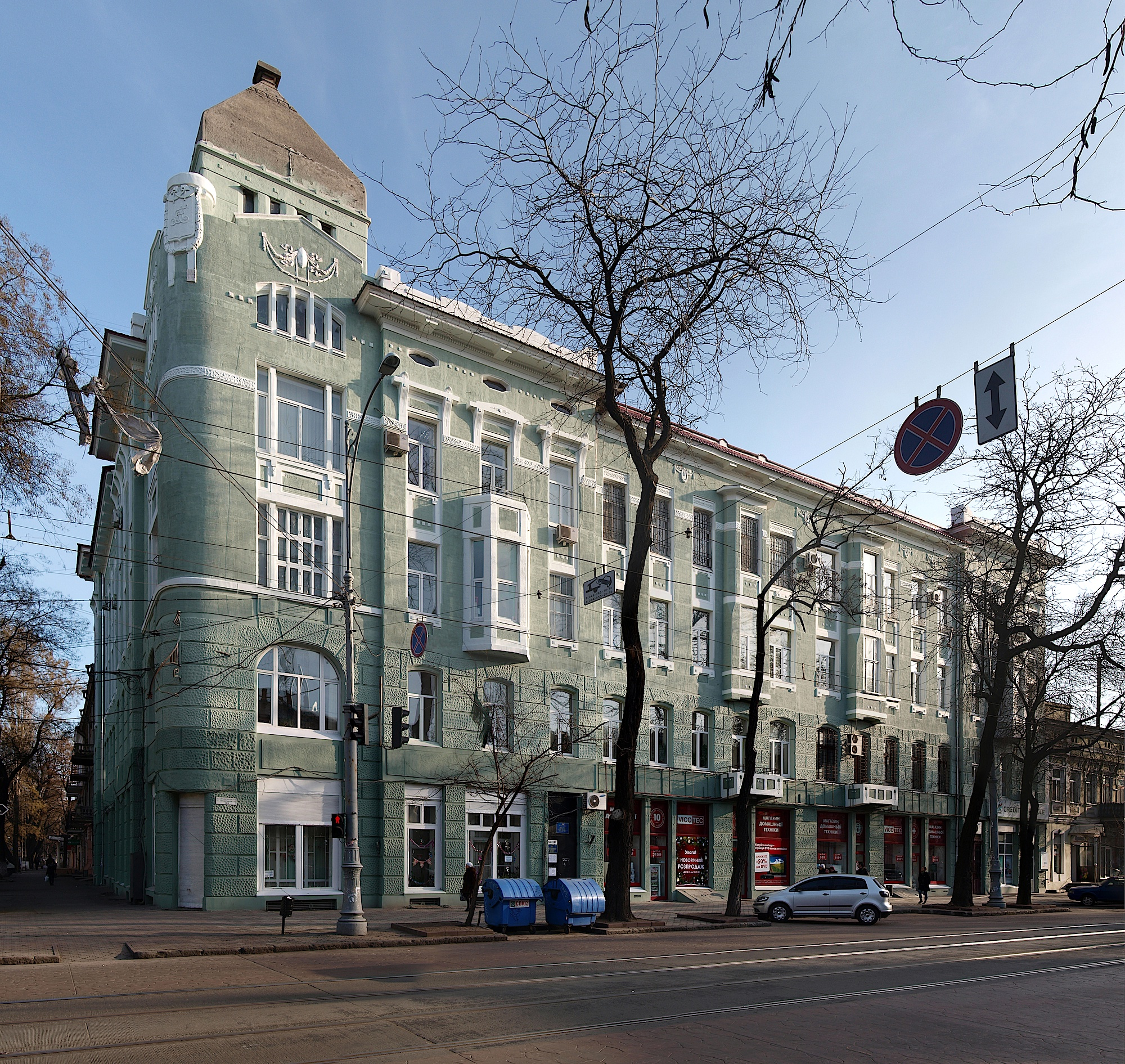
Будинок В. Л. Блюмберга (арх. А. Б. Мінкус, 1910 - ? рр.; Залізобетоні конструкції: інж. В. І. Кундерт)
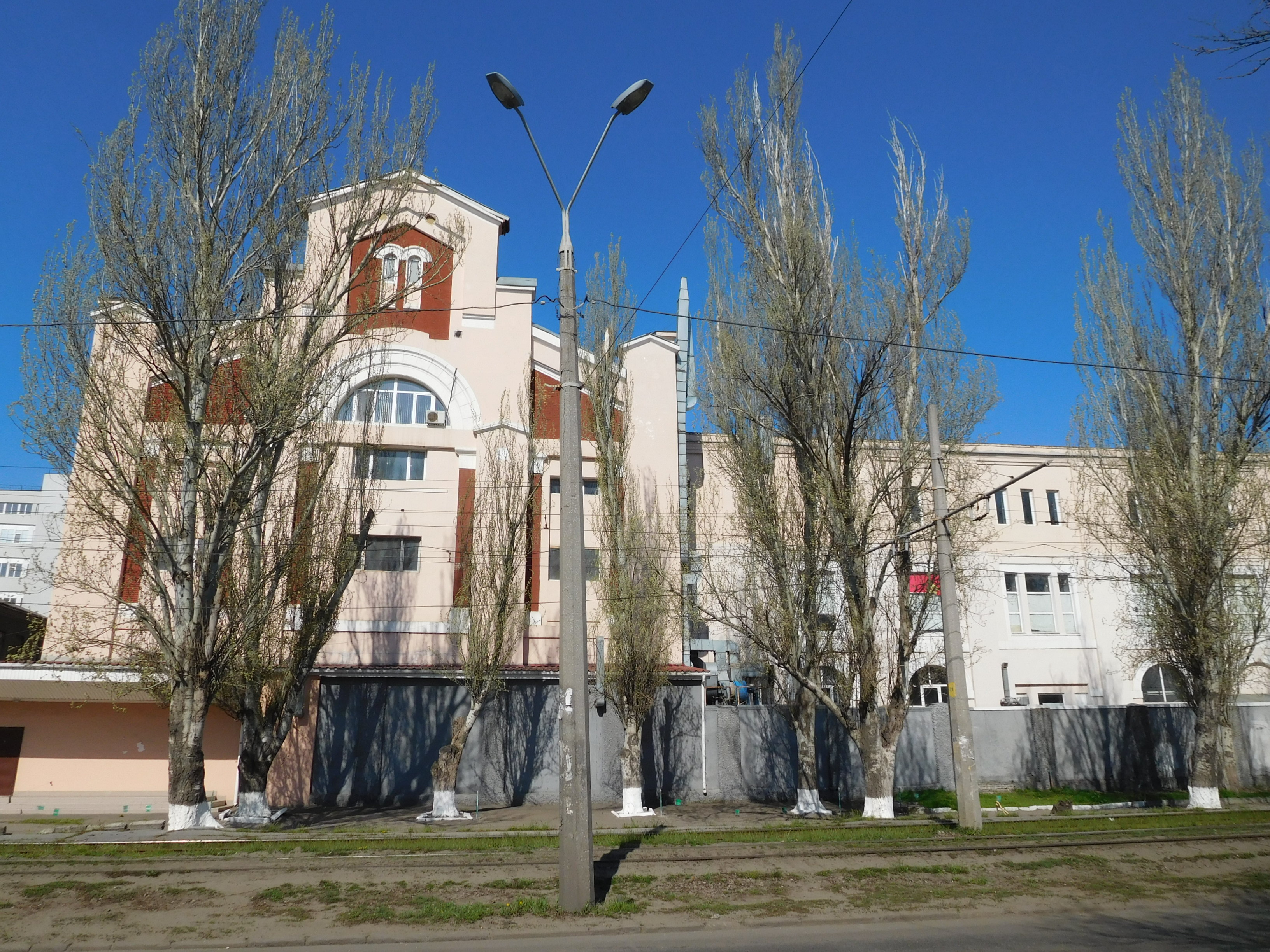
вул. Чорноморського козацтва, 119. Освітлювальна електростанція Анонімного бельгійського товариства (1910-ті рр.)
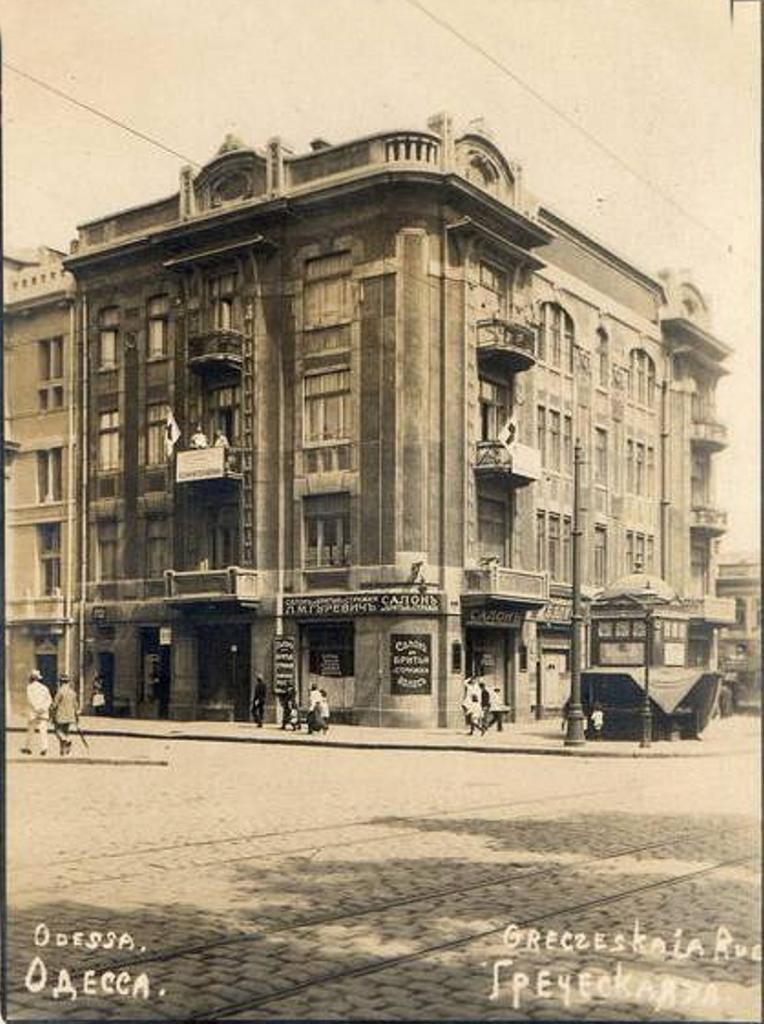
Грецька вул. Будинок А. А. Анатри (арх. М. І. Лінецький, 1911 р.)
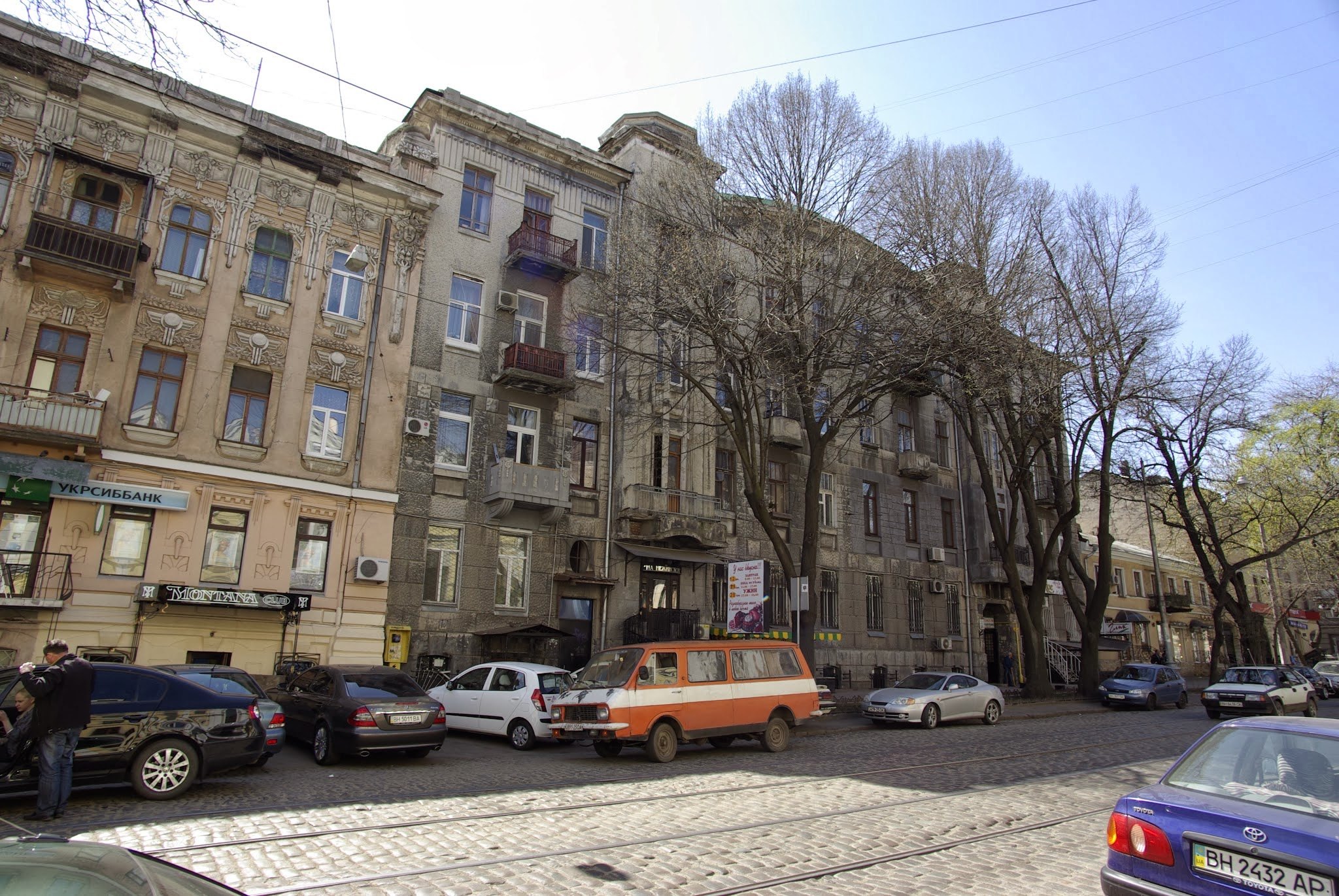
Будинок О. А. Яворської (арх. В. І. Кундерт, 1911 - ? рр.)
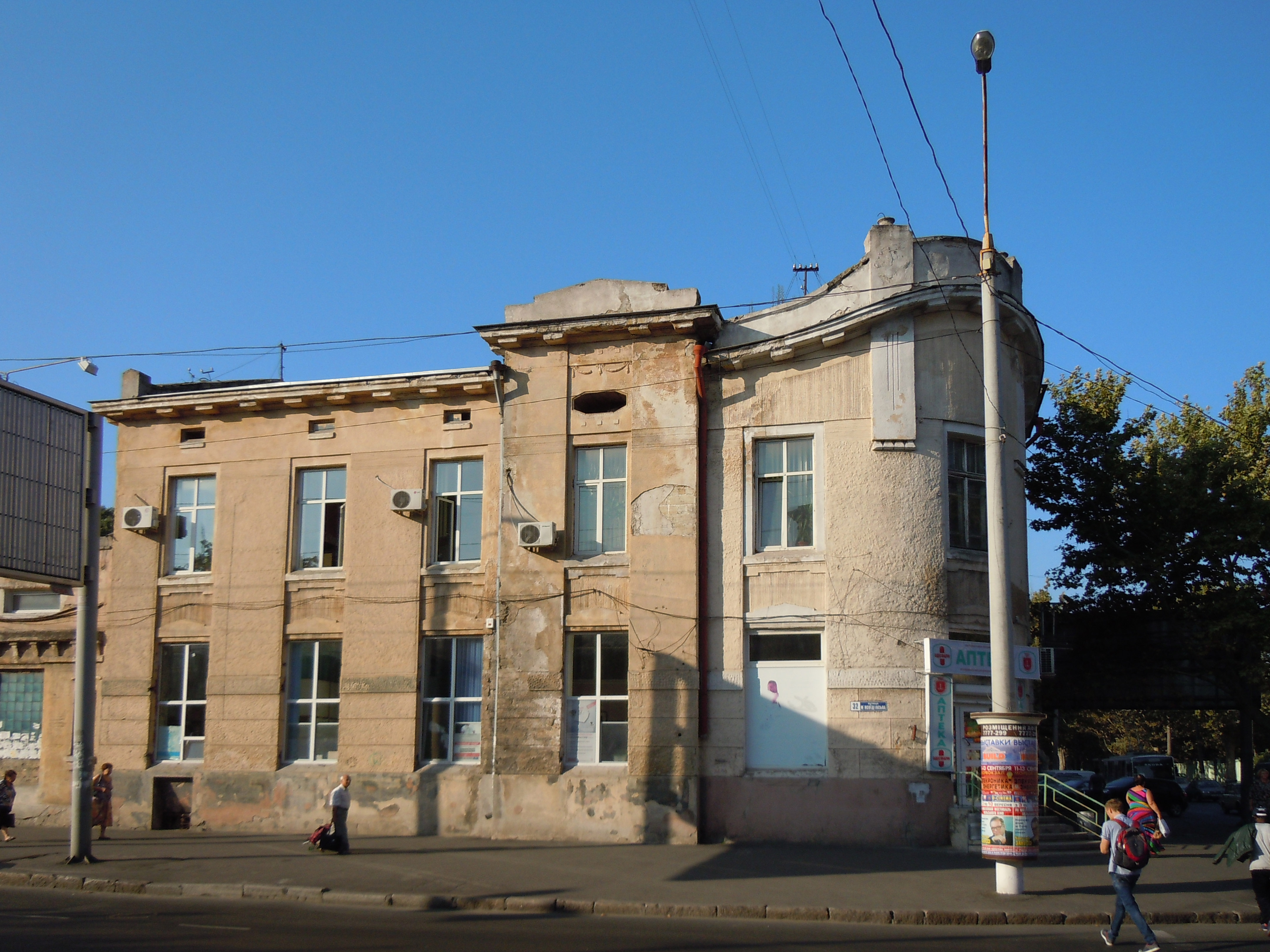
Адміністративний корпус Єврейської лікарні (арх. Ф. А. Троупянський, 1911 р.)
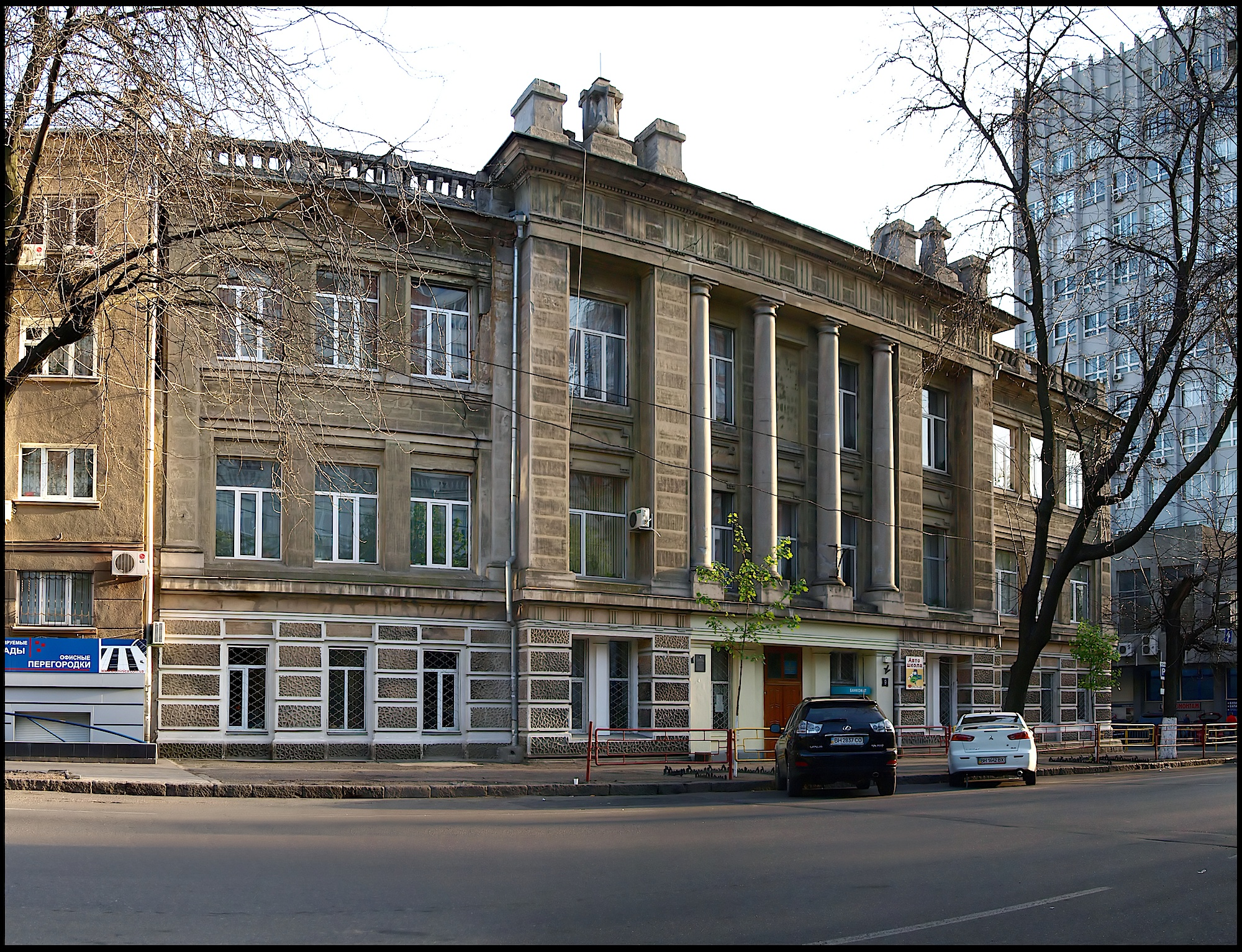
Гімназія М. С. Панченка (арх. О. І. Шведов, нагляд: К. К. Абт, 1911 р.)
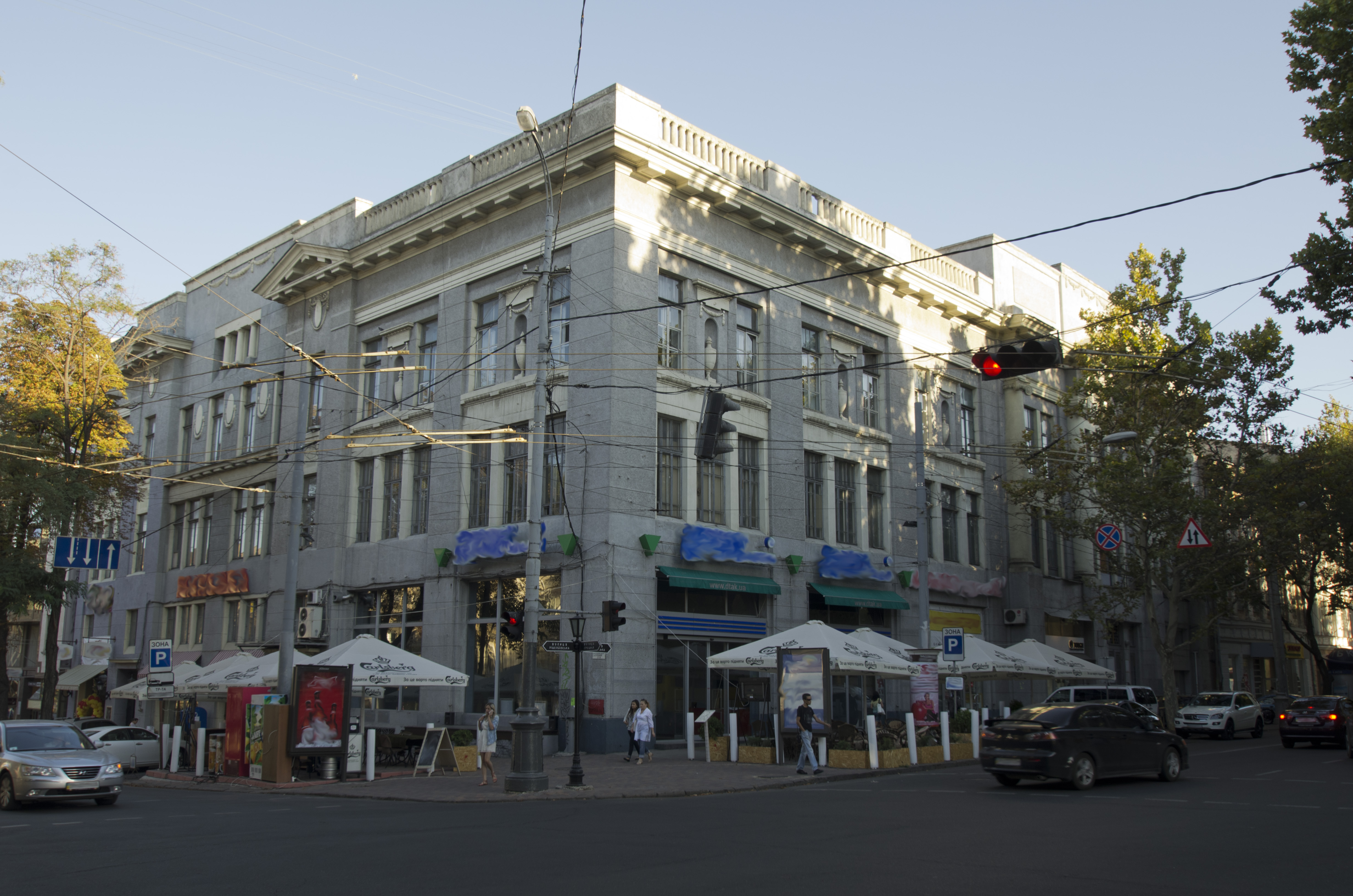
Одеське відділення Азовсько-Донського банку (арх. А. Б. Мінкус, 1911 - 1913 рр. Залізобетоні конструкції: інж. В. І. Кундерт)
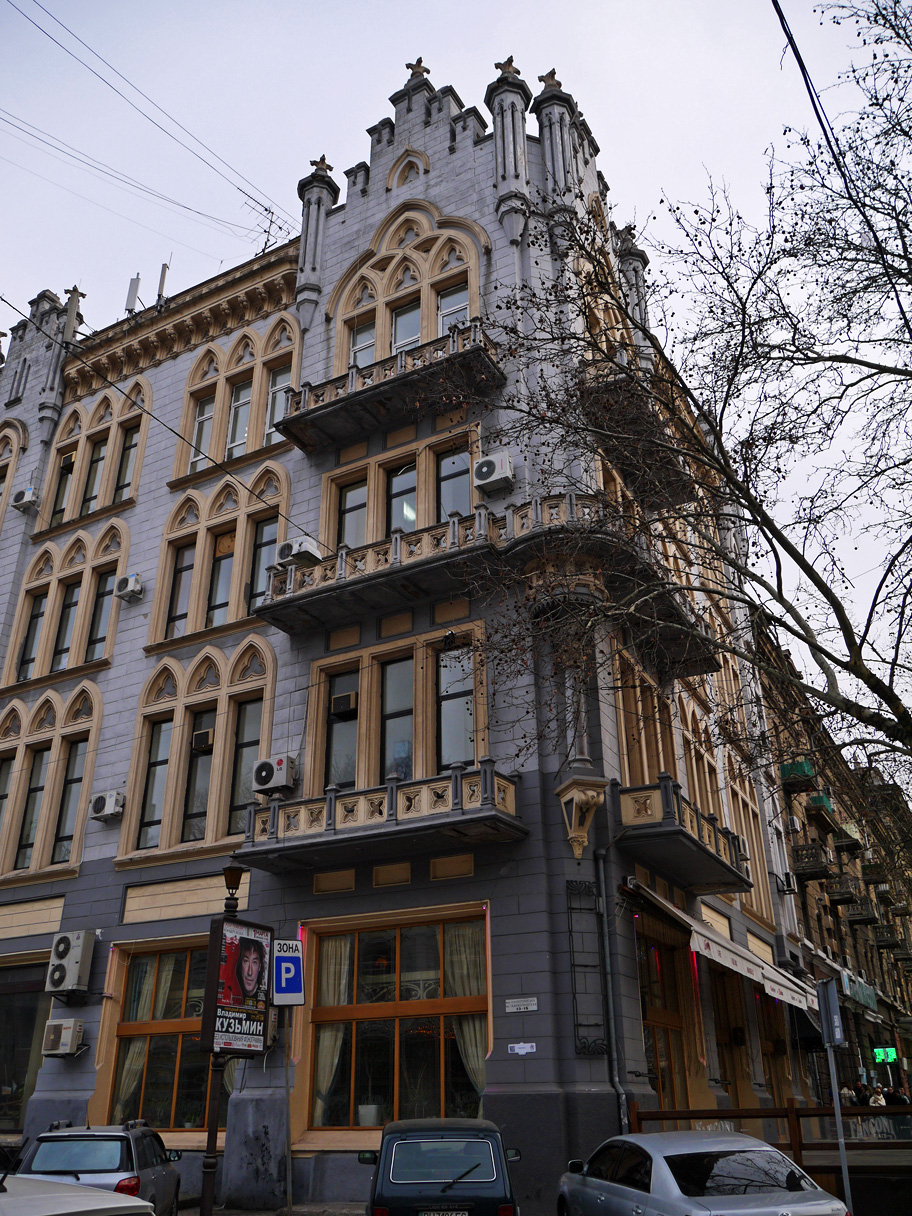
Будинок Григорьєвої (арх. Ю. М. Дмитренко, 1912 - 1913 рр. Залізобетоні конструкції: інж. В. І. Кундерт)
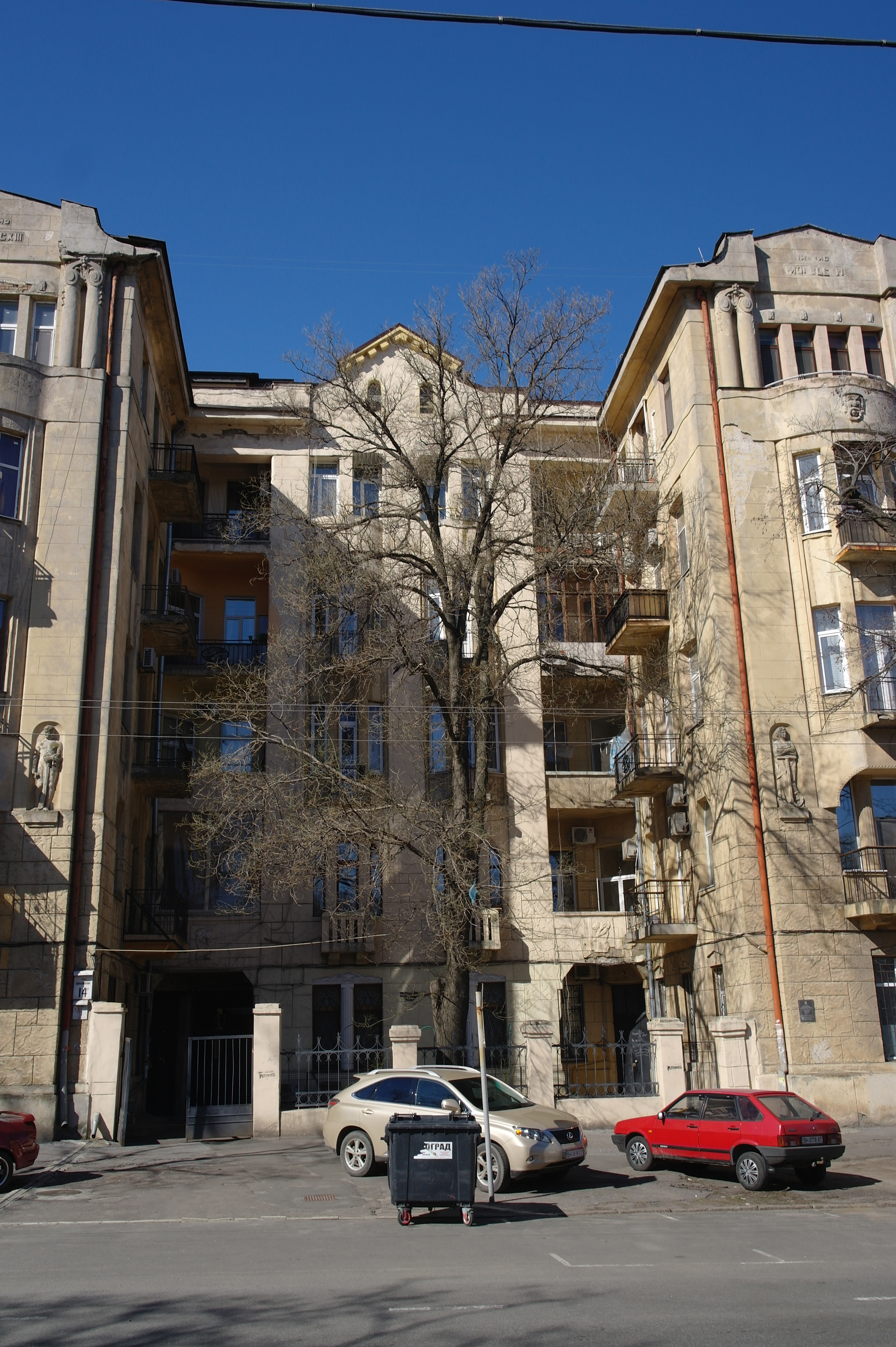
Маразліївська вул. Будинок Наума (арх. Л. М. Чернігов, нагляд: А. І. Гольденберг, 1912 - 1913 рр.)
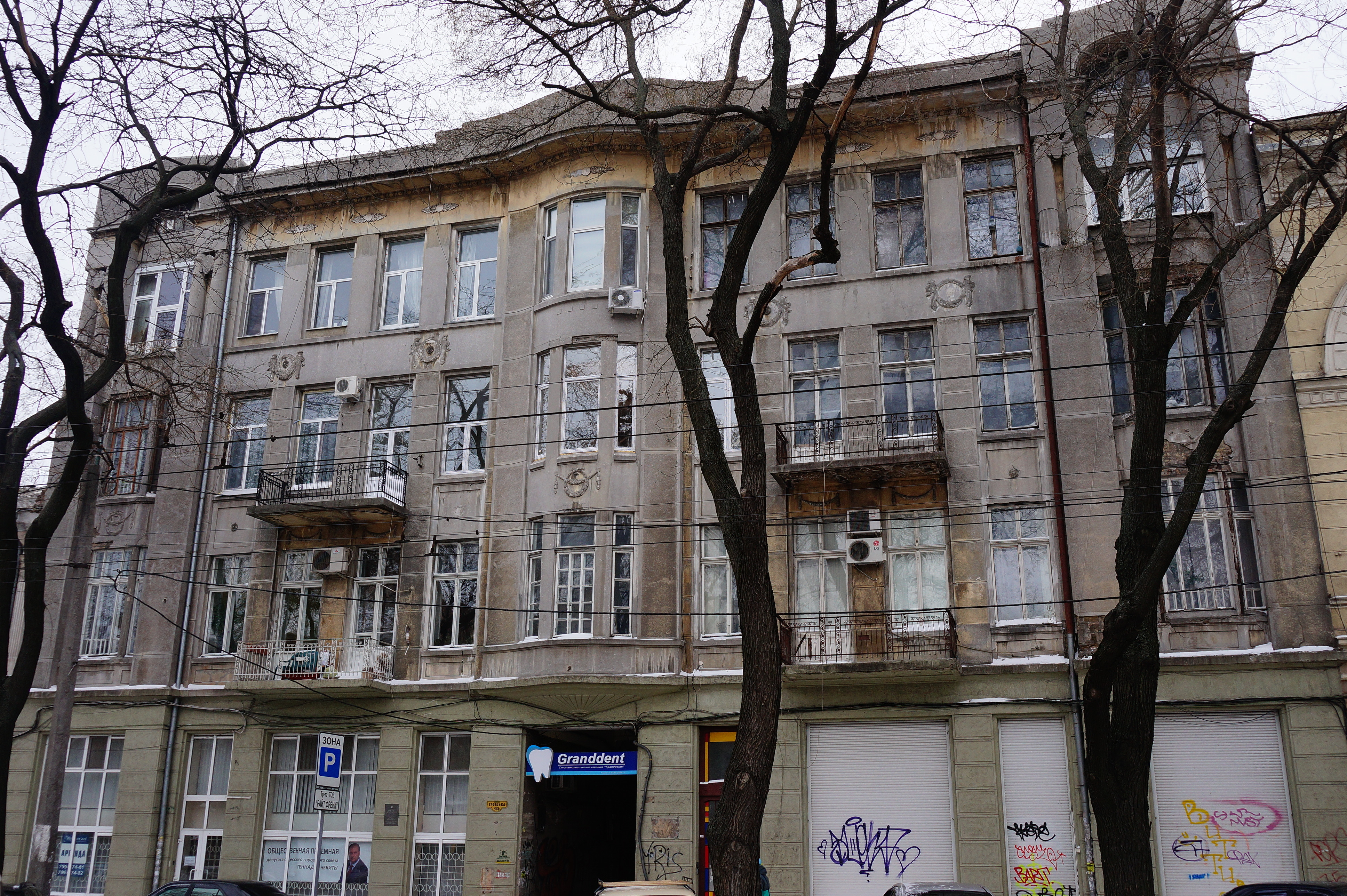
Будинок товариства прикажчиків-євреїв (арх. Ф. А. Троупянський, 1912 - 1913 рр.)
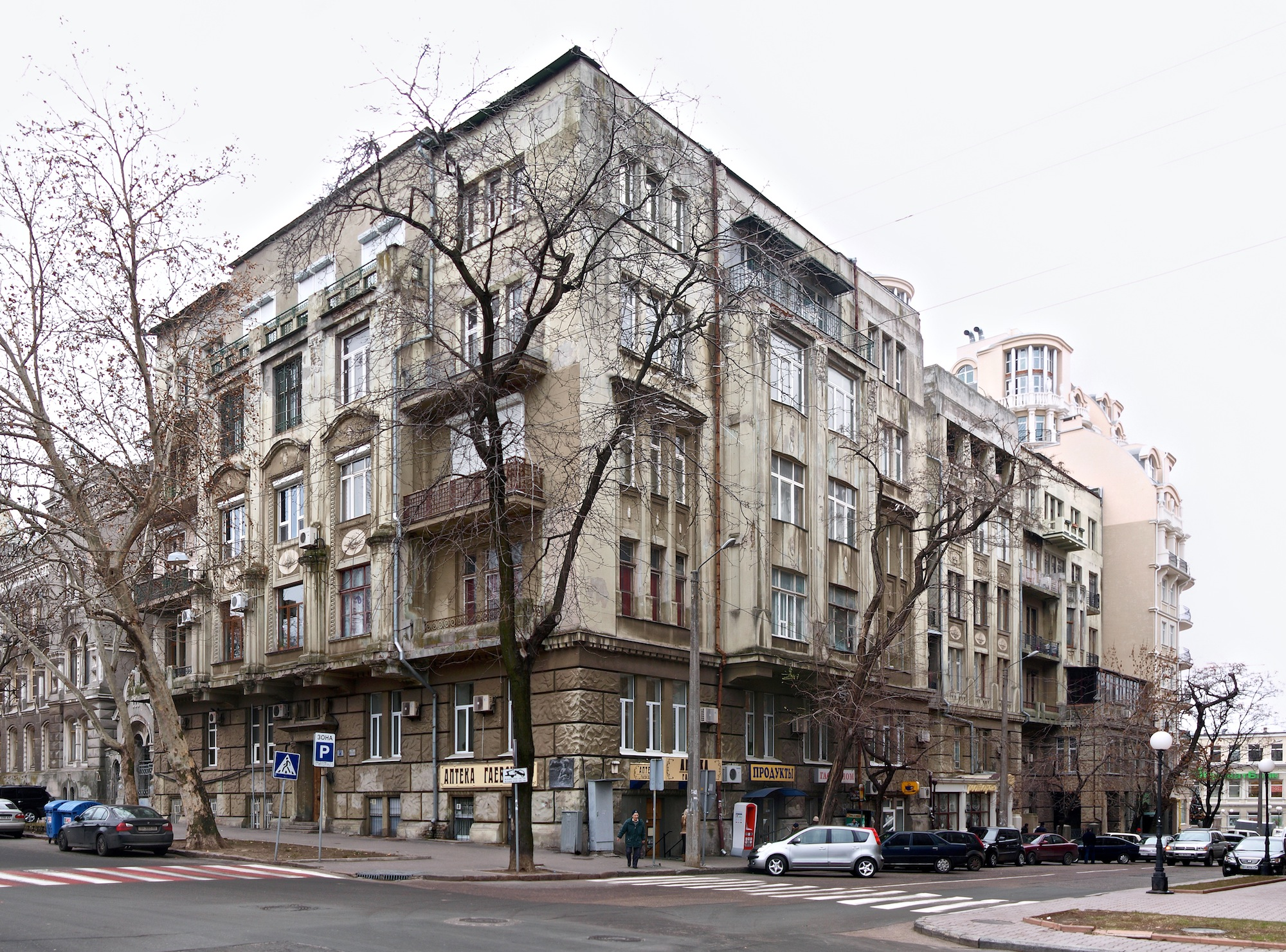
Будинок Маргуліса (арх. Ф. Л. Паппе, 1912 - 1913 рр.)
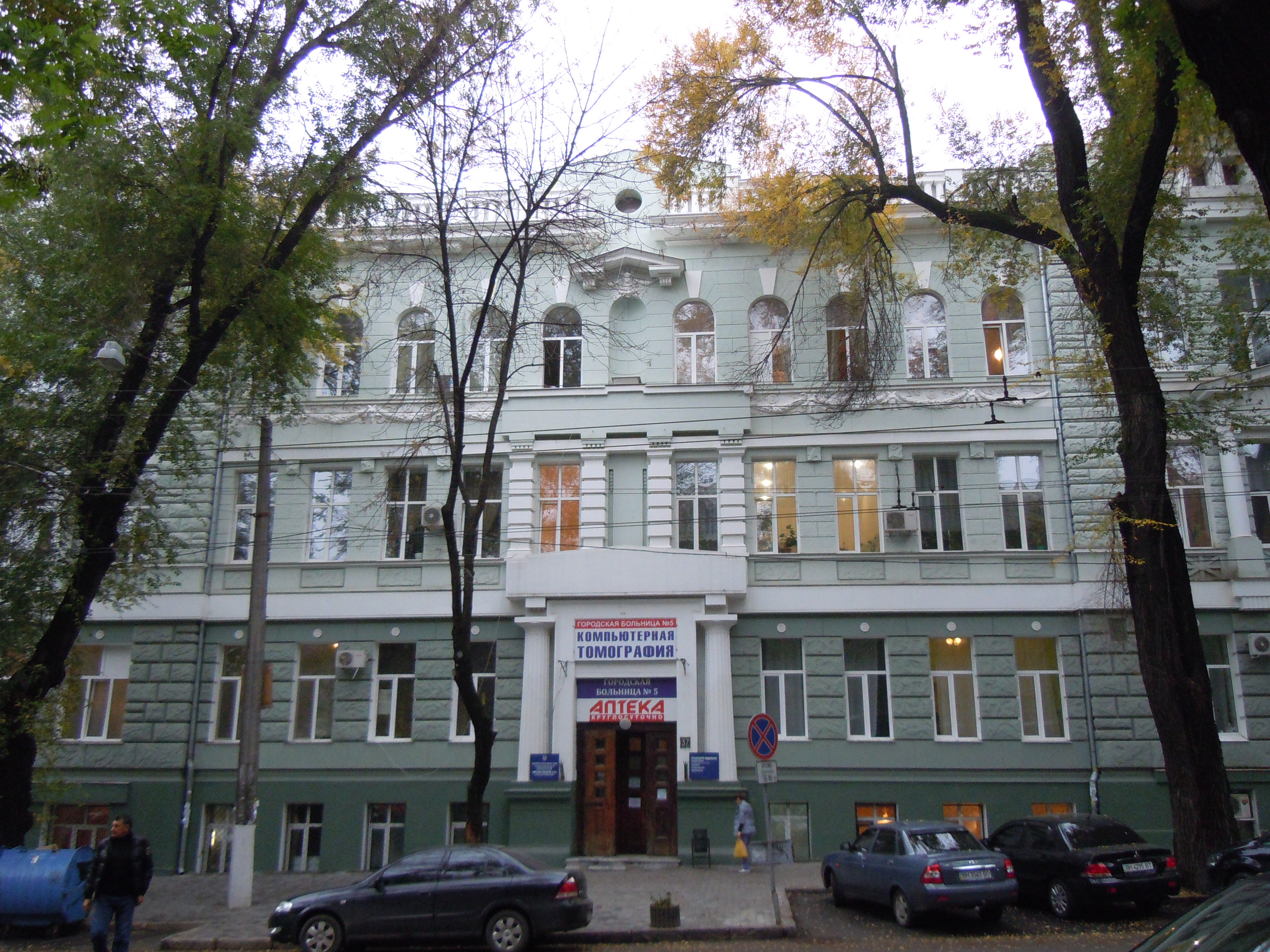
Грецьке чоловіче родоканакієвське училище (арх. М. І. Лінецький, 1912 р.)
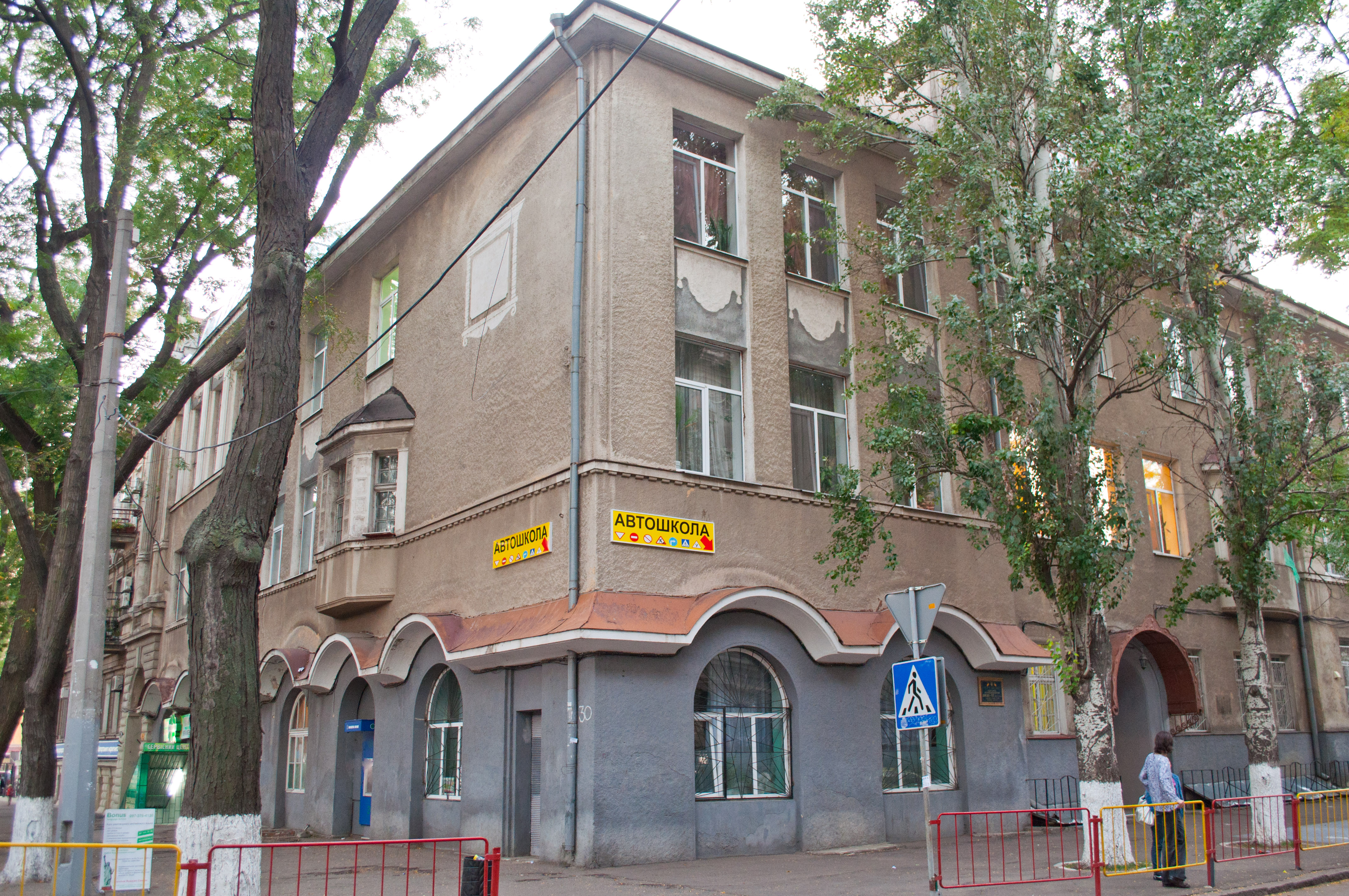
Жіноче комерційне училище Німецького товариства (арх. Н. Х. Скведер, нагляд: Е. Я. Меснер, 1912 - 1913 рр.)
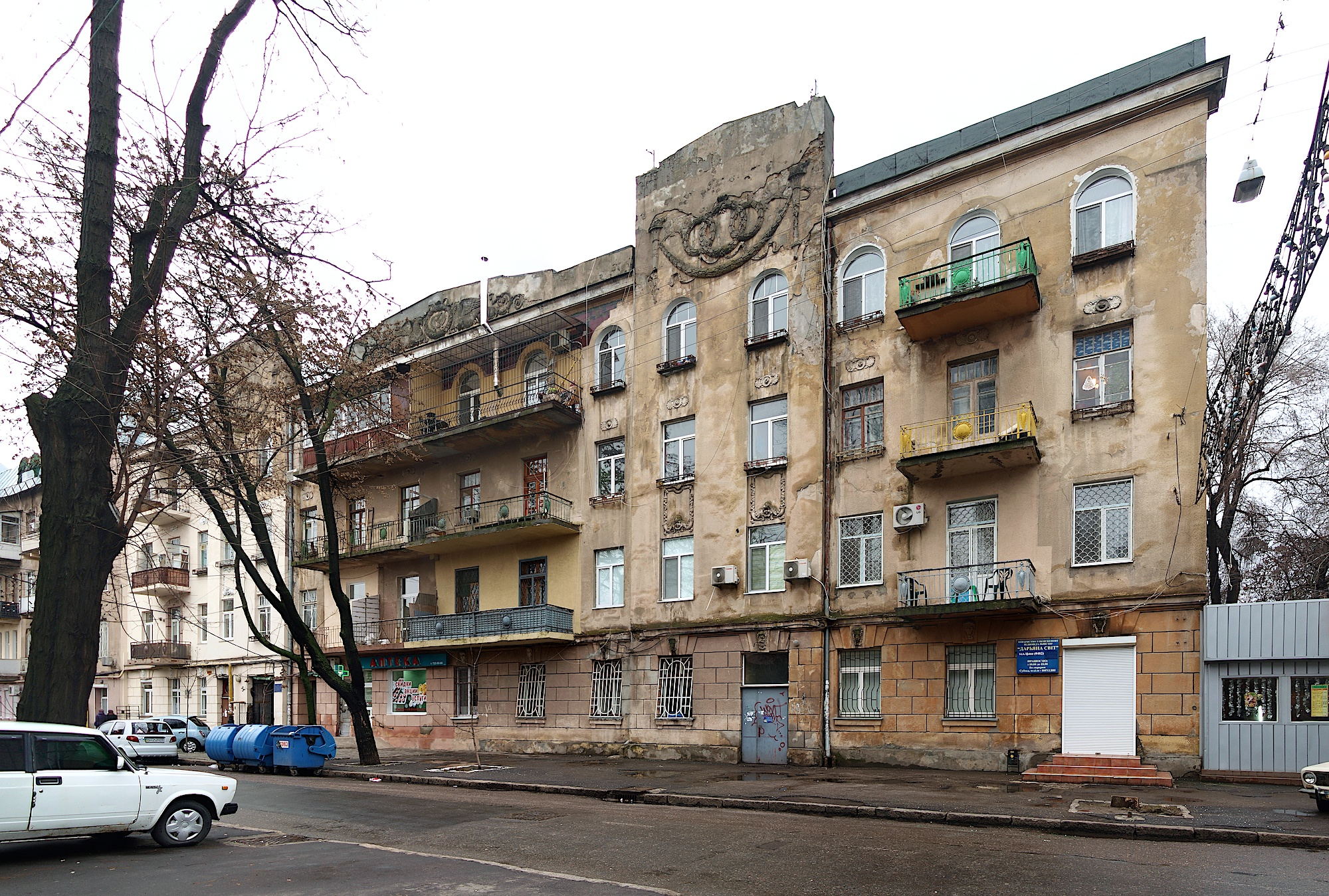
Будинок житлового комплексу ІІ-го Одеського товариства квартироспіввласників (арх. Я. М. Пономаренко, 1912 - 1913 рр.)
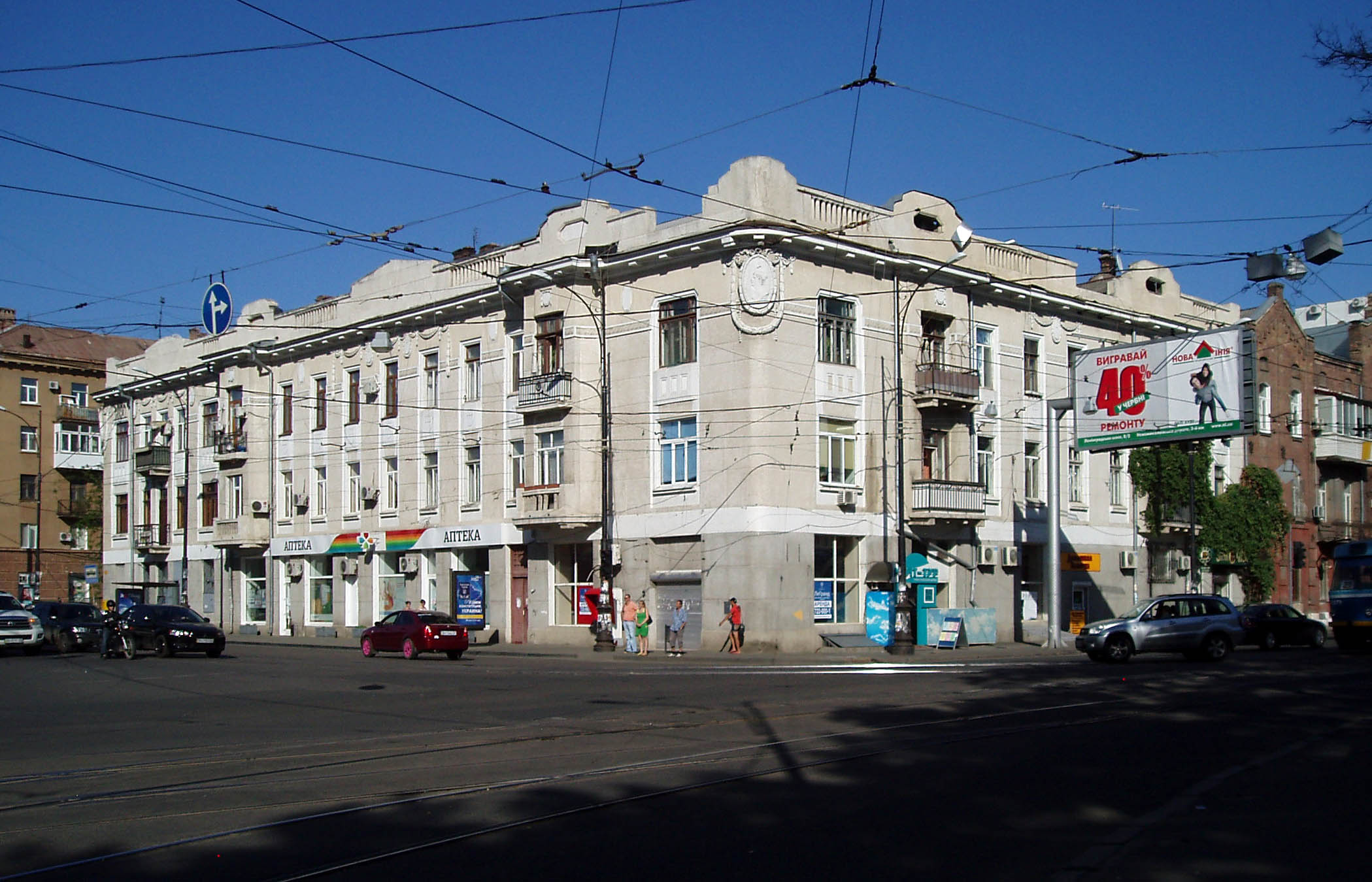
Будинок Кемпе (арх. І. А. Розенфельд, 1913 р.)
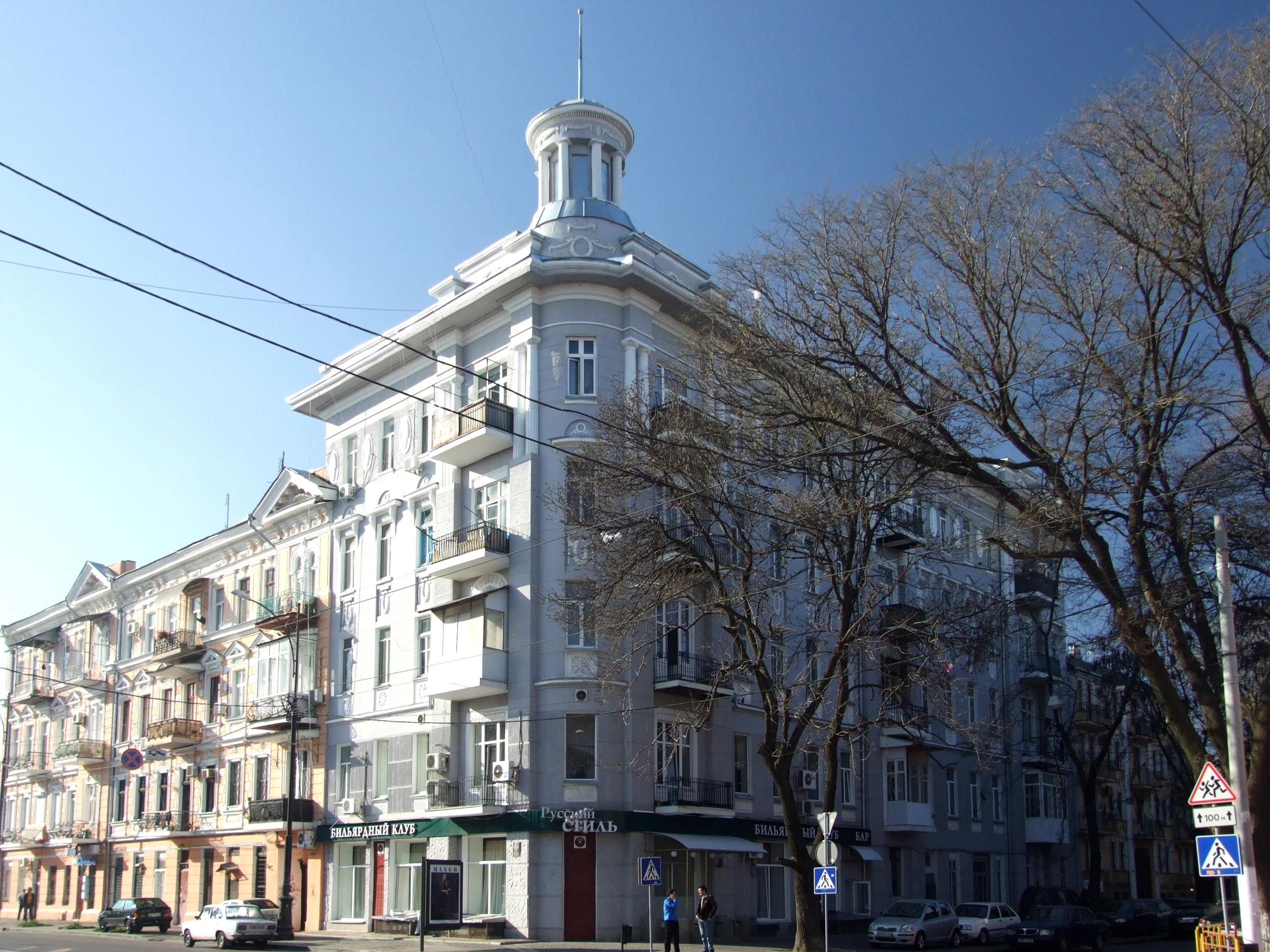
Будинок Рудь (арх. Ф. Е. Кюнер, 1913 р.)
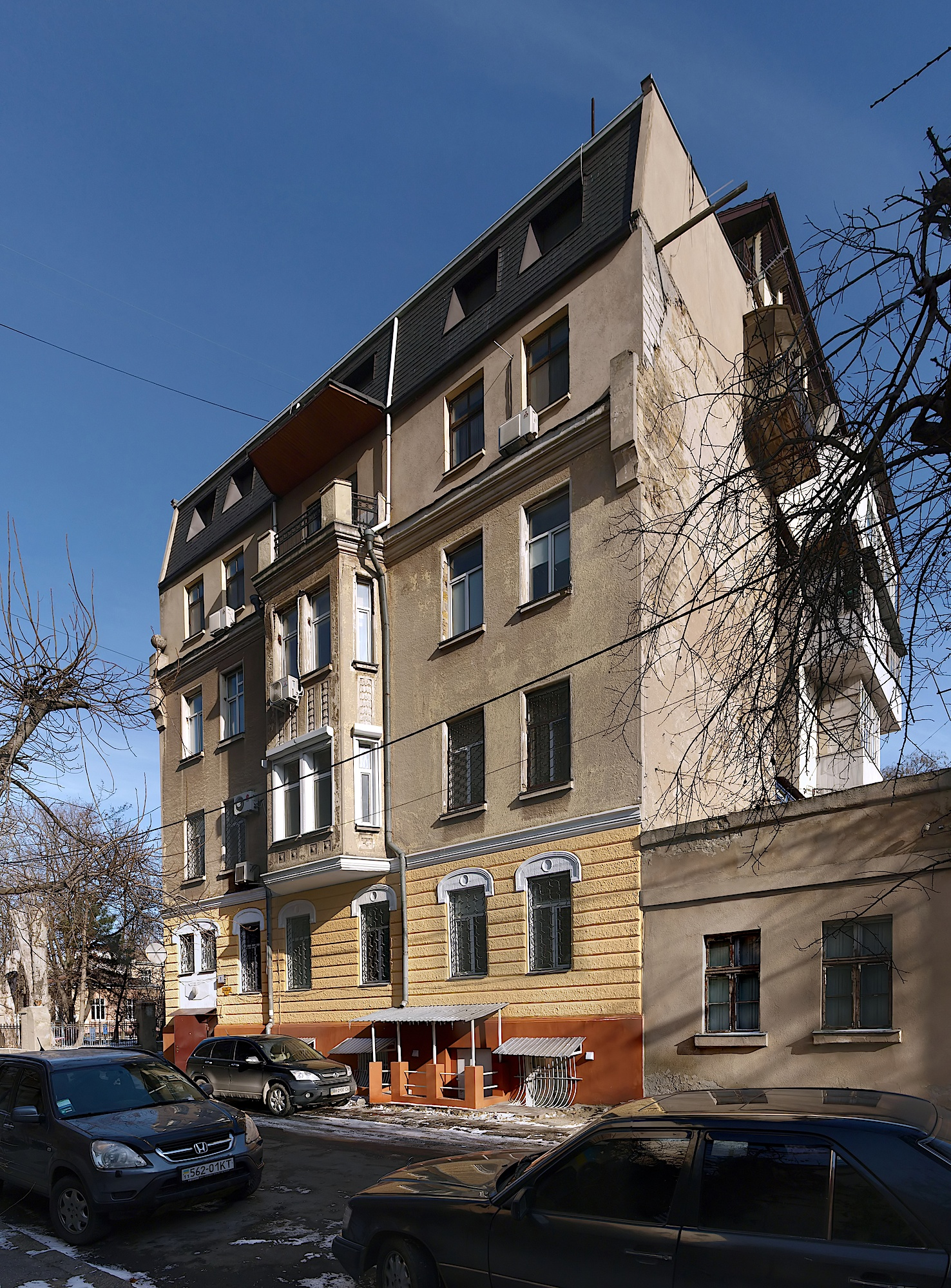
Будинок П. У. Клейна (арх. Е. Я. Меснер, 1913 р.)
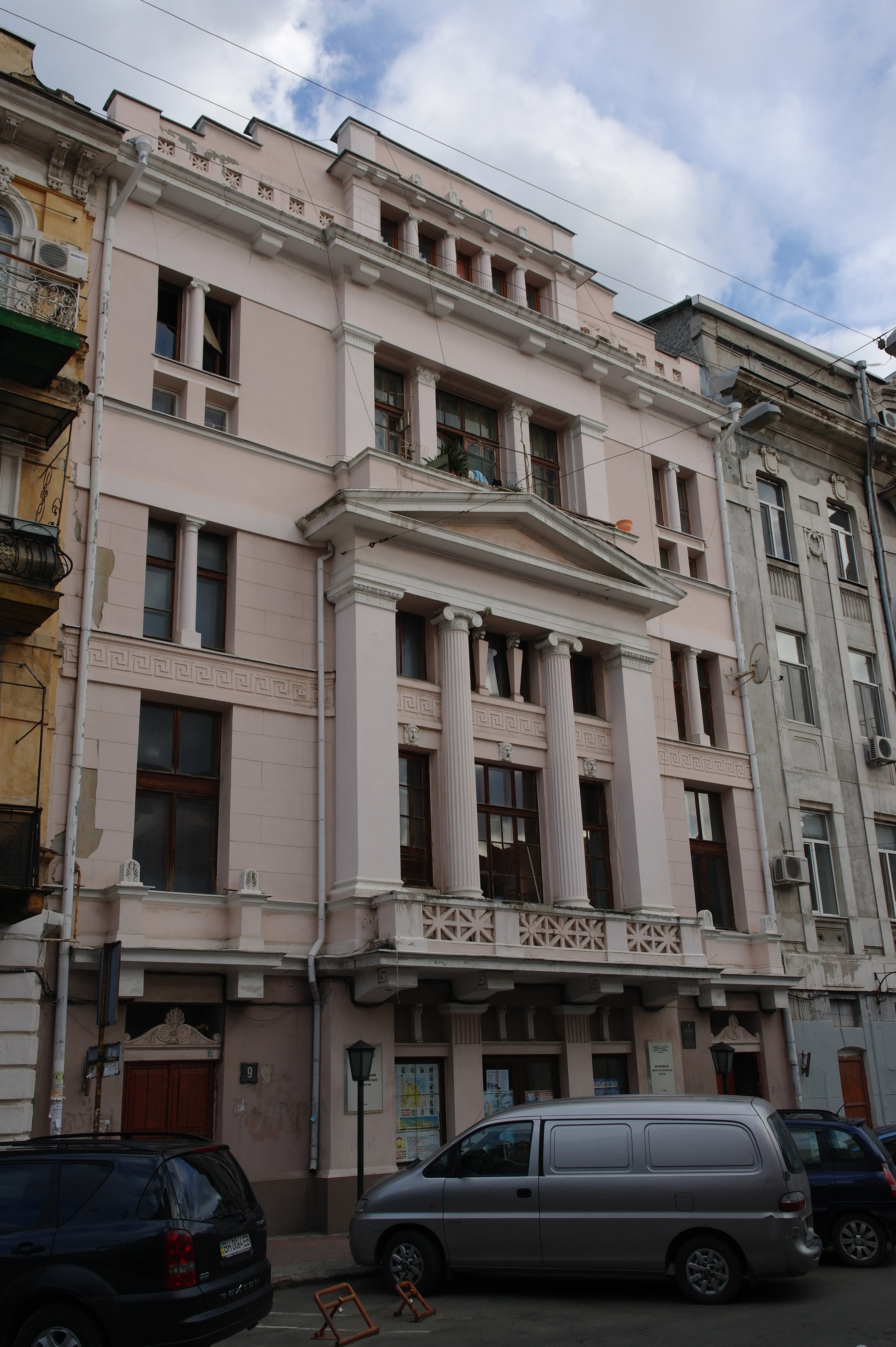
Будинок грецького клубу "Омонія" (арх. М. І. Лінецький, 1913 - 1914 рр.)
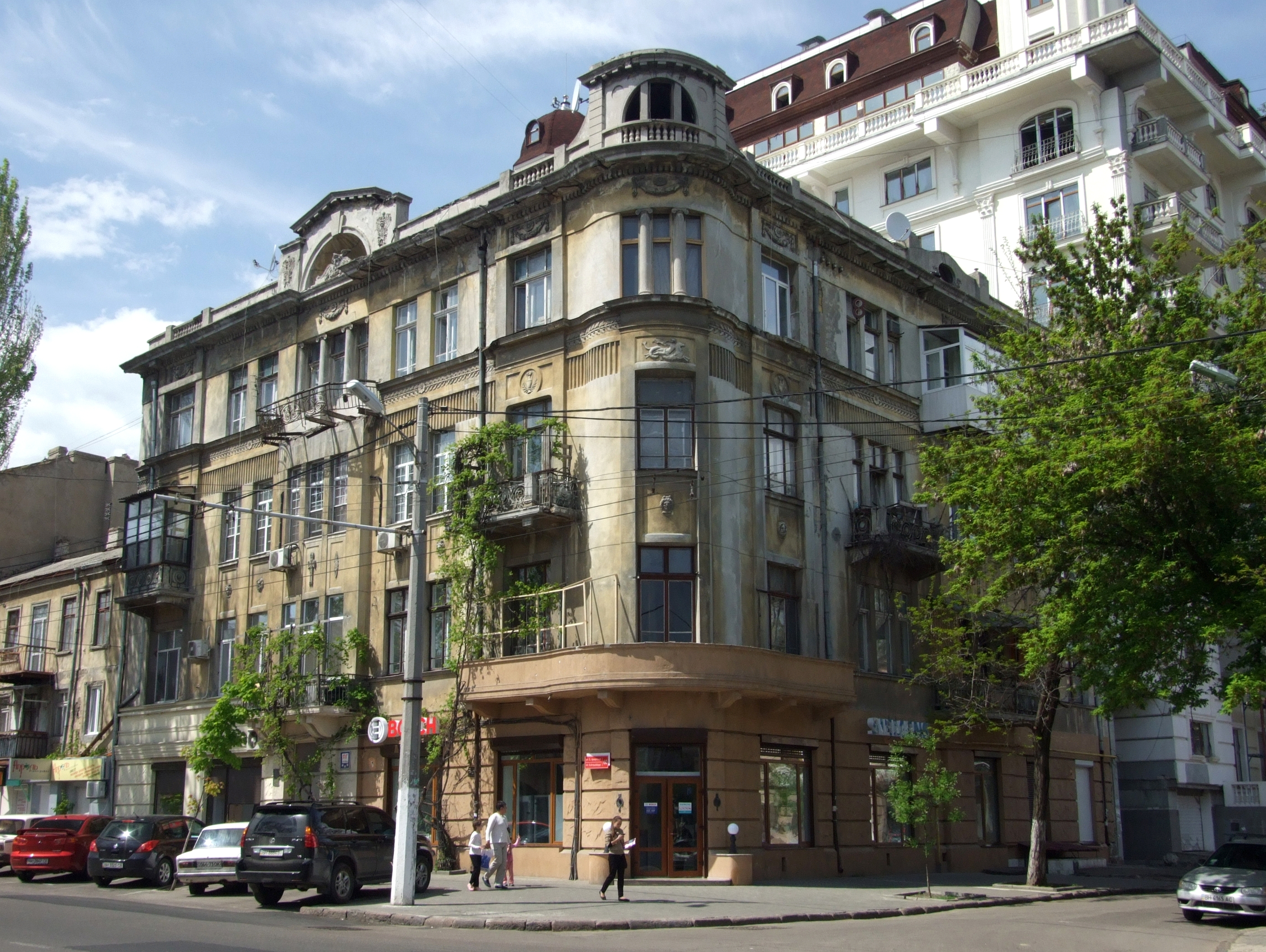
Велика Арнаутська вул., 58. Будинок Ю. М. і І. І. Бакош (арх. М. І. Лінецький, проєкт: 1913 р. Будівництво: 1914 р.)
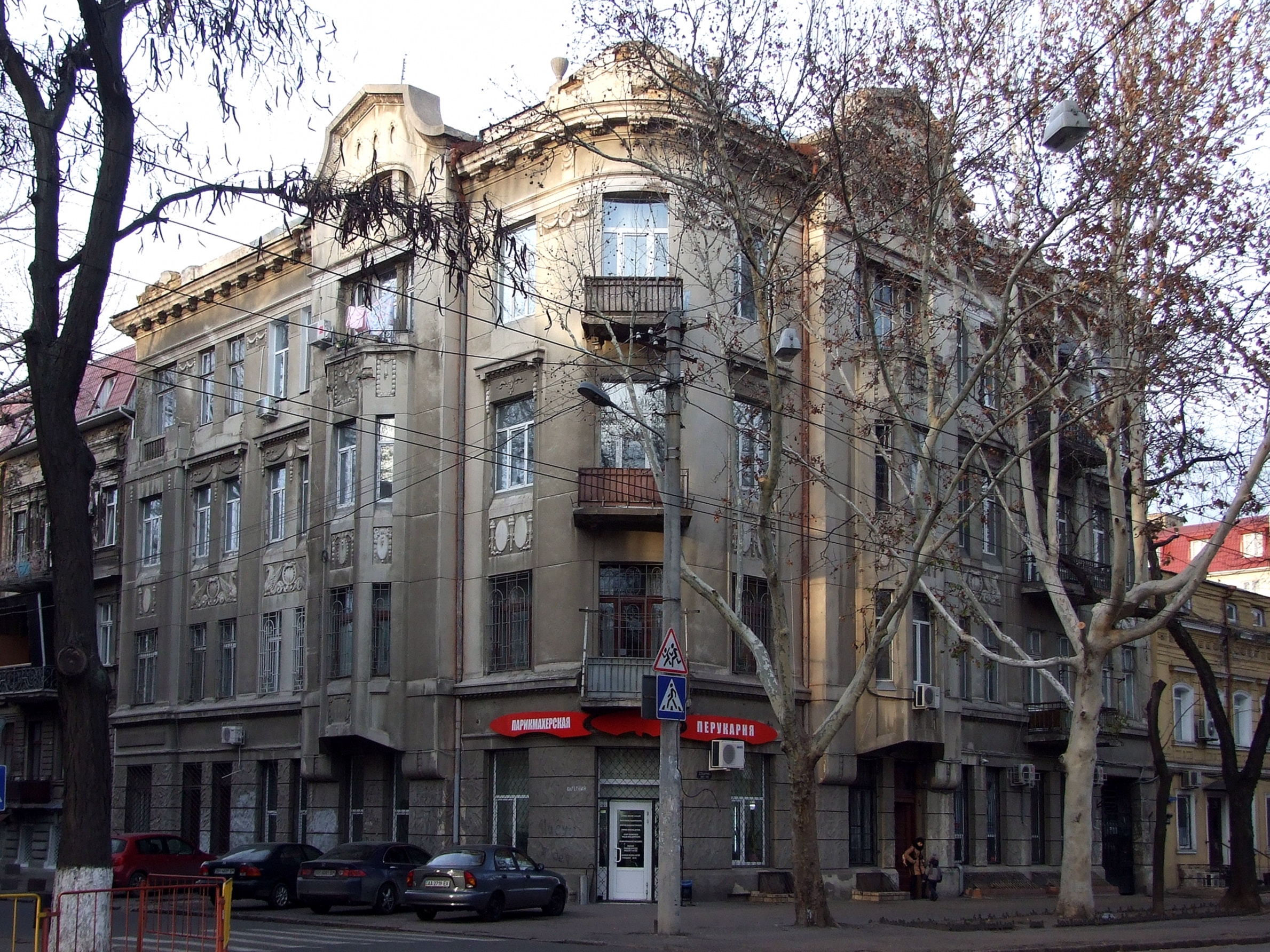
вул. Льва Толстого, 28. Будинок Молчанової (проєкт: 1913 р. Будівництво, 1914 р.)
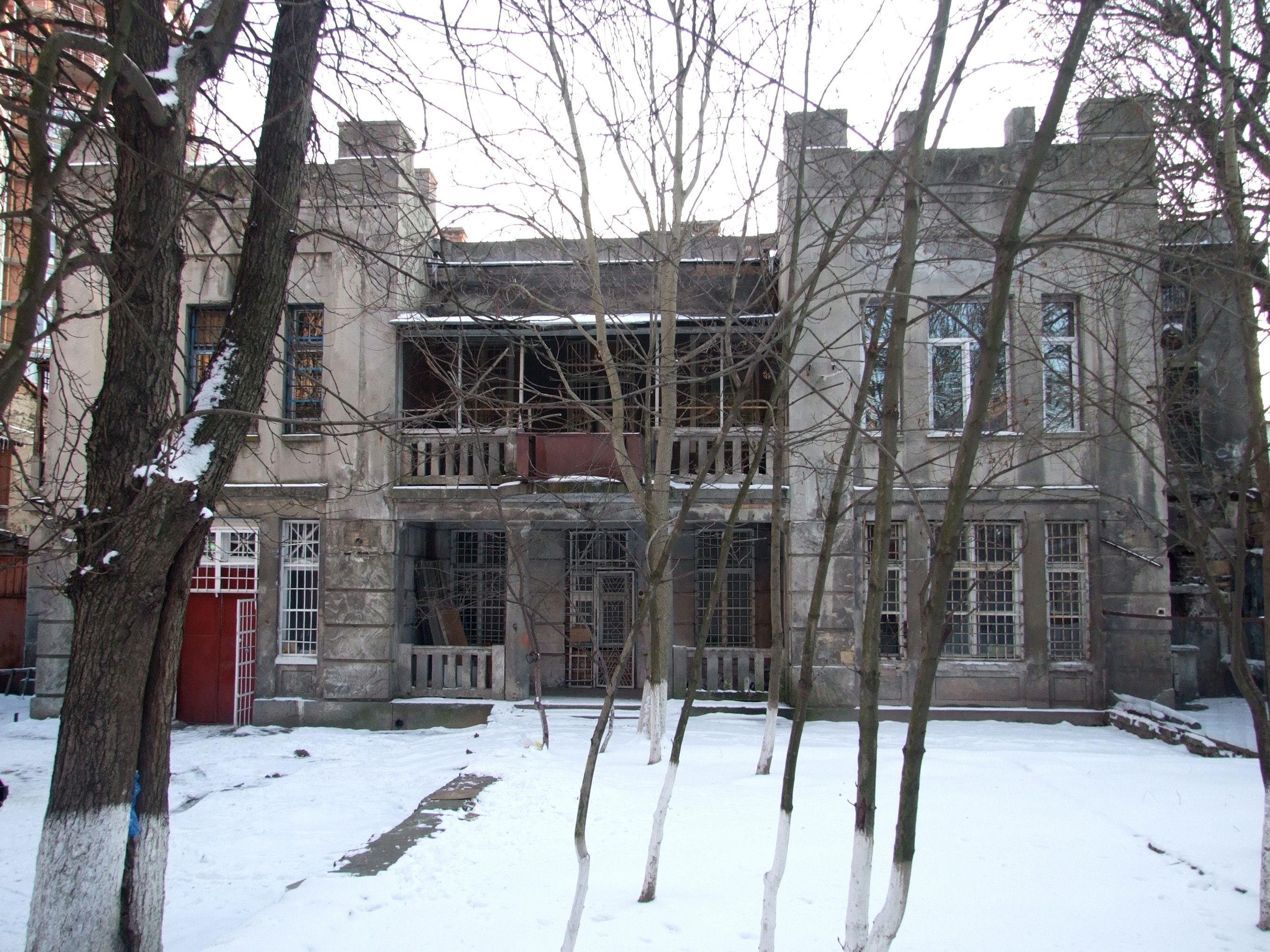
Обсерваторний пров., пров. Віри Інбер, 6. Будинок Л. К. Ліпінського  — Г. Я. Горнштейна (арх. К. К. Абт, 1913 - 1916 рр.)
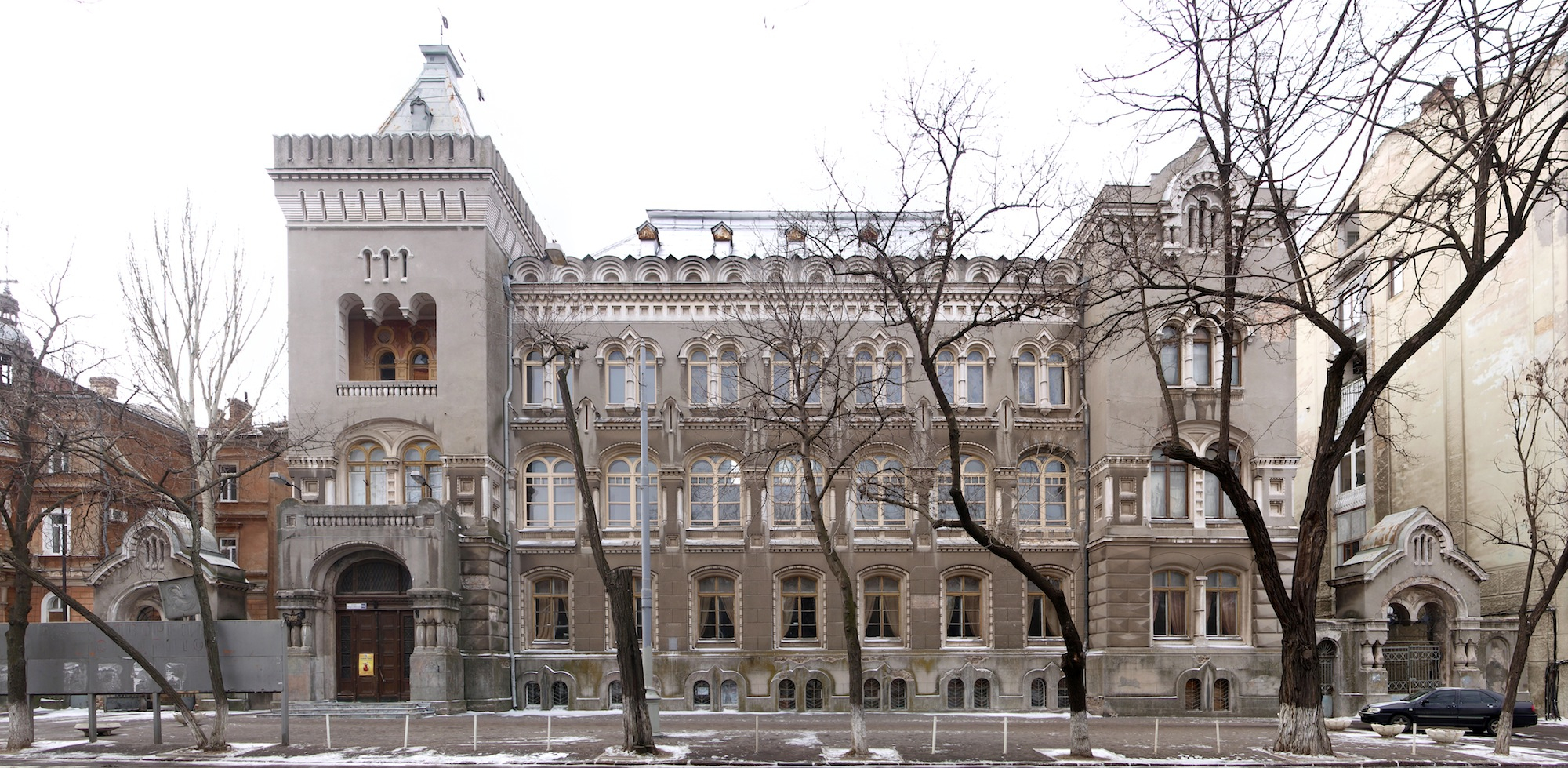
Одеське відділення Селянського поземельного банку (арх. Ю. М. Дмитренко, проєкт: 1913 р. Будівництво: 1914 - ? рр.)
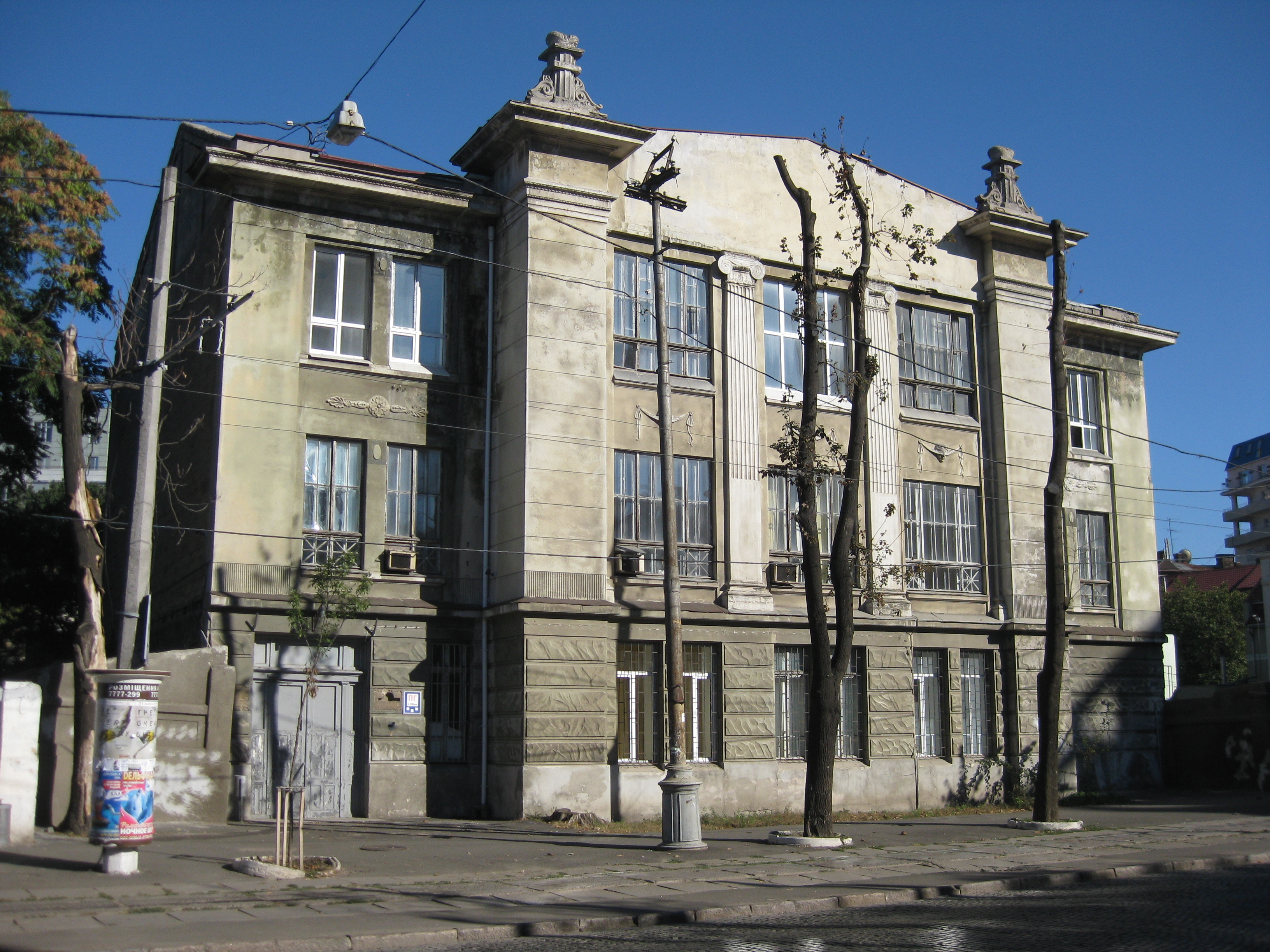
Французький бульв., 1. Будинок для зібраннь мирових суддів (арх. Ф. А. Троупянський, 1914 р.)
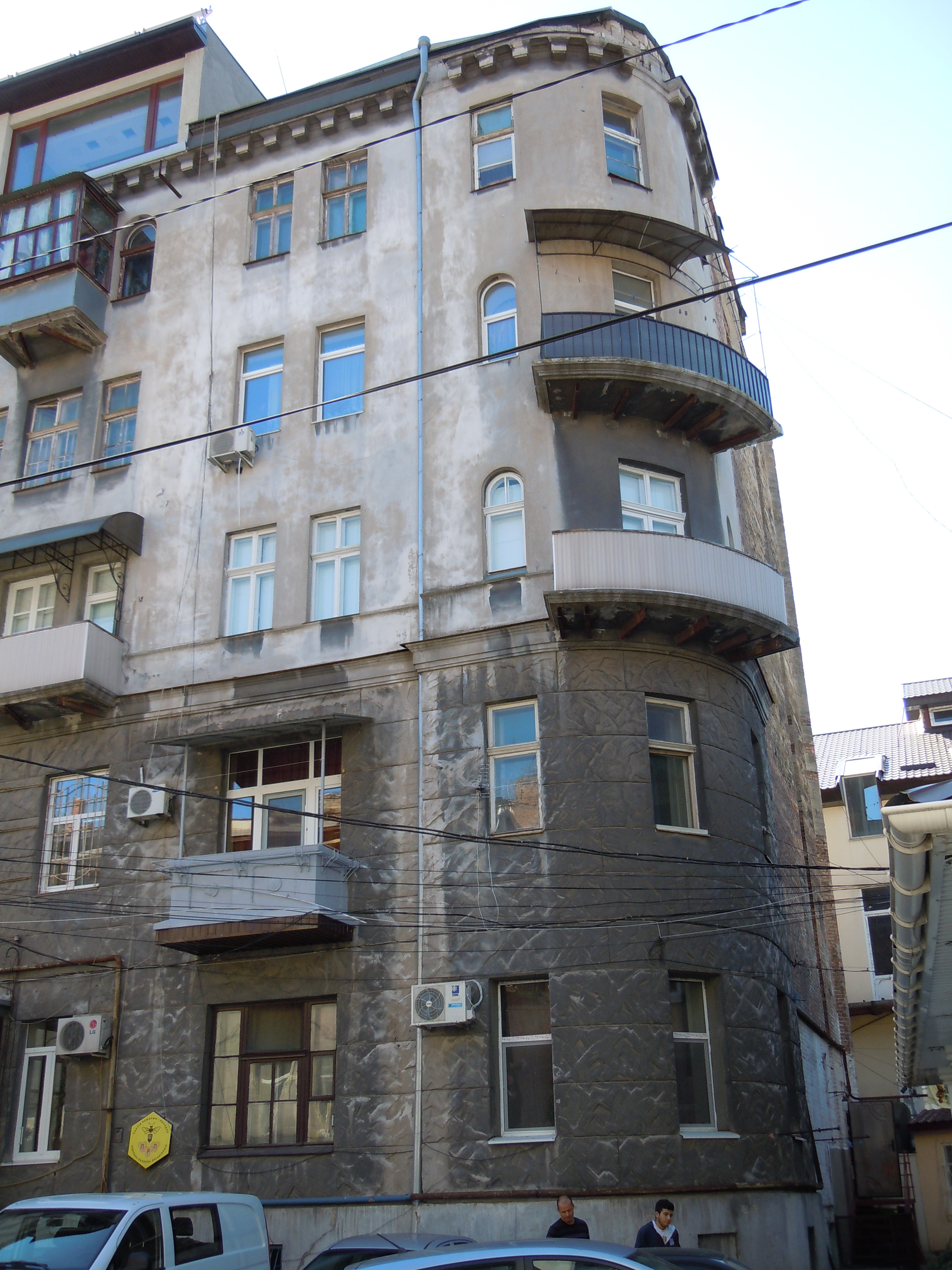
Катеринінська вул., 6. Флігель Штерна (1914 р.)
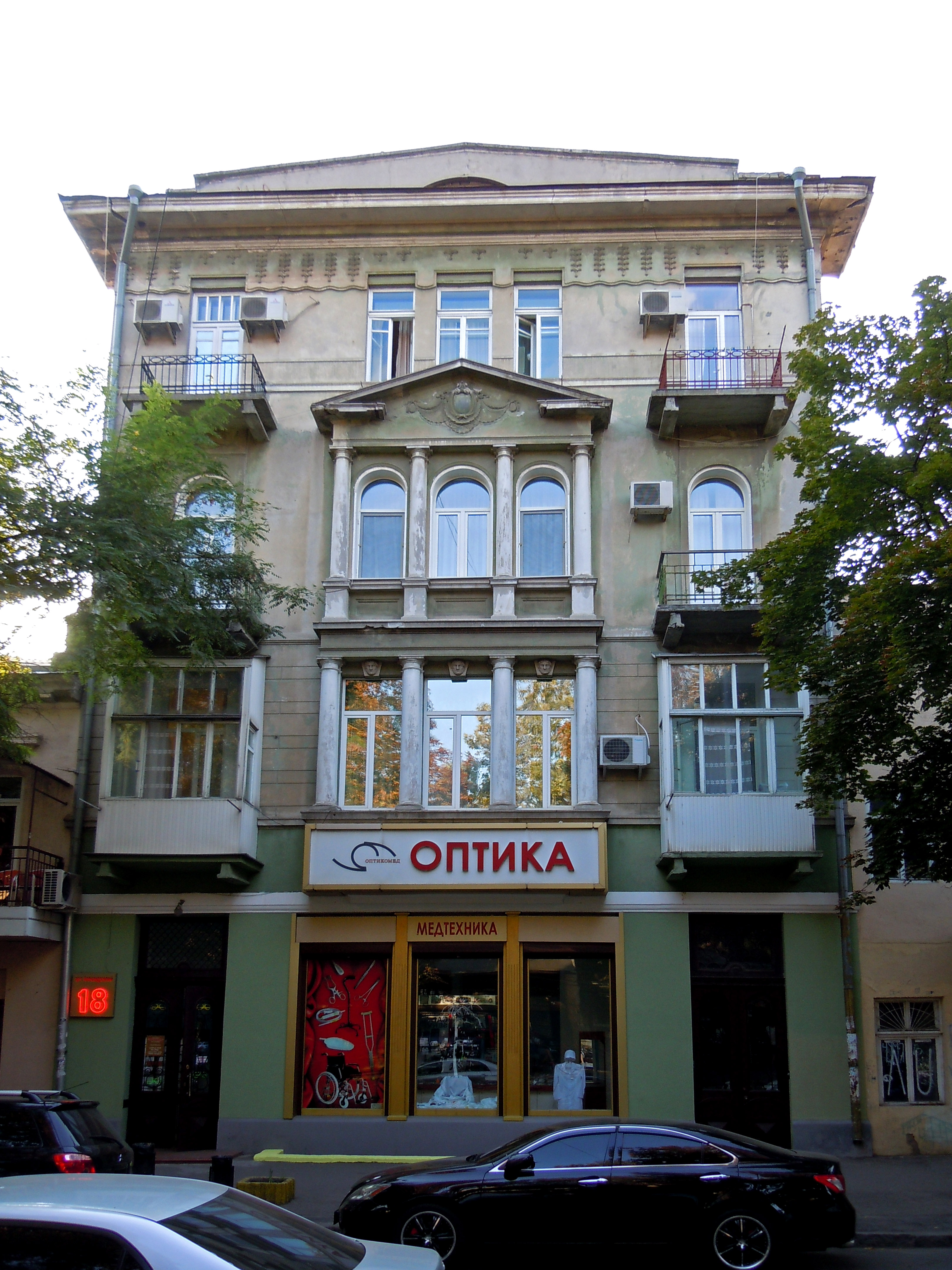
Будинок Д. О. Шестопалова (1914 р.)
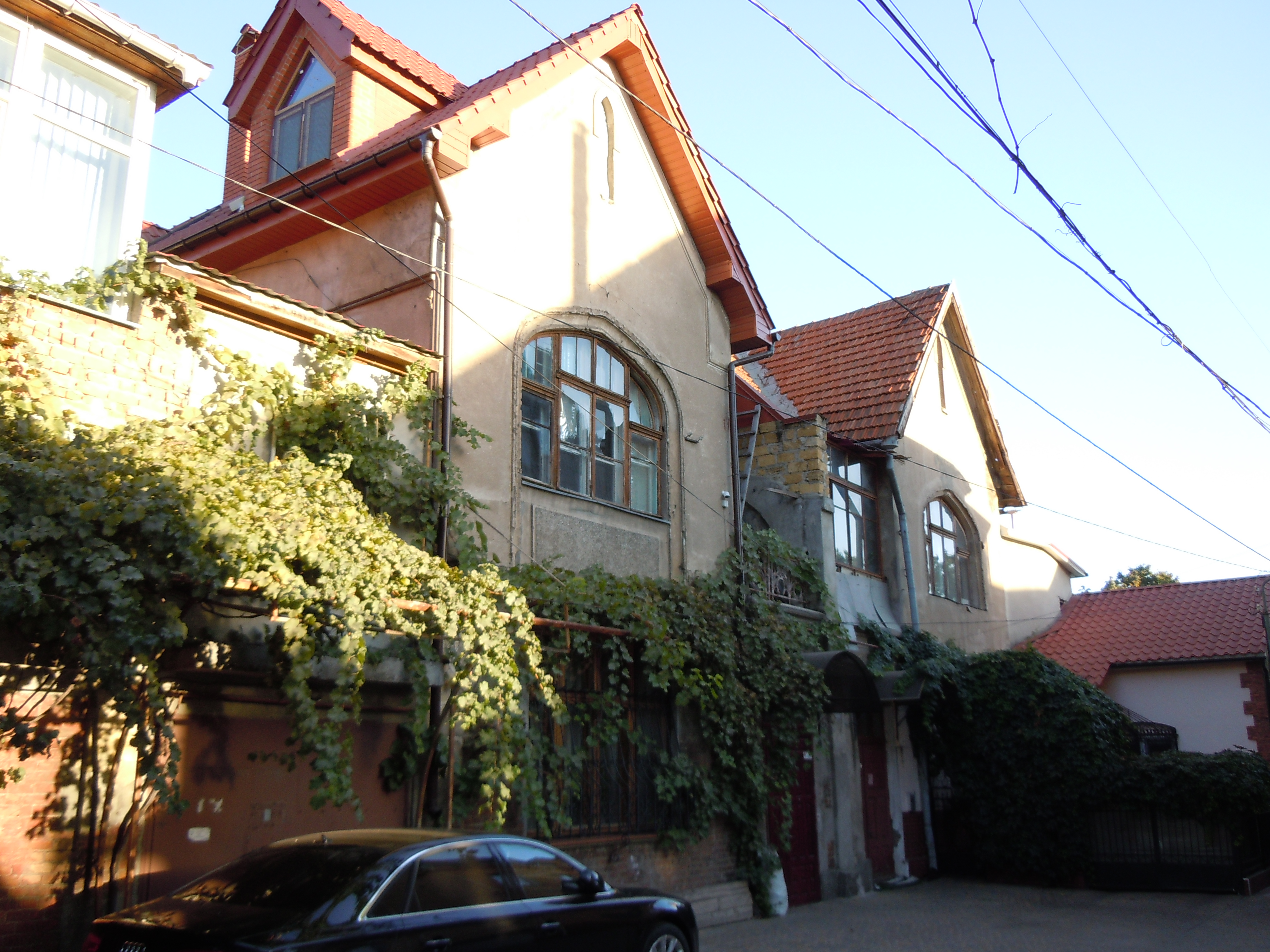
Піроговська, 13. Особняк комплексу Товариства власників гігієнічних квартир (1914 р.)
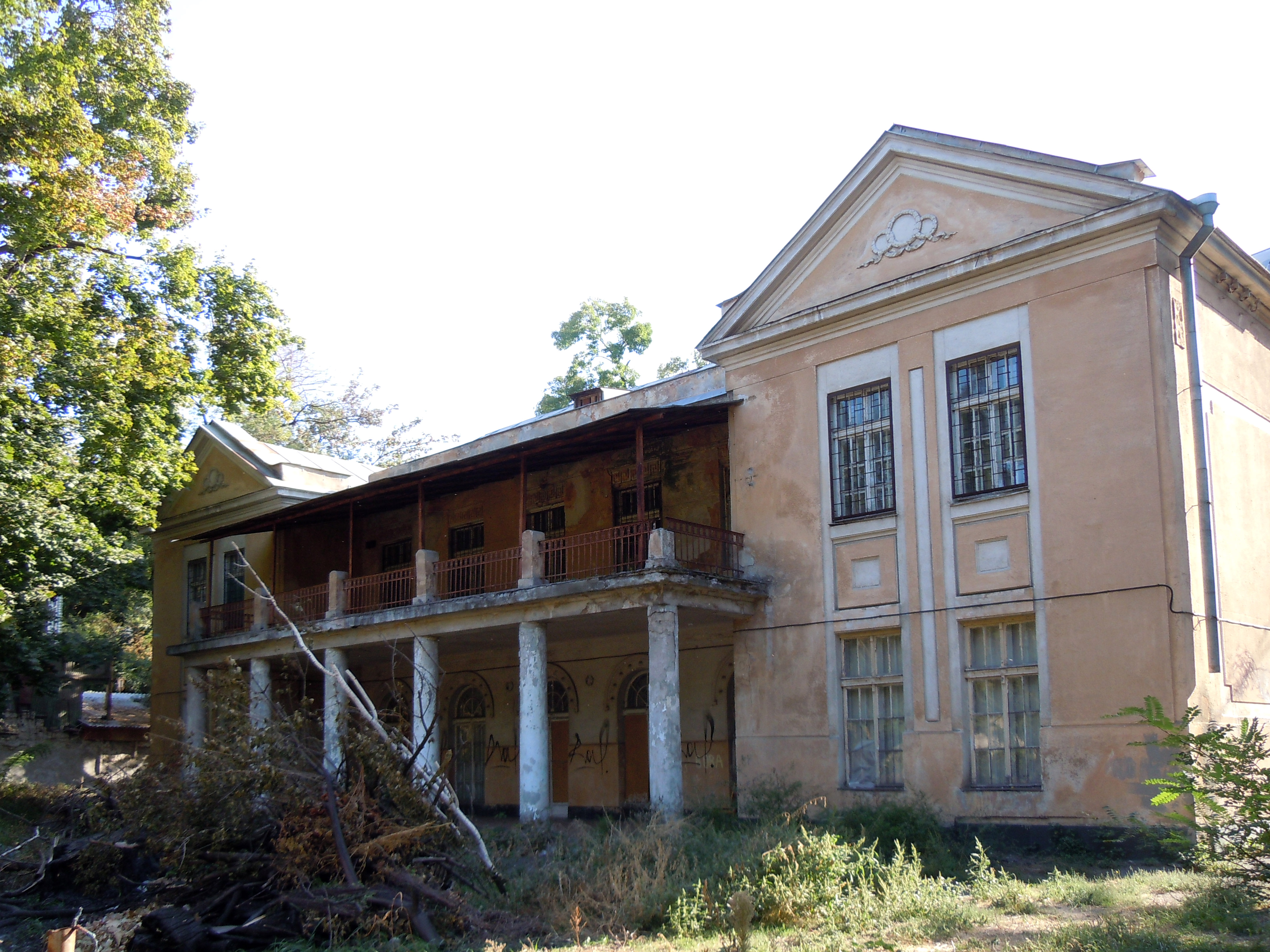
Обсерваторний пров. Особняк Фабрицького (реконструкція 1914 р.)
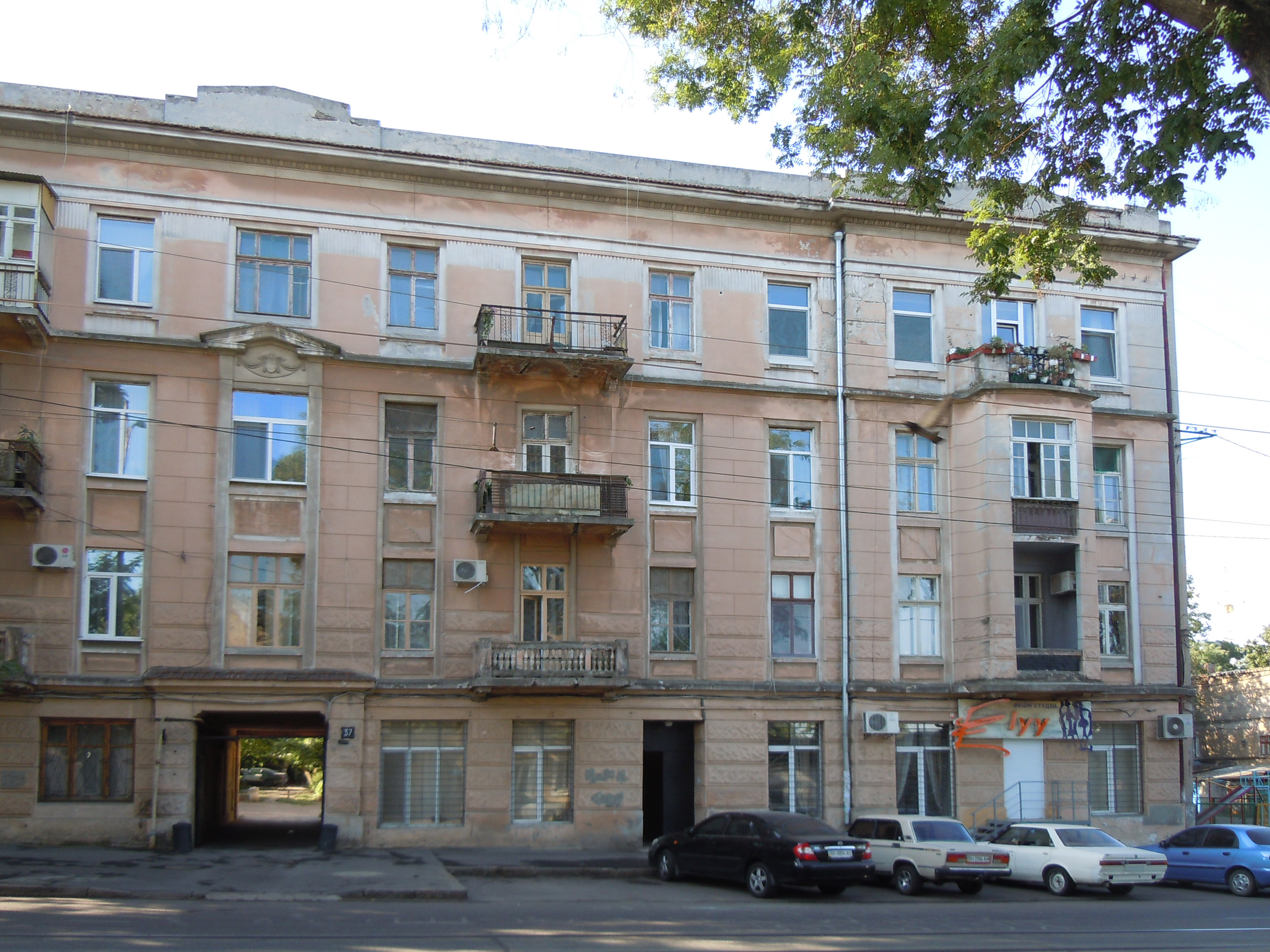
Колонтаївська вул., 37. Будинок С. Д. Кравченкова (1915 р.)

## Архітектура Одеси у 1920—1932рр. Модернізм

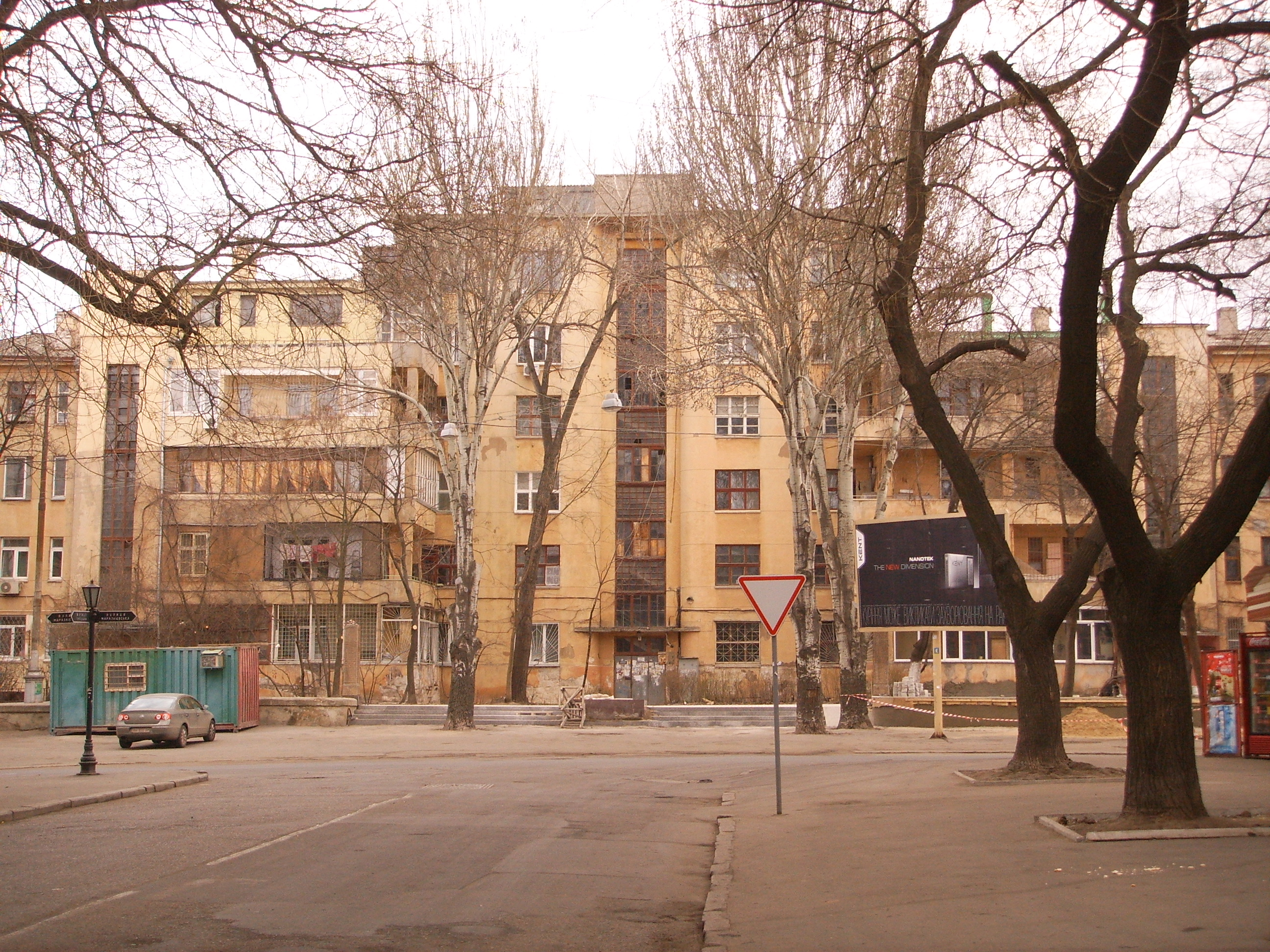
Будинки міліції (арх. Дубінін, 1931—1933 рр.)

У перші роки Радянської влади всі будівельні міцності були залучені для відновлення зруйнованих у роки Громадянської війни підприємств, а також закінчення недобудованих споруд і реконструкції старих будівель, так у 1926 році на Комітетській вулиці почали перебудову під п'ятиповерховий будинок млина Букштану, що згорів. У 1927 році пожвавлюється нове будівництво, будуються як окремі будинки, так і цілі житлові комплекси, такі, як на Новосельського, 32 та Розумовській, 2-4. У місті переважно працюють архітектори, що почали свою практику вже за радянських часів, зокрема Ной Канівський, який виконав значну частину житлових будівель. Із старорежимних архітекторів залишилися працювати А. Б. Мінкус, Ф. А. Троупянський, Л. М. Чернігов, але вони у основному виконували проєкти промислових та курортних споруд.
Архітектура середини XX-х років була виразною, деякі проєкти не дуже сильно поступалися дорадянським проєктам за оздобленням. Але у 1929—1930 роках архітектура стає все більш спрощеною.
На період між двома світовими війнами прийшлась архітектурна діяльність А. Дубініна. У 1931 році він спорудив будинок для міліції (переважно у ньому мешкали співробітники НКВС) подальша розбудова комплексу привела до нетривіального для Одеси східчастого розташування об'ємів. У 1933 році у дусі ар-деко почалось спорудження великого житлового комплексу у курортній місцевості — на Пролетарському бульварі. Після закінчення комплексу його було вирішено призначити для фахівців. Для НКВС на Малому Фонтані було споруджено санаторій імені Ф. Дзержинського.

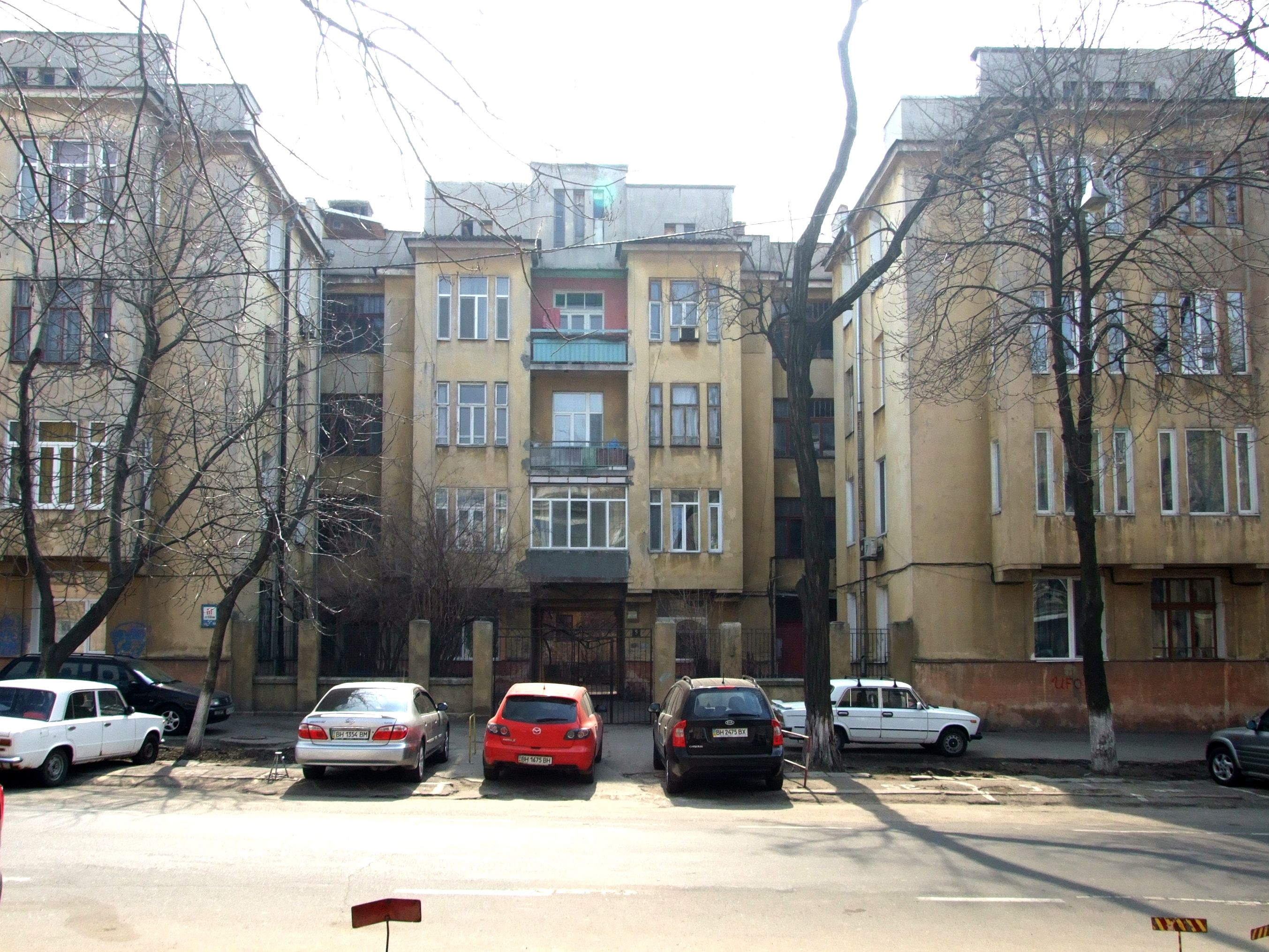
вул. Жуковського, 5. Житловий будинок Радторгфлоту (1926 р.)
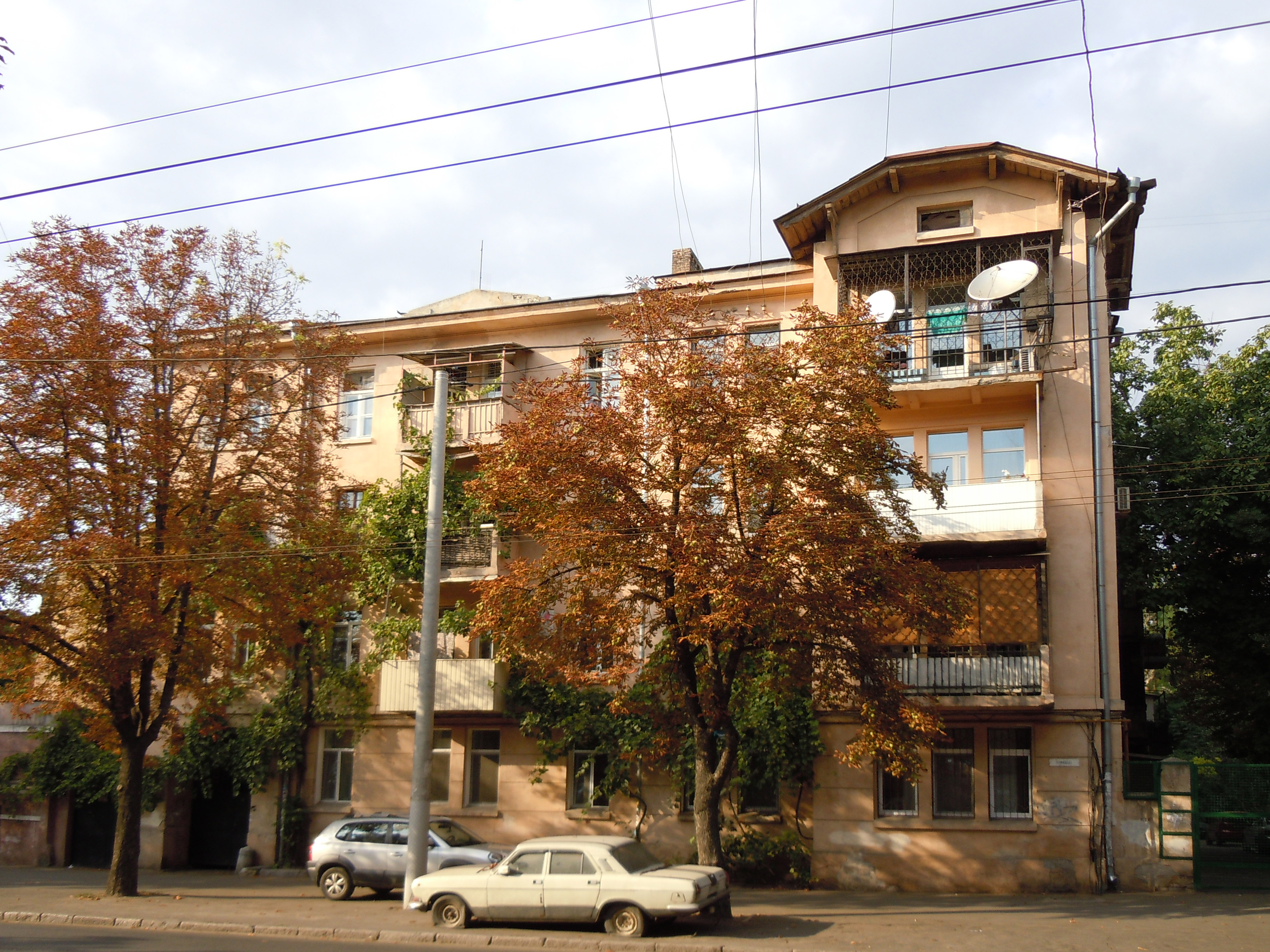
Розумовська, 2-4. Ліва секція житлового будинку (арх. Л. О. Любельский, нагляд: інж. Ю. Я. Беккер, 1928 – 1929 гг.)
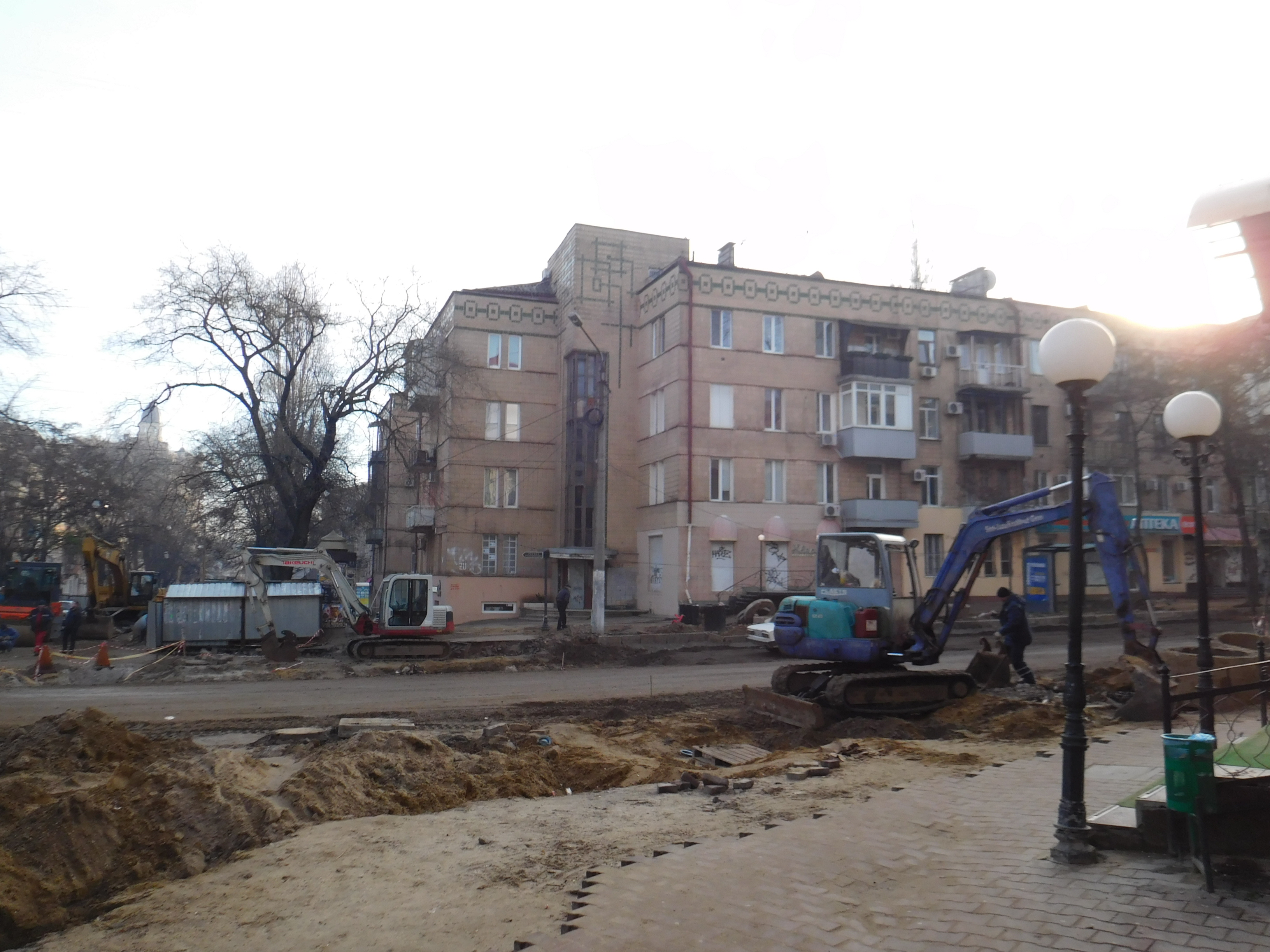
пров. Маяковського, 9. Житловий  будинок Радторгфлоту (арх. П. Н. Діденко, 1928 - 1929 рр.)
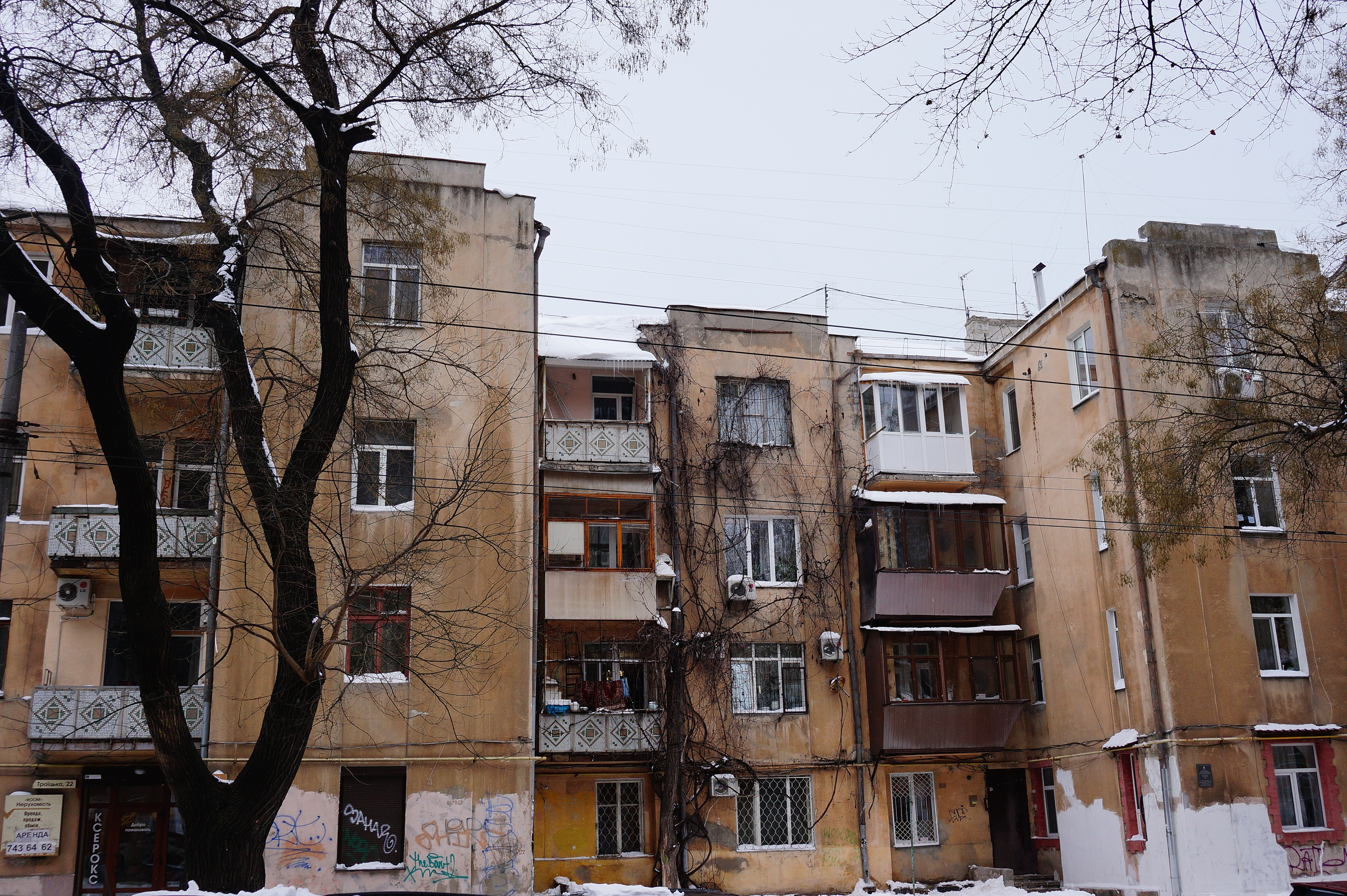
Троїцька вул., 22. Житловий будинок Радторгфлоту (арх. П. Н. Діденко, нагляд: Ф. І. Горичев, 1929 - 1931 рр.)
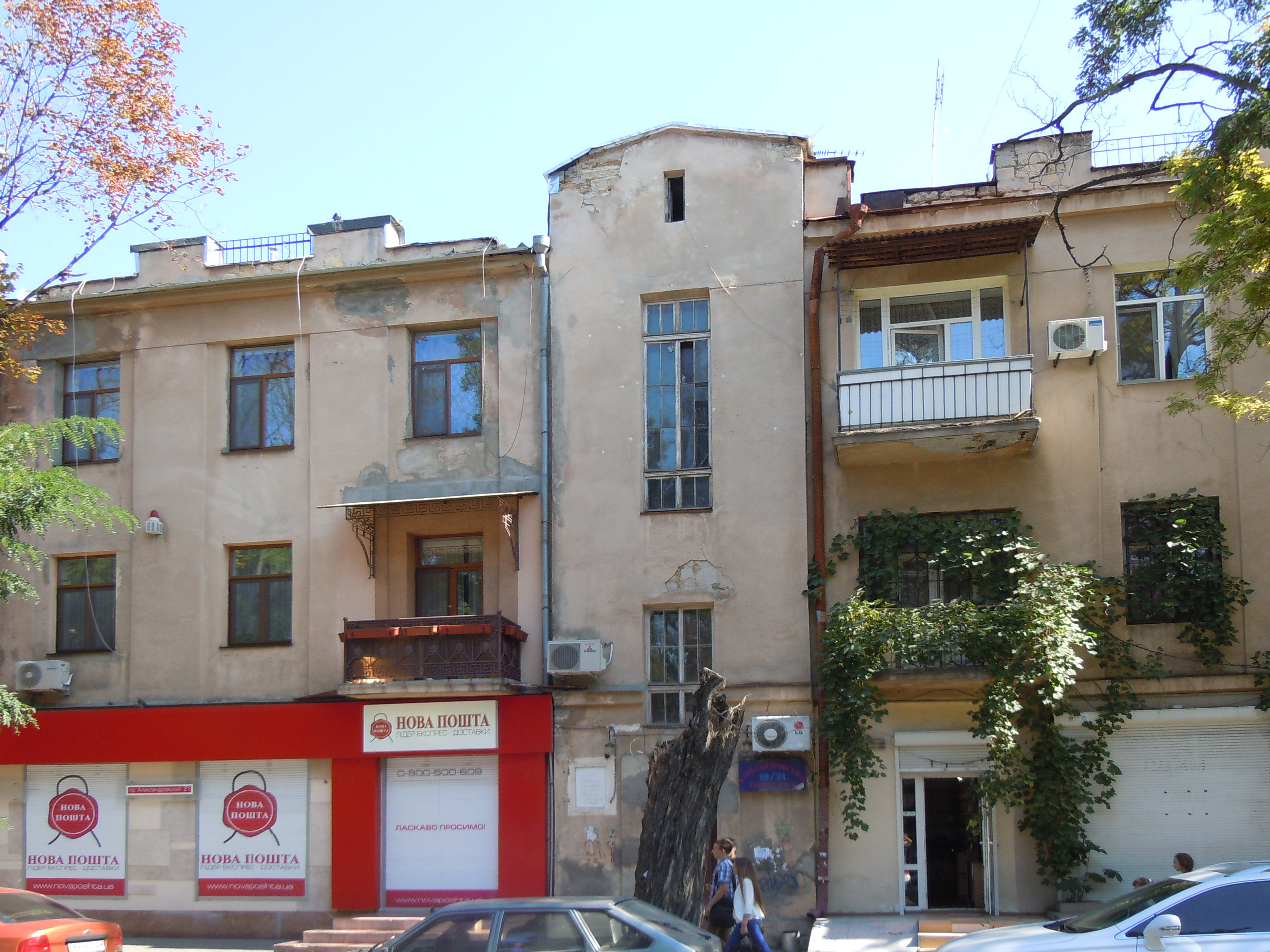
Олександрівський просп., 19. Будинок Тартаковського, Українського і Заславського (1929 р.)
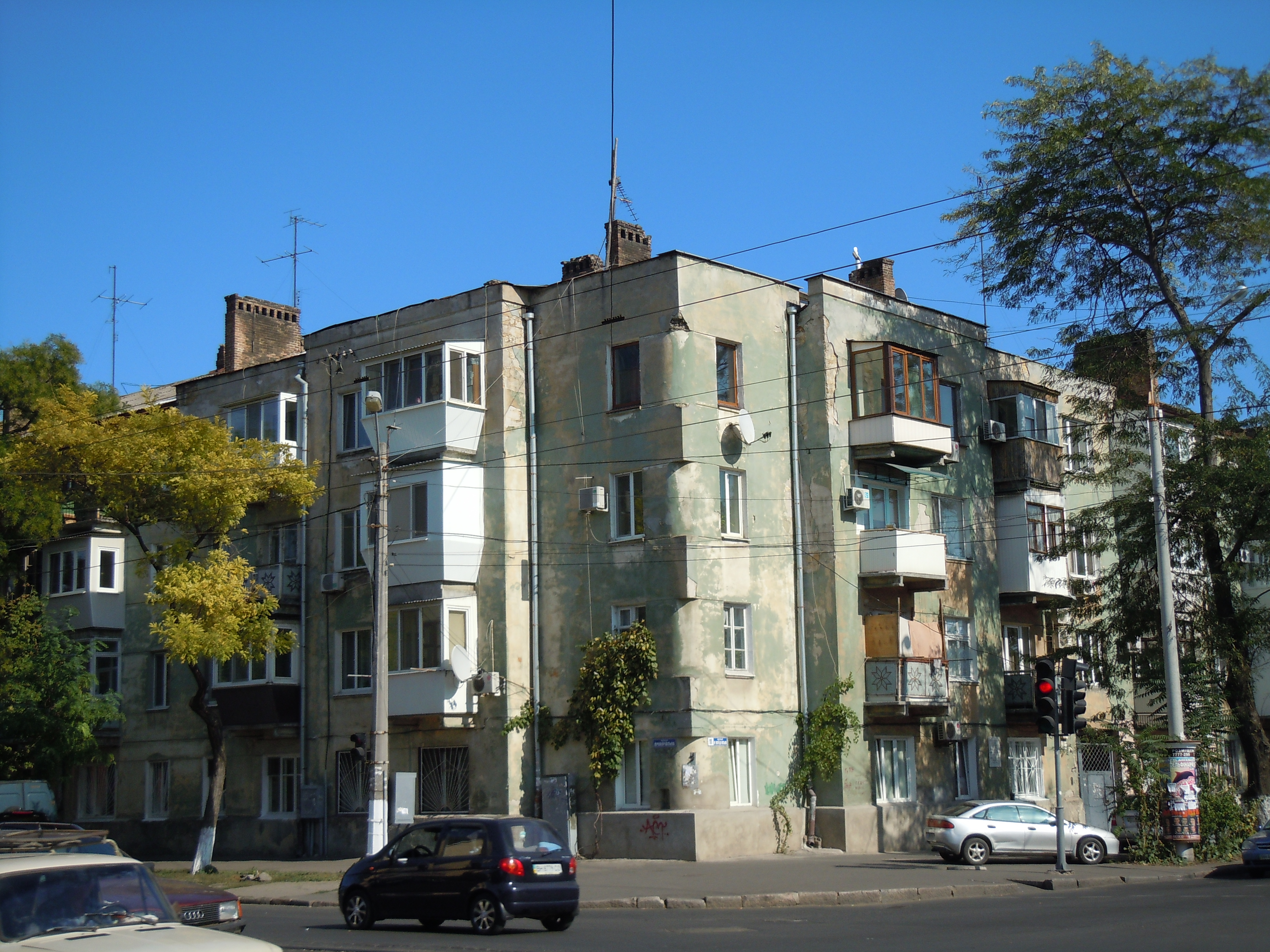
М'ясоєдовська вул., 11
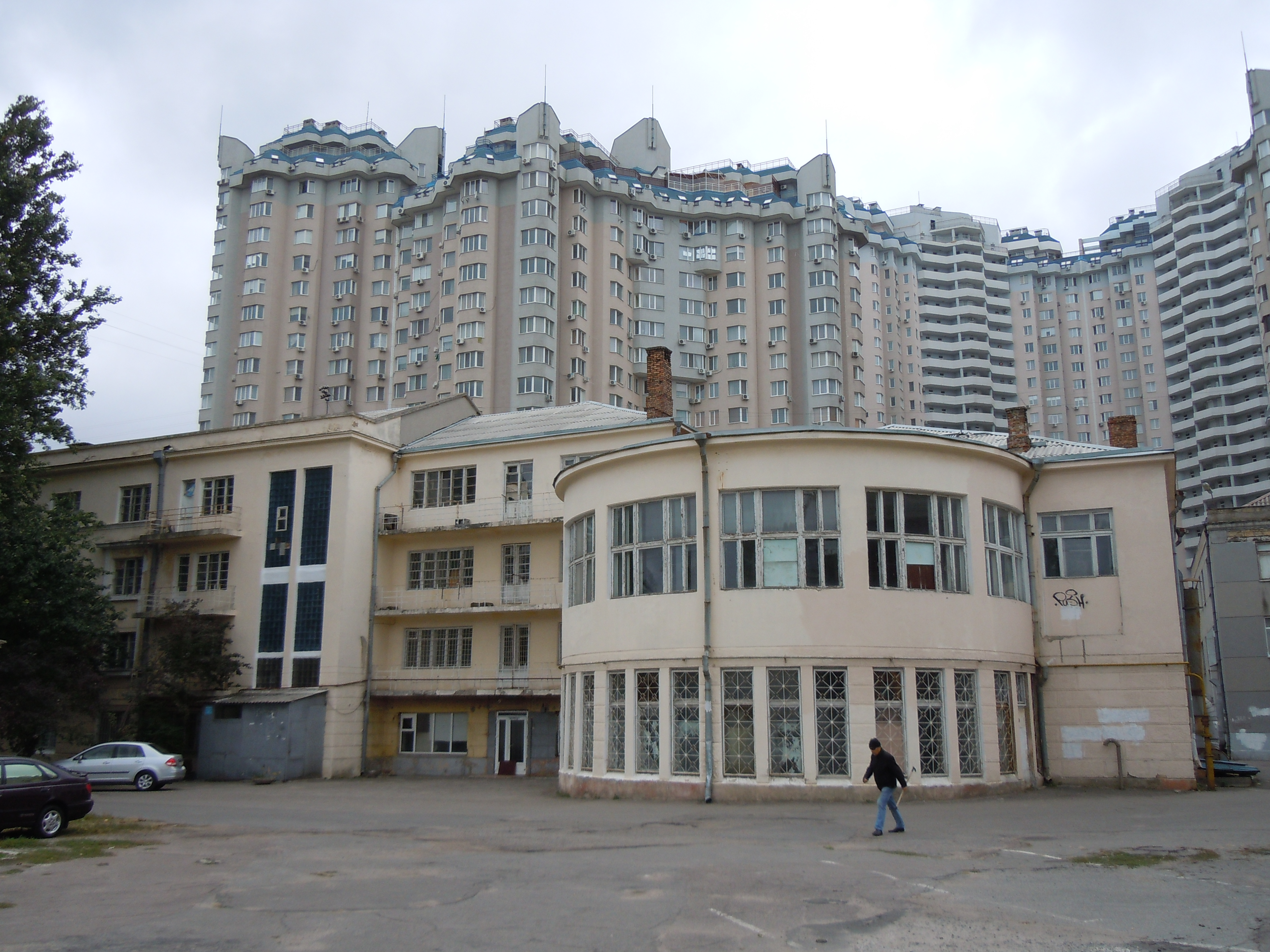
Гуртожиток інституту насіння і борошна (1932 - 1935 рр.)
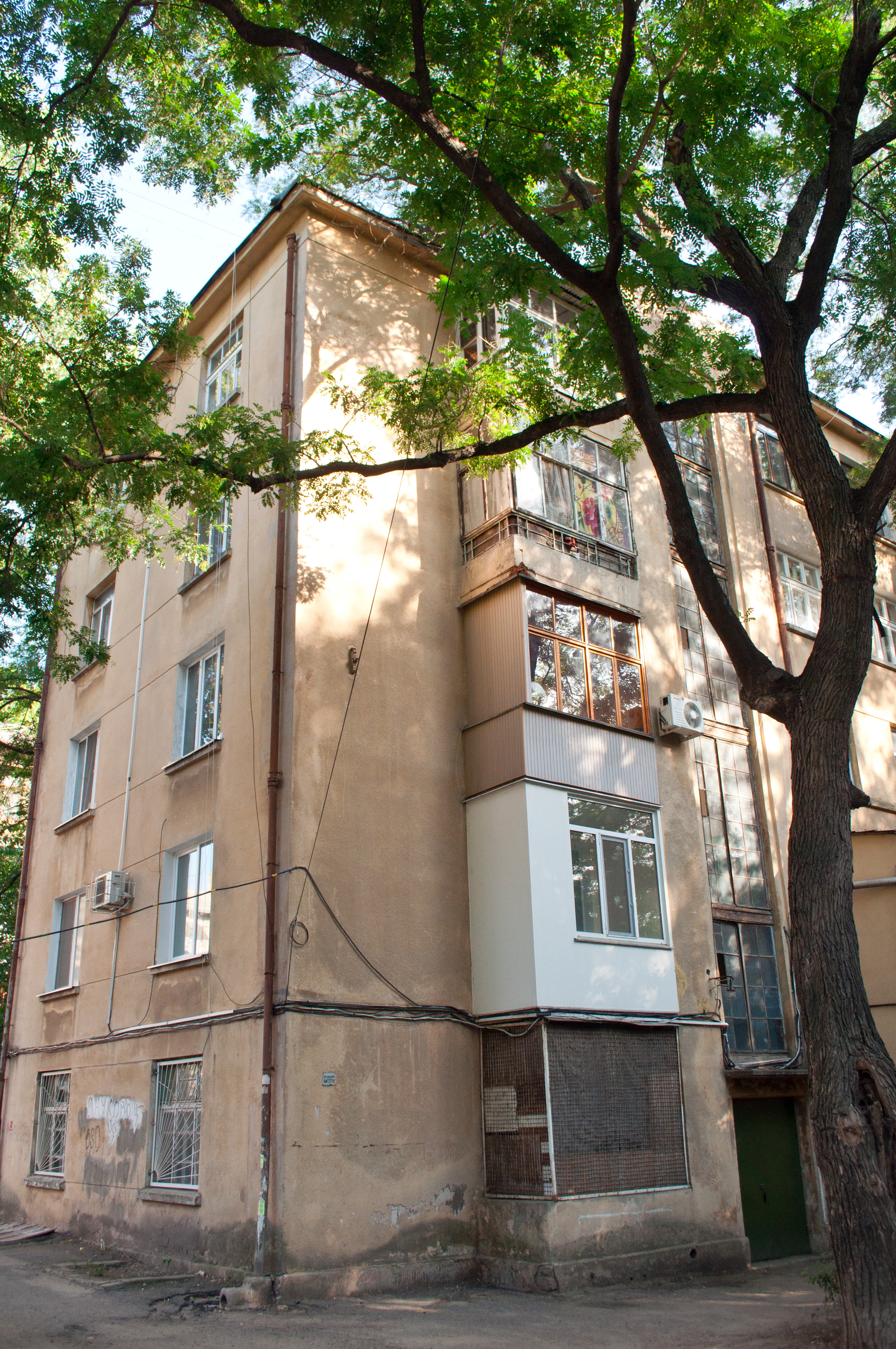
Пироговська вул., 7/9 корп. 3. Будинок житлового комплексу Одеського військового округу (арх. арх. П. Н. Діденко, Л. М. Гольденберг, 1932 - 1933 рр.)
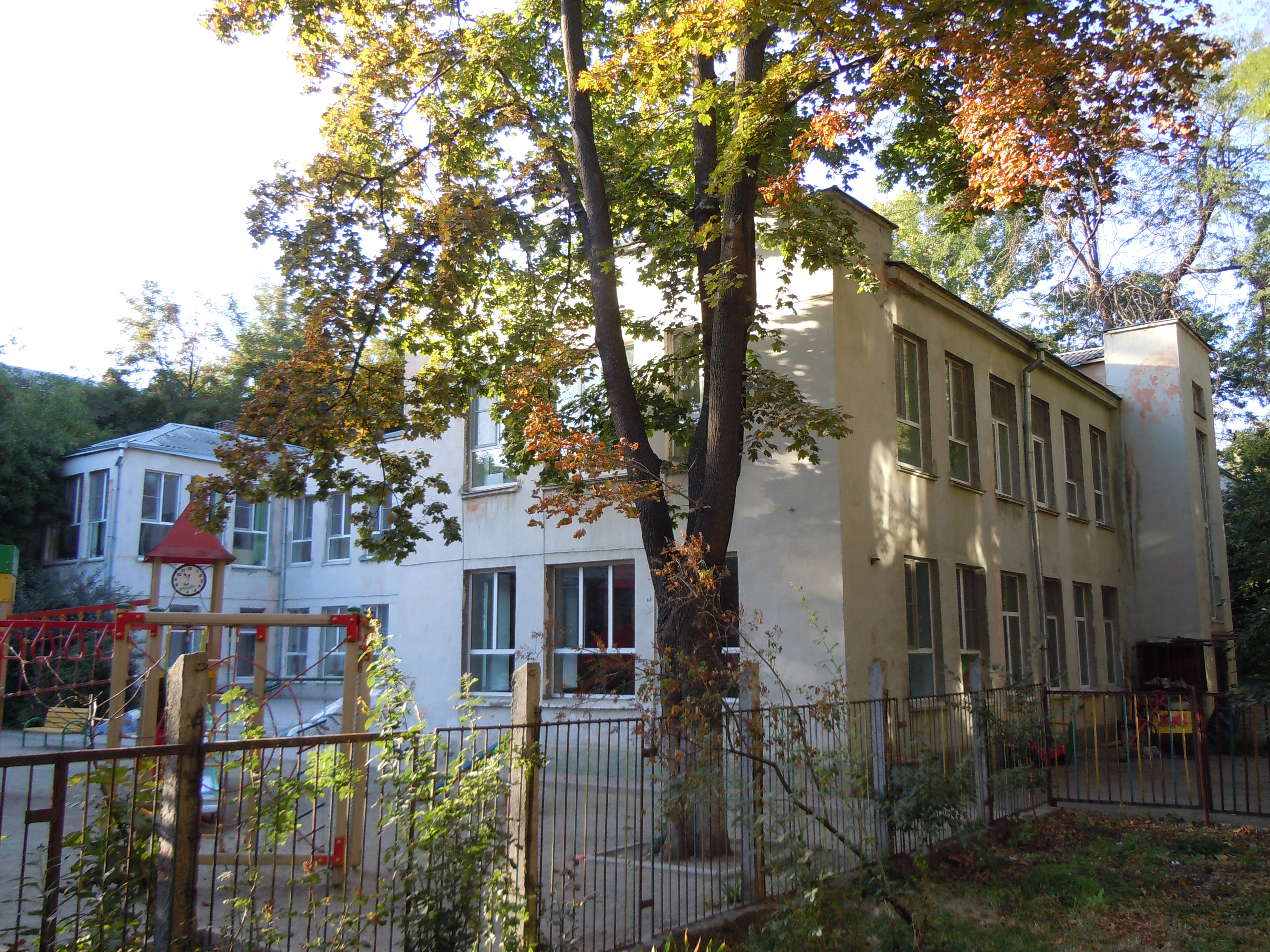
Семінарська вул. / Пироговська вул., 7/9 Ясла житлового комплексу Одеського військового округу (арх. арх. П. Н. Діденко, Л. М. Гольденберг, 1932 - 1933 рр.)

## Архітектура Одеси у 1932— 1940-х рр. Ретроспективізм
З 1936 році у Одесі, як і у інших містах Радянського союзу, розгорнулось шкільне будівництво по наново розробленим у НКО Освіти УРСР типовим проєктам. У центрі міста використовувались проєкт Коднєра 1935 року, проєкти № 107 і № 108, також є одна будівля проєкту № 34. У віддалених передмістях широко використовували проєкти № 102, № 103, № 111.
Також по типовим проєктам у другій половині 1930-х здійснювалось будівництво ясел та дитячих садів. Найбільш поширеним став проєкт Волкобоя (Митна пл., початок Канатній вул., вул. Желябова та інші).

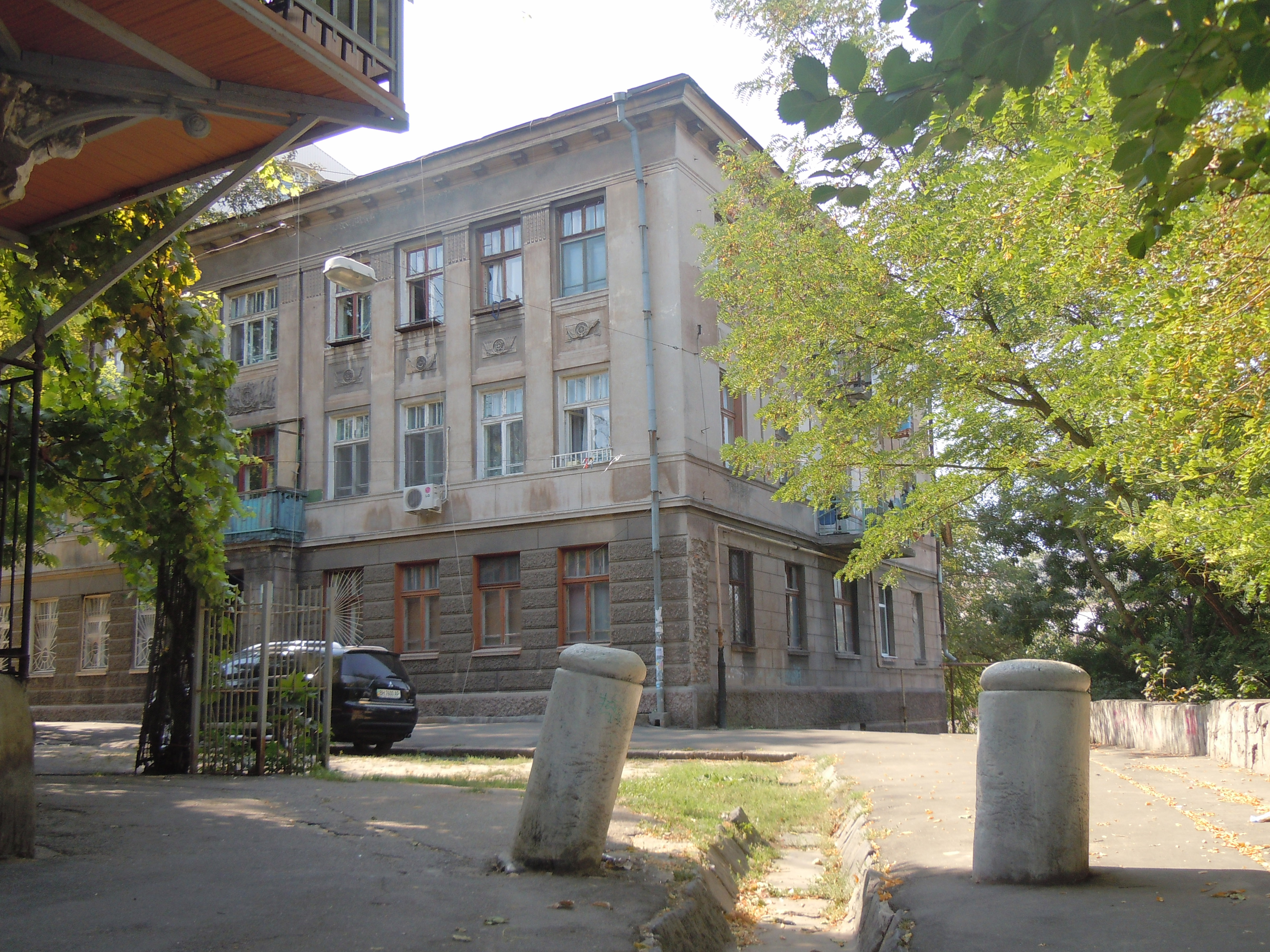
Будинок Сосновської (реконструкція, 1930-ті рр.)
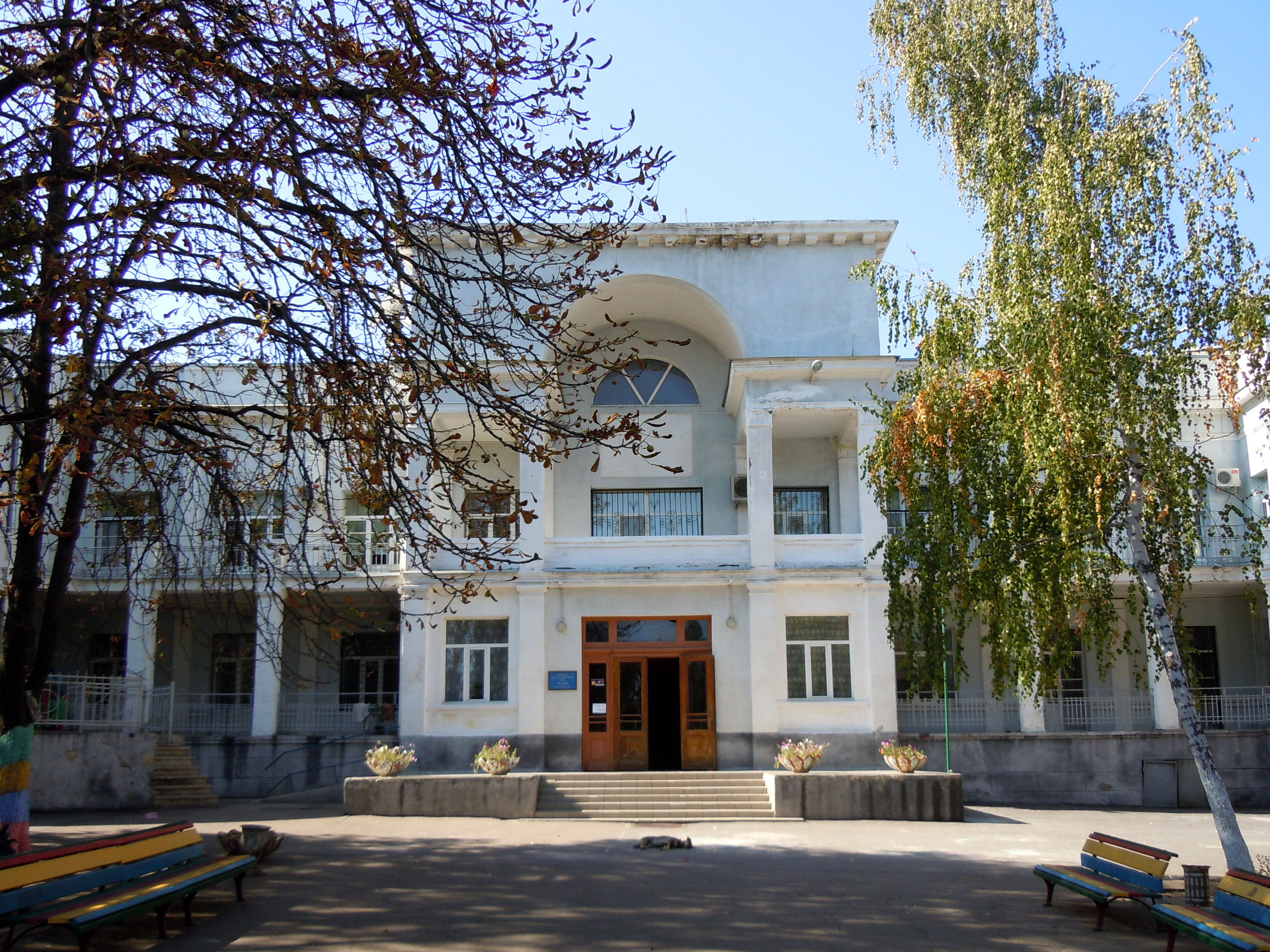
Дитячий санаторій у Люстдорфі (1934 - 1938 рр.)
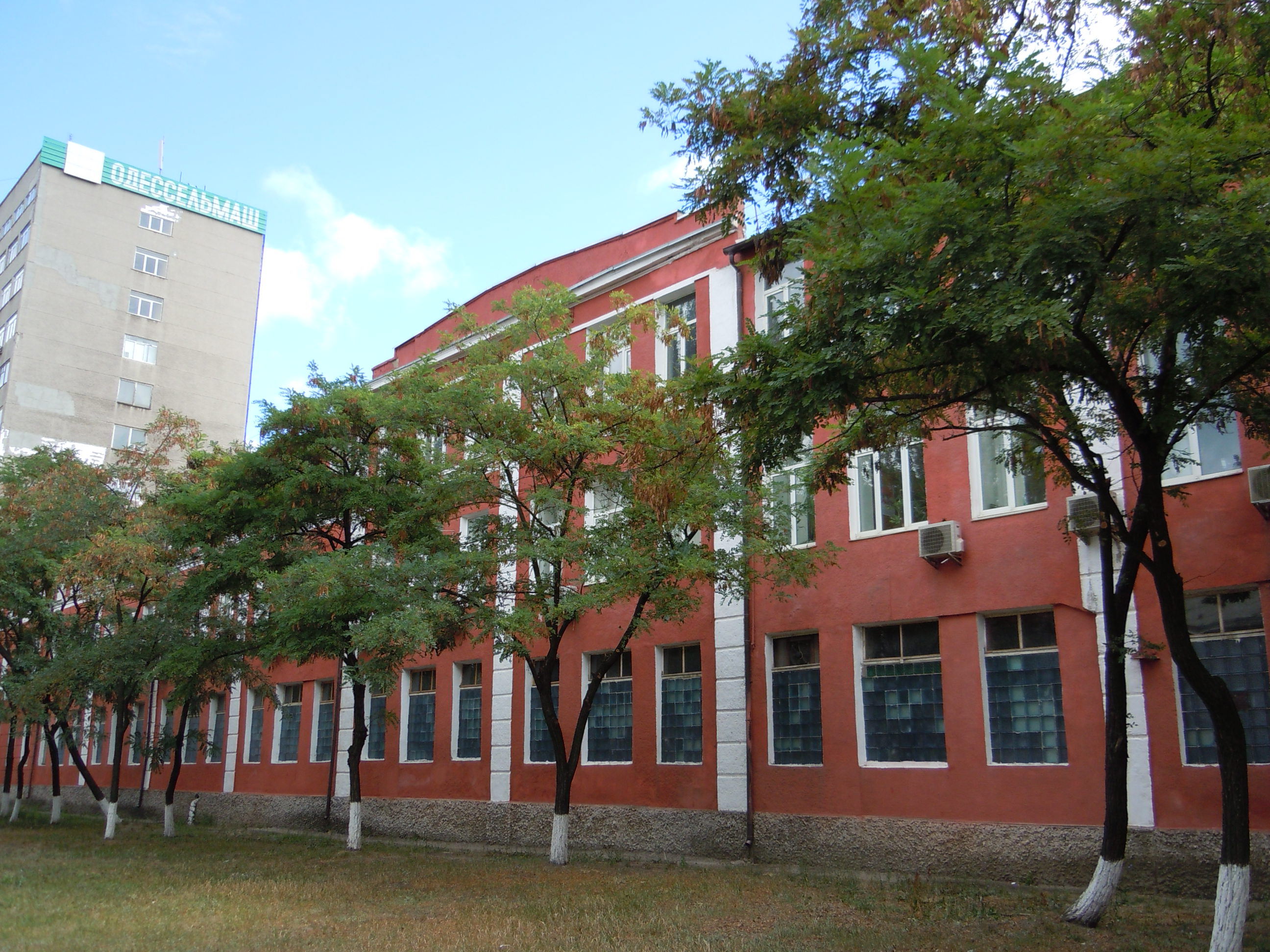
вул. Чорноморського козацтва, 72. Адміністративний корпус заводу ім. Жовтневої революції
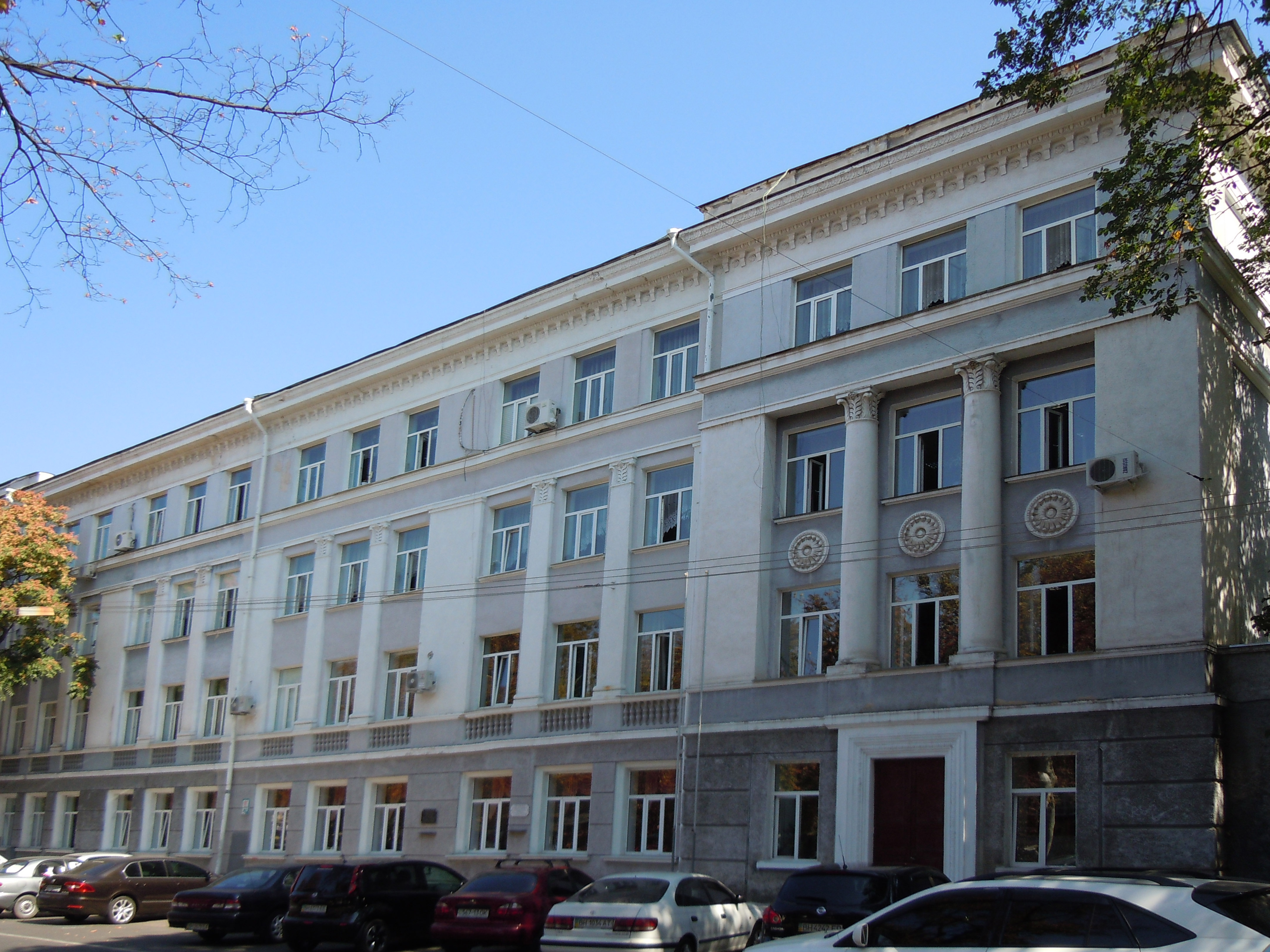
Будівля школи № 119, типовий проєкт № 107 (1936 - ? ) рр.
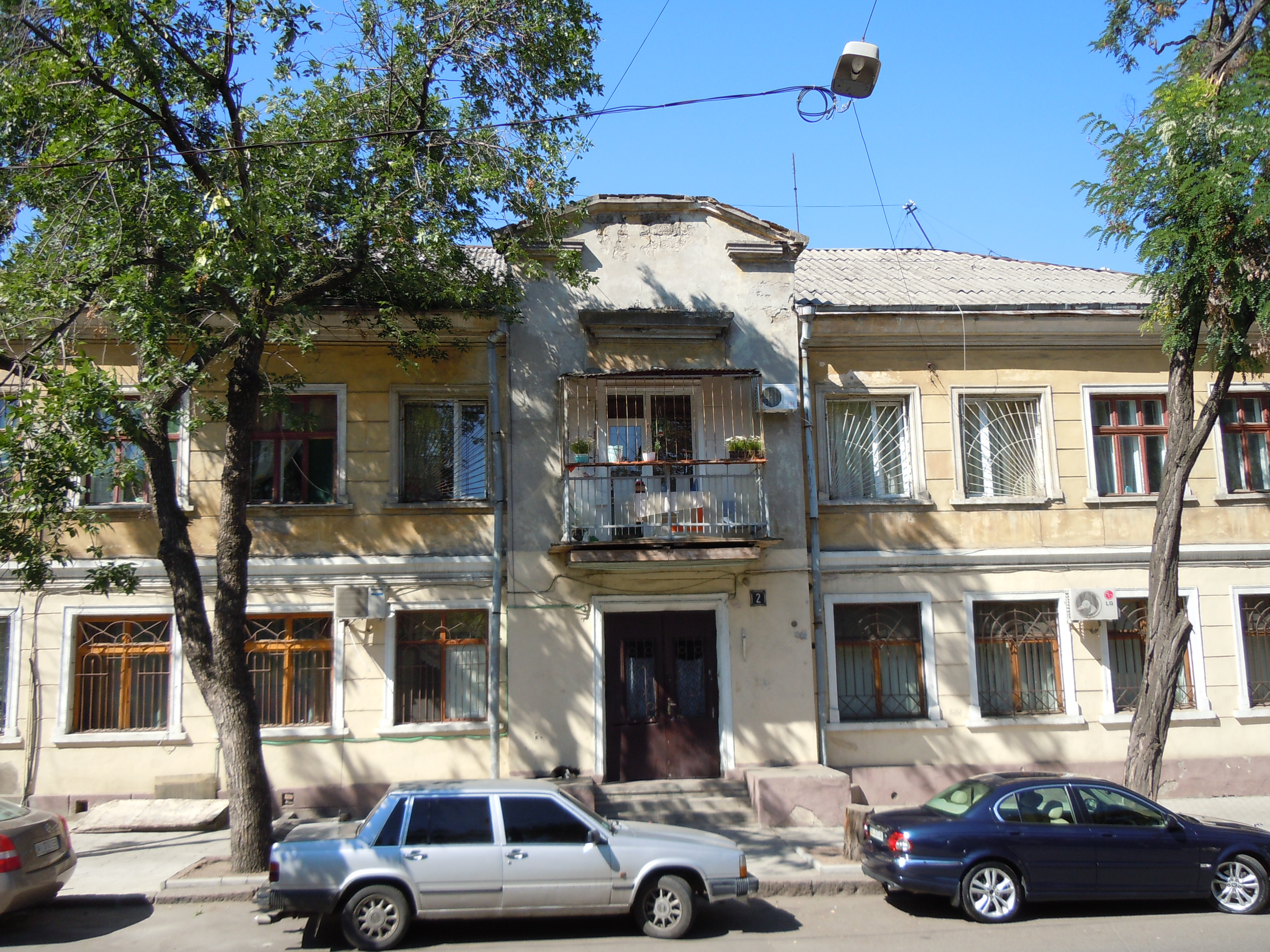
Канатна вул., 2. Дитячий сад або ясла, ІІ-а пол. 1930-х рр.
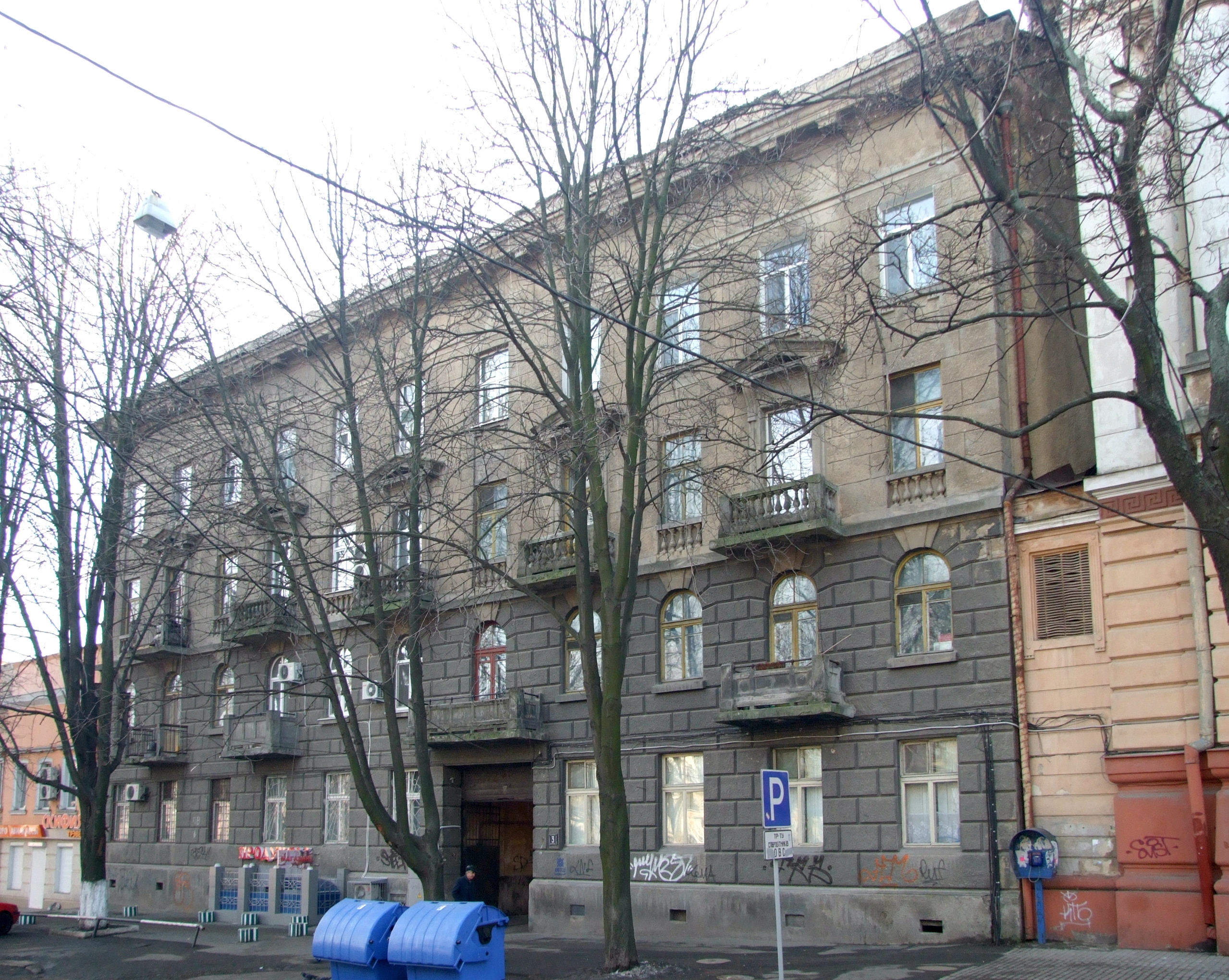
пл. Віри Холодної, 3. Житловий будинок Шкіртресту, арх. А. Б. Мінкус, 1935 - 1939 рр.
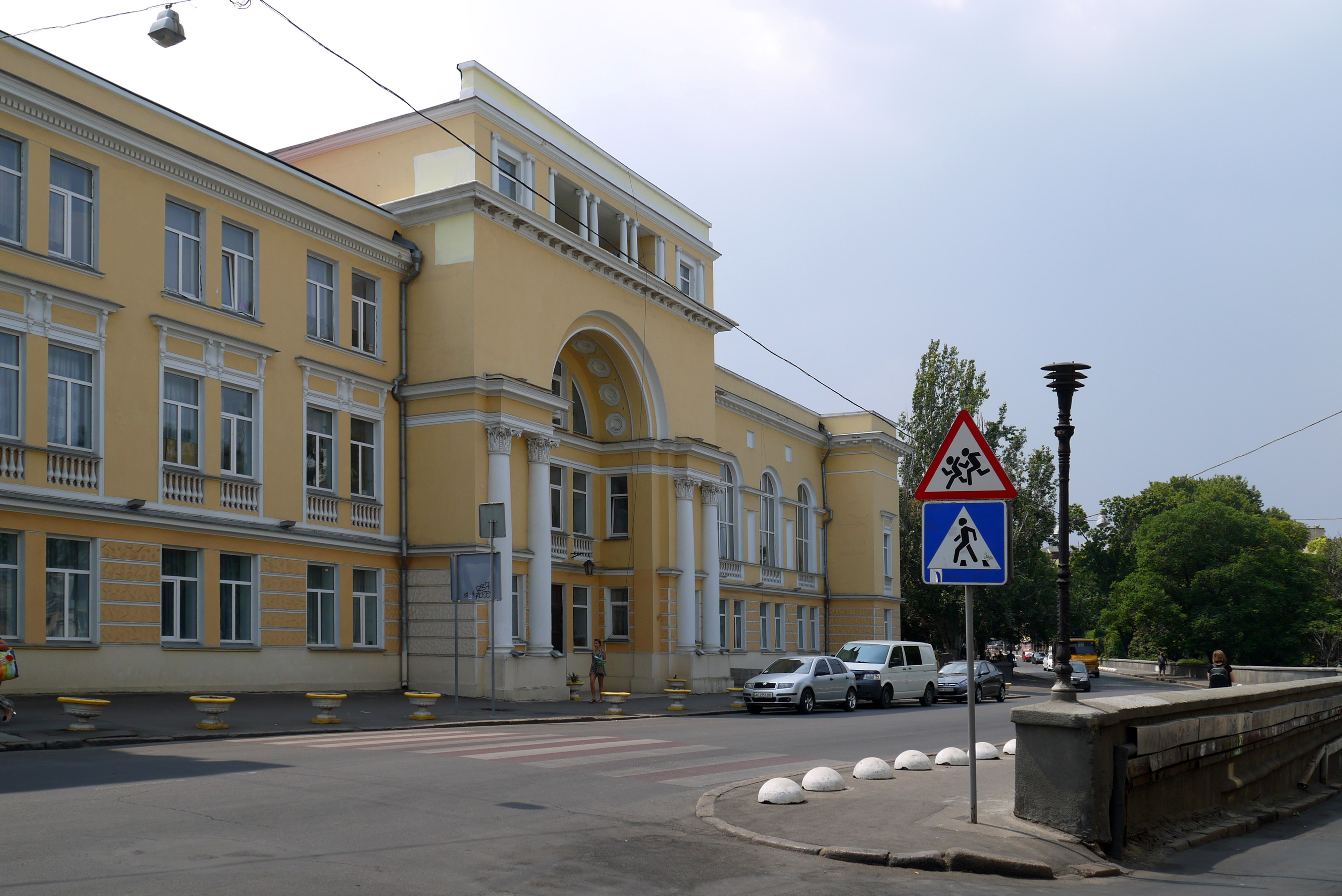
Будівля музичної школи ім. П.С.Столярського (1938 - 1939 рр.)
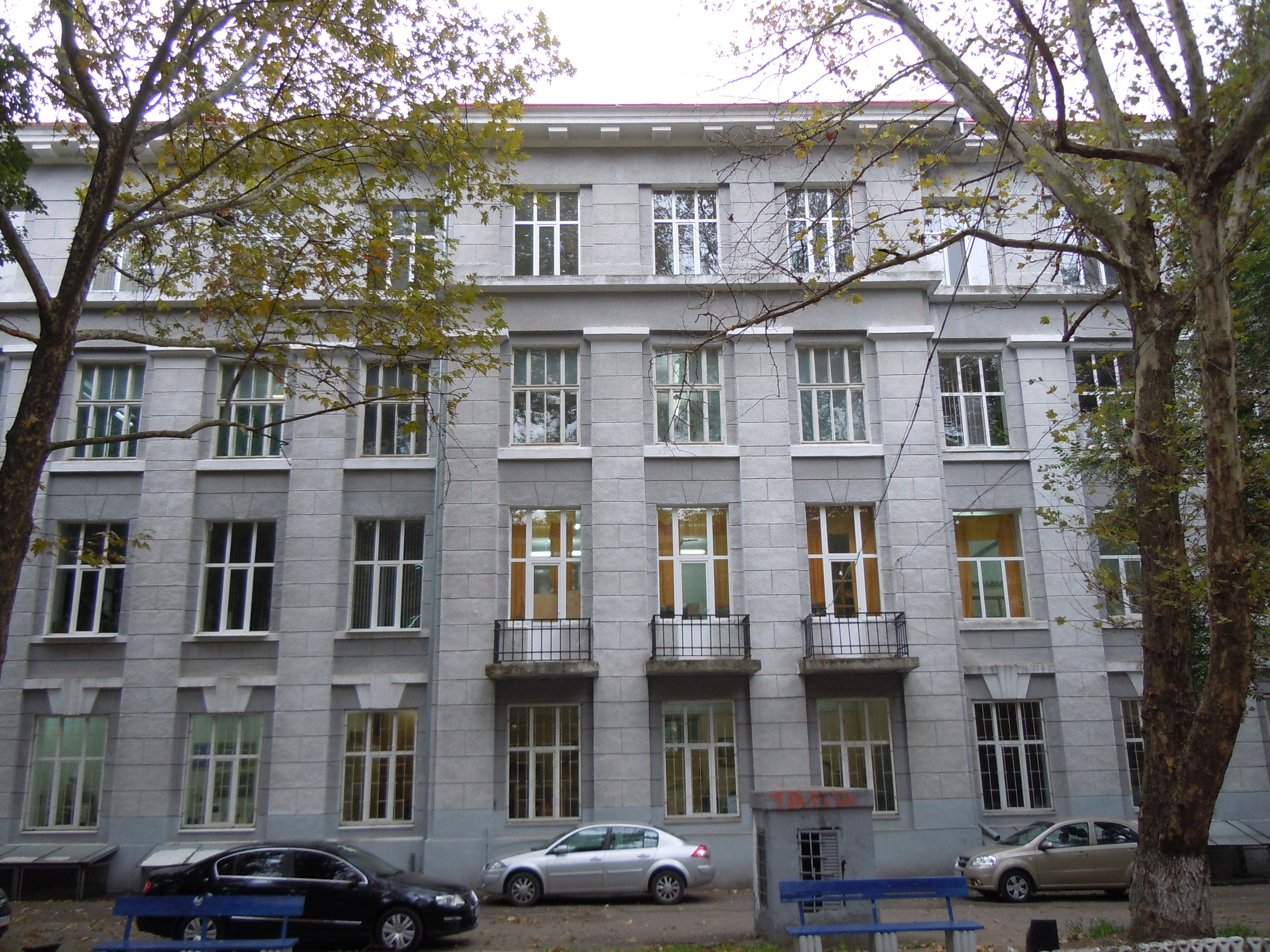
Канатна вул., 112. Лабораторний корпус інституту насіння і борошна (арх. А. Б. Мінкус, ? - 1940 р.)
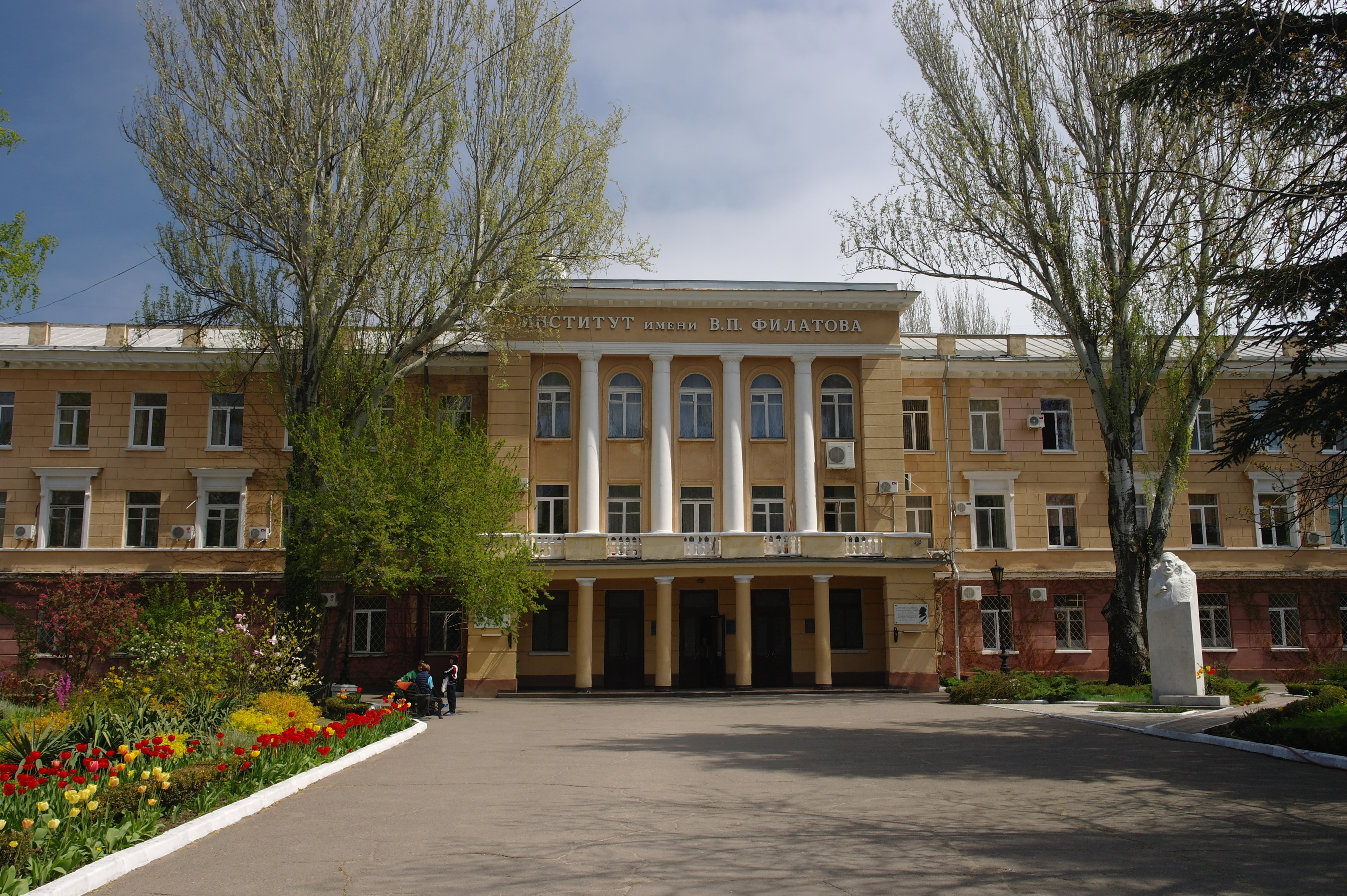
Будівля інституту очних хвороб (арх. М. А. Кац, 1939 р.)
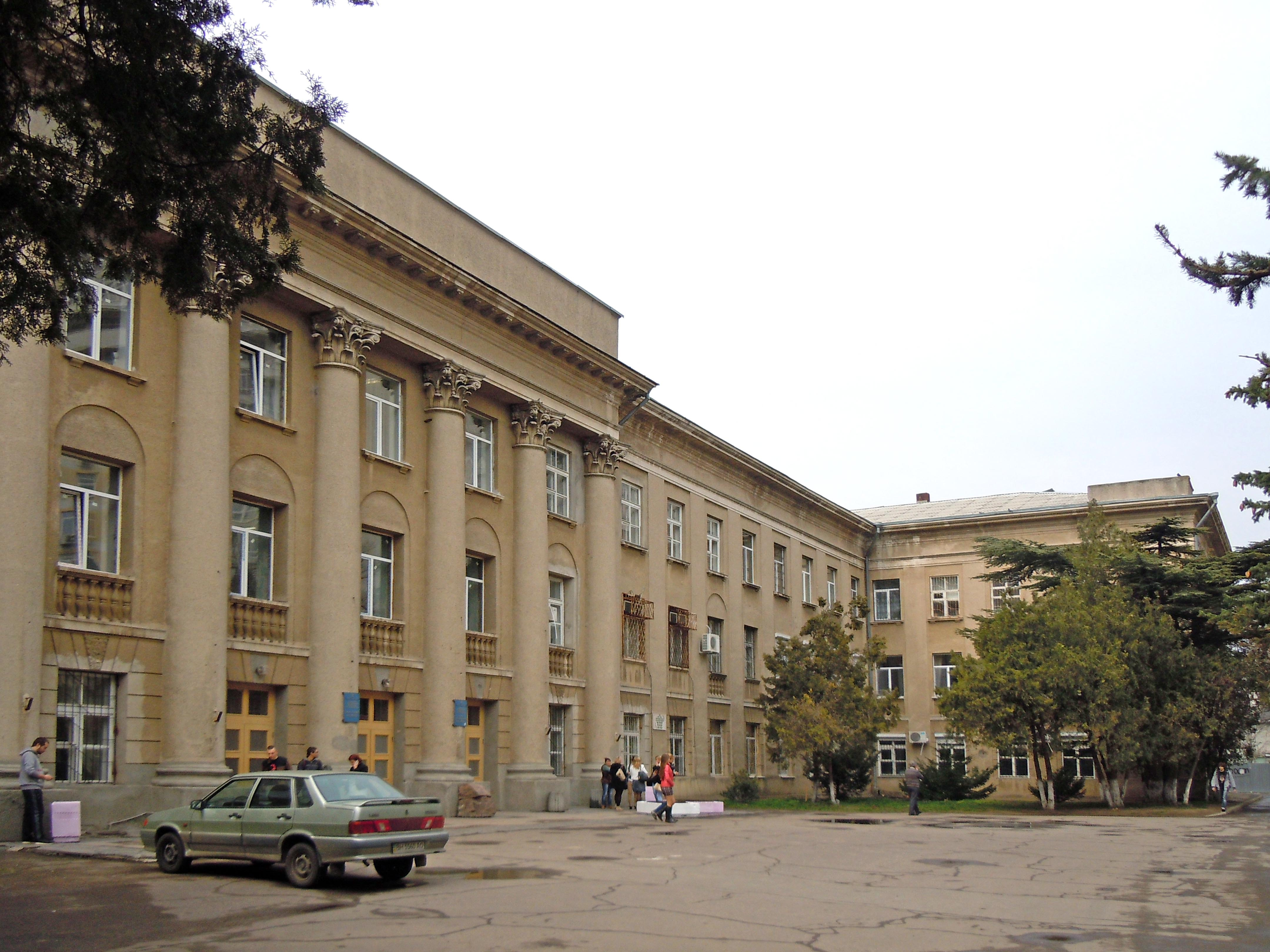
Шампанський пров., 2. Будівля (кін. 1930-х рр. Закінчена після війни)

## Післявоєнне відновлення
У роки Другої світової війни багато будинків було зруйновано як радянськими, так і румунсько-німецькими військами, але у добу Трансністрії румунська влада намагалася відновити історичні, промислові споруди і інші важливі споруди: було відновлено лівий напівциркульний будинок та міську думу. У 1941 році радянськими диверсантами вщент будо зруйновано будинок і флігель Гойнінген-Гюно на Маразліївський вулиці.
Під час відступу румуно-німецьких військ був висаджений у повітря залізничний вокзал на Куликовом поле. За новим проєктом вокзал відбудують у повоєнний період (автор проєкту архітектор Леонід Максимович Чуприн).
Відновлення пошкоджених та поруйнованих споруд у Одесі йшло у двох напрямках. Відновлювали та по можливості реставрували декотрі споруди попередніх стилів (доби класицизму, історичних стилів, часто без відновлення деталей та історичних інтер'єрів, бо будівельна галузь втрачала професіоналізм). Показовою була доля Одеської кірхи. Поруйнована споруда неороманського стилю з пошкодженою дзвіницею десятиліттями стояла покинутою напризволяще і ніяк не використовувалась в місті, де був брак споруд зі збереженим дахом.

## Архітектура 1950-х років

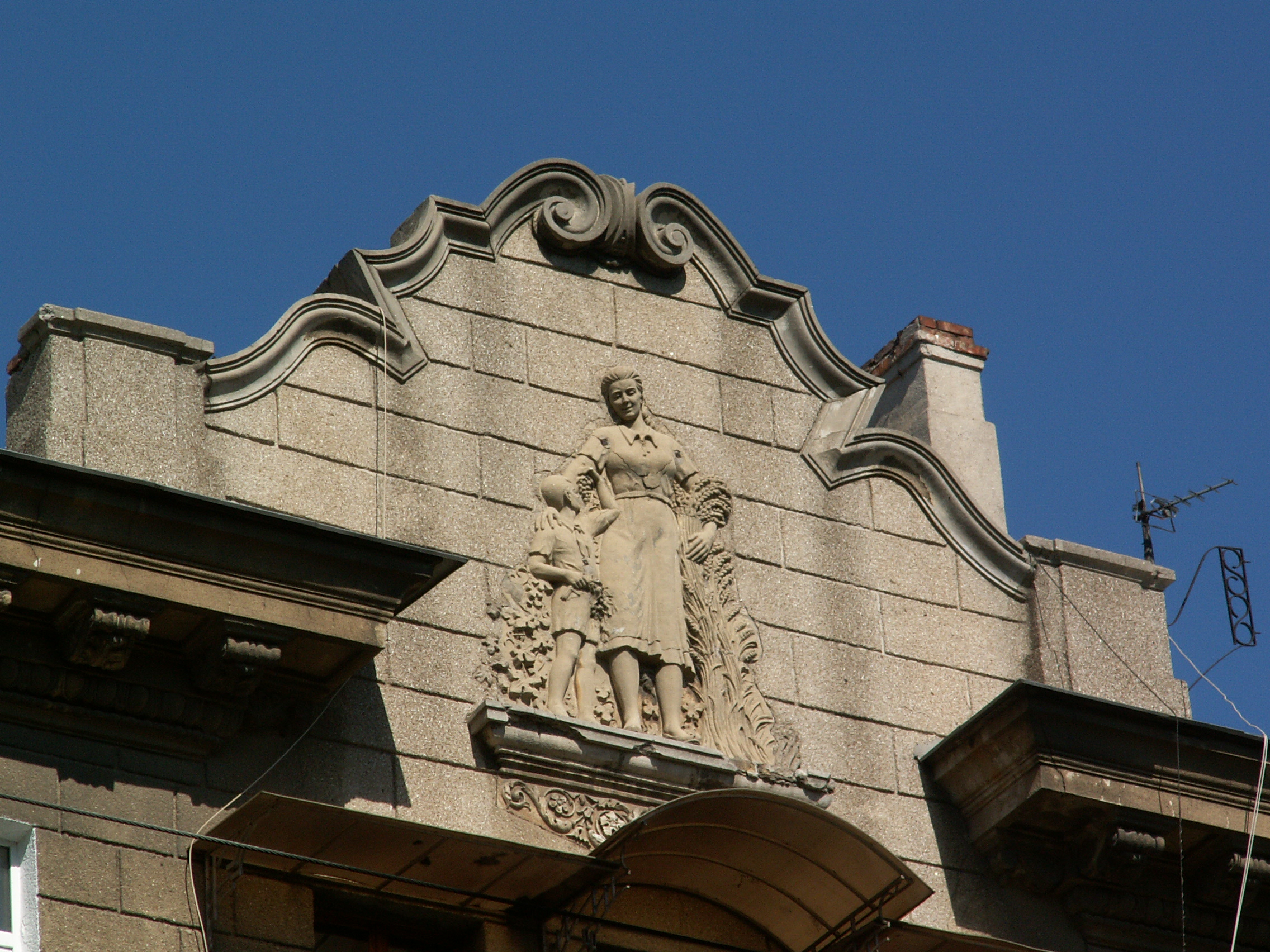
Барельєф на будинку для викладачів

Відновилось будівництво житла. Отримав розповсюдження так званий «сталінський класицизм». Типовими зразками насадженого з волі комуністичного уряду були сталінські «висотки» у Москві і пишний декор московського метро з важкою ліпниною, коштовною мозаїкою, фресками, бронзовим литвом. В архітектурі запанували гігієна, зайва велич та оголена функція, тоді як фасади приховували за пишними ліпленими орнаментами з гірляндами, рогами достатку, обелісками тощо. Цей декор надавав хоч якогось індивідуального характеру малоестетичній житловій та суспільно значимій архітектурі повоєнних кінотеатрів, будинків культури за типовими проєктами, численних крамниць теж за типовими проєктами, павільйонів виставок. Всі перебільшення і недоліки цієї архітектури відбились у створенні Виставки досягнень народного господарства у Москві. Пишний декор і маловиразність такої архітектури при завеликому кошторисі доволі швидко набридли і 1955 року (невдовзі по смерті Сталіна) вийшла загрозлива постанова комуністичного уряду про заборону надлишковості в радянській архітектурі.

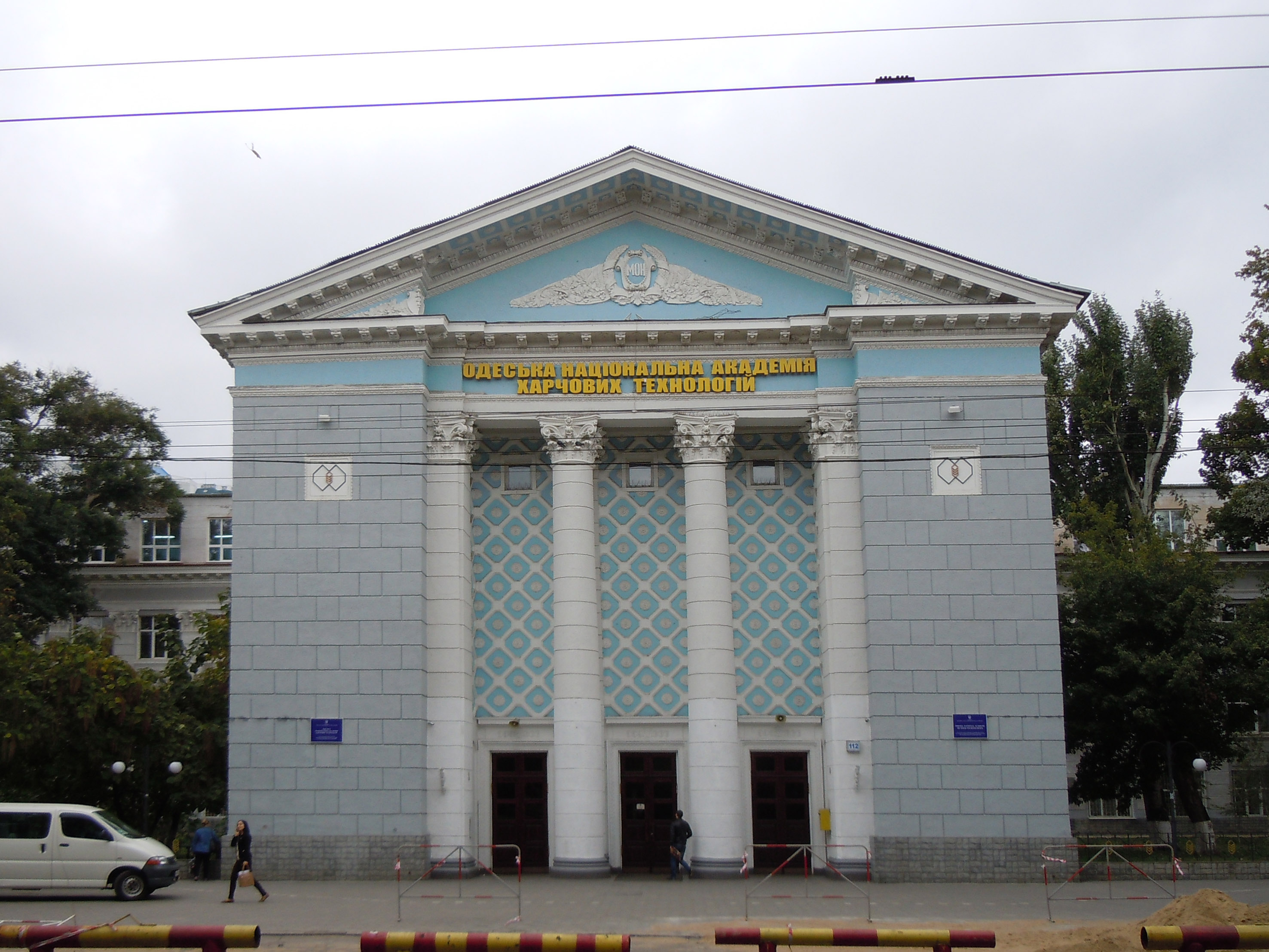
Канатна вул., 112. Вхідна група інституту насіння і борошна (поч. 1930-х рр. Перебудова: 1930-ті і 1950-ті рр.)
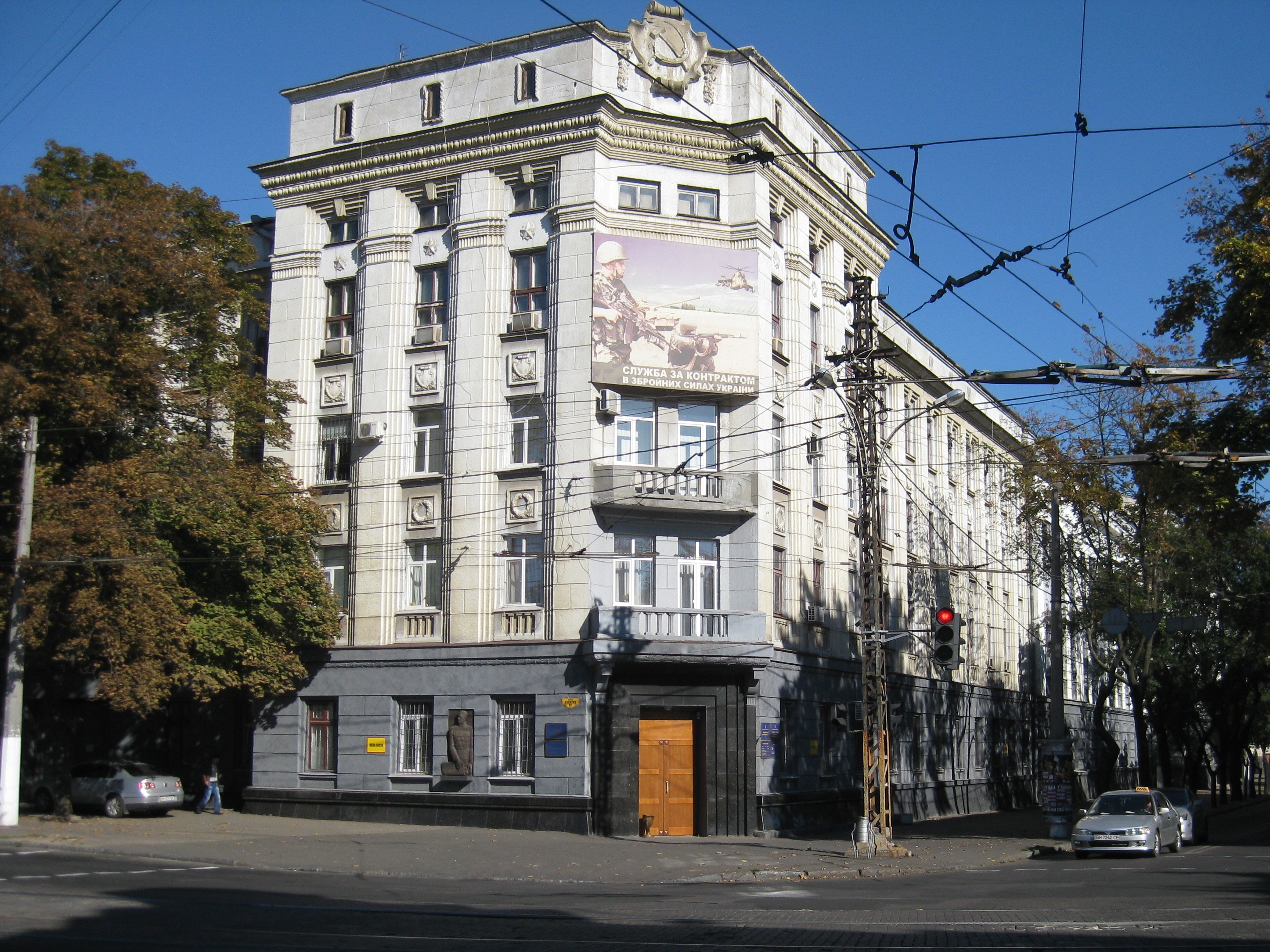
Пироговська вул., 6. Будинок Штабу Одеського військового округу (1950-ті рр.)
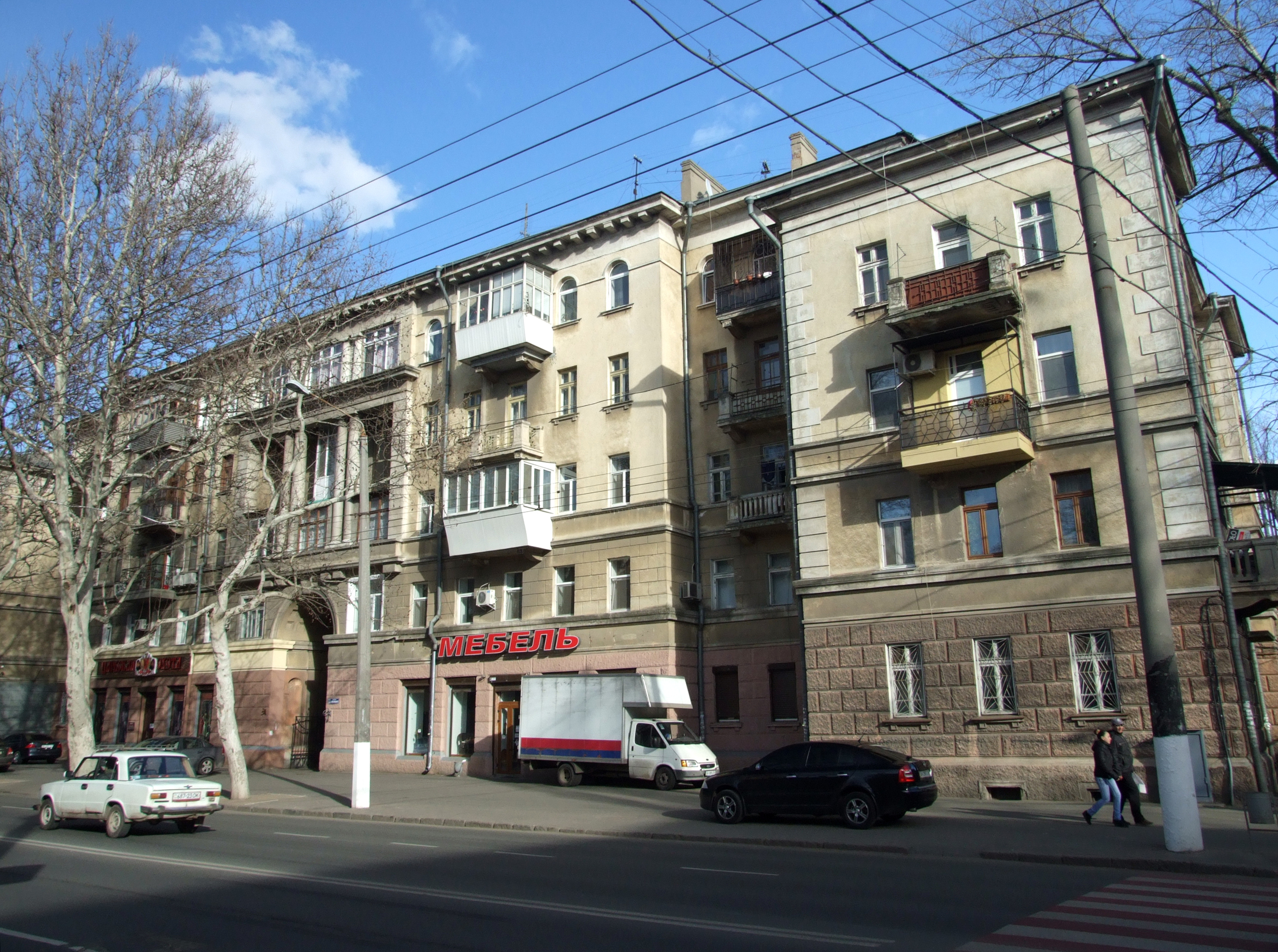
вул. Богдана Хмельницького, 17-19. Житловий будинок (1950-ті рр.)
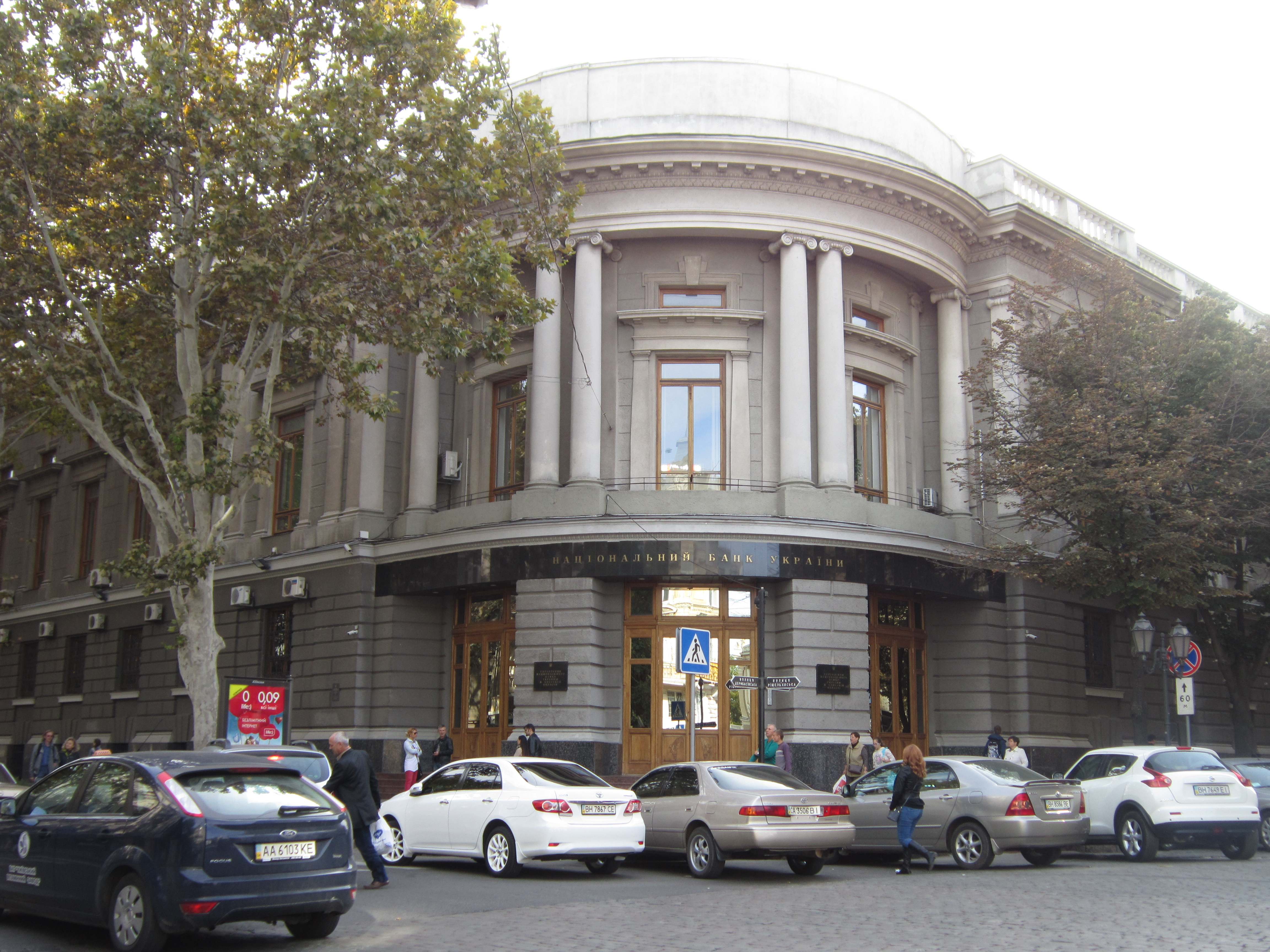
Нова будівля Одеського відділення держбанку СРСР (? - 1956 рр.)
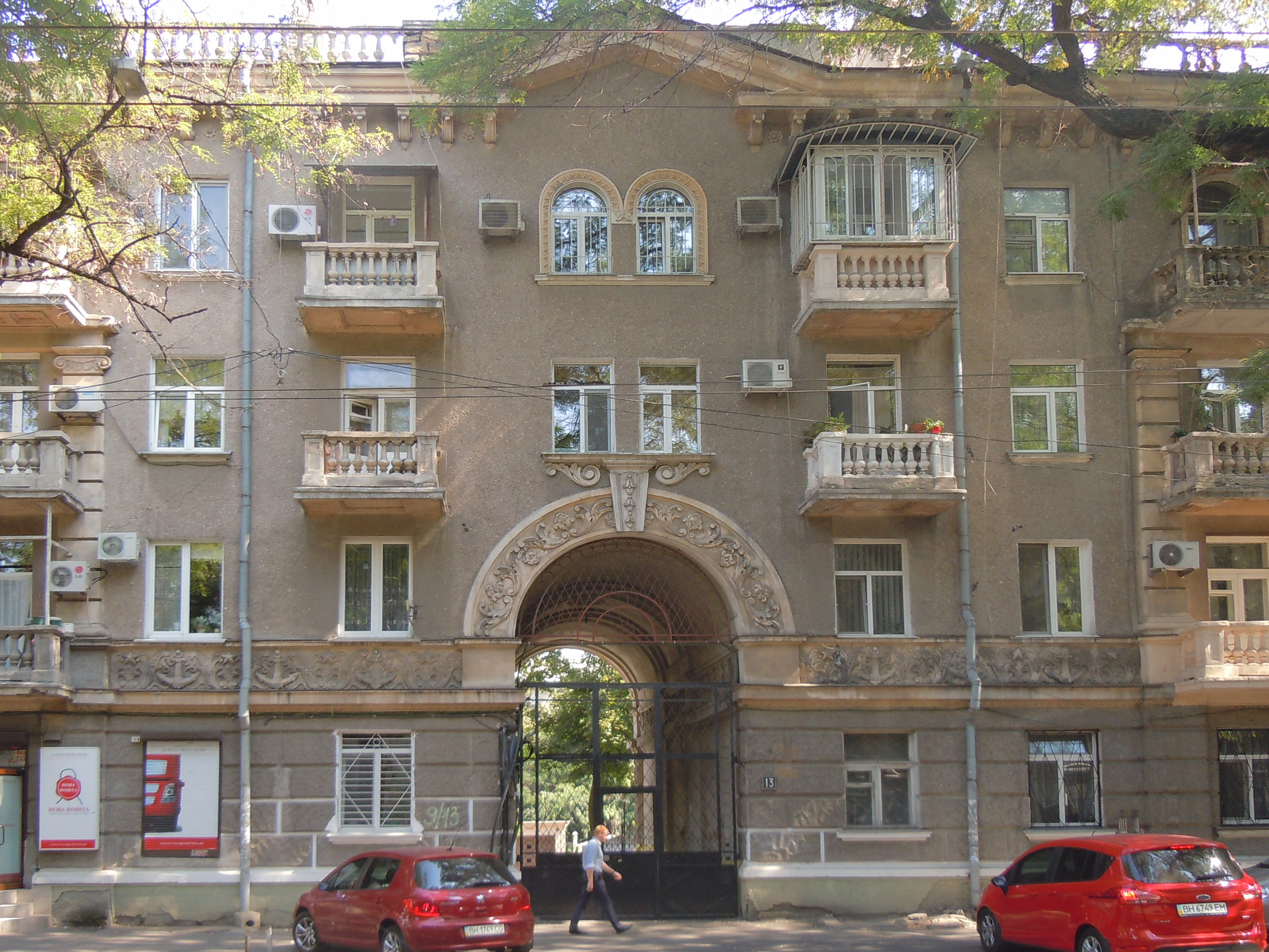
Польська вул., 13.. Житловий будинок (1956 р.)
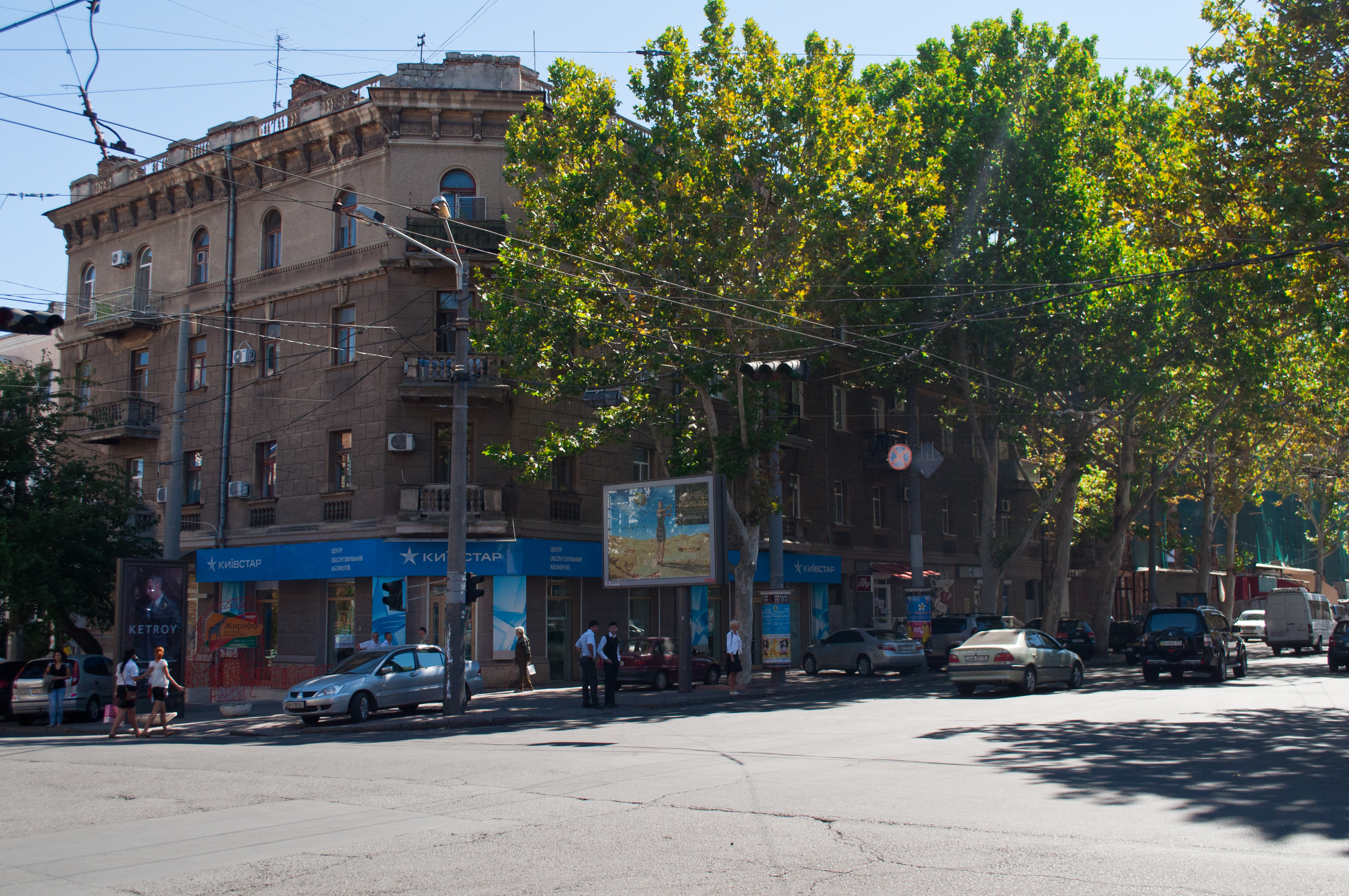
Рішельєвська вул., 13. Житловий будинок (1950-ті рр.)
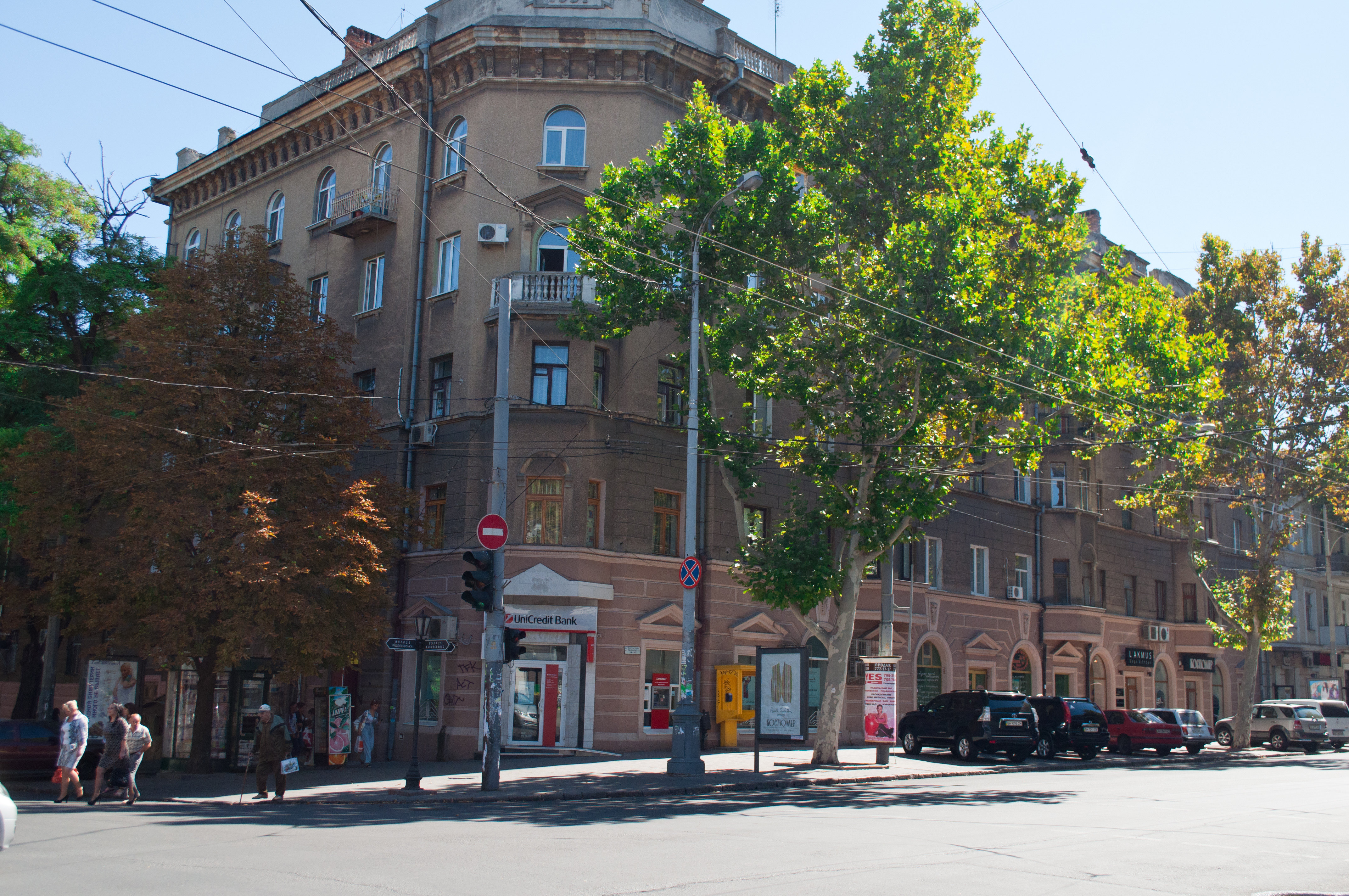
Рішельєвська вул., 19. Житловий будинок (1950-ті рр.)
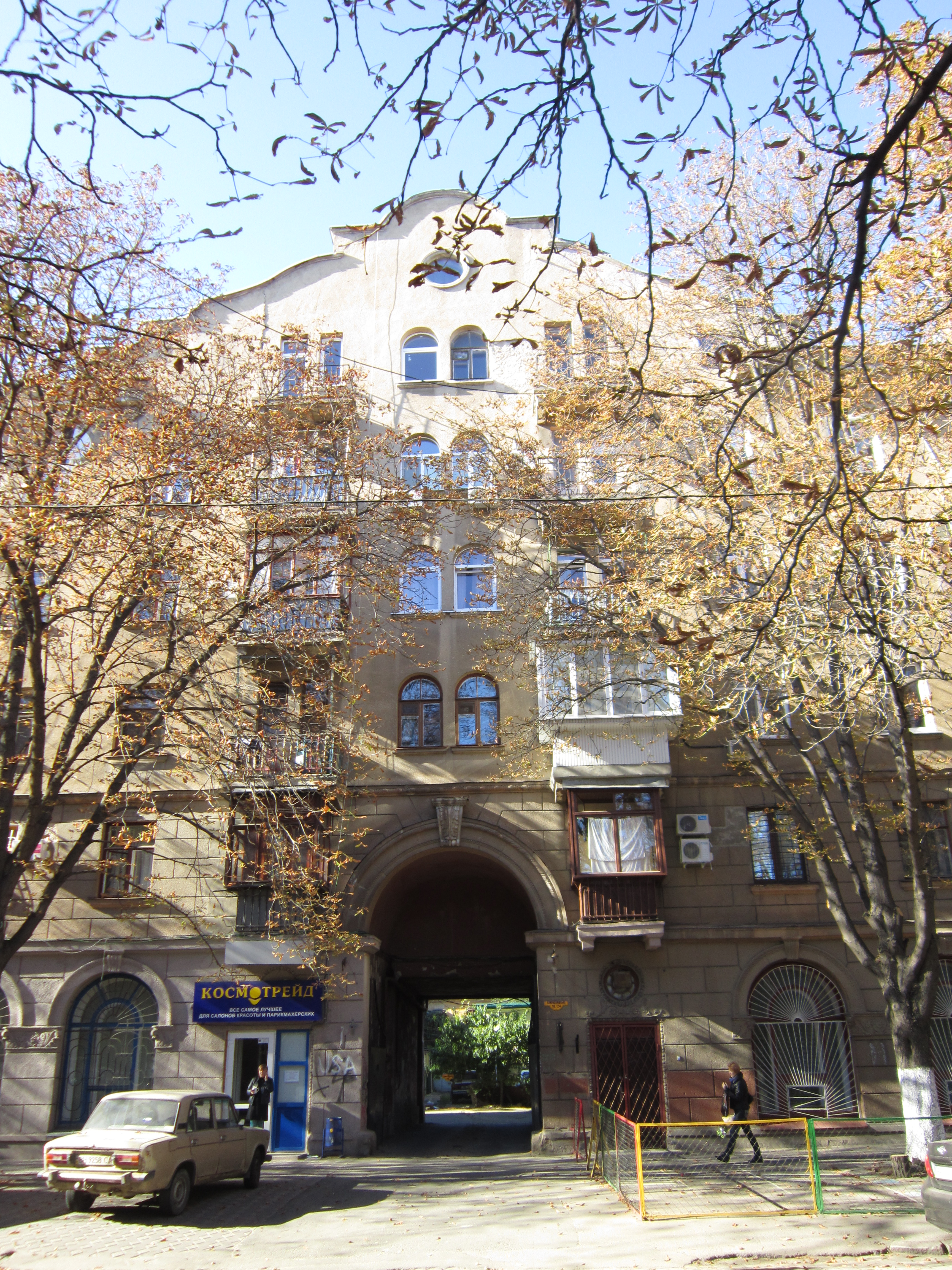
Спирідонівська вул., 18-24. Житловий будинок (1950-ті рр.)
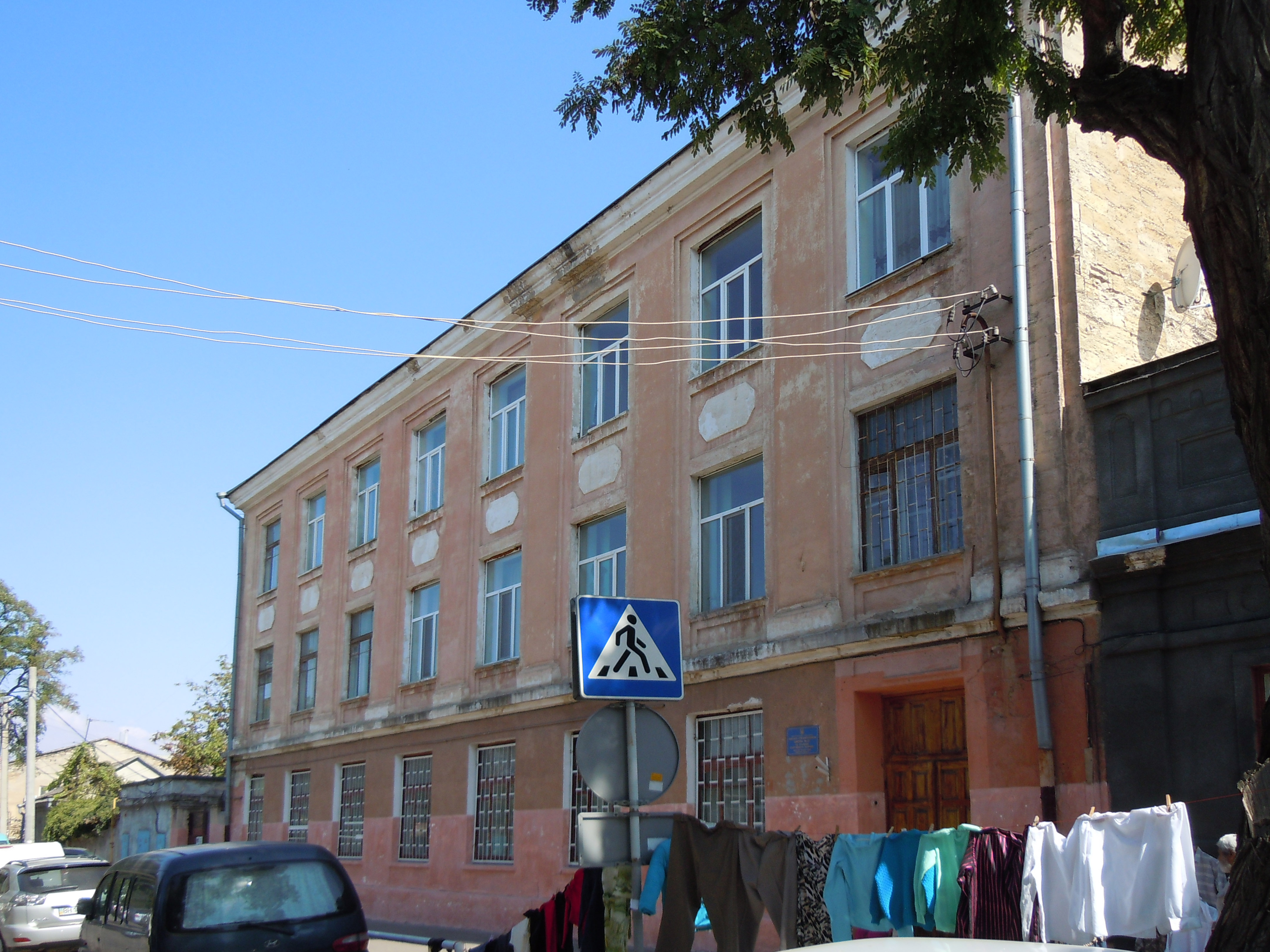
Старокінний пров., 9. Школа № 27 (1950-ті рр.)
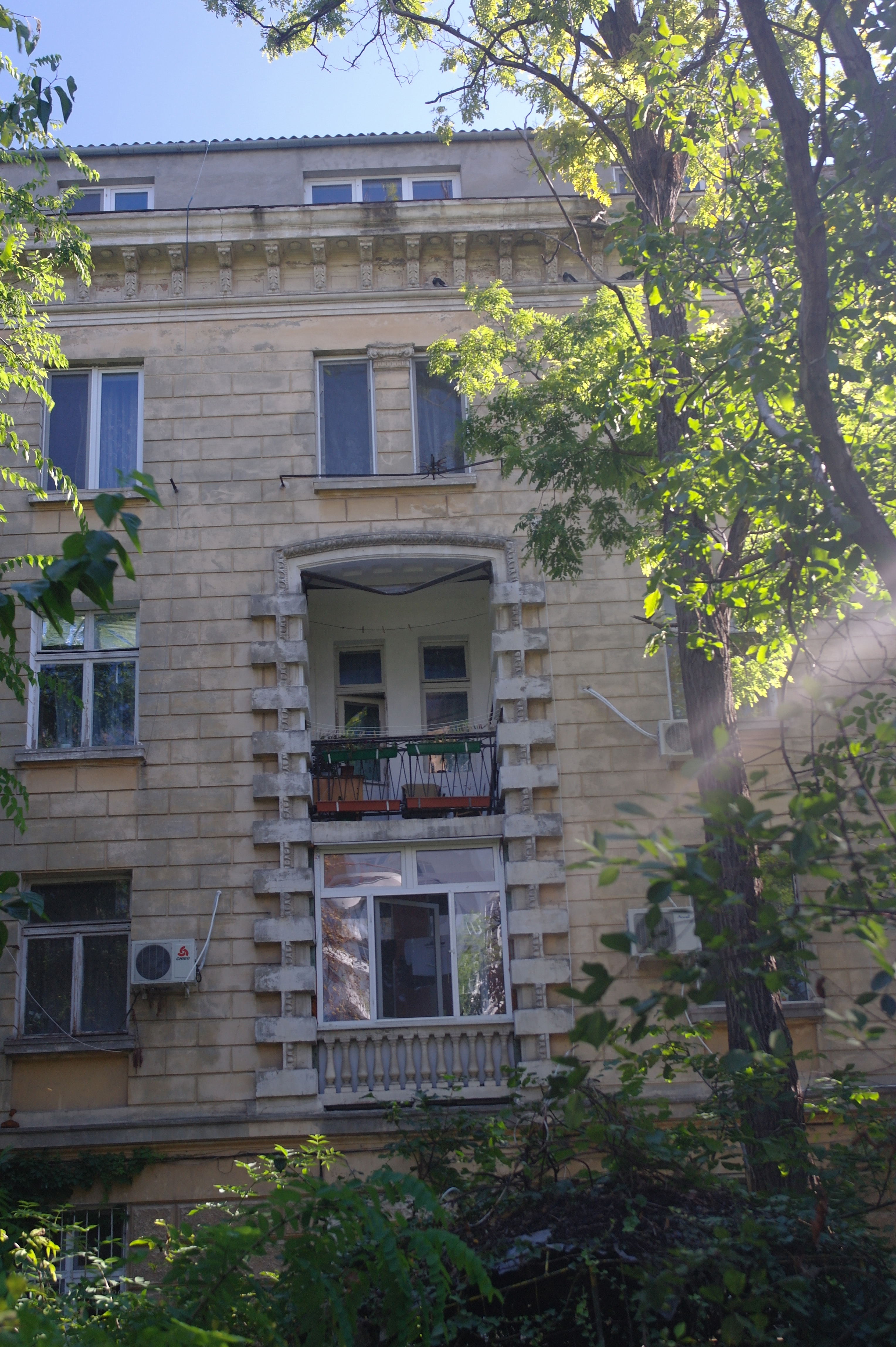
Французький бульв. Житловий будинок інституту очних хвороб (арх. Н. А. Шаповаленко, Ж. М. Грушевська, 1953 р.)
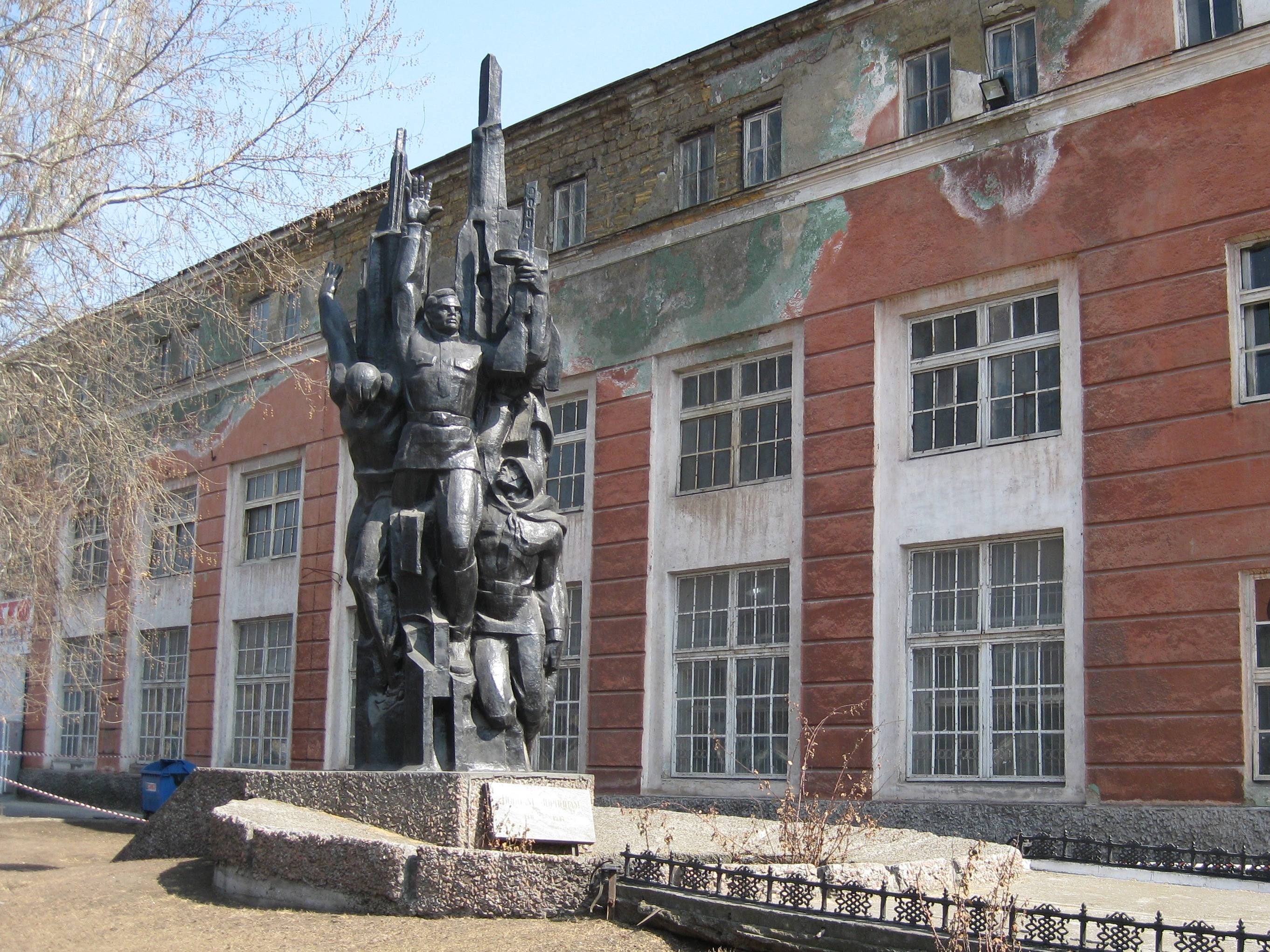
вул. Чорноморського козацтва, 72. Виробничий цех заводу ім. Жовтневої революції (корпус 1920-х - поч. 1930-х рр., що отримав новий фасад після війни)
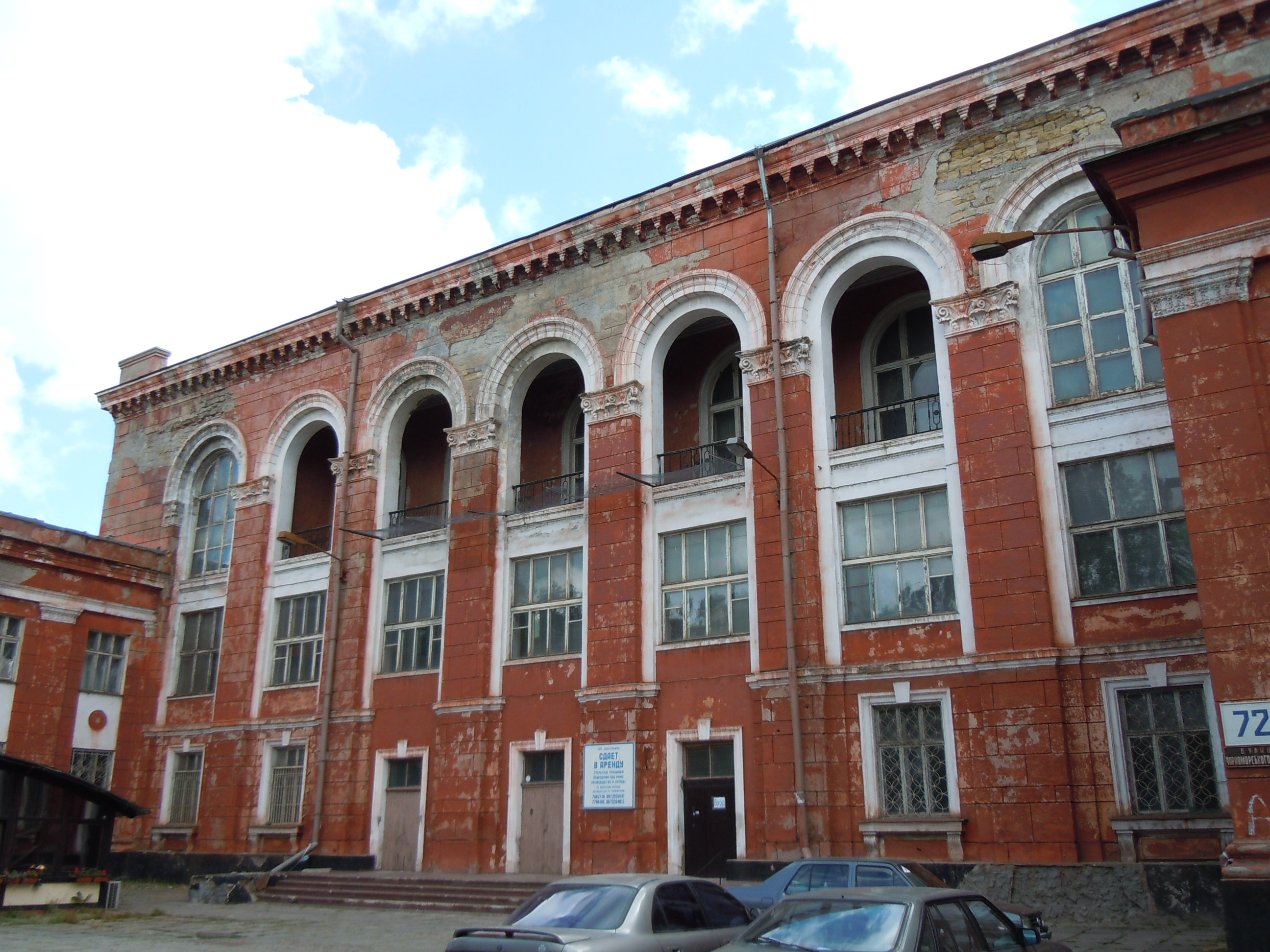
вул. Чорноморського козацтва, 72. Клуб заводі ім. Жовтневої революції (1950-ті рр.)
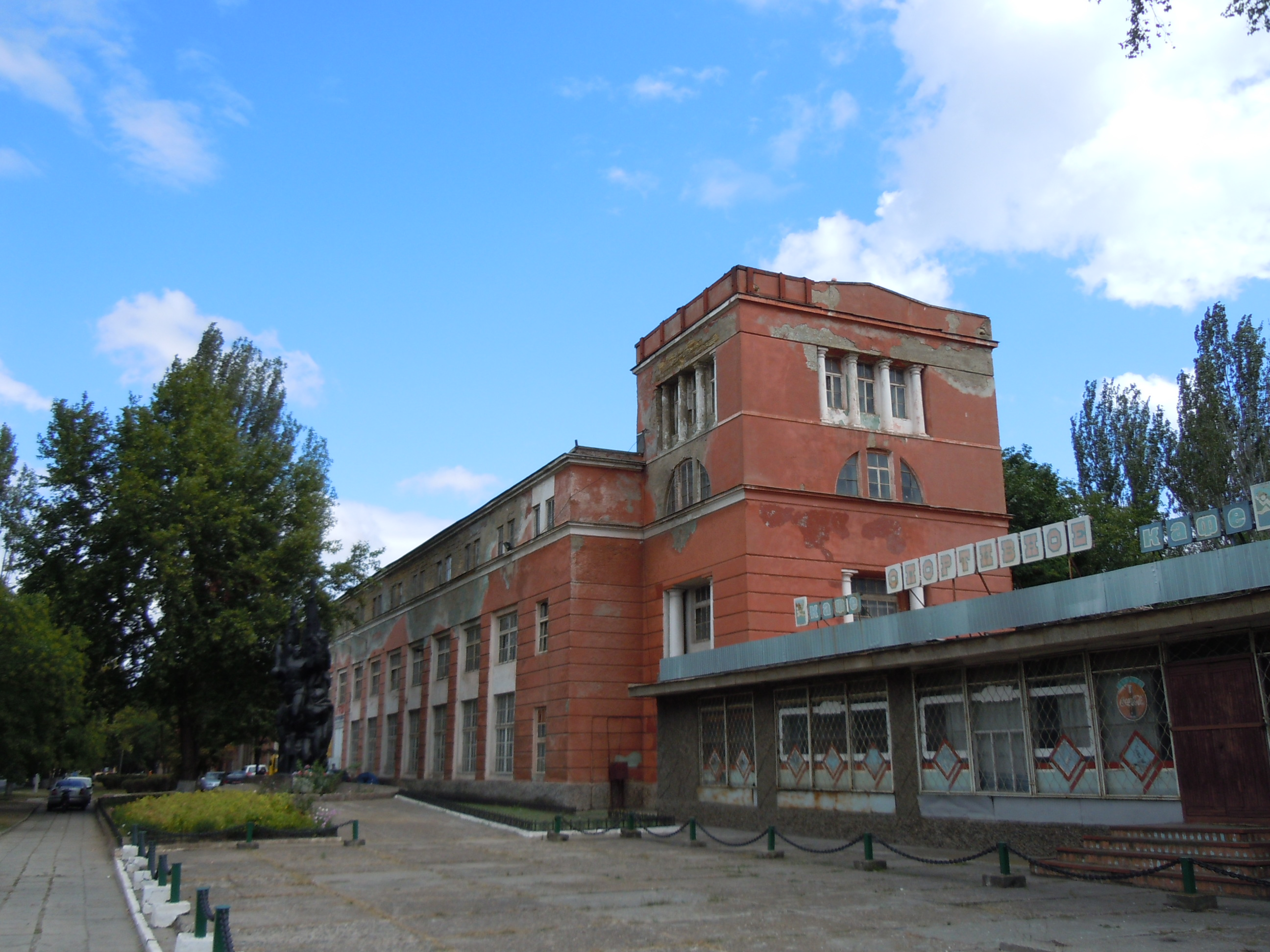
вул. Чорноморського козацтва, 72. Виробничий цех заводу ім. Жовтневої революції (1950-ті рр.)
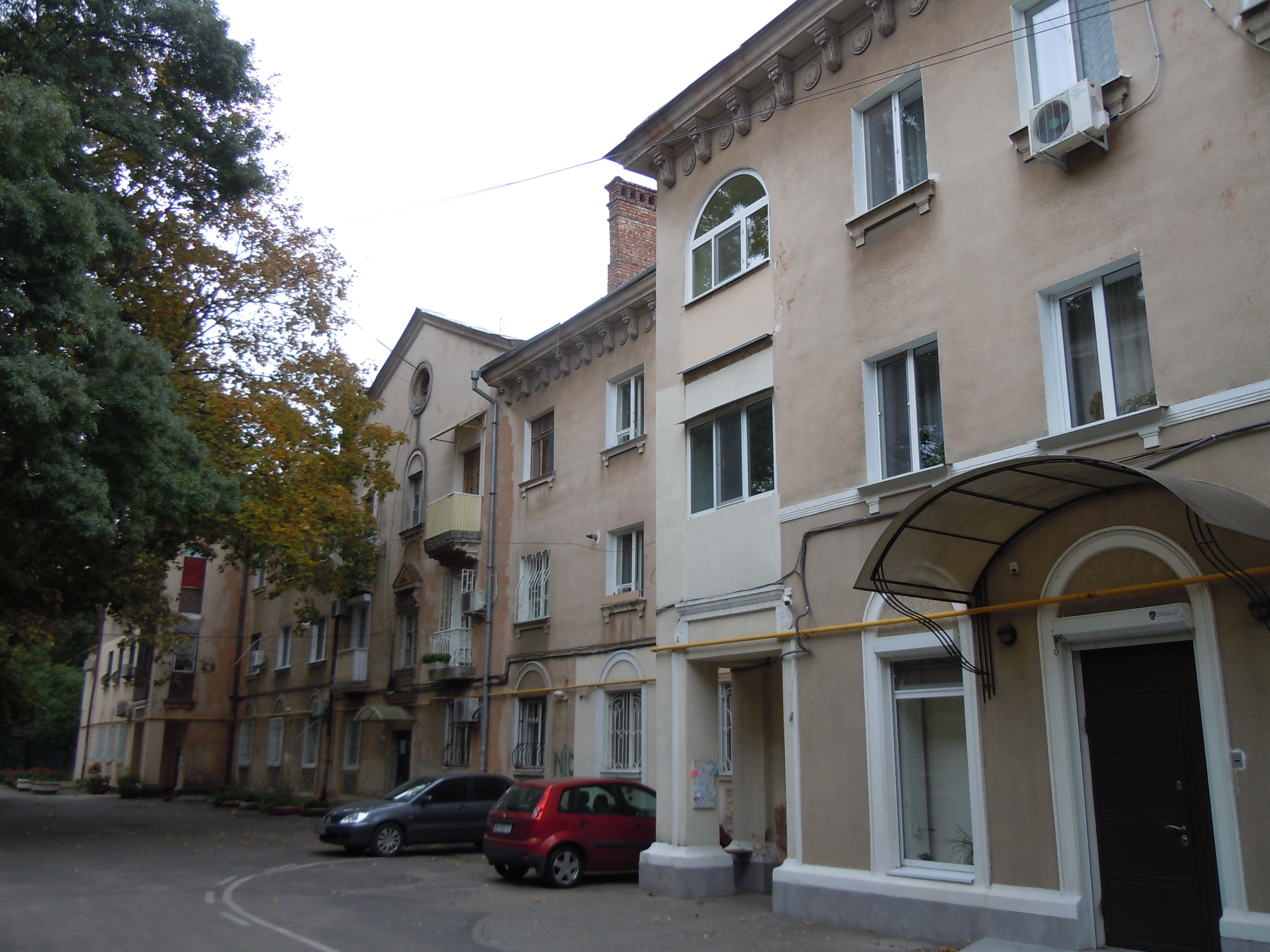
просп. Гагаріна, 6а. Житловий будинок для Офіцерського складу, типовий проєкт (1950-ті рр.)
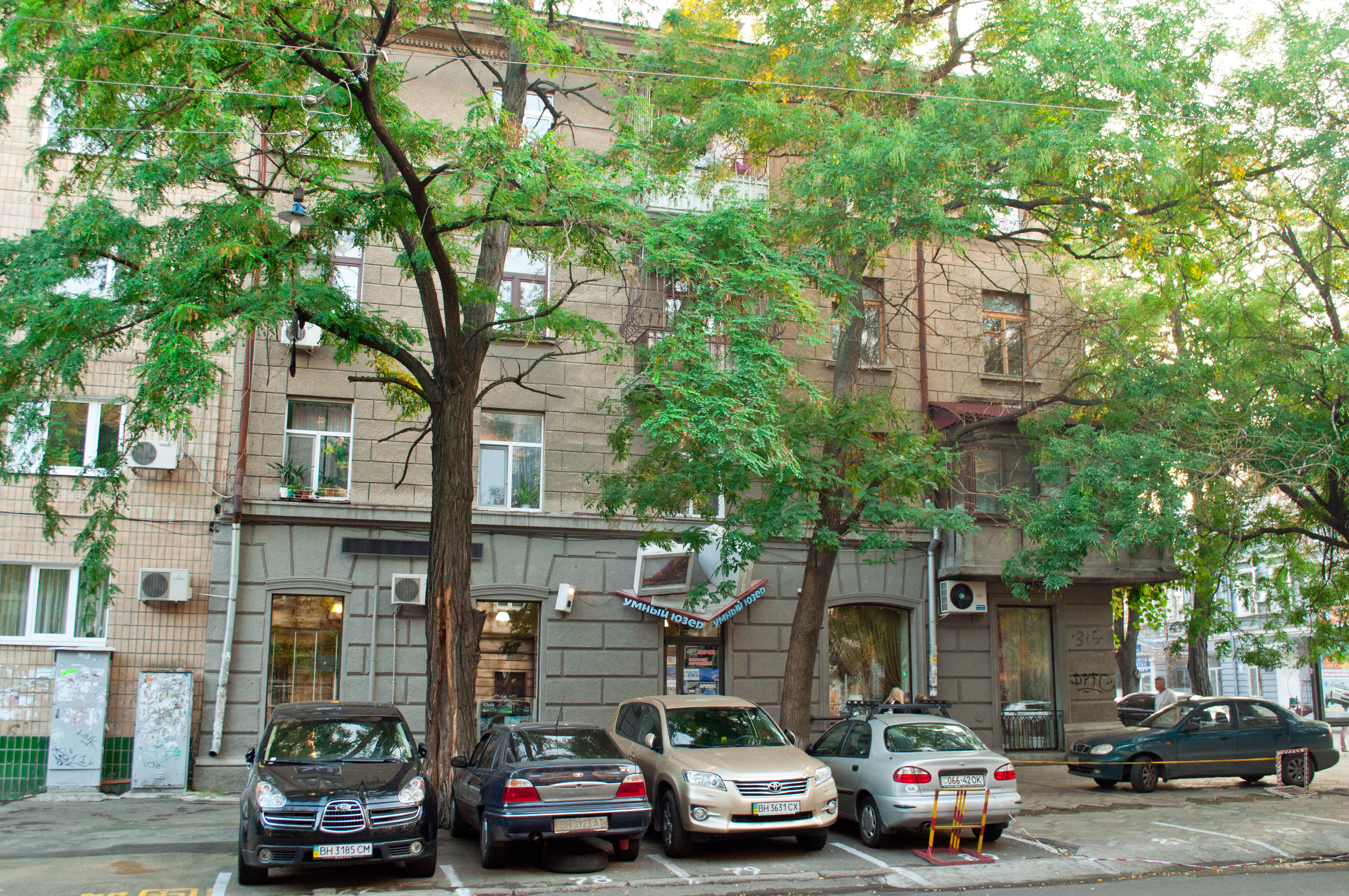
Базарна вул., 53. Житловий будинок (1950-ті рр.)
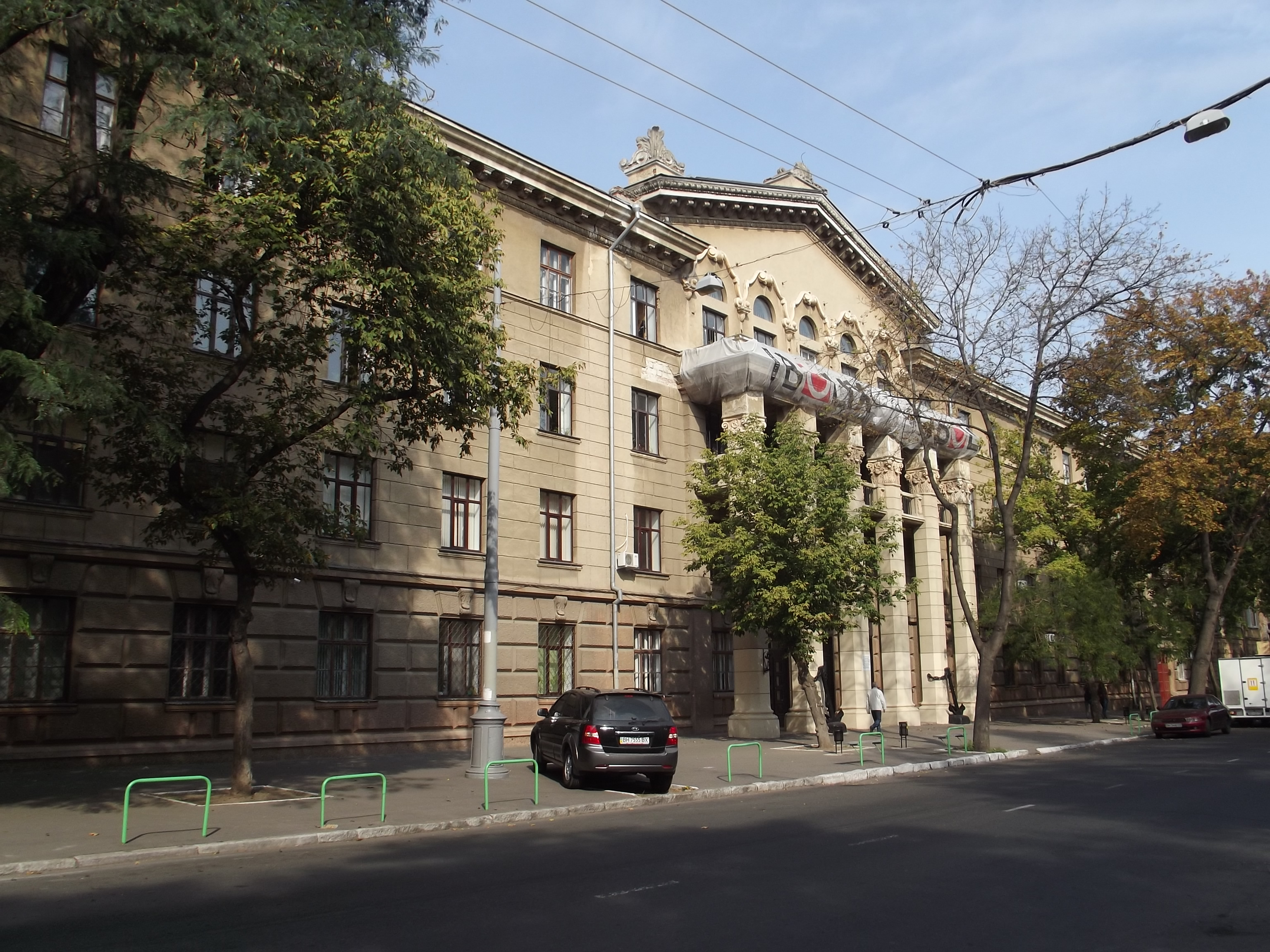
Будівля Морехідного училища, ? - 1957 рр.

## Архітектура другої хвилі модернізму
Морський вокзал та церква під Потьомкинськими сходами (архітектори І.Альтер, В.Головін, В.Кремляков), корпус ОГУ на Французькому бульварі (арх. Л.Наркевич), Одеський академічний театр музичної комедії імені М. Водяного, арх. Г. Топуз).
Завдяки зміні політичного курсу партії, яку очолював М. С. Хрущов, примусове використання у проєктах певного за характером ретроспективного оздоблення було поступово припинено. У Одесі першими модерністськими будинками стали житлові будівлі типових проєктів 1950-х років, фасади яких не оздоблювались ліпними елементами, як це було раніше. В середині 1950-х років був споруджений комплекс з двох будинків на Розі Рішельєвської та Успенської вулиці. У напрямі Рішельєвської вулиці будинки утворювали пропілеї. Подібні будинки споруджували і у місцевості по дорозі на Середній Фонтан.

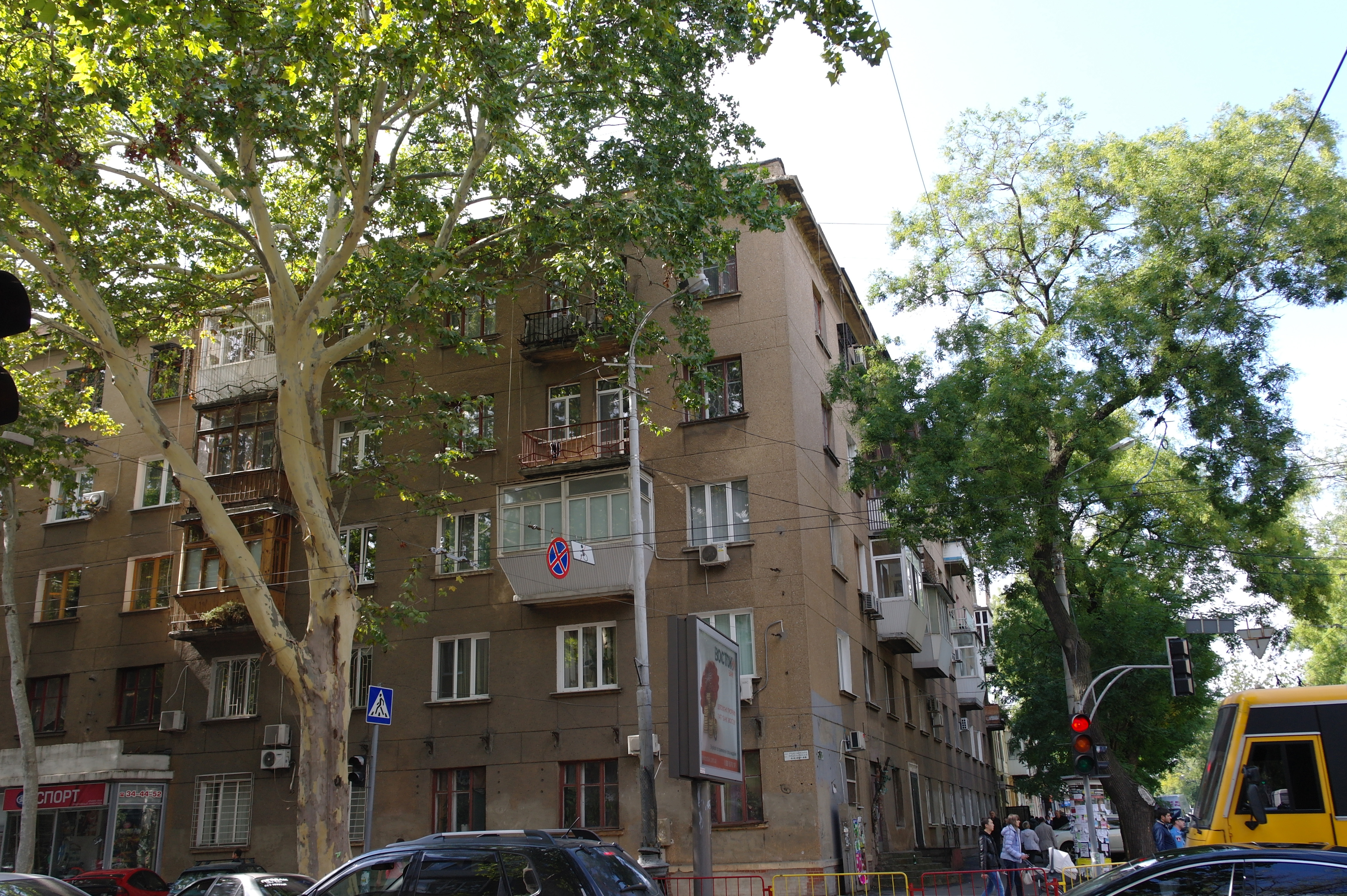
Рішельєвська вул., 44. Житловий будинок (сер. 1950-х рр.)
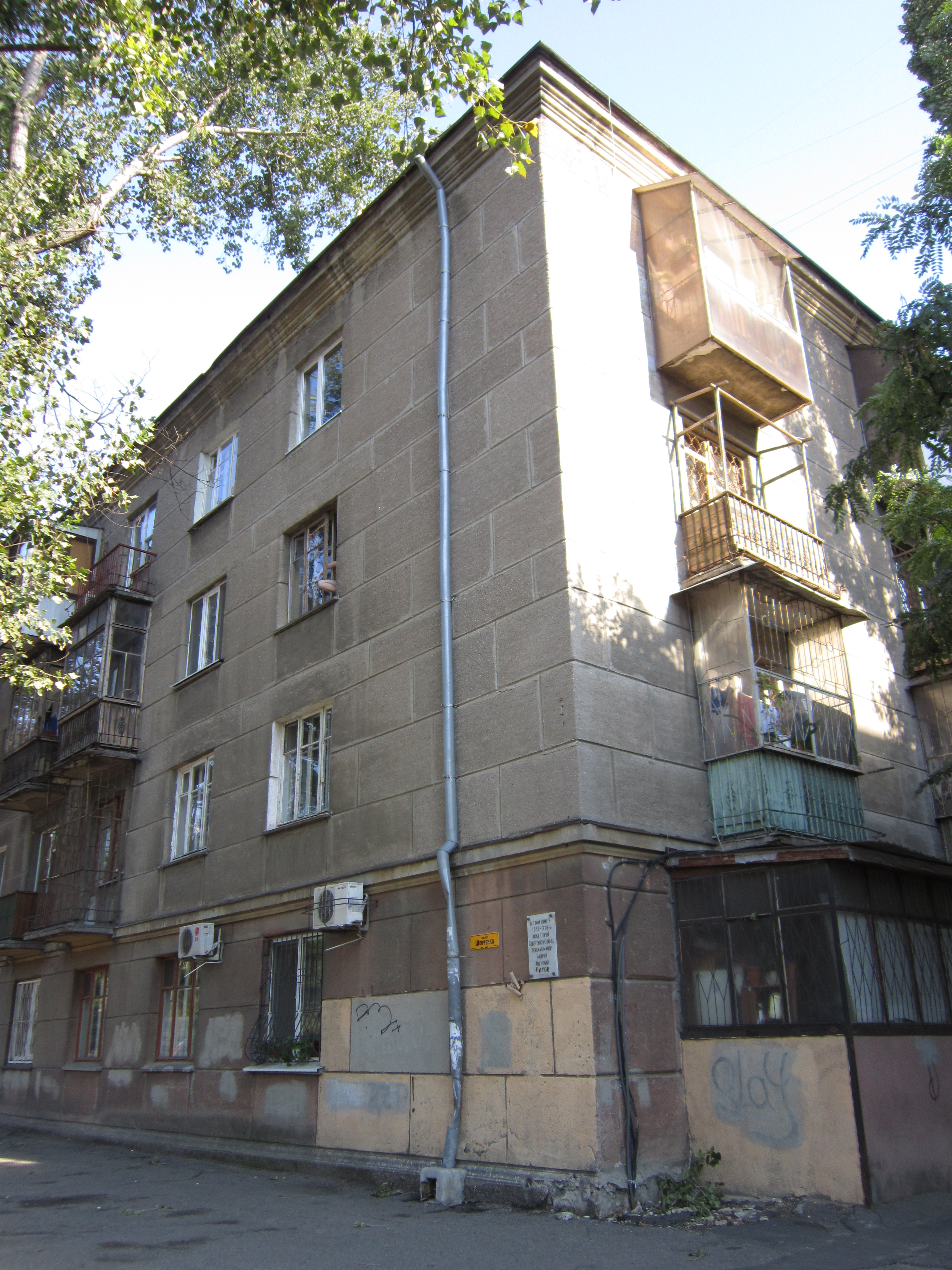
Шевченка просп., 6/8. Житловий будинок, типовий проєкт (1957 р.)
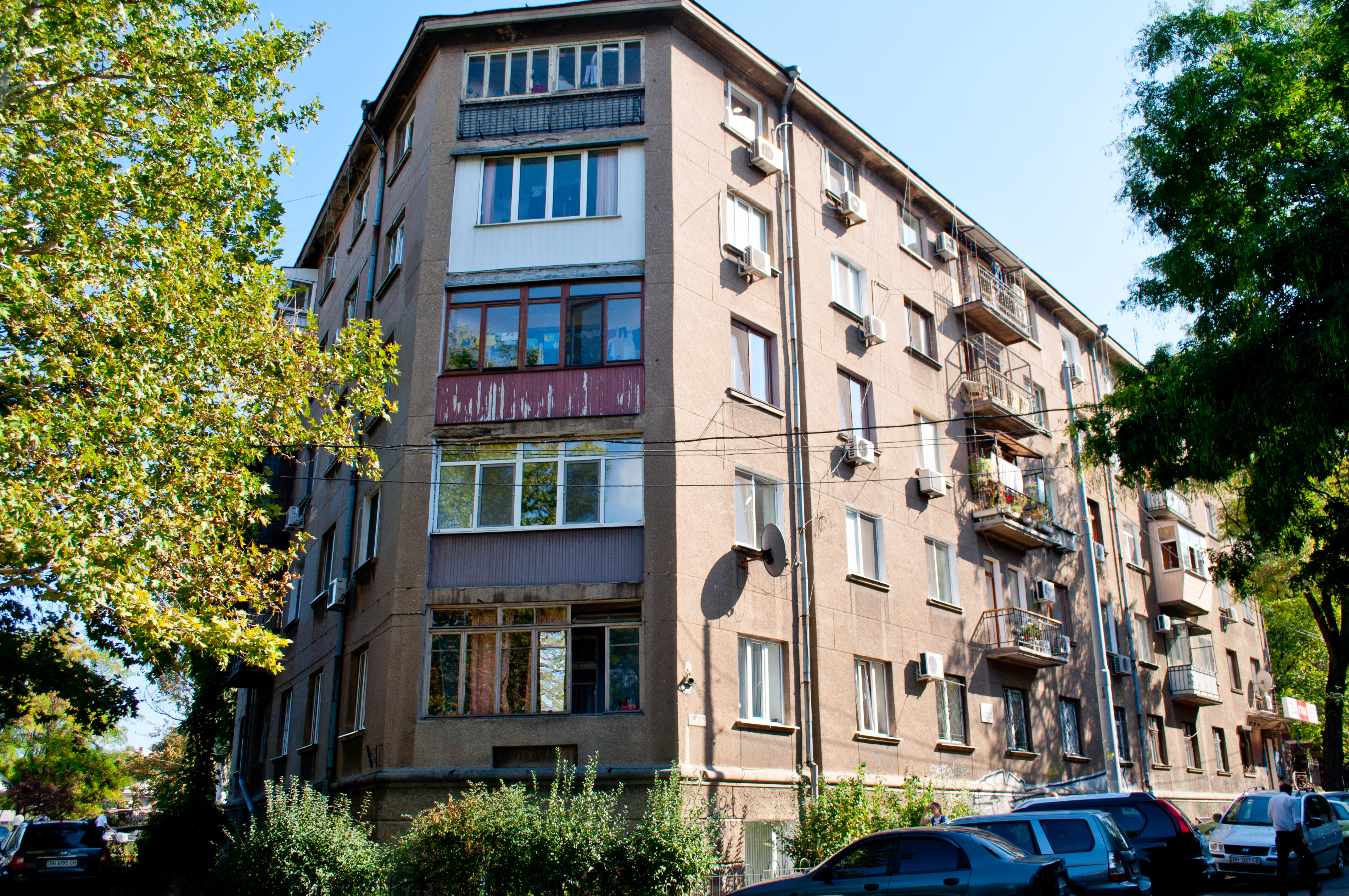
вул. Гоголя, 1-3. Житловий будинок (кін. 1950-х рр.)
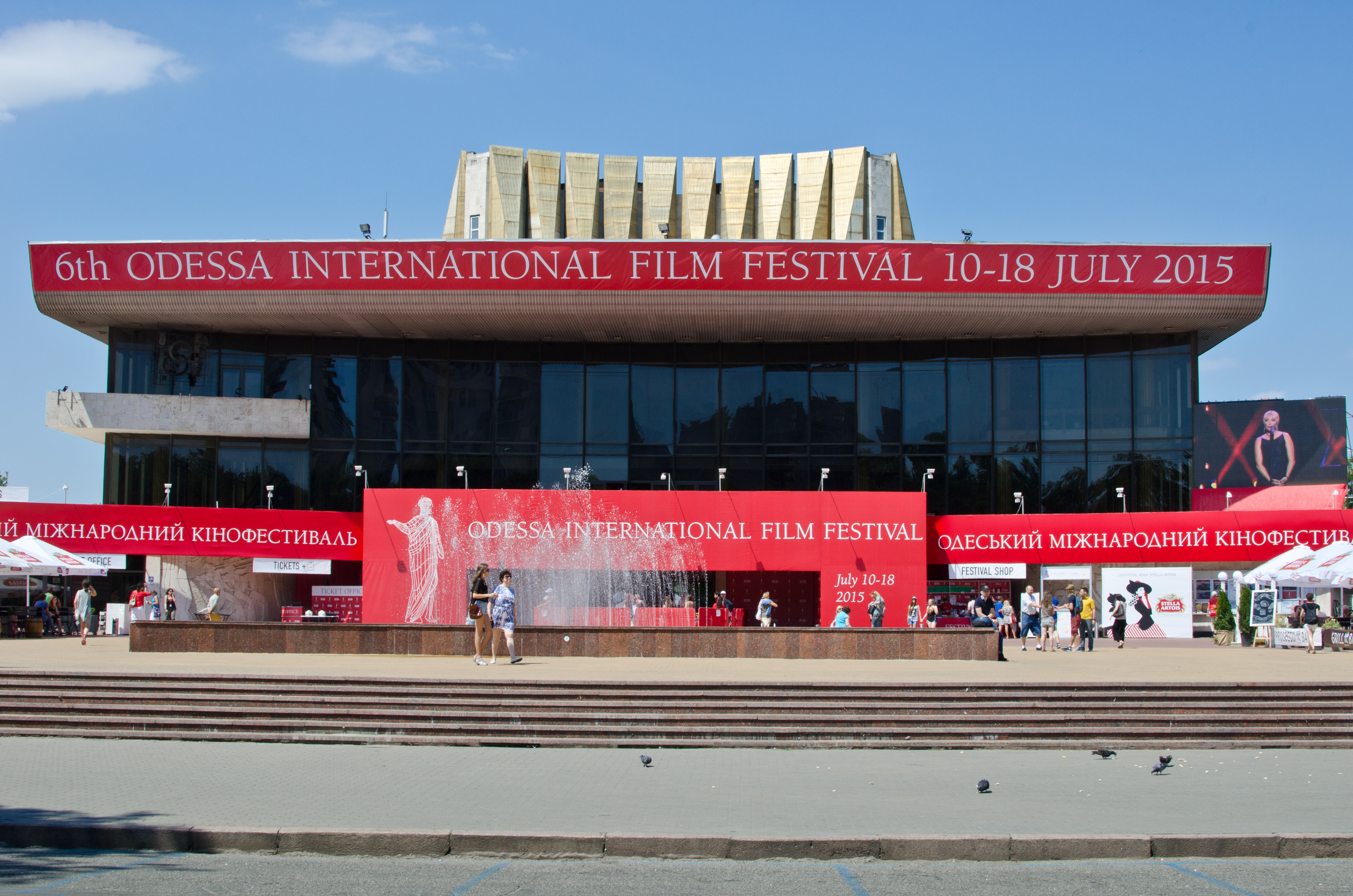
Одеський академічний театр музичної комедії імені М. Водяного
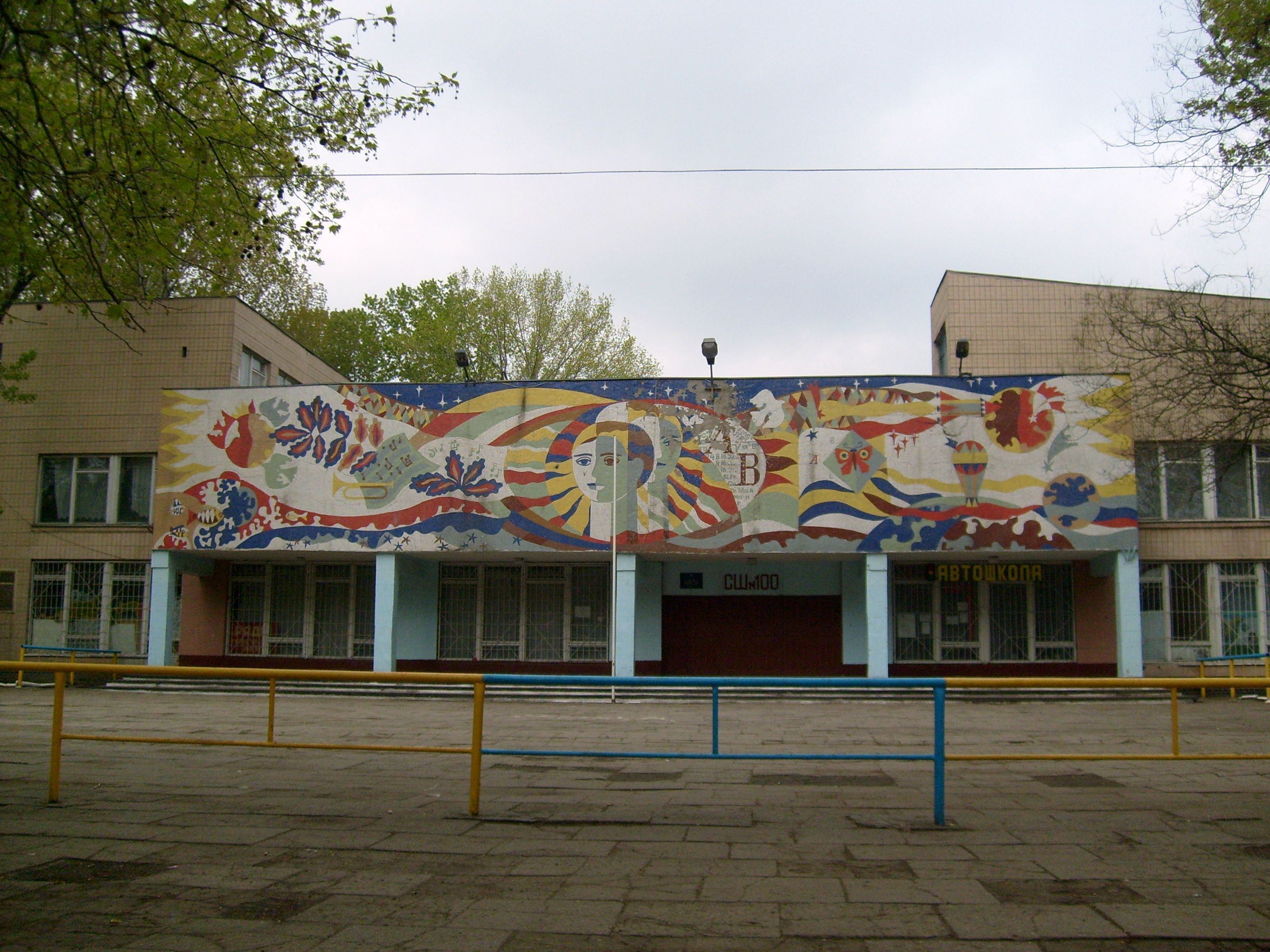
Одеська школа № 100, типовий проєкт № 222-1-118 або похідний. Мозаїчне панно

## Архітектура 2000-х років

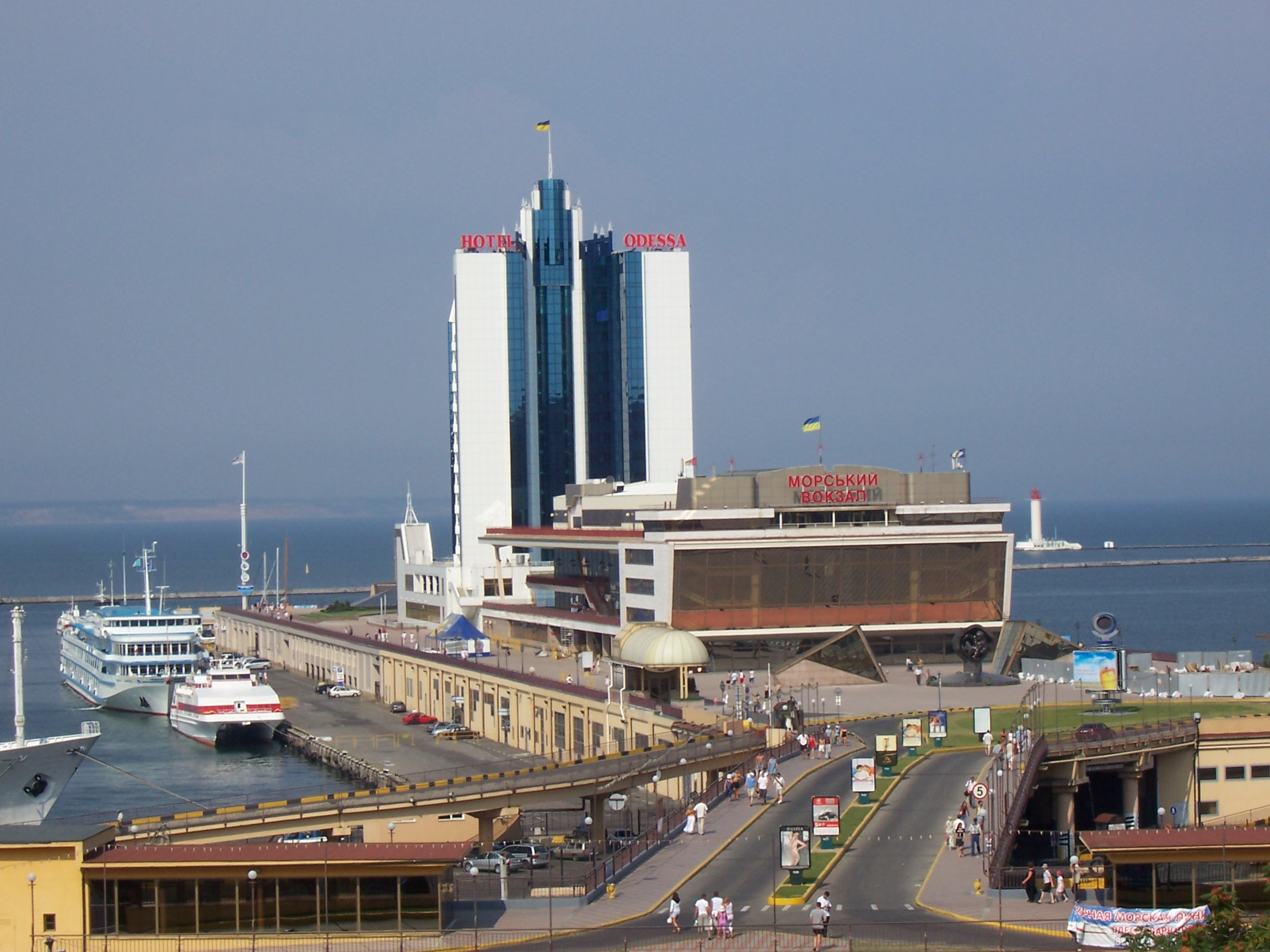
Готель «Одеса»
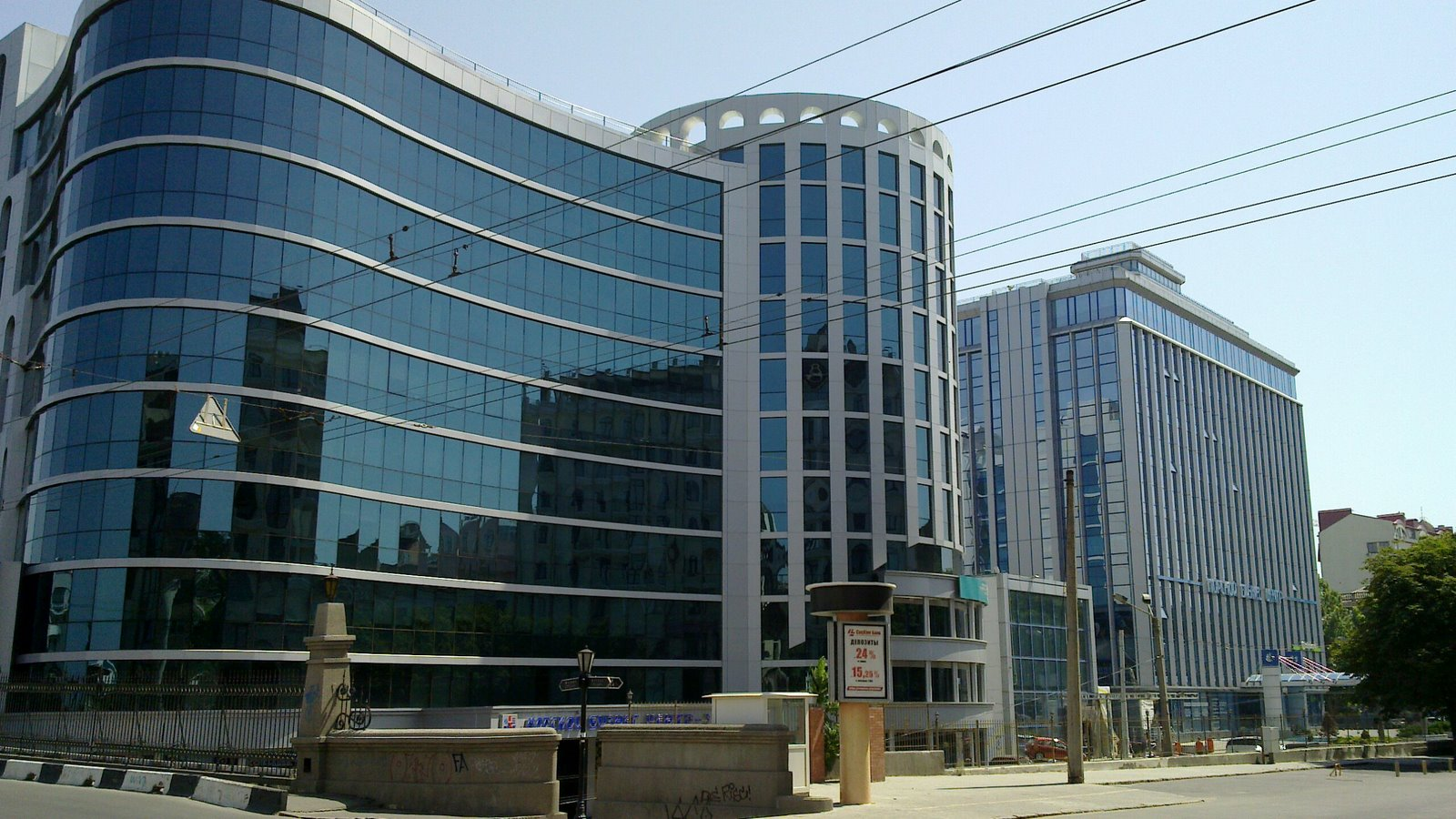
Скло і бетон.
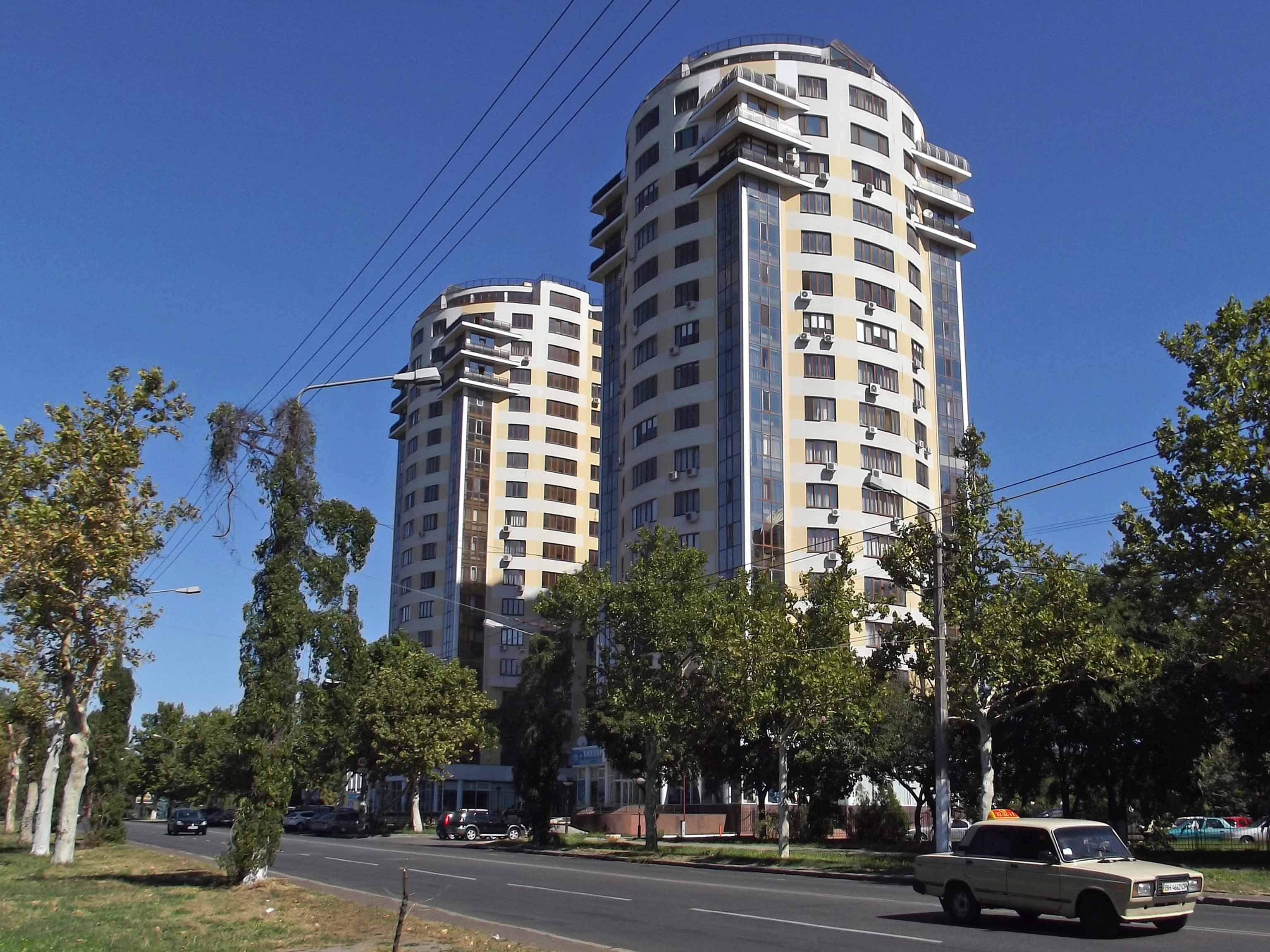
Будинки-вежі на вул. Шевченка, Одеса.

## Сакральна архітектура в Одесі
Перші храми міста були тимчасовими і виконувались з деревини, вже у 1810 — 1820-х роках всі вони були замінені кам'яними спорудами.
До найстаріших кам'яних храмів Одеси належала Покровська церква. Церква в стилі класицизму була закладена у 1812 році і споруджувалась за проєктом архітектора Франца Фрапполі на місці тимчасового храму. Фрапполі помер 1819 року і церкву остаточно добудували 1822 р. без нього. Висотна дзвіниця церкви впродовж 120 років відігравала значну роль в силуеті міста. Церква зруйнована в 1930-ті роки, а на її місці вибудували школу. В роки першої світової війни в школі розмістили військовий шпиталь, котрий в свою чергу був зруйнований під час бомбардування. Школу відновили у повоєнний період.
Інтернаціональний характер мешканців міста сприяв появі у Одесі храмів всіх світових релігій та їх окремих гілок. Православні храми межували з римо-католицькими. В місті були караїмська кенаса, молитовня мусульман, храми протестантів, баптистьский дім молитви.
Лютеранський храм також був споруджений за часів класицизму, у 1890-х роках при спробі реконструкції виявилося, що будівля досить ветха, і таким чином було вирішено спорудити на старому фундаменті і залишках вежі новий, набагато значніших розмірів храм у дусі сакральної архітектури Німеччини (романські і готичні споруди).

## Мартиролог храмової архітектури Одеси

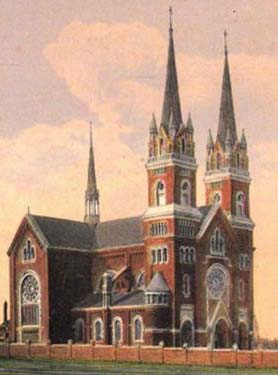
Одеса, Молдаванка, Нова католицька церква св. Климента. Стара поштівка

- Ще за часів імператриці Катерини ІІ розпочалося залучення німецьких колоністів на новозахоплені землі у Північному Причорномор'ї. Компактне поселення німецьких колоністів було і в Одесі. Для лютеранської громади міста і була побудована перша лютеранська церква, освячена у 1827 р. Її будівничим був архітектор Франц Боффо. Кірха мала стилістику класицизму.

Зростання релігійної громади змусило наприкінці XIX ст. побудувати у 1897 р. нову кірху, що могла прийняти 1.500 вірян. Будівничий — архітектор Г. К. Шеврембрандт. Церква була суттєво поруйнована у роки 2-ї світової війни і десятиліттями стояла руїною-пусткою. Відновлена в роки незалежності України на початку 2000-х років при зменшенні первісних розмірів.
- В роки громадянської війни спалили Нову синагогу на Європейській вулиці (так звана Холодна синагога)[6]. Не відновлена.
- У 1930-ті р. були розібрані Стрітенська церква на Новому базарі та Покровська церква. З будматеріалів Покровської церкви створили школу № 119 (Перша гімназія).
- На місці знищеної церкви Вознесіння Господня створили малий сквер. Церква більш відома як Міщанська. Її дзвіниця була близько 30 метрів, а за думкою мешканців Одеси Міщанську церкву вважали серед найкрасивіших у місті.
- Поруйнована церква Михайла Архангела (Маразлієвська вулиця) дала будматеріали для створення житлового будинку для працівників ОГПУ[6].
- На першому кладовищі були зруйновані православна церква Всіх Святих, Молитовня мусульман, ритуальне приміщення євреїв та всі поховання 200 000 одеситів всіх націй[6].
- Зруйновані полкові храми на Балковській вулиці і Фонтанській дорозі

З втратою більшості храмової архітектури надзвичайно збідніли силует міста і його архітектурний вигляд, котрий мала Одеса на початок XX ст., також чимала частина населення залишилася без зручного доступу до храмів.

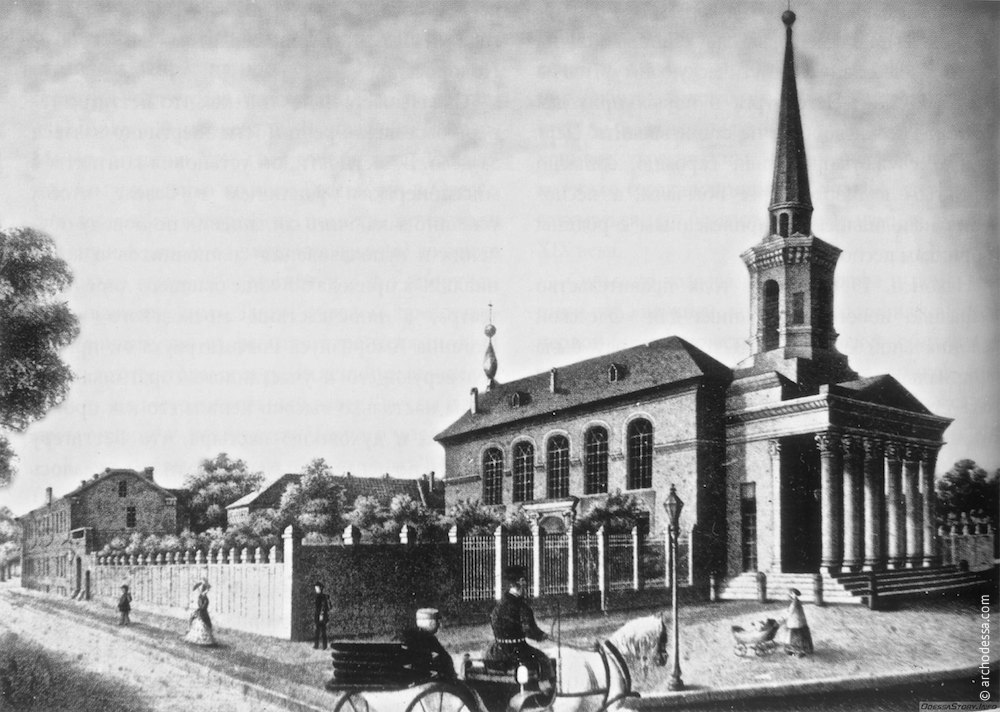
Одеська стара лютеранська церква. Кінець 19 ст. Знищена
Одеса, Стрітенська церква на Новому ринку. Стара поштівка. Знищена
Одеса. Вознесенська церква Міщанської управи. Знищена
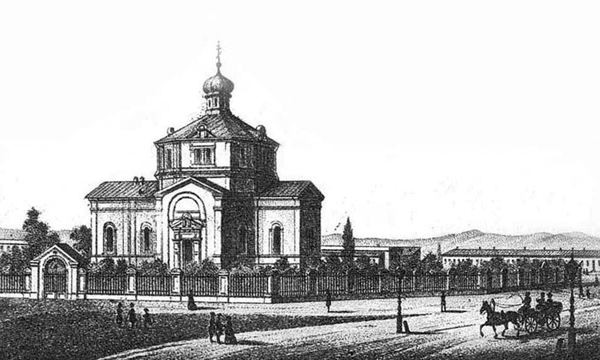
Одеса. Пересип. Хрестовоздвиженська церква. Знищена

## Огорожі сходів

Одеса. Меморіал авіатора Сергія Уточкіна на сходинках

Найбільш старі огорожі сходів складалися з дерев'яних балясин, або металевих прутів, на виготовлення яких потрібно було мало металу. Ливарного виробництва на початку XIX ст. у місті не було, балясини постачались з інших міст. Пізніше набувають популярності чавунні литі балясини. У 1870-х роках у Одесі діяло вже декілька ливарних заводів, що виготовляли металеві огорожі сходів і балконів, сходи, що не згорають (металеві), піддашки та інші. На окремих екземплярах сходинок деякі заводи ставили клейма. Ближче до кінця XIX ст. налагоджується виробництва огорож із сталевих елементів виготовлених шляхом прокату.

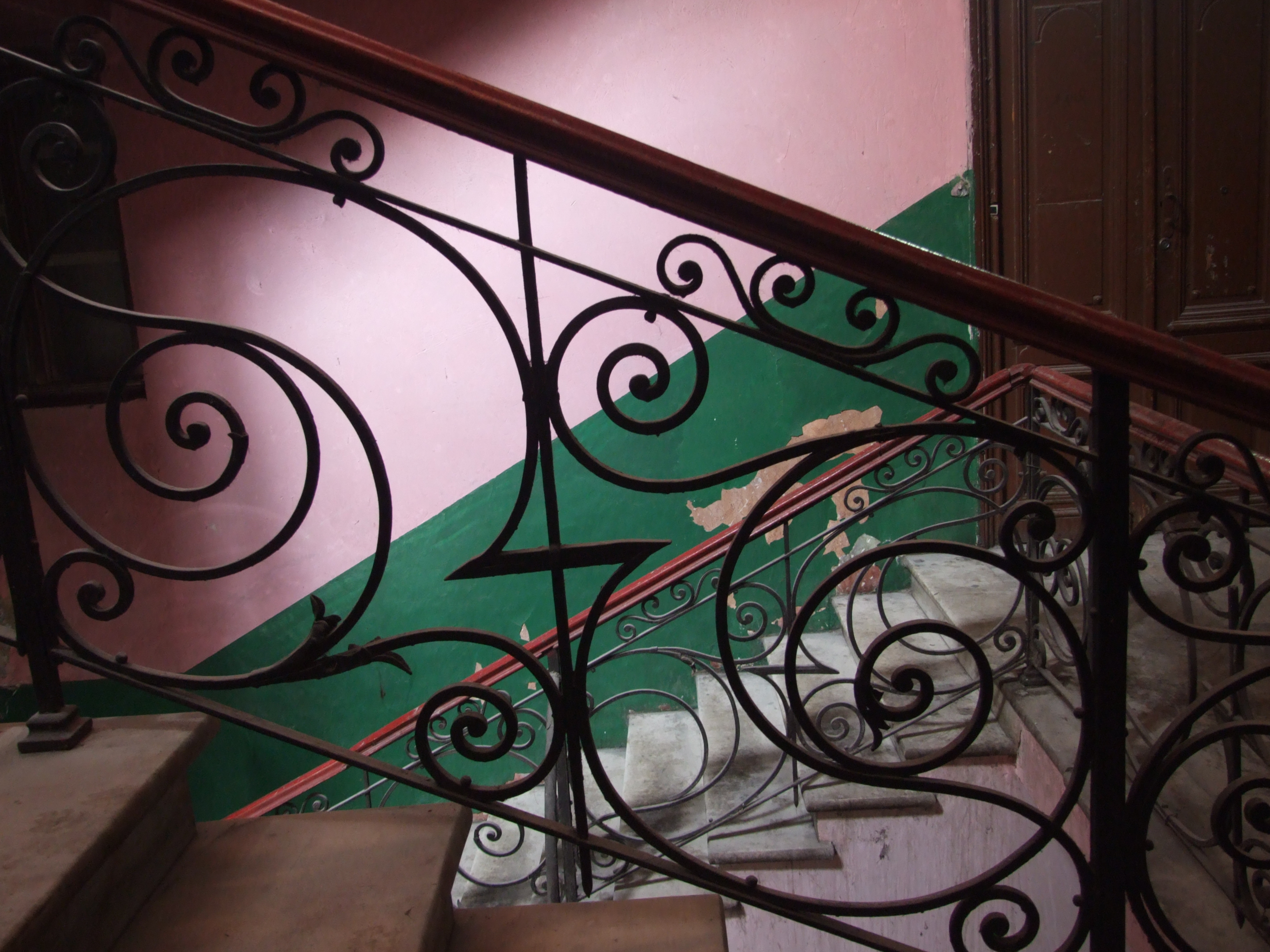
На вулиці Жуковського
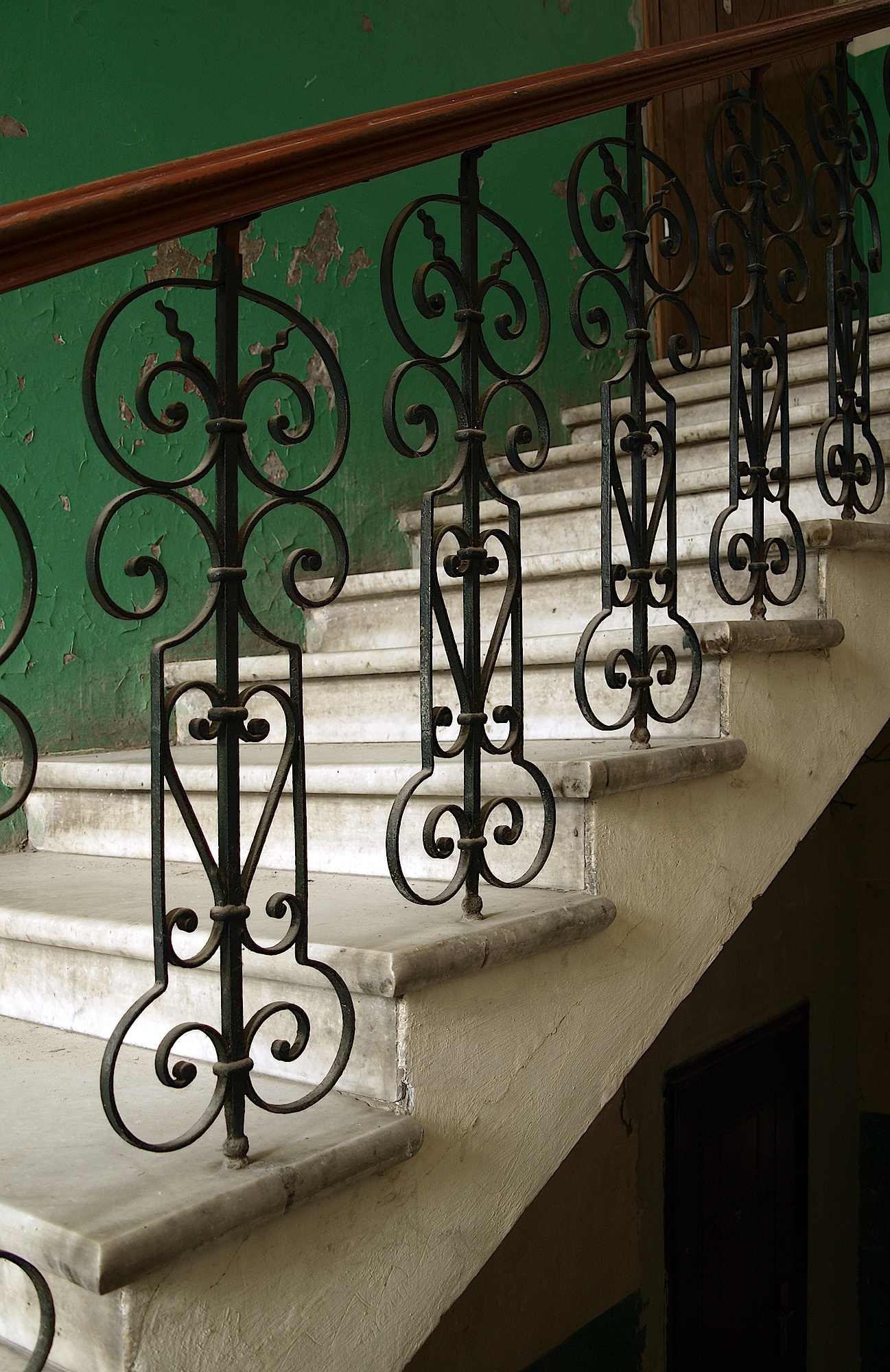
На Пантелемонівській вулиці
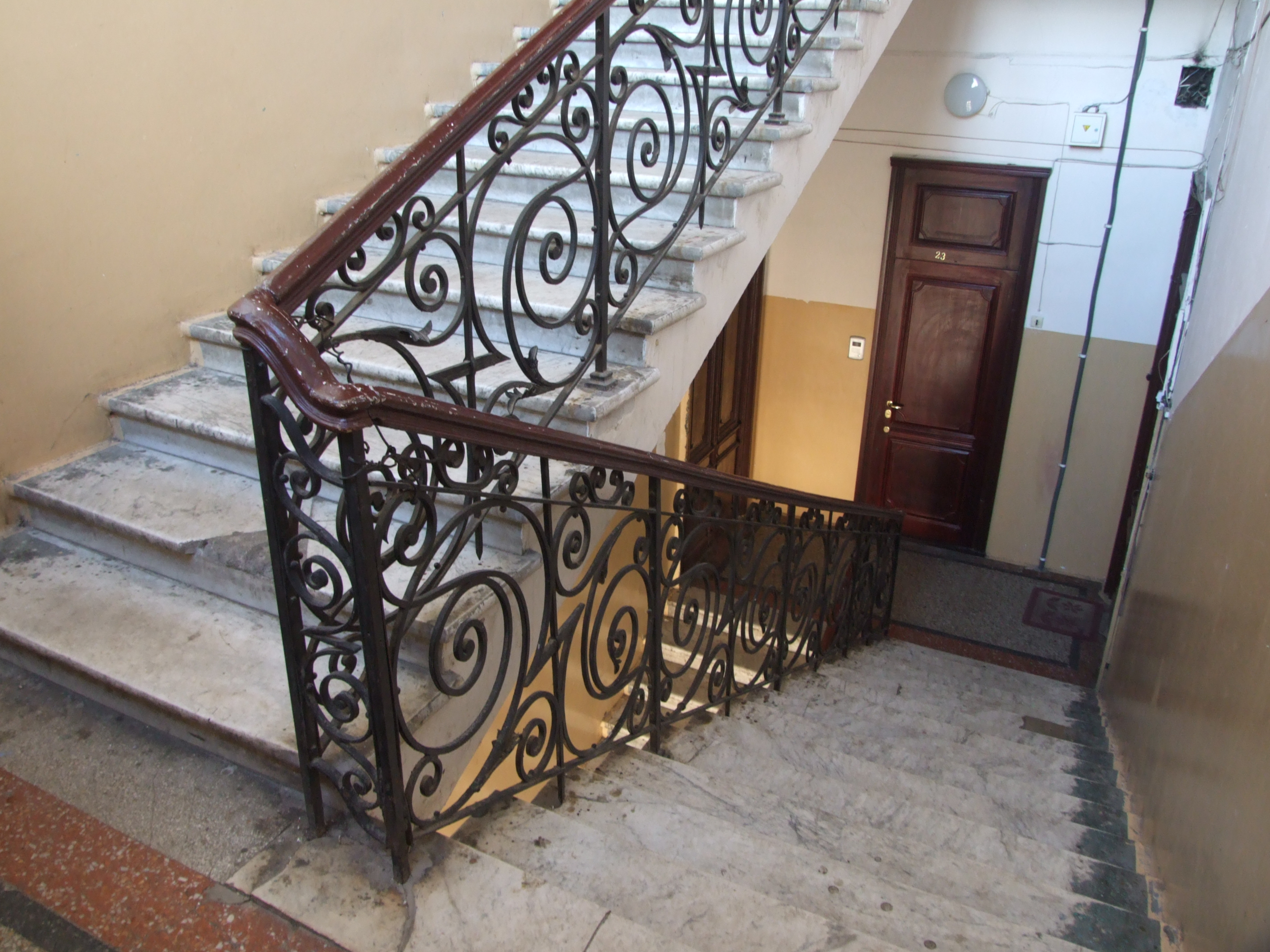
На Жуковського
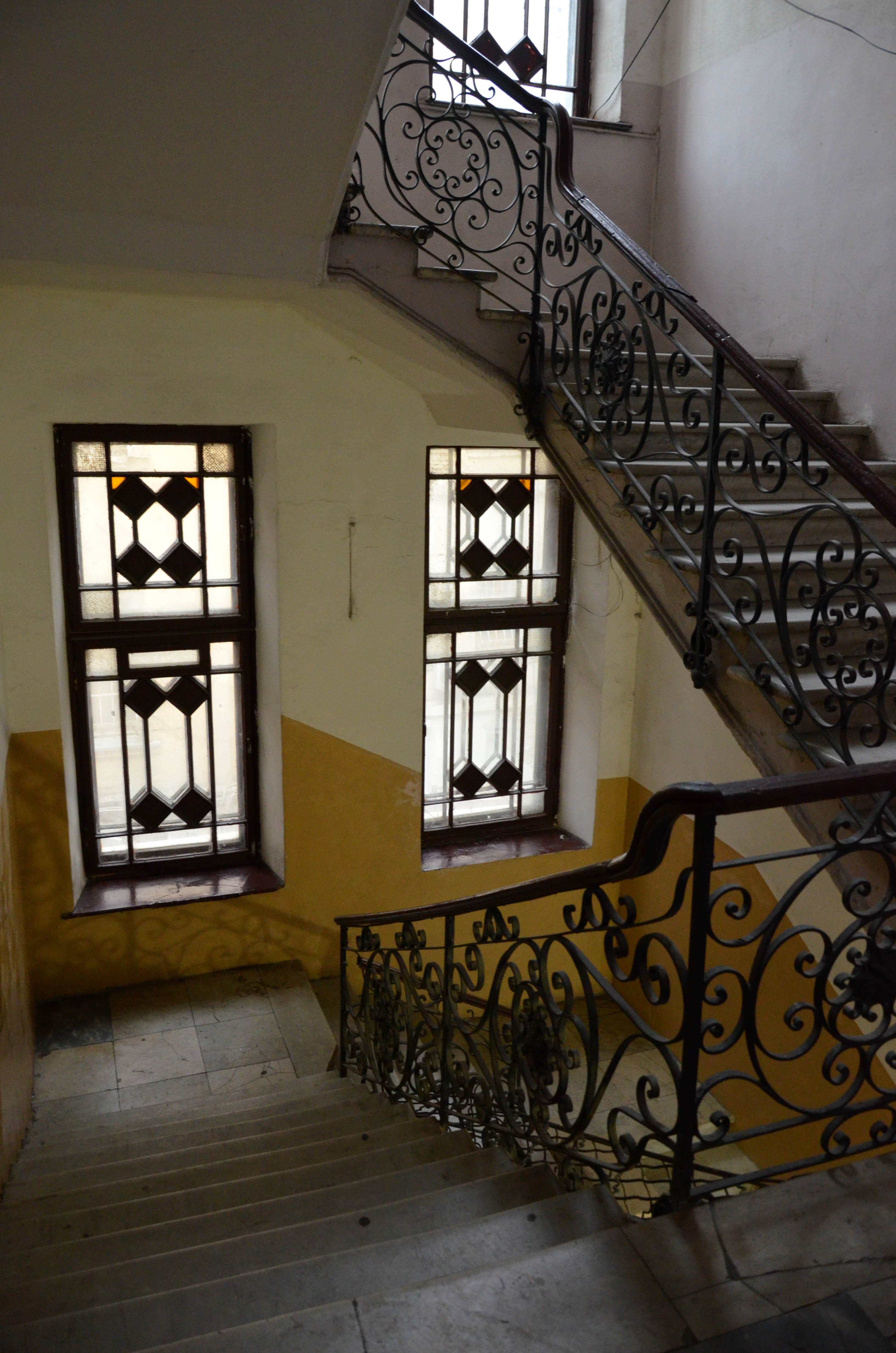
На вулиці Пушкінській, 42
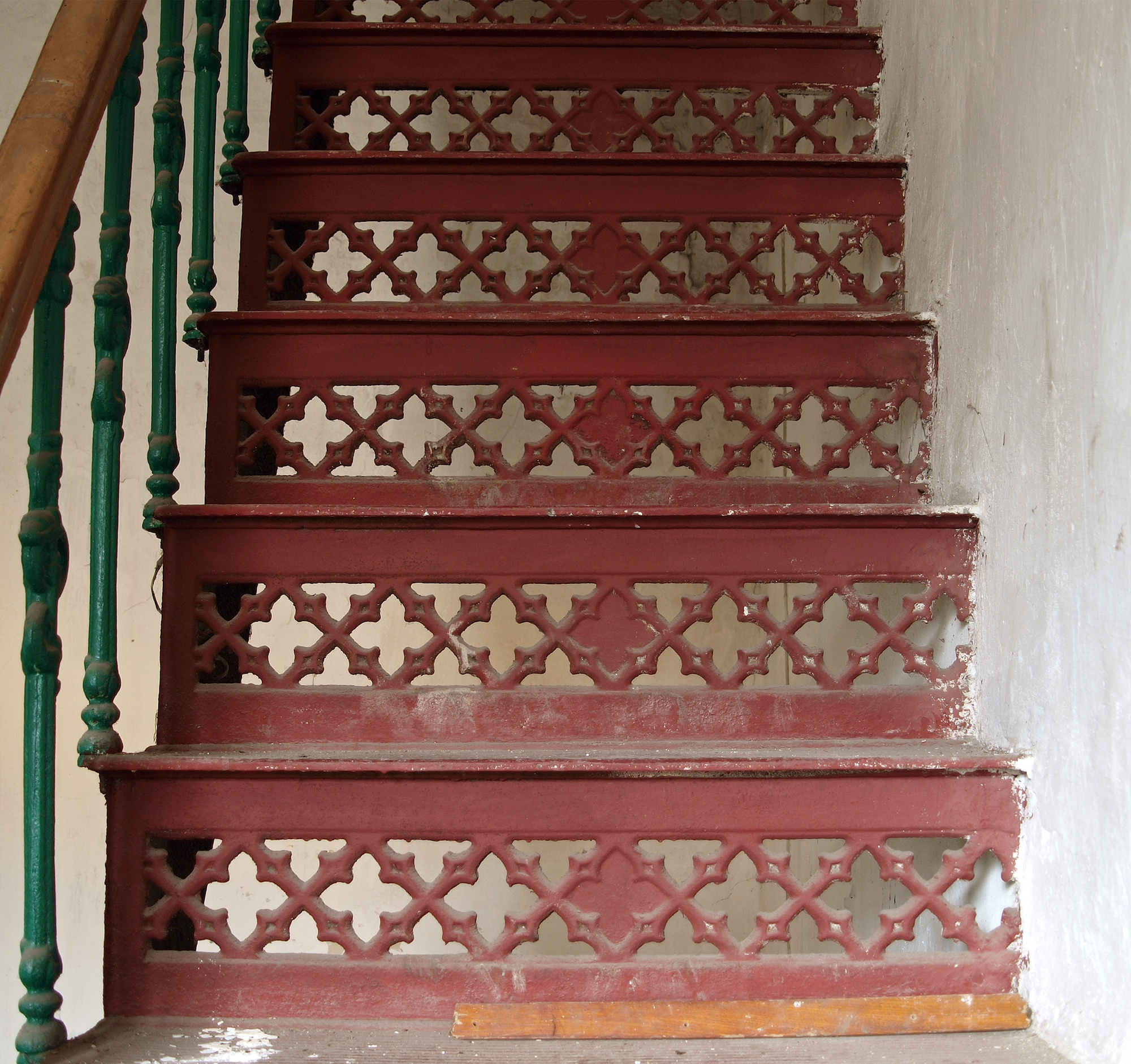
Вул. Пушкінська, 46, металеві сходинки (т. з. незгораючі) з середньовічною орнаментикою
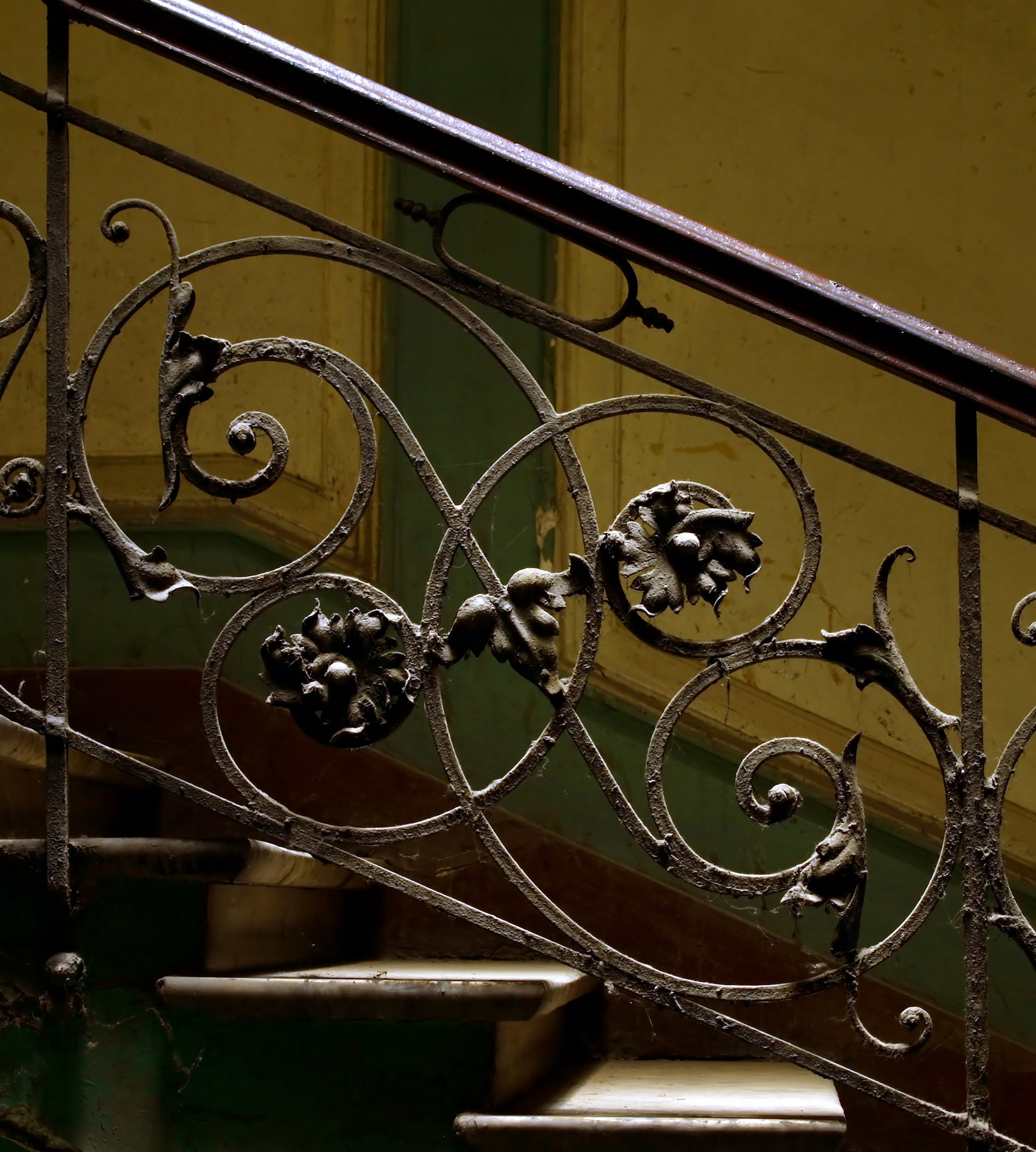
Вул. Пушкінська, 59
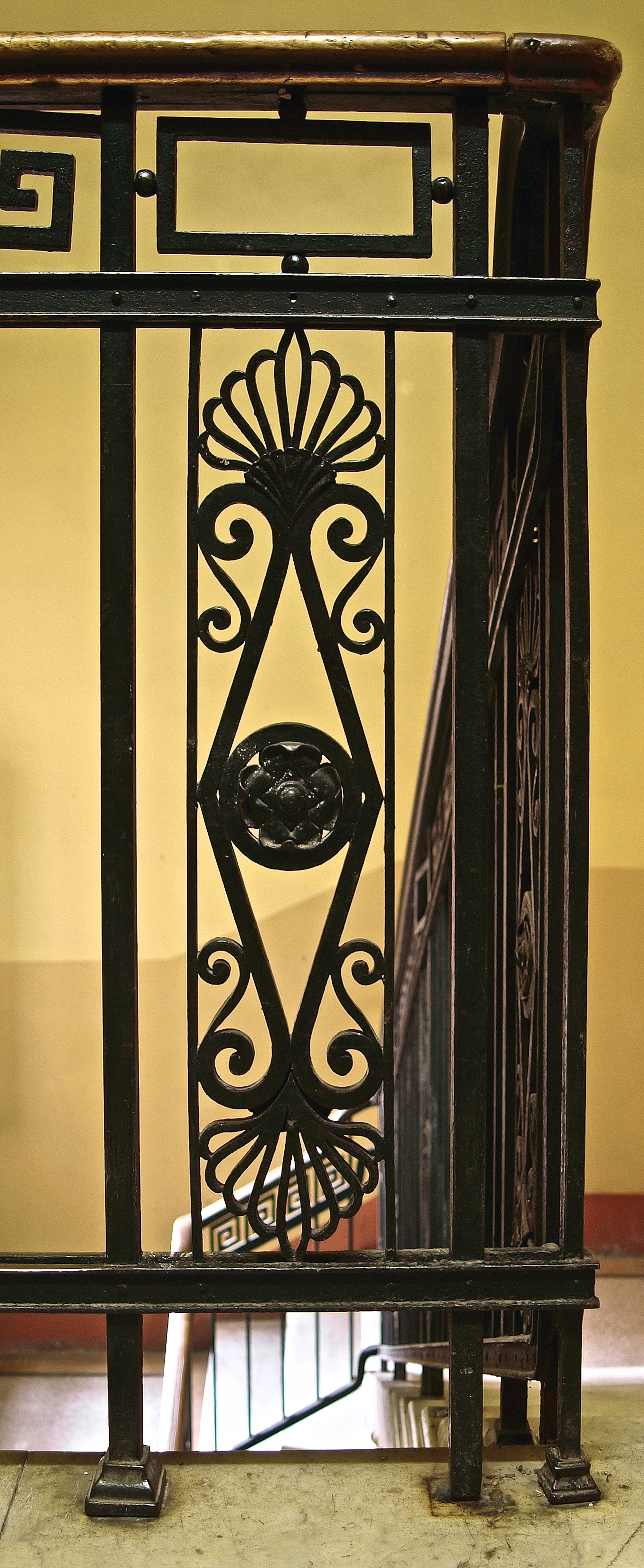
В стилі неокласицизму, 1914 р., вул. Пушкінська, 37
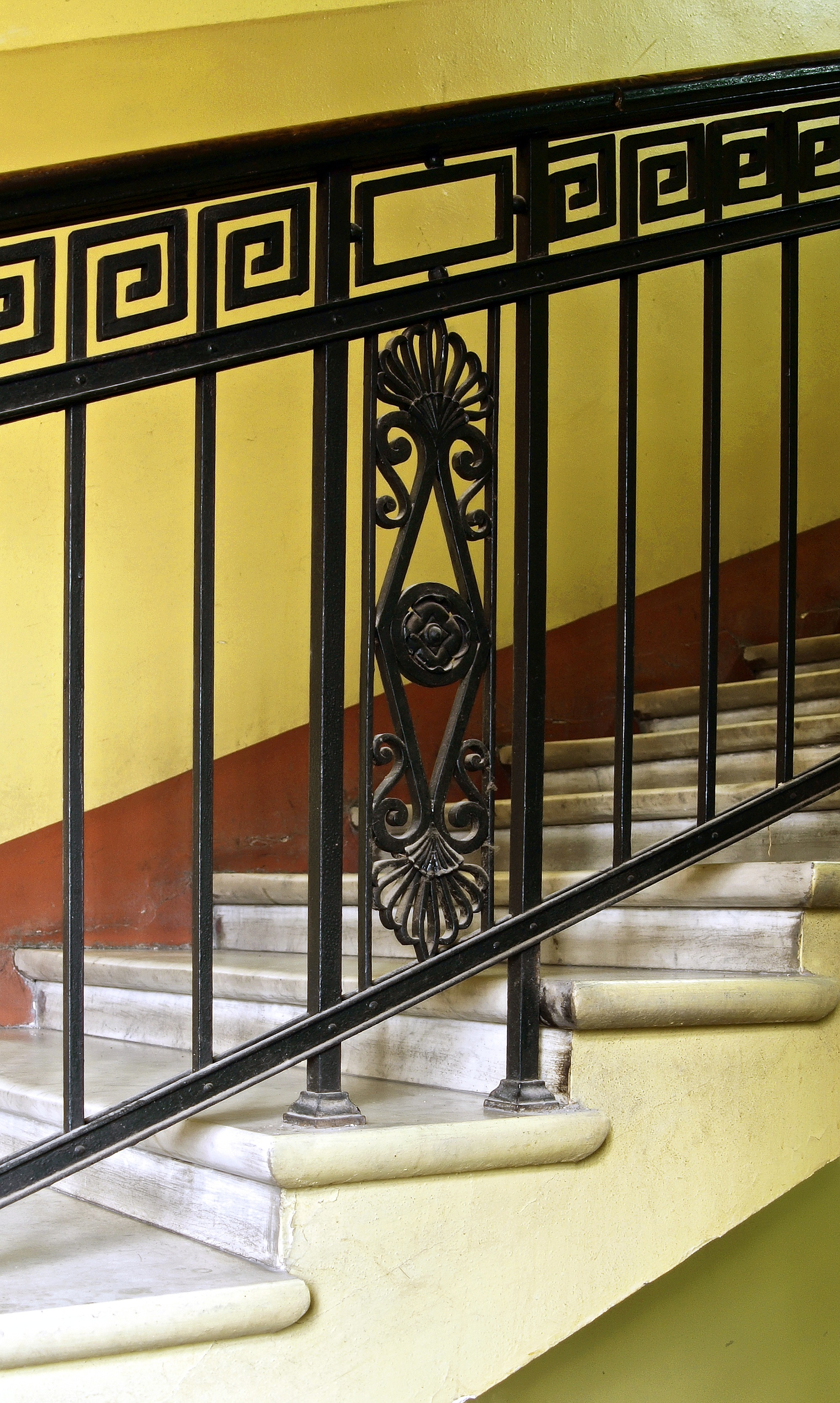
В стилі неокласицизму, 1914 р., На вул. Пушкінській, 37

## Архітектура Куяльнику

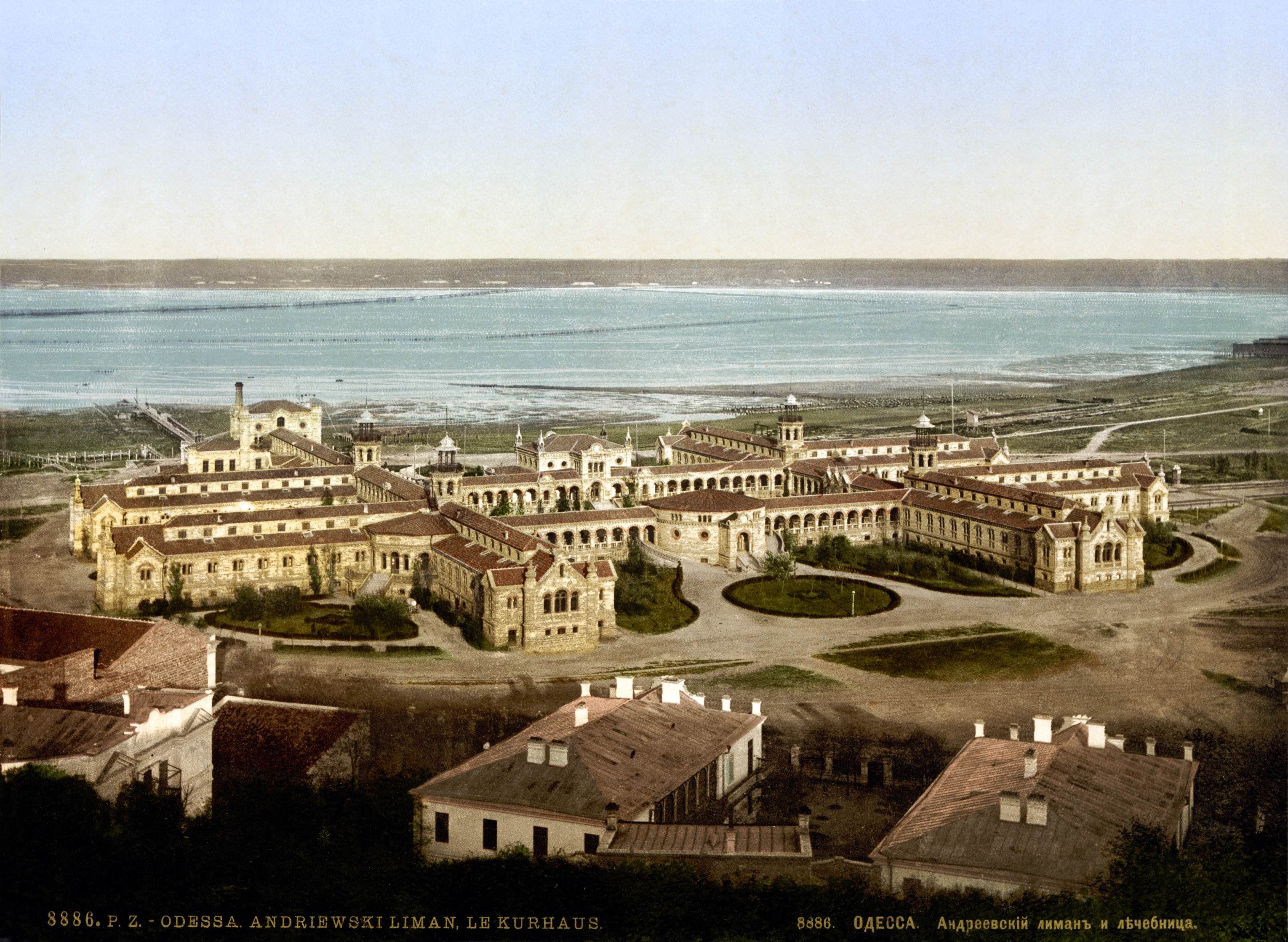
Курорт Куяльник (грязелікувальниця), вигляд з гори. Хромолітографія, 1890—1900 роки.

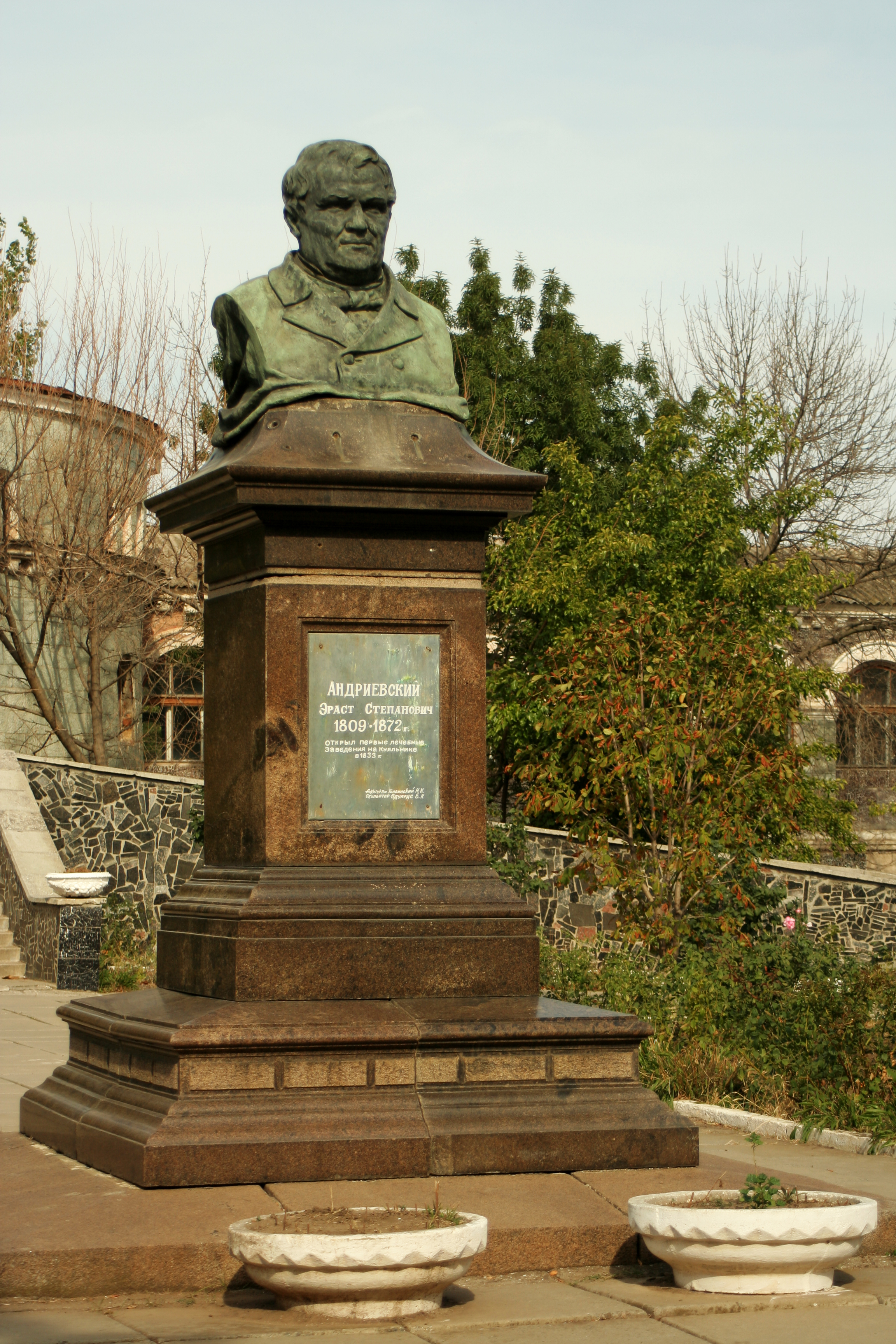
Пам'ятник лікарю Ерасту Андрієвському на території санаторія

Землі між Куяльницьким та Хаджибейським лиманами на початку 19 ст. належали генерал-майору князю Жевахову. Лікар з Одеси Ераст Андрієвський, сам прихильник лікування грязями, умовив міську владу створити санаторій. На кошти міста Одеси було придбано частку земель князя Жевахова, де розпочали будівництво грязелікарень. З 1833 р. будівельними роботами керував архітектор Кошелєв. Перші споруди курорту були дерев'яними.
Бурхливий розвиток курорту припав на 70-80 ті роки XIX ст. коли тут було закладено багато приватних дач та пансіонатів. У 1873 р. залізничний вокзал Одеси поєднали з курортом окремою залізницею і також відкрили сполученні від станції «Одеса-Порт».
Пiсля того як лікар Андрієвський залишив Одесу, e 1898 році на курорті йому встановлено пам'ятник роботи архітектора М. К. Толвінського та скульптора Б. В. Едуардса.
У 1890 році коштом міста Одеси було розпочато будівництво нової міської грязелікарні. Вже 1892 року вона почала працювати, її відвідало 1000 хворих, а наступного, 1893 року будівництво було завершено. Таким чином було закладено курортне призначення і функціонування міста Одеса.

## Обрані фото (галерея)

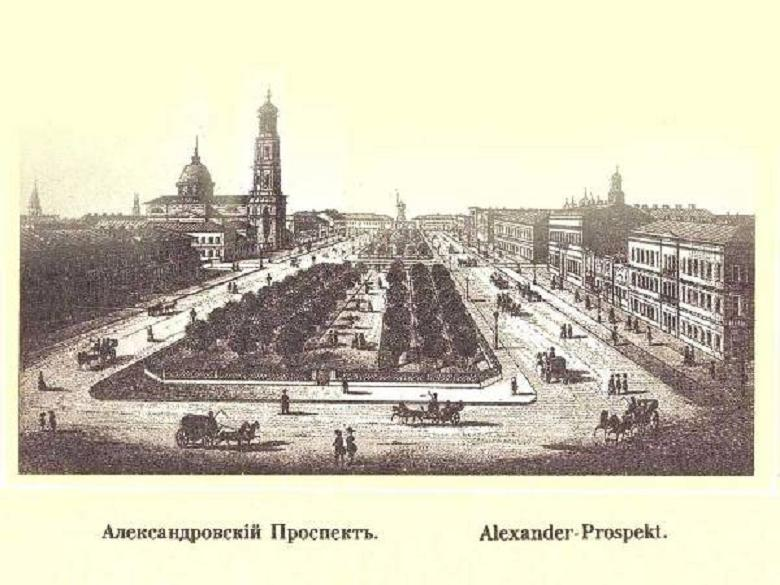
Одеса. Олександрівський проспект та Покровська церква. Стара поштівка.

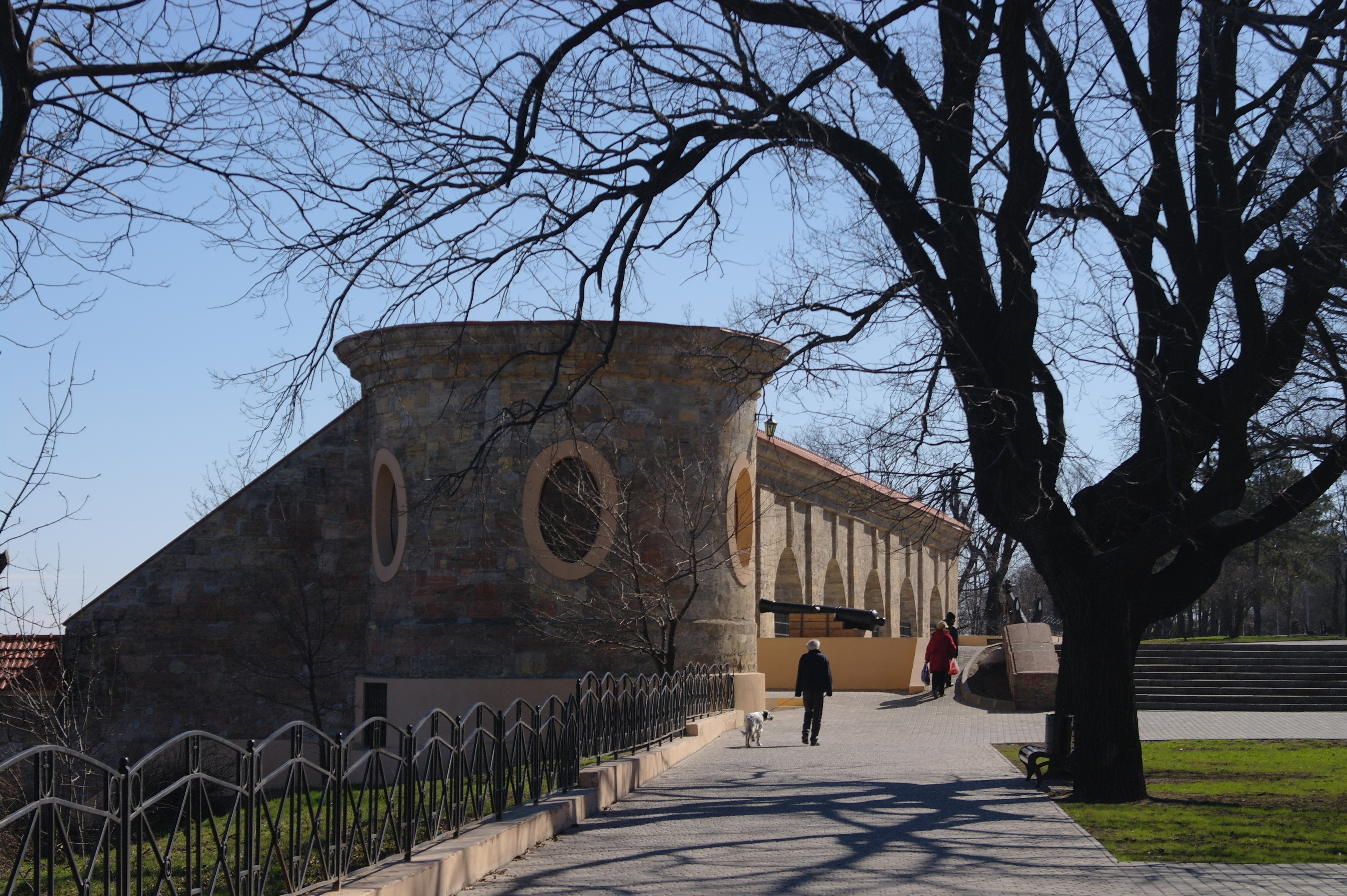
Сторожова вежа Карантину - тепер Музей «Стара Одеса»